# Pointe de Grave
 (février 2023).
La pointe de Grave (en occitan : punta de Grava) est un cap marquant l'extrémité septentrionale du Médoc et du département de la Gironde. C'est également la limite nord des Landes de Gascogne, de la Gascogne, de la forêt des Landes et de la Côte d'Argent.
Le choronyme « Pointe de Grave » (avec une majuscule) désigne le hameau historique le plus au nord du Verdon-sur-Mer, comportant, entre autres, la cité du Balisage et la cité des Douanes.
Dépendant administrativement de la commune du Verdon-sur-Mer, ce verrou naturel faisant face à Royan et à la presqu'île d'Arvert est une des « portes » de l'estuaire de la Gironde, qui baigne sa côte orientale, tandis que sa rive occidentale est bordée par l'océan Atlantique.
Le site, qui s'inscrit dans le parc naturel régional du Médoc et le parc naturel marin de l'estuaire de la Gironde et de la mer des Pertuis comprend des espaces naturels préservés (cordon dunaire, forêt domaniale de la pointe de Grave, marais du Logis et marais du Conseiller), des monuments (phare de Grave, phare Saint-Nicolas, phare de Cordouan), différents mémoriaux (monument aux Américains, aux membres de l'opération Frankton) et des infrastructures touristiques (Port Bloc et Port Médoc).
La pointe de Grave s'intègre à un ensemble géographique et touristique plus vaste, baptisé pointe du Médoc. Organisé en communauté de communes depuis 2001 (anciennement communauté de communes de la Pointe du Médoc), Le Verdon-sur-Mer appartient à la communauté de communes Médoc Atlantique depuis le 1er janvier 2017, qui comprend quatorze communes dont Soulac-sur-Mer et Saint-Vivien-de-Médoc.

## Géographie évolutive et quelques repères historiques
De l'embouchure de l'Adour à la pointe de Grave s'étend un cordon dunaire quasi rectiligne de près de 250 kilomètres, seulement percé par la vaste échancrure du bassin d'Arcachon : il s’agit de la Côte d'Argent. La pointe de Grave en constitue la partie la plus septentrionale. Ses limites sont constituées, à l'est, de la pointe de la Chambrette (où se trouve le port industriel du Verdon, sur l'estuaire de la Gironde). Elles sont moins bien définies à l'ouest : pointe Saint-Nicolas (rocher Saint-Nicolas) ou dune de Tout-Vent, à hauteur de Maison de Grave, un peu plus au sud, sur l'océan Atlantique.

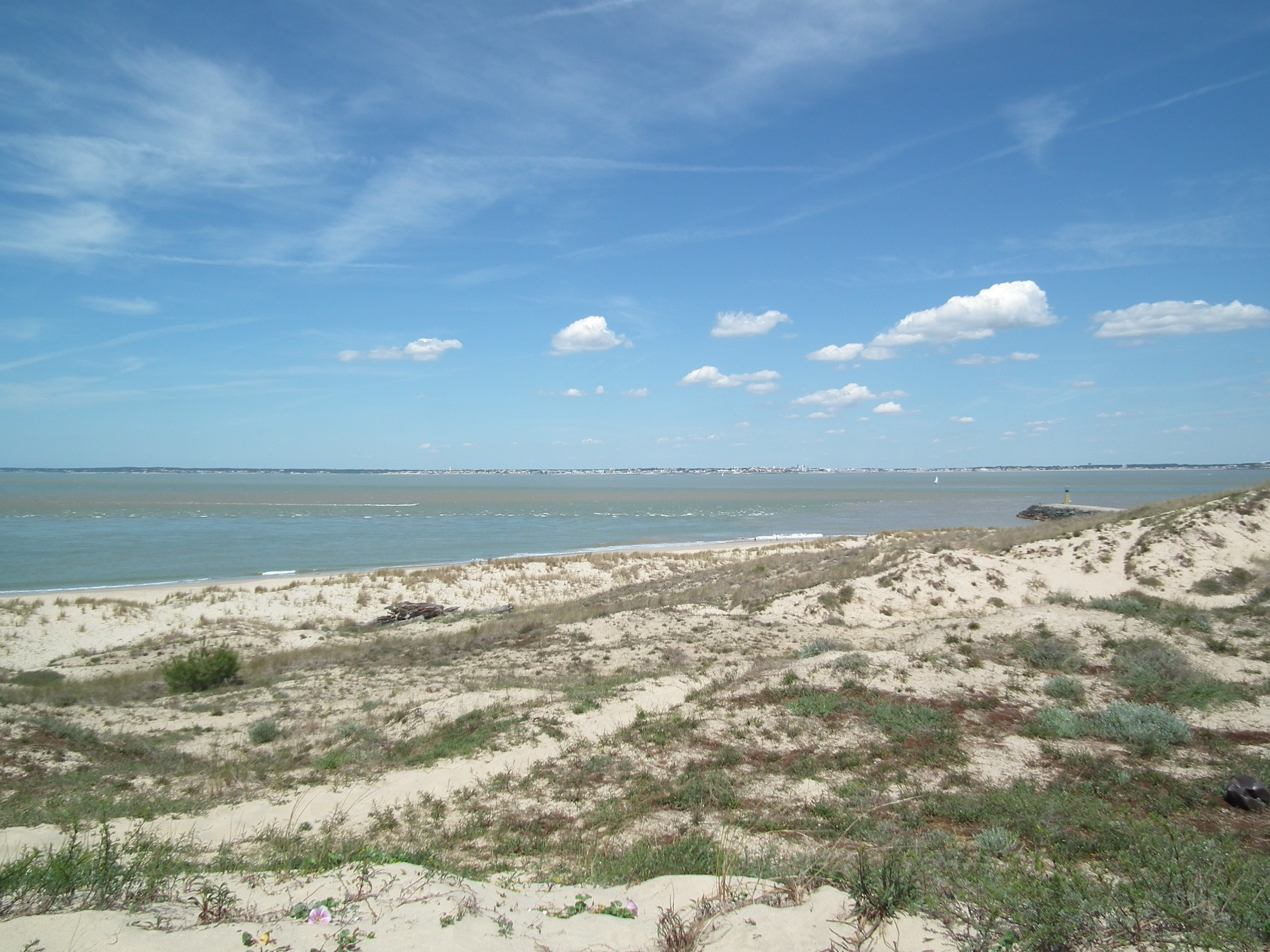
Dunes à la pointe de Grave (côté atlantique).

Façonnée par les éléments, la pointe de Grave a bien souvent changé de visage, au gré des tempêtes et des puissants courants océaniques et estuariens, qui font se déplacer les masses de sable de deux façons : transversalement ou longitudinalement (dérive littorale) à la côte. Le village de Saint-Nicolas-des-Graves et son prieuré bénédictin situé à la pointe de Grave ont dû être abandonnés au milieu du XVIIIe siècle. Les habitants sont allés créer le village de Soulac qui eut à subir à son tour l'assaut des sables en 1771. En souvenir de leur prieuré englouti, les bénédictins de l’abbaye Sainte-Croix donnèrent le nom de Saint-Nicolas-des-Graves à la chapelle édifiée dans le quartier du Sablonat au sud de Bordeaux. Au XVIIIe siècle, la pointe de Grave s'étendait encore jusqu'aux rochers de Saint-Nicolas — aujourd'hui au large du phare Saint-Nicolas et du monument de Grave. Un phare est aménagé en 1830, mais, dès 1837, dans sa Statistique du département de la Gironde, François Jouannet indique que : « établi d'abord sur une tour en maçonnerie, à l'extrémité de la pointe, on a dû le transférer à 440 mètres à l'ouest de la tour, parce que cette tour menaçait d'être bientôt ruinée par la mer (...) ».
Le phénomène d'érosion marine, particulièrement marqué entre la fin du XVIIIe et le milieu du XIXe siècle, alerte finalement les autorités. En 1843, une campagne de travaux comprenant la création de brise-lames et d'épis terminés par des fascinages est mise en œuvre. D'imposants blocs de pierre sont transportés depuis les côtes charentaises par gabares et installés à l'extrémité de la pointe : d'où le nom de « Port Bloc » donné au plus ancien port du Verdon (d'où les passagers en provenance ou à destination de Royan prennent le bac). Comme ailleurs en Aquitaine (mais aussi, et pour les mêmes raisons, en Arvert avec la forêt domaniale de la Coubre et en Oléron avec la forêt de Saint-Trojan), les dunes sont fixées par la plantation de pins maritimes et de chênes-verts : c'est l'acte de naissance de la forêt des Landes et de la forêt domaniale de la pointe de Grave, qui forment un même massif.

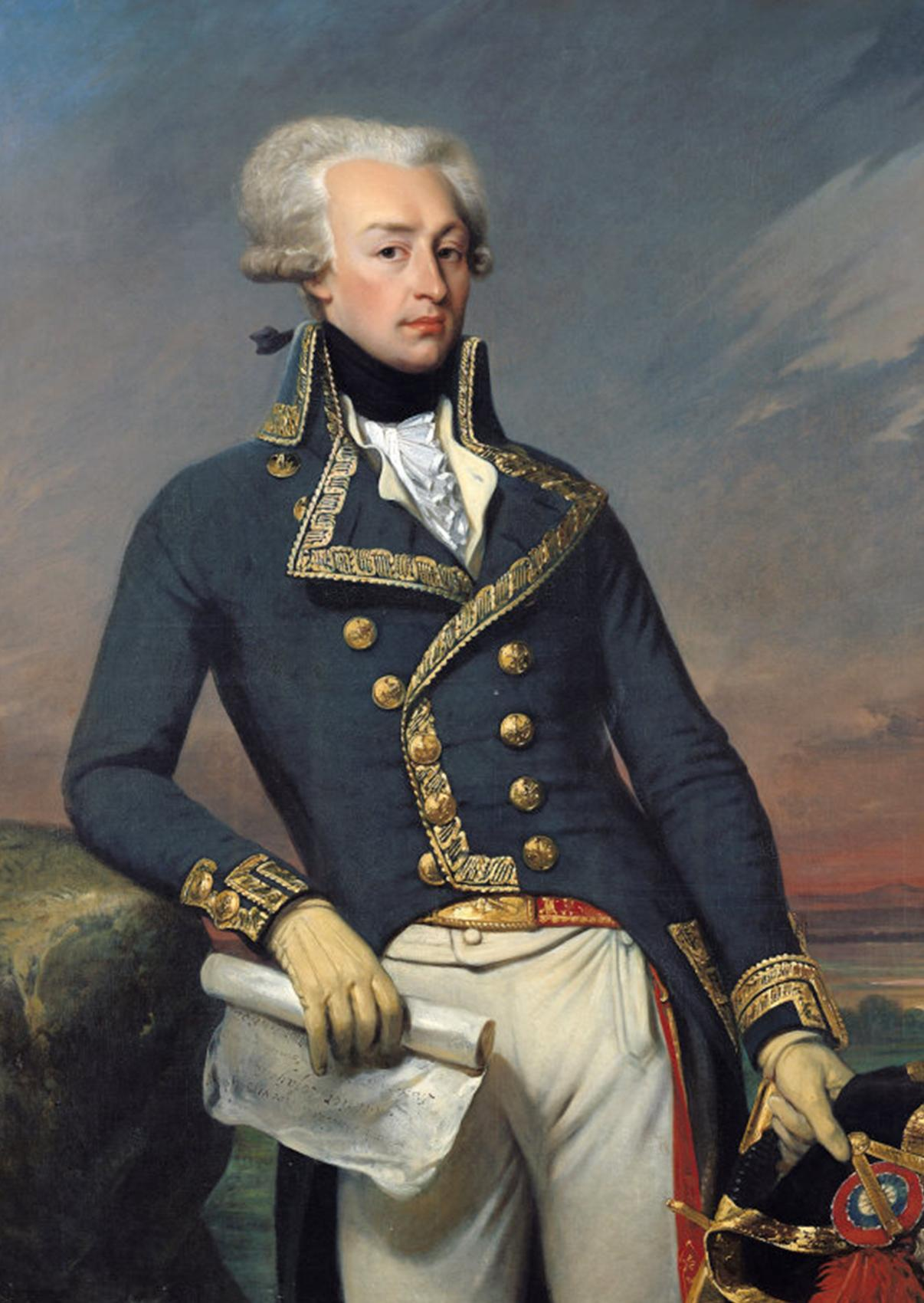
C'est depuis la pointe de Grave que La Fayette s'embarqua pour l'Amérique à bord de La Victoire en 1777.

Site stratégique de premier plan, la pointe de Grave a une histoire militaire particulièrement riche. C'est tout près de là (entre Soulac-sur-Mer et Le Verdon), le 20 octobre 1452, que débarque l'armée de John Talbot, que les Bordelais menacés par les Français ont appelé au secours, et qui sera finalement vaincue à Castillon quelques mois plus tard.
En 1777, le marquis de La Fayette, parti de Pauillac à bord de La Victoire, y fait une dernière halte avant de s'embarquer pour l'Amérique.
En 1917, pendant la Première Guerre mondiale, l'armée américaine du général John J. Pershing y débarque.
Les Allemands s'y installent en 1940 pendant la Seconde Guerre mondiale jusqu'en 1945. Si la France est libérée en septembre 1944, des poches de résistance allemandes (ou forteresses) se sont constituées de part et d'autre de l'embouchure de la Gironde, à « Pointe de Grave » (capitulation allemande le 20 avril 1945) et à Royan (capitulation allemande le 30 avril, le jour même du suicide de Hitler).

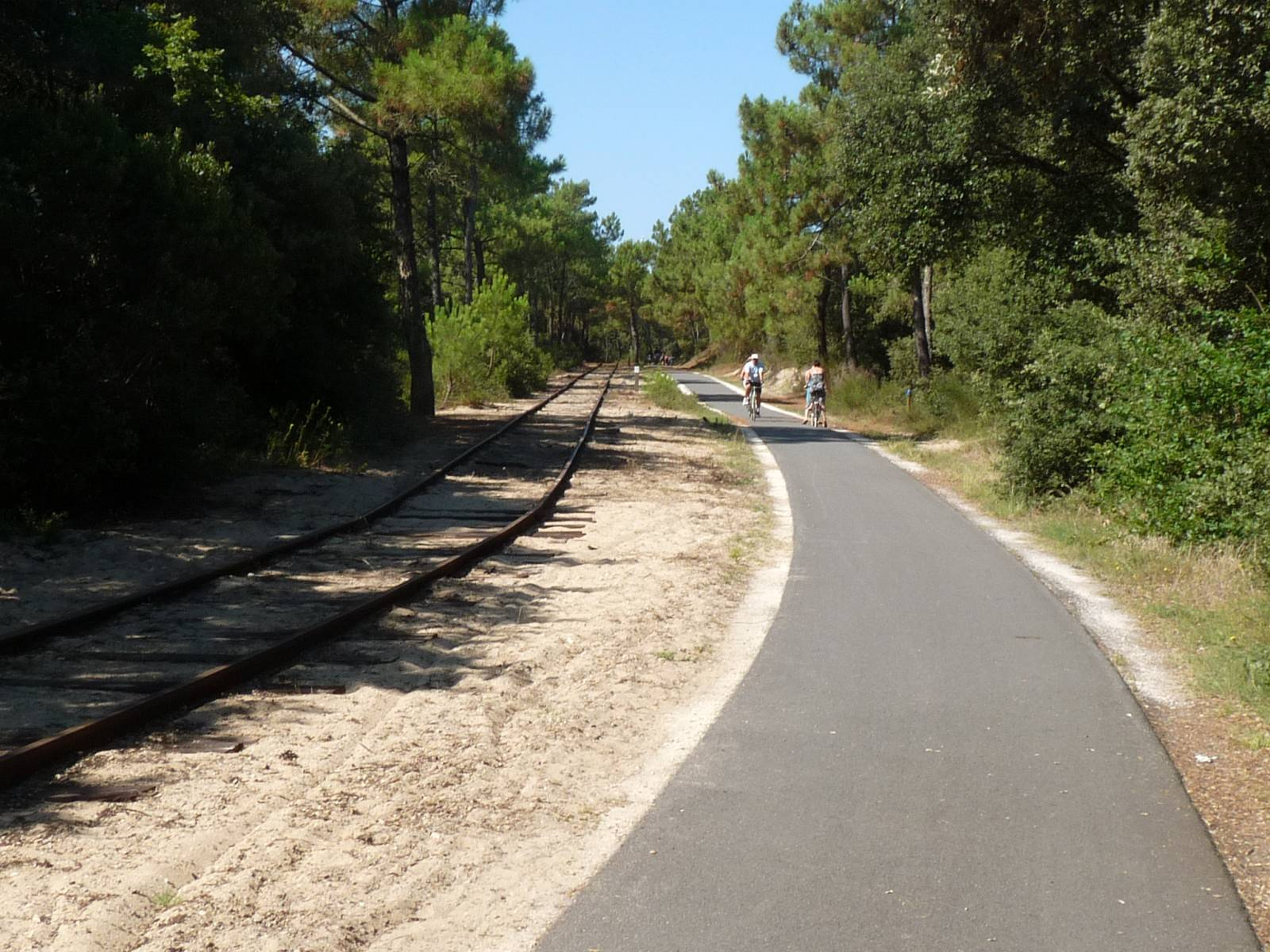
Piste cyclable (EuroVelo 1) au cœur de la forêt domaniale de la pointe de Grave, vaste pinède appartenant à la forêt des Landes.

En 2020, la pointe de Grave est un site touristique renommé, disposant de diverses commodités (tables de pique-nique, toilettes, etc.). Elle dispose de deux plages surveillées. L'une, la plage Saint-Nicolas, sur l'océan Atlantique (plage océane) est soumise à de forts courants (phénomènes de baïnes) et à la houle ; de ce fait, la baignade y est parfois dangereuse. L'autre, la plage de la Chambrette, sur l'estuaire de la Gironde, est abritée des courants. En marge des plages, des sentiers de promenade et des pistes cyclables ont été aménagés, permettant de découvrir le cordon dunaire et la forêt de pins environnante. La marina de Port Médoc, mise en service en 2004, donne sur l'embouchure de la Gironde. Ses abords abritent boutiques, bars et restaurants. Un petit train touristique relie la pointe de Grave au lieu-dit les Arros, aux confins de la station balnéaire de Soulac, et un service de bacs permet de rejoindre Royan et les autres stations balnéaires de la Côte de Beauté.

## Histoire

### Une présence humaine depuis des milliers d’années
La pointe du Médoc est habitée depuis très longtemps, mais le plus souvent de manière sporadique et temporaire. Les hommes attirés par l’endroit stratégique à l’entrée de l’estuaire furent souvent chassés par les éléments naturels, d’où la difficulté de trouver des traces très anciennes de leur passage, traces noyées et dispersées par les courants et les eaux, recouvertes par le sable. Les fouilles entreprises à Soulac-sur-Mer laissent à penser que sa présence pourrait dater de 8000 av. J.-C., après la déglaciation, au Mésolithique moyen. À ce moment-là, le climat devient comparable au climat actuel.
Le Médoc n’a cessé, en effet, de se transformer au cours des millénaires. Le littoral médocain n’a pas toujours été tel qu’on le connaît aujourd’hui. Des documents datant de l’époque romaine, des portulans et cartes anciennes de la région sont le témoignage des changements de paysage.
Des ossements d’éléphants antiques (Palaeoloxodon antiquus) retrouvés à Soulac (au Gurp, un individu adulte jeune, et à l’Amélie, un individu juvénile sur les sites de la Glaneuse et de la Balise) prouvent l’ancienneté de ces terres.
Territoire inhospitalier, soumis aux tempêtes et à l’érosion, façonné par les vents et les eaux, les principaux changements du paysage sont la formation et le déplacement des marécages, l’avancée dunaire, un envahissement des terres par le sable, une variation continuelle du trait de côte avec formation de bancs de sable et de pointes ou caps, et même d’îles et d’îlots…
Avant le Moyen Âge, on constate que Cordouan est un plateau rocheux rattaché au continent (le phare n’existe pas encore). Soulac est sur l’estuaire de la Gironde et non en bordure d’océan. Le Verdon est une île.
La zone est surtout marécageuse, d’où la vocation, très tôt, d’y établir des marais salants. Sur le site de la Lède du Gurp qui est la zone médocaine la plus fouillée, les abords d’un marais ont été occupés pour y produire du sel (d’où le nom de Lède) depuis le Mésolithique (entre 8000 et 6000 av. J.-C.) jusqu’au début de l’Antiquité. L’étude des restes végétaux retrouvés sur place donnent des renseignements sur les paysages.
Quant aux déplacements de population, les exemples connus et parlants sont :
- celui du prieuré de Saint-Nicolas-de-Grave. Installé vers 1087, le prieuré est décrit comme détruit en 1259, gagné par les eaux et le sable. Il est reconstruit plus au sud et en retrait du rivage ;
- celui de Soulac : le village est abandonné au sable en 1741. Seul le sommet du clocher de la basilique Notre-Dame-de-la-fin-des-Terres émerge des sables et sert d'amer aux navigateurs : un nouveau village est édifié quelques kilomètres plus à l'est au lieu-dit le Jeune-Soulac. Au tout début, les hommes étant très mobiles (nomades), les lieux très changeants, peut-on confondre l’histoire de la pointe de Grave avec celle du Nord-Médoc, dit Bas-Médoc. On peut aussi la rapprocher de l’histoire des Landes de Gascogne dont le Médoc fait partie.

### Une occupation des terres dès la Préhistoire

#### Au Paléolithique
Si la mobilité et les réseaux d’échanges des groupes humains vivant en Aquitaine au Magdalénien peuvent renforcer l'idée de la présence possible et épisodique de chasseurs-cueilleurs-pêcheurs nomades vivant dans le Médoc périodiquement, dès le Paléolithique, il est difficile de retrouver[réf. souhaitée] à cet endroit des traces tangibles du passage de l’Homme avant le Mésolithique. L’absence d’abris naturels constituait certes un environnement peu propice aux établissements humains, mais on peut faire un rapprochement avec d’autres territoires ressemblants comme la Honteyre à Le Tuzan. Dans ce qui pouvait être un désert sableux et marécageux avec une forêt primaire embryonnaire de chênes et de pins, on y a retrouvé un nombre important d’outils lithiques en silex taillés.

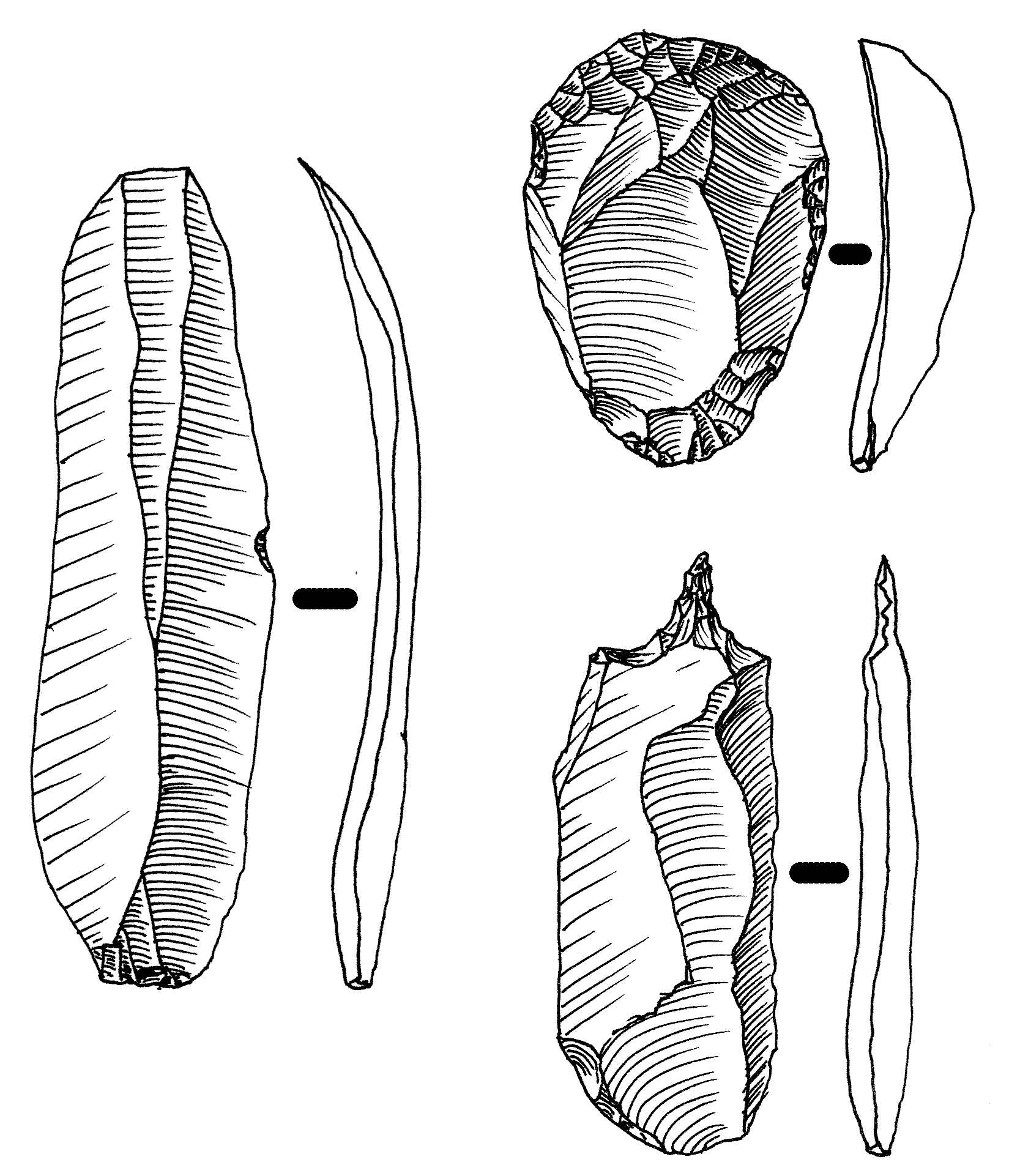
Outils lithiques (en pierre) du Paléolithique supérieur : lame de silex, grattoir et perçoir.

Il n’est qu’à rappeler aussi la proximité de sites préhistoriques :
- en Gironde, Le Caillou à Lapouyade[10], le roc de Marcamps et la grotte de Pair-non-Pair (sur l’estuaire à l’époque), les gisements de l’Entre-deux-Mers[11] : le talus de Saint-Germain-la-Rivière, l’abri Faustin à Cessac, l’abri du Morin à Pessac-sur-Dordogne, le site de Moulin-Neuf, avec l’abri Lespaux et les grottes de Jaurias à Saint-Quentin-de Baron… ;
- dans les Landes, Brassempouy (la dame de Brassempouy) ;

Des populations nomades préhistoriques pourraient bien, entre 12000 et 9000 av. J.-C., s’être installées dans cette région du Médoc sableuse et plantée de pins, très ressemblante au Tuzan du point de vue de l'environnement, même si l'on n’a pas pu retrouver d’objets lithiques datant de cette période pour en être sûr.
Datant de la période entre 9000 et 8000 av. J.-C., un certain nombre de silex aziliens ont été découverts à Soulac (sur le fleuve à l’époque) et sur l’étang d’Hourtin en formation, montrant l’installation temporaire de populations préhistoriques peu nombreuses cependant.

#### Au Mésolithique
Une occupation humaine est certaine dans le Bas-Médoc dès le Mésolithique : outillage microlithique (pierre taillée) retrouvé tout au long de la côte.
À cette époque, les hommes sont encore des chasseurs-cueilleurs qui commencent cependant à se sédentariser. Ils vivent sous un climat proche du nôtre et ne sont plus obligés de se déplacer en fonction des ressources du lieu. À la différence des populations nomades précédentes toujours à la recherche de pâturages pour leurs troupeaux, ils commencent à pratiquer une agriculture itinérante, sur brûlis, ne se déplaçant plus que sur de très courtes distances, de terrains à terrains.
Les fouilles archéologiques ont montré l’existence aussi, déjà à cette époque, d’une exploitation et d’un commerce ancien du sel dans ce secteur pouvant expliquer aussi ce début de sédentarisation.
Le site archéologique de la dépression du Gurp témoigne de cette occupation humaine. L'étude des différentes couches géologiques⁣⁣, ⁣ notamment les couches huit à onze montrent de manière certaine (surtout à partir de la couche onze) qu'une activité anthropique s'est déroulée sur cette zone à cette période du Mésolithique, au préboréal, au boréal, industrie de type sauveterrien, semble-t-il. Des restes végétaux, bois travaillés, charbons, silex, traces d'animaux...ont été retrouvés sur ce site de la Lède du Gurp très riche en découvertes archéologiques, un des principaux sites de la façade atlantique en ce qui concerne le Mésolithique.
À l’Amélie, sur la commune de Soulac-sur-Mer, au sud de la ville (dune et plage), un foyer mésolithique a été découvert : éclats de silex brûlé et fragments de charbon de bois.

#### Au Néolithique
Les traces de l’homme dans le Nord-Médoc, au Néolithique, sont plus nombreuses : des lames, haches de pierre, pointes de flèches, grattoirs ont été retrouvés à la plage Saint-Nicolas, au Grand Logis (ancien lieu-dit situé au hameau du Logis aujourd'hui et que l'on peut retrouver sur la carte de l'état-major, de 1820 à 1866) et à la station des « Douves » à Saint-Seurin-de-Cadourne : on peut retrouver ces objets au musée d’Archéologie de Soulac ou au musée d'Aquitaine de Bordeaux. La pierre polie remplace progressivement la pierre taillée.
L'homme exploite au mieux son milieu naturel, il est agriculteur (blé, mil, riz, sorgho…), et, même s’il chasse encore, il est devenu éleveur en domestiquant des animaux comme le bœuf, la chèvre et le sanglier. On a retrouvé des traces de troupeaux gravées dans les sédiments de cette époque, traces de chien, empreinte de pied de berger ainsi que trace de son bâton (ou d’une de ses échasses ?).
Une cuve à saumure datant de cette époque de la Protohistoire (3000 avant notre ère environ) a été découverte sur la plage de la Lède du Gurp à Soulac-sur-Mer attestant la présence de marais salants à cet endroit.
On[style à revoir] a retrouvé aussi sur ce site, le plus riche d'un point de vue archéologique, des poinçons, des pointes de flèches, des fragments de hache polie, de la céramique…, et ce qui restait d'un petit dolmen : à l'intérieur, les restes d'au moins cinq corps, trois adultes et deux enfants.
D'autres outils lithiques ont aussi été retrouvés à l'Amélie, à la pointe de la Négade, à la Balise, aux Cousteaux, à la Glaneuse.

### Protohistoire

#### Âge du cuivre (ou Chalcolithique)
À l’âge du cuivre (ou Chalcolithique), continuant à travailler la pierre (taillée, polie), l'homme commence aussi à fabriquer les premiers objets de métal vers 2700 avant Jésus-Christ. Le cuivre étant un métal mou, ce sont, au début, des objets de petite taille : des objets de décoration, des objets du quotidien (tiges, alènes, petits poignards de soie, gobelets…), des bijoux, pendentifs, perles en tôle roulée… Les outils et armes furent longtemps faits de pierre ou d'os.
Cependant, on a pu trouver à la pointe du Médoc, en grand nombre, des outils et des armes faits de cuivre : une centaine de haches plates très minces, simples, sans rebords, quelques poignards à languette, une vingtaine de pointes de type Palmela, un très grand nombre de hachettes… ont été découverts sur la plage de Montalivet, à Grayan-et-l'Hôpital, Bégadan, Hourtin, Soulac-sur-Mer (La Glaneuse), Saint-Germain-d'Esteuil, pour un poids d’au moins une quinzaine de tonnes. La Gironde dont le sous-sol est dépourvu de cuivre occupe le premier rang en Aquitaine pour ce type de découvertes. Cela semble vouloir indiquer une importation massive à cette époque de minerai ou d’outils finis provenant d’autres régions. Les menus objets de cuivre ont pu être obtenus par échange, et non produits sur place. Les analyses des traces d’impuretés de ce métal (notamment d'arsenic qui durcit le cuivre) montrent qu’une partie de ce cuivre (cuivre arsenié) pourrait provenir de la péninsule Ibérique tandis que le reste contenant d'autres impuretés (antimoine, argent, nickel, cobalt…) pourrait provenir des régions voisines : Périgord, Limousin, Pyrénées-Atlantiques… Avec cette accumulation inégalée d'objets de cuivre hors des régions cuprifères, on s’interroge aussi sur la nature des relations de l'homme de cette période avec ses fournisseurs potentiels en cuivre. L’évolution qui fera plus tard du Médoc et de ses marges l’une des plus grandes régions métallurgiques du bronze moyen en France, s'amorcerait-elle, dès l’aube de l’âge des métaux, ?

#### Âge du bronze et les Médules
Avec le travail du cuivre, au début par simple martelage, l'homme est devenu métallurgiste. Il s'aperçoit bientôt que le métal est plus facile à travailler lorsqu'il est chauffé, puisqu'il peut être moulé. De 3000 à 1000 av. J.-C. environ, il commence à faire des alliages, ajoute de l'étain au cuivre pour obtenir le bronze. Cette découverte leur permet de fabriquer des armes et des outils plus solides, plus résistants.
Le Médoc est une région des plus prospères durant cette période de l'âge du bronze marquée par une occupation humaine très dense : l’activité pastorale est attestée par des pistes d’empreintes de bœufs, chevaux et petits herbivores (moutons, chèvres…). Elle se double d’activités artisanales, relevant en particulier de la métallurgie du bronze : des moules de hache et d’enclume ont été retrouvés à la Lède du Gurp. À l’Amélie, des vases datables du bronze moyen médocain ont été retrouvés. À la pointe de la Négade, on rencontre quelques tessons épais et quelques silex taillés datables pour la plupart de la même époque.

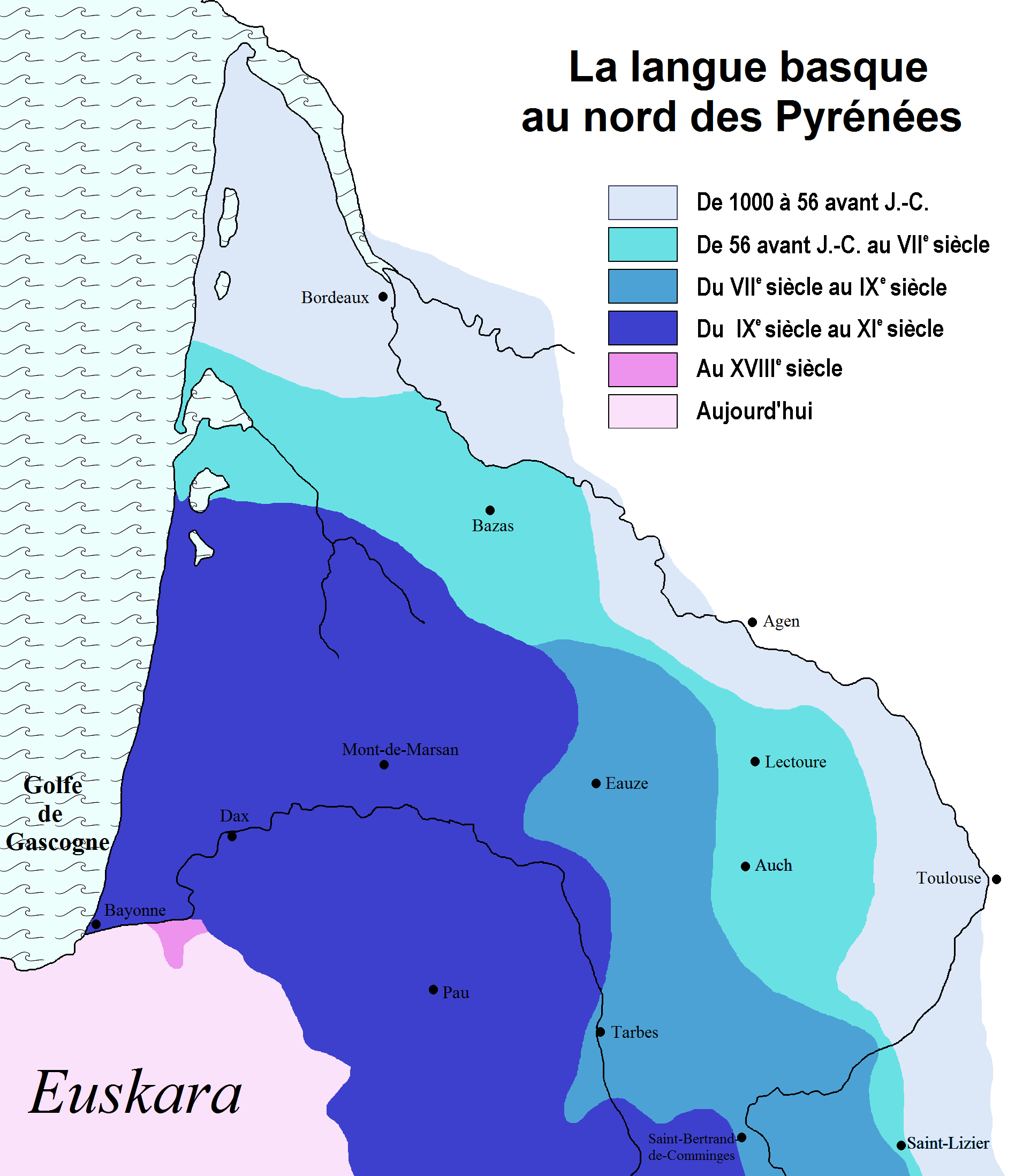
Les Médules (peuple proto-basque) occupent le Médoc, en gris sur la carte.

C’est à cette période du bronze moyen, avant l'arrivée des Gaulois (Bituriges Vivisques) que les terres nord-médocaines se seraient fortement développées, avec notamment l’installation du peuple des Médules (Meduli), qui a donné son nom aux habitants du Médoc. Les Médules étaient un peuple aquitain (proto-basque), préceltique que Jules César décrira comme un peuple n'ayant rien à voir avec les Gaulois, plutôt proches des Ibères dont ils diffèrent par le langage, les coutumes et les lois.

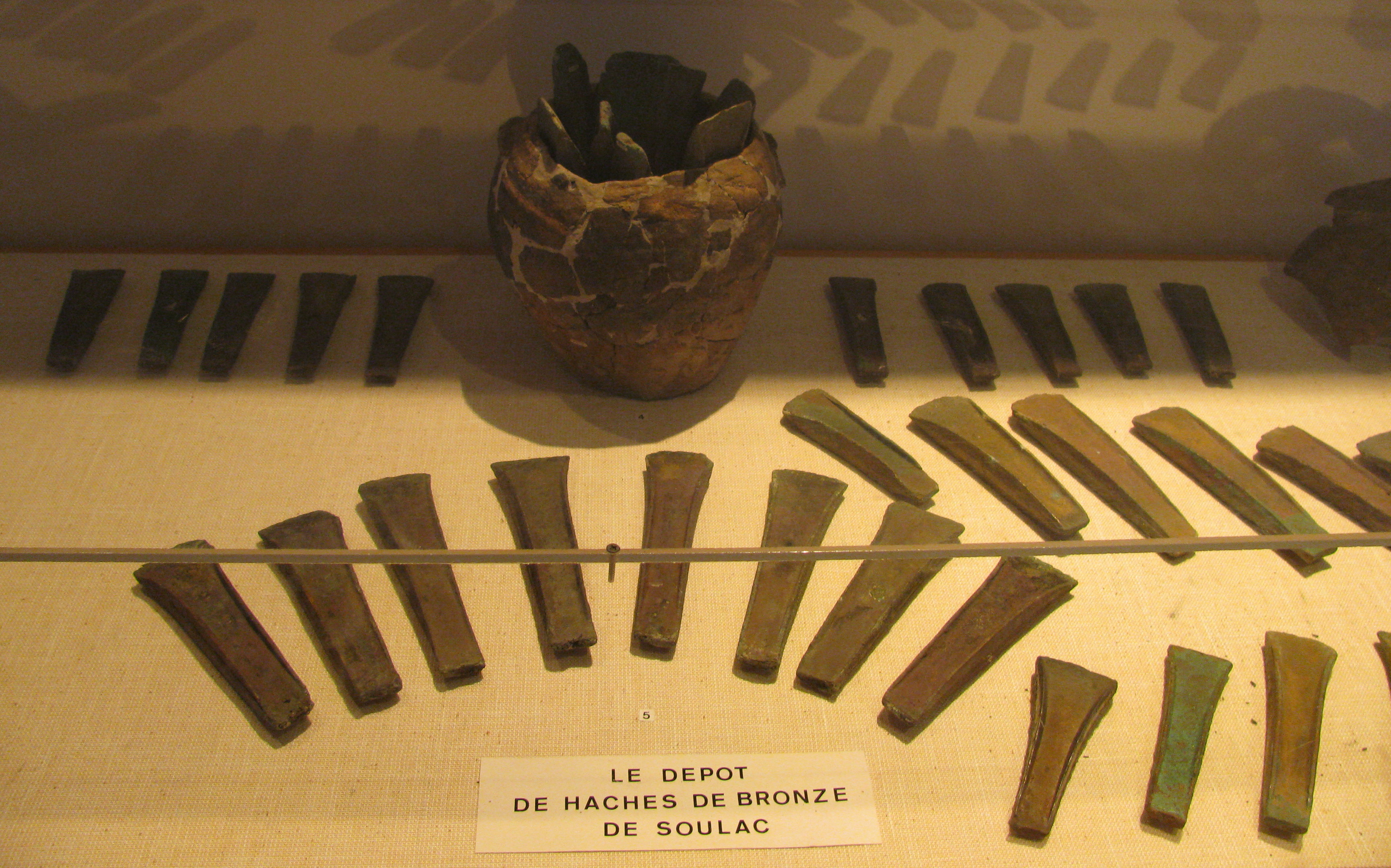
Haches médoquines de bronze (lames à bord large), musée de Soulac-sur-Mer.

Le Médoc est la région d'une production massive de haches à rebords à tranchant étroit et à bords rectilignes : le docteur Ernest Berchon recensa près d’un demi-millier de ces « haches à double coulisse » pour lesquelles il proposa le terme de « hache médoquine ». Cette terminologie de hache de type médocain a depuis été adoptée par la communauté scientifique pour désigner ce type de hache si particulier.
La forme des haches découvertes dans tout le Médoc sur une cinquantaine de sites différents, de Saint-Estèphe jusqu'à Saint-Laurent et même Caudéran, a évolué au fil du temps avec cent vingt-six haches retrouvées qui comportaient un talon (environ 13 %). Les premières découvertes ont souvent été faites dans des champs par des viticulteurs lors du travail de la vigne.

#### Âge du fer, époque gauloise: les Bituriges Vivisques
La région s’enrichit et se développe encore à cette époque, notamment avec l’arrivée des Bituriges Vivisques, un peuple celte venant de la Gaule celtique. Ce peuple constitue une partie des Bituriges et a été déplacé de la région de Bourges à l’embouchure de la Gironde.
Ils sont installés le long de l’océan, laissant aux Médules la partie estuaire. De fait, leur territoire se retrouve enclavé dans celui des Aquitains (proto-basques, non gaulois) sans pour autant appartenir à leur confédération. Par ailleurs, comme l'indique Strabon, ils ne paient pas d'impôts aux Aquitains, les deux peuples semblant vivre côte à côte en parfaite intelligence. Il parle à leur propos de forges en très grand nombre.
Les Bituriges Vivisques vont fonder au Ier siècle av. J.-C. un port que les Romains font prospérer sous le nom de Burdigala (Bordeaux aujourd'hui).
Il est difficile de caractériser l'habitat de cette époque. Si de nombreux sites datant de l'âge du fer ont été repérés dans le Nord-Médoc (route de Dépée à Grayan-et-l'Hôpital, le Gurp, La Glaneuse, la Négade, l'Amélie… à Soulac-sur-Mer, le nord du bourg à Talais, à Gaillan-en-Médoc, Brion à Saint-Germain-d'Esteuil…) grâce à la nature du mobilier (rejets domestiques), tout au plus peut-on supposer l'existence d'habitats en nombre important sans pouvoir vraiment parler d'agglomérations,.
Les ossements d’au moins un individu datant de cette époque ont été découverts à la Lède du Gurp.
Les modifications incessantes de paysages au fil des siècles, entre océan, estuaire, marais, îles... rendent difficile la restitution de la pointe du Médoc à cette période de l’âge du fer, qui débute vers 800 av. J.-C. … La Garonne est, semble-t-il, alors divisée en deux bras. Le bras nord est à peu près au même endroit que l’estuaire actuel. Sur le bras sud, on retrouve Soulac formant une île à l’embouchure, Le Verdon formant une autre île.

Le sanglier-enseigne de Soulac-sur-Mer retrouvé en excellent état et présenté au musée d'archéologie de la ville semble provenir de cette tribu des Bituriges.

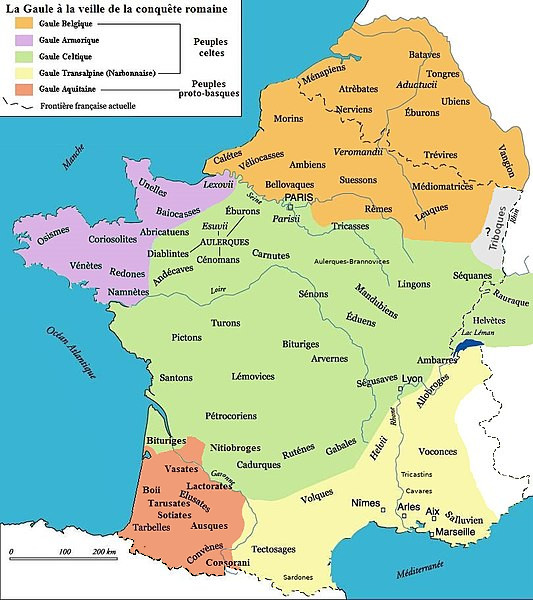
Peuples gaulois.

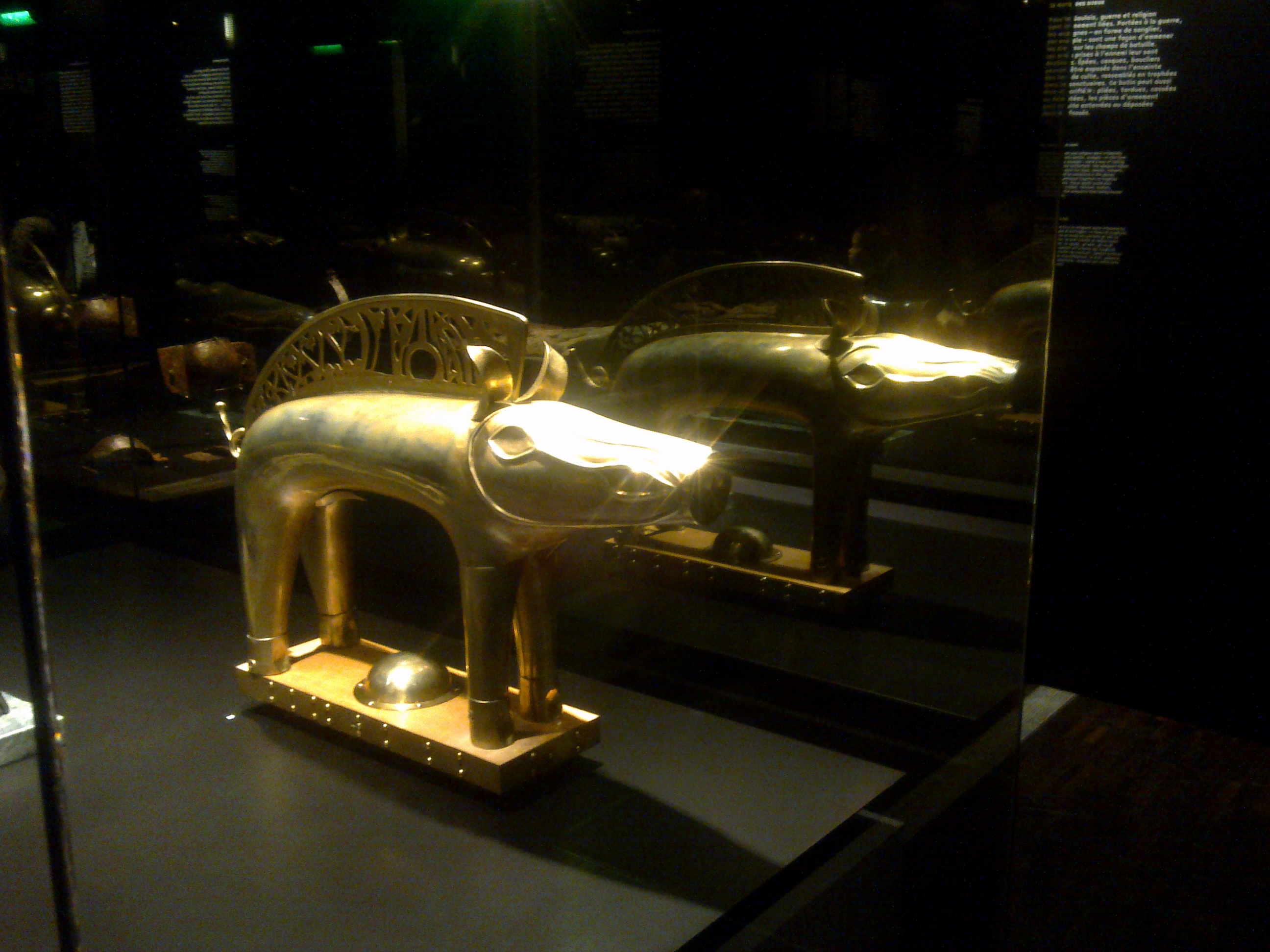
Enseigne gauloise de Soulac-sur-Mer (sanglier stylisé).

Des monnaies datant de l'âge de fer (-725 à -25 environ) ont été découvertes sur diverses plages confirmant l'existence de sites à vocation commerciale prononcée, notamment le commerce de l'étain. Il s’agit de monnaies celtiques (gauloises) en or, argent, bronze ou potin (à la Glaneuse), de monnaies à la croix, de monnaies de type négroïde (des Volques Tectosages installés dans la région de Toulouse), d'oboles, de monnaies ibériques (à l’Amélie), de monnaies de Carthage (à la Négade).
Grâce à Posidonios d'Apamée et à son voyage en Gaule jusqu'à l'estuaire de la Gironde, on[Qui ?] connaît mieux la géographie de la région et surtout les mœurs et la structure sociale des Gaulois.
Les descriptions datant de cette époque distinguaient les Celtes qui commerçaient avec les Grecs, des Galates, peuples guerriers qui étaient considérés comme éloignés de la civilisation.
Posidonios montre cependant que les Celtes commerçaient également avec leurs parents galates. Ils leur fournissaient des produits méditerranéens reçus des Grecs, en échange de matière première (minerais surtout) et de services (mercenariat essentiellement), etc. : « Le plus souvent, les marchandises sont transportées par des voies fluviales, les unes utilisées pour la descente, les autres pour la montée » : est-ce valable pour l'estuaire de la Gironde ?

### Antiquité, époque gallo-romaine
Certains ont cru reconnaître l'île d'Antros (citée par Pomponius Mela) dans l'île située à l’embouchure de la Gironde et qui serait devenue l’actuelle pointe de Grave, ou bien même dans l'île du rocher de Cordouan, ou dans l'île de Jau, mais la position géographique de cette île est très controversée, d'autres la situant même à l'embouchure de la Loire.
Les maisons de l'extrémité du Médoc n'étaient couvertes que de roseaux. Jacques Baurein cite M. Bullet qui dans ses Mémoires sur la langue celtique affirme que « « Soul » première syllabe du mot Soulac signifie paille, chaumière ou maison couverte de paille ». D'où aussi le nom du hameau « les Huttes ».
L'huître locale, naturelle, non cultivée à l'époque gallo-romaine, est l'huître plate (Ostrea Edulis), communément appelée belon. Très appréciée des Romains, nommée par eux « callibléphare » (belle paupière) pour le bord festonné de son manteau, elle était expédiée jusqu'à Rome.[réf. nécessaire]
Pendant très longtemps encore, la récolte des huîtres ne se fera que sur des gisements naturels. Ce n'est qu'à partir du XVIIe siècle que va se développer une première culture d'huîtres dans les réservoirs des marais salants. Les naissains étaient récoltés sur les rochers, les huîtres juvéniles étaient élevées en bassin.
La pointe de la Négade renferme des vestiges de l'époque gallo-romaine.
Une amphorette gallo-romaine entière a été trouvée à l’Amélie. Deux pièces de monnaie antiques usées mais sans trace d'oxydation ni de patine ont été découvertes en 1970 lors du dragage de l'anse de Port Bloc : un sesterce en laiton à l'effigie de Vespasien (empereur de 69 à 79), un dupondius en laiton représentant Hadrien (empereur de 117 à 138).

#### Le vignoble

Vignobles médocains : le vignoble du Bas-Médoc en vert clair.

Les premiers plants de vigne dans le Médoc datent donc de l'époque gallo-romaine (vers l'an 60 apr. J.-C. environ).
Si les plus grands crus classés sont sur le territoire du Haut-Médoc, le Bas-Médoc (ou Nord-Médoc : la partie du Médoc la plus proche de l’embouchure de la Gironde, près de la pointe de Grave) possède aussi de grands vins, moins réputés, sur de plus petites propriétés dites paysannes, sans péjoration. Les vins du Nord-Médoc ont l'appellation « médoc » (AOC) sans plus de précision. Ce sont les vins produits au nord d'une ligne allant de Saint-Yzans-de-Médoc à Saint-Germain-d'Esteuil. Hors de ces deux communes, on trouve des vignes à Blaignan-Prignac, à Bégadan, à Saint-Christoly-Médoc, à Lesparre-Médoc, à Vensac, à Valeyrac, jusqu'à Saint-Vivien-de-Médoc… Jusqu'en 1960 environ, on[style à revoir] vendangeait aussi au Verdon, au lieu-dit Les Huttes. Les cépages de ces vins rouges sont le cabernet sauvignon, le petit verdot, le malbec et le merlot, les vignes poussant sur des terrasses de dépôts de gravier alluvionnaires, légers, favorables au cabernet ou profonds et argileux, favorables au merlot.

#### La Lébade (ou Levade)
Ce territoire du Bas-Médoc aux nombreux marécages fut désenclavé par la construction de la Lébade (ou Levade en Haut-Médoc), voie difficilement datable mais, semble-t-il, antérieure au Moyen Âge, menant de Bordeaux à Cordouan dont la D1215 d'aujourd'hui empreinte principalement le tracé.
Cette description « jusqu'à Cordouan » que l'on trouve dans certains écrits tend à prouver l'ancienneté de cette voie. Cordouan était déjà une île (rattachée au continent qu'à marée basse) à l'époque gallo-romaine. Le géographe romain Pomponius Mela parle déjà d'une « île flottante » pour désigner Cordouan sans que l'on sache très bien ce qu'il a voulu dire par là. Parle-t-il d'un effet d'optique ?
L'indépendance de son tracé vis-à-vis des églises des villages et de centres médiévaux aussi importants que Castelnau-de-Médoc ou l'Hôpital plaide donc pour une origine antérieure à l'époque médiévale. De plus, son orientation vers la pointe de la Négade près duquel ont été trouvés des restes funéraires datant de l'âge du bronze pourrait laisser penser à une origine protohistorique.
Ce mot « Lébade » veut dire « levée » sous-entendu « de terre » : il vient du gascon, langue dont l'origine étymologique est le mot vascon (de Vasconie). Au Moyen Âge, il désignait des chemins non empierrés contrairement aux voies romaines. La Lébade du Médoc, une simple surélévation de terre, permettait ainsi de traverser à pied les zones marécageuses. Elle était également appelée à cette époque « Lou gran camin bourdelès ». Des écrits du XVIIIe siècle parlent de « vieux chemin de Bordeaux à Soulac ».

Elle restera inchangée jusqu'en 1747. Louis-Urbain Aubert, marquis de Tourny, intendant de Guyenne l'aménagera de manière à en faire une route royale.

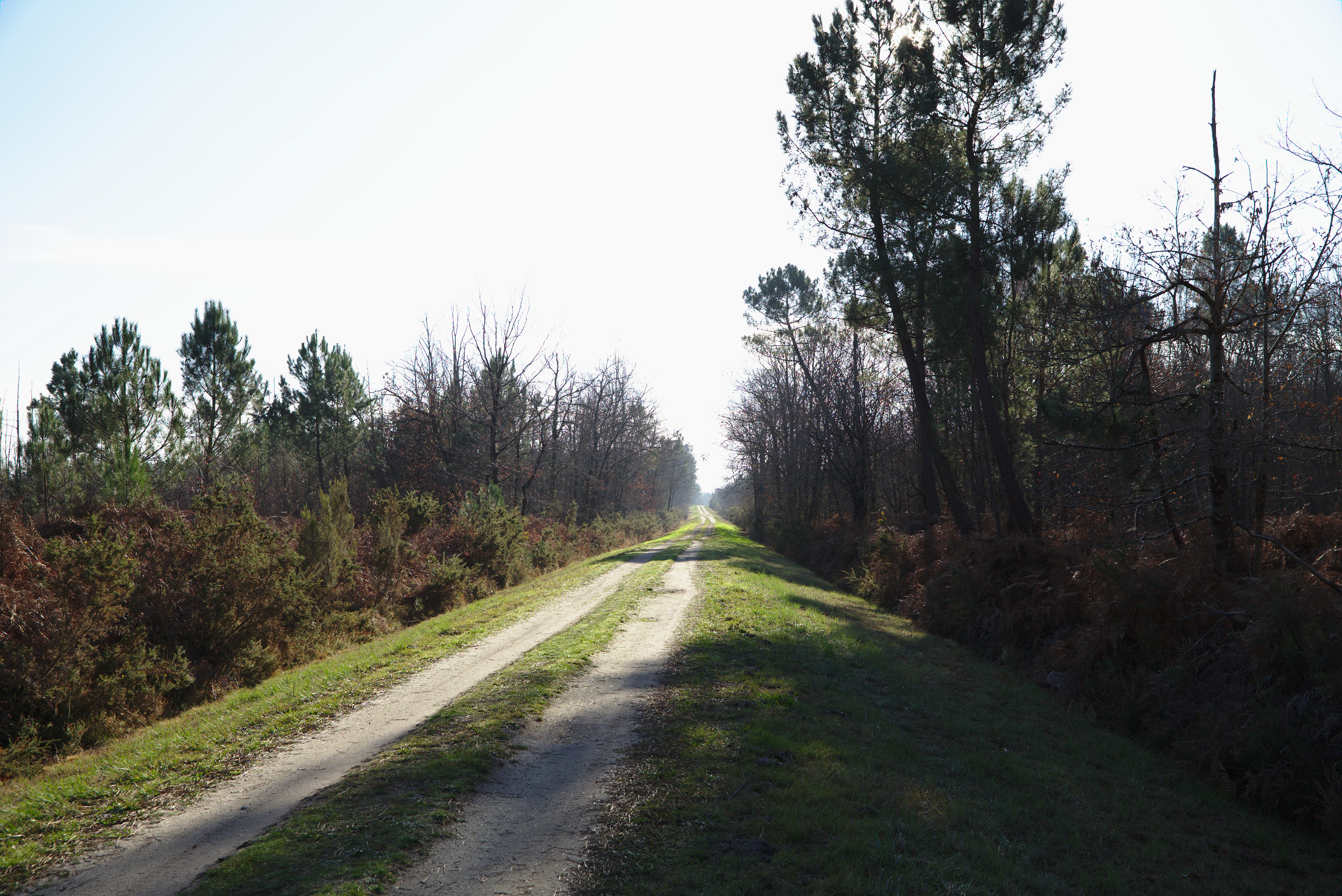
La Lébade à Avensan (devenue un pare-feu)

La Lébade de l'époque partait de l'extrémité nord de la rue Sainte-Catherine à Bordeaux, déjà dénommée « porte du Médoc » au XIIe siècle. Cette « Porta Medoca » a été détruite en 1770 afin de permettre la construction du Grand Théâtre. La Lébade s'orientait ensuite au nord-ouest en empruntant la « rua deu Burga » aujourd'hui les allées de Tourny. Au bout de celles-ci, elle franchissait la barrière Saint-Germain (Sent-German) disparue également lors de la suppression des remparts. Elle suivait le tracé des rues Fondaudège, Croix de Seguey, Ulysse Gayon et rejoignait Eysines puis Le Taillan-Médoc. Elle traversait ensuite la Jalle de Blanquefort, rejoignait Arsac où elle franchissait la Louise pour rejoindre Avensan (voir photo ci-contre).
C'est ici que la route actuelle (D1215) quitte l'ancien tracé désormais en forêt et devenu pare-feu, préférant passer par Castelnau-de-Médoc. D'Avensan, elle rejoignait Saint-Laurent-Médoc puis Lesparre-Médoc.
Au-delà de Lesparre-Médoc, la Lébade suivait la route actuelle jusqu'au Gua (gué sur le chenal du Gua, à Saint-Vivien-de-Médoc) puis par un brusque coude, continuait en ligne droite jusqu'à la Graouse, à Vensac (selon un cheminement bordé au sud, puis partiellement repris par la ligne à haute tension, appelé chemin rural no 21 de la Reine), puis allait à Martignan (Grayan-et-l'Hôpital) puis suivait la D 101 (aujourd'hui D1215), quittant brutalement son orientation vers l'Amélie pour bifurquer vers le bourg de Soulac-sur-Mer. Elle transitait par Lilhan (hameau de Soulac) d'où elle rejoignait le Vieux Soulac en ligne droite.
Cette partie de la Lébade de Lesparre à Soulac était connue sous le nom de Chemin de la Reyne.
Au Moyen Âge, il existait d'autres grands axes routiers permettant de rejoindre Soulac. Le plus important était celui qui longeait l'estuaire de la Gironde (D2 aujourd'hui, de Eysines à Saint-Vivien-de-Médoc) et qui était contrôlé par la forteresse de Blanquefort. Un autre chemin longeant le littoral atlantique était emprunté par les pèlerins de Saint-Jacques-de-Compostelle : il était désigné sous le nom de Voie de Soulac, voie des Anglais ou plus simplement voie du littoral.

### Moyen Âge
Depuis le Moyen Âge, Le Verdon est connu pour être un espace très maritime dont la rade est abritée des vents dominants d'ouest. Les navires désirant quitter l'estuaire de la Gironde y stationnaient avant de prendre la mer. Les habitants du Verdon vivaient essentiellement à cette période de la pêche et de l'ostréiculture, de la terre ou de l'exploitation du sel des marais salants. Ces marais salants du Nord-Médoc aménagés par les bénédictins de l’abbaye Sainte-Croix de Bordeaux produisaient quantité de sel dont la vente était taxée. Les navires souhaitant se ravitailler à terre débarquaient quelques marins qui, avec l'aide d'un petit canot, remontaient le chenal de Rambaud jusqu'au bourg. Ce chenal servait également à l'expédition du sel des marais.
L'érosion des vents et des flots tant océaniques qu'estuariens a façonné cette pointe, engloutissant tantôt des terres, engraissant parfois les marais, balayant les dunes sableuses qui formaient dès le Moyen Âge le paysage principal.

#### La seigneurie de Lesparre
La seigneurie de Lesparre connut un essor au XIIe siècle. On connaît cependant un seigneur de Lesparre dès l’an 1100, Gaucelm Gombaud. Deux de ses fils lui succèderont, Raimond Gombaud et Pierre Gombaud. Au XIIe siècle, le château de Lesparre dominait le Bas-Médoc, il formait l'un des principaux fiefs des ducs de Guyenne.

La seigneurie de Lesparre vers 1300.

Au XIIIe siècle, la seigneurie occupe une grande partie du Médoc. Elle s'étend surtout à l'ouest, tout le long de l'Atlantique, mais nulle part, semble-t-il, elle n'atteint les rivages de la Gironde. Les domaines annexés au château s'accrurent rapidement dans les deux siècles qui suivirent jusqu'à compter une trentaine de paroisses au milieu du XIVe siècle. Considérés comme des barons, les seigneurs de Lesparre tiennent le château de Lesparre et les terres alentour en fief du duc d'Aquitaine.
Le château de Lesparre est cité dans les textes de la fin du XIe siècle et du début du XIIe siècle. Il est construit dans un marécage, sur une île au milieu d'un ruisseau. Il est défendu par un groupe de chevaliers. Le château médiéval est progressivement détruit entre le XVIIe siècle et le XIXe siècle. Il n'en reste que la tour carrée appelée Tour de l'honneur de Lesparre, qui date du début du XIVe siècle, classée Monument Historique en 1913.

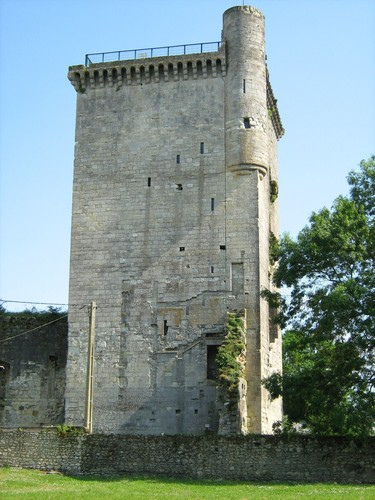
Tour de l'Honneur de Lesparre-Médoc, datant du début du XIVe siècle, seul vestige de l'ancien château.

Pendant trois cent ans, de 1152 (mariage d'Aliénor d'Aquitaine avec le roi anglais Henri II Plantagenêt) jusqu'en 1453 (bataille de Castillon et fin de la guerre de Cent Ans), la seigneurie de Lesparre (duché de Guyenne) restera sous la domination des Anglais.
Le duché sera âprement disputé par les royaumes de France et d'Angleterre notamment lors d'un conflit armé de 1294 à 1297 : la guerre de Guyenne. En 1299, le traité de Montreuil et en 1303, le traité de Paris décident de la fin du conflit, mais ne changent rien à la prédominance anglaise. En 1329 cependant, le roi Édouard III d'Angleterre, également duc d’Aquitaine (Guyenne et Gascogne), devient vassal pour la Guyenne de Philippe VI de Valois.
Pendant toutes ces années, on peut noter la naissance au château en 1216 du célèbre troubadour Aimeric de Belenoi neveu d'un autre troubadour originaire de la région, Peire de Corbian.

#### Cénebrun IV de Lesparre (ou Sénebrun ou Gaucem-Brun)
Parmi les seigneurs de Lesparre des plus connus, on peut citer Cénebrun IV de Lesparre (parfois écrit Sénebrun). En 1324, ce dernier a hérité du titre de sire de Lesparre équivalent à celui de ⁣⁣comte⁣⁣ ou ⁣⁣baron⁣⁣ à la mort de son père. Trop jeune pour gouverner, il sera un temps épaulé par son oncle Bernard.
L'historien François-Joseph Rabanis (1801-1860) dit que les seigneurs de Lesparre étaient vassaux des ducs d'Aquitaine.
Sire de Lesparre au début de la guerre de Cent Ans (1337-1453), Cénebrun IV soutiendra comme ses ancêtres la couronne d'Angleterre.
Le roi Édouard III d’Angleterre lui accorde des droits tels celui de haute, moyenne et basse justice, celui de guet et de garde, celui de bris sur les côtes du Médoc...
Cénebrun participera à plusieurs expéditions contre les Français durant cette guerre de Cent Ans, à Auberoche en Périgord, à Poitiers lors de la chevauchée de Lancastre, à Limalonges (bataille de Lunalonge) sous les ordres du sénéchal de Guyenne...
Quand Cénébrun décède en 1362, c'est son fils Florimont qui lui succède.

#### Lesparre après la guerre de Cent Ans
Le château de Lesparre sera ensuite la propriété d'autres familles : la maison d'Albret qui aida à reprendre la Guyenne (le roi Charles VII nomma Amanieu d'Albret, comte d'Orval en Normandie, sire de Lesparre), la maison de Foix, la maison de Clèves (propriété de Jacques de Clèves, duc de Nivernais en 1536), la maison de Matignon (le maréchal Jacques II de Goyon de Matignon décéda au château de Lesparre en 1598), la maison d'Épernon et enfin, en dernier lieu la maison de Gramont. Quasiment en ruine, il sera vendu comme bien national à la Révolution et démantelé peu après.
Stendhal parle du Médoc où il a séjourné du 21 mars au 23 mars 1838 dans son livre « Voyage dans le Midi de la France ». Il fait alors un aller-retour entre Pauillac et Lesparre, et évoque le village de Lesparre et son ancien château dont il ne reste déjà plus que la tour de l'Honneur :

« Nous arrivons à des maisons assez jolies formant rue : c'est Lesparre. Dans les mémoires du temps de Henri III, je crois, il y a un duc de Lesparre. Ce village, dont le gouvernement vient de faire un chef-lieu de sous-préfecture, a 1300 habitants. Le pavé de la rue est si mauvais, quoique formé de grandes pierres, comme à Paris, que la diligence le quitte brusquement, quoique au galop, pour prendre un chemin qui tourne le village... Je vais me promener dans la ville... Il y a des boutiques fort bien fournies, entre autres trois horlogers avec des pendules comme à Paris. Ces boutiques fournissent tous les propriétaires du Médoc... Je vois deux ou trois maisons neuves toujours en belle pierre blanche, aussi jolies qu'à Bordeaux, c'est-à-dire plus jolies qu'à Paris... Je vois une vieille tour solidement construite. Cela faisait partie du château de M. le duc de Grammont, me dit un vieux paysan ; on l'a détruit. Ces maisons appartiennent encore à M. de Grammont (apparemment ce noble vieillard que je voyais autrefois chez M. de Tracy) »

#### Lemonastèrede Cordouan
Vers 1085, l'abbé Étienne et le prieur Erménalde, originaires de l'abbaye bénédictine de Saint-Rigaud, en quête d'un endroit à l'écart afin de fonder un ermitage, décident de s'installer à Cordouan :

« Étienne, abbé de Saint-Rigaud, et Erménalde, prieur du même monastère, faisons savoir à tous que voulant, par amour pour la paix, nous soustraire au tumulte orageux des affaires du siècle, nous sommes arrivés, sous la protection divine, dans un îlot de l'Océan occidental. Comme nous avions résolu de nous y fixer à cause de sa solitude profonde, nous apprîmes que cette île appartenait à l'église de Cluny »

L'abbaye de Saint-Rigaud était une abbaye bénédictine (ordre obéissant à la règle de Saint-Benoît, comme Cluny) fondée par un ermite, Eustorge. Cet ermitage, bien que tout proche de Cluny, avait su résister à son influence hégémonique.
On peut être étonné que Cordouan comme le dit l'abbé Étienne ci-dessus, fut à l'époque la propriété de l'ordre de Cluny, établi si loin de la pointe de Grave. De fait, cet ordre de Cluny est un grand ordre bénédictin créé par Guillaume 1er d'Aquitaine, dit le Pieux, qui était alors duc d'Aquitaine, mais aussi comte d'Auvergne et de Mâcon, région héritée de son père. Le duché d'Aquitaine était plus vaste que l'Aquitaine telle qu'on l'entend aujourd'hui et allait jusqu'aux confins du duché de Bourgogne.
Aussitôt qu'il eut fondé l'abbaye de Cluny par la charte de fondation de 909, il la plaça sous l'autorité du pape Serge III. Quand Étienne de Saint-Rigaud parle du « tumulte orageux des affaires du siècle », peut-être fait-il référence, en ce qui concerne la religion, à la pornocratie pontificale qui a débuté avec ce pape, mais terminée en 963. Les problèmes pontificaux ont cependant longtemps perduré avec la nomination des papes jusqu'en 1004 par l'empereur Othon II, puis Othon III, empereurs du Saint-Empire. Ces papes étaient régulièrement opposés à des antipapes nommés par la famille romaine des Crescentii. Cette famille était une branche de la famille des Théophylactes, celle-là même qui avait la mainmise sur la papauté depuis le pape Serge III.

En 1085, quand l'abbé Étienne et le prieur Erménalde s'exilèrent à Cordouan, il y avait toujours des problèmes de papauté avec la nomination de Urbain II, élu pape cette même année, et celle de Clément III, antipape. Côté politique, Étienne peut faire aussi allusion au grand désordre de l'époque avec l'affaiblissement de l'autorité des rois carolingiens qui devaient lutter contre la seconde vague d'invasion des Vikings, des Sarrasins et des Magyars (Hongrois) au Xe siècle, et la prise de pouvoir de puissants seigneurs qui se sont constitués en principautés.

Le royaume des Francs sous Hugues Capet. Robert II, son fils, combat afin d'asseoir sa domination sur le duché de Bourgogne où se trouve Cluny.

En 1085, la dynastie capétienne a remplacé la dynastie carolingienne. Robert II, le Pieux a succédé à son père Hugues Capet en tant que roi des Francs : un de ses plus grands combats fut d'asseoir sa domination sur le duché de Bourgogne⁣⁣, ⁣ d'où, peut-être aussi, le « tumulte » dans la région de Cluny dénoncé par l'abbé Étienne.
Guillaume le Pieux fit à l'ordre religieux de Cluny de nombreuses concessions, lui donna de nombreux territoires, de nombreuses villas, lui permettant de prospérer, en construisant de nombreux monastères ou prieurés. On peut ainsi penser que, peut-être, avait-il fait don de ce petit territoire de Cordouan à l'abbaye de Cluny, où depuis de nombreuses années des ermites religieux s'étaient réfugiés, guidant les marins en allumant des feux.
Sachant que l'îlot de Cordouan appartenait à l'abbaye de Cluny, Étienne et Erménalde s'empressèrent d'écrire à l'abbé de Cluny, Hugues, pour avoir l'autorisation de s'y installer :

« Nous écrivîmes aussitôt à l'abbé Hugues, pour lui demander son consentement ; et, peu après, nous reçûmes une réponse remplie des paroles les plus douces et les plus encourageantes, avec l'autorisation de bâtir un monastère consacré aux apôtres Pierre et Paul, et soumis à l'abbé de Cluny. »

Quelques années après l'abandon de Cordouan de l'abbé Étienne, le cartulaire de l'abbaye de la Grande-Sauve, daté de 1092, mentionne que des moines sonnaient une cloche et allumaient un feu en cas de danger pour les marins. Apparemment donc, le monastère ne fut pas tout à fait abandonné par les moines, après son départ pour fonder le prieuré de Saint-Nicolas.

#### Le prieuré de Saint-Nicolas de Grave
Après trois années environ passées à Cordouan, vers 1087, la vie étant trop périlleuse sur l'île, Étienne et Erménalde décident d'aller s'installer juste en face, sur le continent. Ils établissent leur ministère au lieu-dit « Grave », tout près du phare Saint-Nicolas actuel, accompagnés d'un autre religieux, Guillaume (apparemment le frère d'Étienne), qui les avait rejoints entre-temps.

« Or, il était venu là, dans le dessein de s'y fixer avec nous, un religieux de Cluny, nommé Guillaume, mon frère à moi Étienne, homme laborieux, habile à la pêche, et sachant se faire à tous les genres d'occupations. Il faisait des filets, construisait des poissonnières, et nous procurait ainsi au centuple l'abondance des promesses divines. Les habitants des contrées voisines, entendant parler de la vie que nous menions, aspiraient comme à une consolation, à jouir de nos entretiens. Mais comme on ne pouvait aborder sans péril de faire naufrage, nous étions dans des transes continuelles, craignant de voir quelques-uns de ces braves gens périr en s'exposant ainsi à cause de nous. Désireux d'écarter ce péril, de l'avis des moines et sur les instances des princes, nous passâmes de cette île en un lieu qui en est peu éloigné et dont le nom est Grave. Là, avec la permission de ceux auxquels le lieu appartenait, nous construisîmes, comme nous pûmes, un oratoire et des cellules. »

Les moines y aménagent donc un oratoire, comme le dit le texte ci-dessus traduit du latin, mais également des « poissonnières » (pêcheries ?) et des salines.
À partir de 1322, Saint-Nicolas de Grave n’apparaît plus dans la liste des biens de l’abbaye de Cluny.

#### La tour du Prince Noir
Pendant l'occupation anglaise, le Prince Noir, Édouard de Woodstock, prince d'Aquitaine, prince de Galles et duc de Cornouailles, (fils aîné du roi Édouard III d'Angleterre), qui gouverne la Guyenne de 1362 à 1371, ordonne la construction d'un édifice sur ce même rocher de Cordouan, tour qui sera appelée la tour du Prince Noir. Au sommet de celle-ci, un ermite allume de grands feux et prélève un droit de passage sur les navires entrant dans l'estuaire en gros de sterling ou en monnaie d'Aquitaine. Le Prince Noir fait aussi construire une chapelle juste à côté, « Notre-Dame de Cordouan ».
Au XVIe siècle, deux siècles après sa construction, la tour du Prince Noir est abandonnée : elle est en ruine. Les maçonneries de la « tour des Anglais » s'étaient, avec le temps, de plus en plus dégradées demandant des réparations trop onéreuses. La construction d'un nouveau phare fut décidée.

### XVIeauXVIIIesiècle,époque moderne

#### Cartographie
C'est le début (fin du Moyen Âge) d'une importante cartographie donnant une idée plus précise des paysages de la pointe de Grave. L’embouchure de la Gironde est une zone stratégique pour le port de Bordeaux. Aussi, de nombreuses cartes sont dessinées à l’usage des navigateurs : portulans de la fin du Moyen Âge et du début de l’époque moderne. Certaines de ces cartes sont commandées par les pouvoirs publics aux XVIIe et XVIIIe siècles. Les plus anciennes cartes marines sur lesquelles apparaissent la pointe du Médoc et la Gironde datent du XIVe siècle, cartes étrangères au départ (portugaises, puis hollandaises), la production française ne se développant que durant le XVIIe siècle.

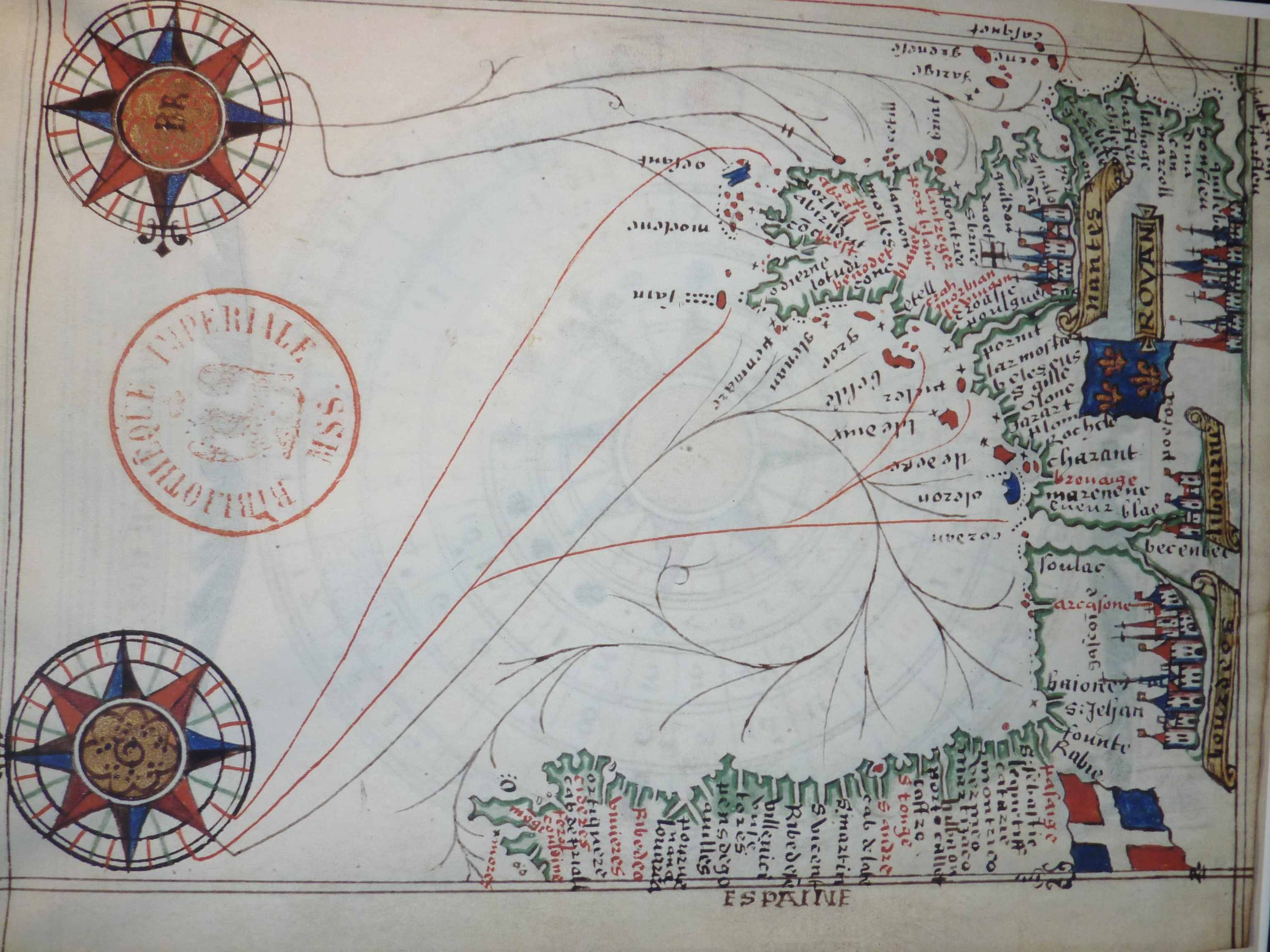
Portulan de Guillaume Brouscon 1548

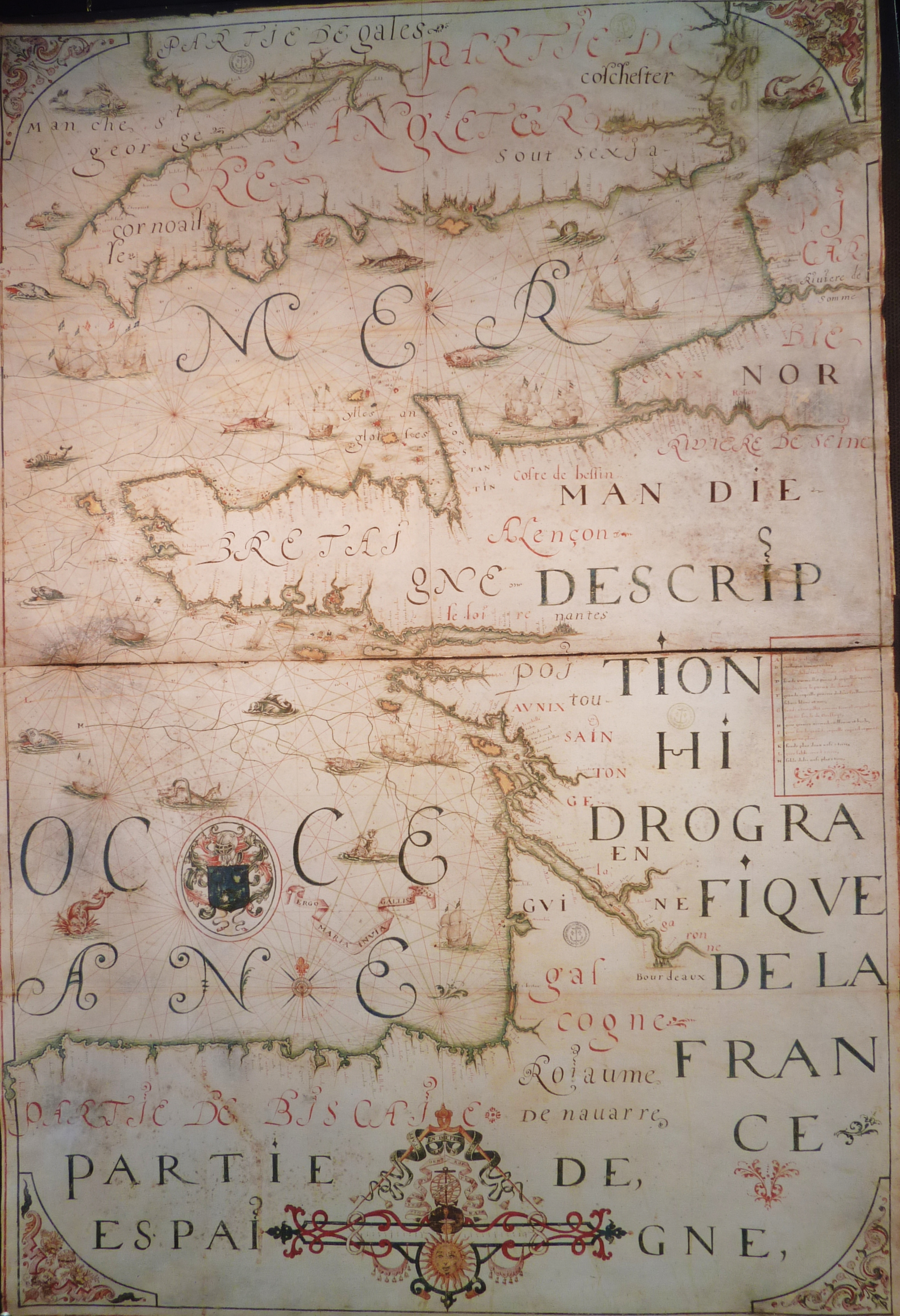
Portulan de Jean Guérard 1627

Il peut être intéressant de comparer le portulan de Guillaume Brouscon en 1548 à celui de Jean Guérard en 1627 (à une centaine d'années de distance), ce dernier donnant un aspect du Médoc très ressemblant au Médoc actuel : est-ce un réel changement de paysage en si peu de temps, ou plutôt, une précision grandissante des cartes ?

#### Le fort de Girofle (ou de Gérofle) et le fort de la Chambrette
- Si vous ne connaissez pas le sujet, laissez ce bandeau (vous pouvez alors contacter les auteurs).
- Si vous supprimez le contenu mis en cause (vous pouvez préalablement contacter les auteurs),

argumentez précisément cette suppression dans la page de discussion
(un manque de référence n'est pas un argument ; une recherche réelle de référence doit avoir été effectuée, être formellement documentée).
Au XVIIe siècle, durant le long règne de Louis XIV (1643-1715), et après de nombreux conflits (guerre de Trente Ans, guerre franco-espagnole, guerre de Dévolution, guerre de Hollande), une des priorités du roi est de protéger le royaume des attaques ennemies. Depuis 1655 déjà, à l'âge de vingt-deux ans, Sébastien Le Preste, dit Vauban, est devenu responsable des fortifications. À partir de 1665, ce dernier donne à la France une ceinture de fer. Chargé de protéger les frontières, il s'attache aussi à établir ou à améliorer les fortifications des villes, des ports… Entre 1688 et 1724, Claude Masse, ingénieur et géographe du roi Louis XIV eut pour mission de dresser les cartes les plus précises de toute la côte atlantique, de la pointe du Médoc jusqu'au Pays basque afin d'organiser et de prévenir la défense contre un éventuel débarquement ennemi. François Ferry, autre ingénieur du roi Louis XIV, fut nommé directeur des fortifications pour la façade atlantique : il s'est vu confier la mission de protéger Bordeaux. Le réseau défensif imaginé par Vauban doit toujours s'intégrer au modelé du terrain, utiliser les spécificités des sites, notamment profiter des dénivelés. En 1685, il est décidé d'intégrer le château des Rudel dans une citadelle, à Blaye. Cette construction de la citadelle confiée à François Ferry, sous la direction de Vauban, est complétée par l'édification de deux forts, fort Paté et fort Médoc, permettant en cas d'attaque ennemie de croiser leurs feux, interdisant tout passage vers Bordeaux. Finalement, ils ne servirent qu’une seule fois, en 1814, lors d’une tentative d’invasion anglaise.
Ce « verrou de Vauban » sera complété par une série d’éléments défensifs construits à l’embouchure de l’estuaire, à la pointe du Médoc, pendant la deuxième moitié du XVIIIe siècle. Deux forts furent construits à cette période à la pointe de Grave, forts dont on peut voir l'emplacement sur la carte de Cassini : Fort Girofle, en bordure de l'océan et, à la même latitude, fort Chambrette sur la Gironde, dotés d'une importante batterie de canons.
Cependant, une carte de Belleyme datée de 1775 (planche No 2) n’indique plus que les « ruines de la batterie du fort Girofle », qui défendait la passe sud, côté océan, ainsi que les « ruines de la batterie du fort Chambrette », sur la rivière. Il est probable que Fort Girofle ait disparu le premier sous les eaux, la côte non protégée à cette époque étant régulièrement rongée par l'océan. Quant au fort de la Chambrette, on trouve trace d'une reconstruction de fortifications en 1816, puis en lieu et place, sera édifié le Fort du Verdon, en 1878, tel que l'on peut le voir encore aujourd'hui. En 1895 enfin, une digue de protection, appelée « digue de Port-Bloc » du fait qu'elle était constituée de blocs de pierres simplement coulés, fut réalisée. C'est de cette digue formée de blocs que le petit port qu'elle délimitait tirera son nom. Alors que le fort avait été construit en bordure d'estuaire, cette digue a quelque peu éloigné le fort de la rivière. À noter que la dénomination « de Girofle » est parfois transformée en « de Gérofle » sur certaines cartes et dans certains écrits, mais sur tous les actes d'état civil du Verdon, notamment lors des recensements de la population, le lieu-dit est bien écrit « Girofle ».

#### Les habitations
Les habitants de la pointe du Médoc se sont regroupées aux XVIIe et XVIIIe siècles dans les hameaux dépendants encore de la ville de Soulac : Le Verdon (autonome qu'en 1874), Le Logis (mais le bout de la pointe a plutôt un habitat dispersé), les Grands Maisons et le Royannais. Des maisons de sauniers se trouvaient également isolées dans les zones de marais salants. Un poste de douane fut établi dès les années 1740 pour percevoir la gabelle mais aussi pour surveiller les navires au mouillage dans la rade.

#### Le sel
L’exploitation des marais salants depuis le Moyen Âge, aménagés par les Bénédictins de l’abbaye Sainte-Croix de Bordeaux, alimentés par les eaux de mer à la pointe du Médoc, était menacée au début du XVIIe siècle, à cause de l'envasement des trois chenaux d'alimentation (chenal du Verdon dit de Rambaud, de Soulac, de Neyran) 
Au XVIIIe siècle, le sel perd son rôle primordial de monnaie qu'il avait acquis au Moyen Âge. Cette perte d'importance sociale et commerciale du sel entraîne la disparition de sa production, conduisant à la libération de nombreuses zones de marais salants, en partie poldérisés. Le littoral Atlantique, particulièrement affecté par cette décision, dispose cependant de dizaines de milliers d'hectares de marais consacrés à l'ostréiculture. Celle-ci connaît toutefois une dépendance importante des naissains récoltés en mer sur les rochers ou par dragage. Les gisements naturels sont ainsi surexploités et s'épuisent. Dans les années 1850, tous les gisements français sont plus ou moins touchés par des interdictions d'exploitation.

#### Une chapelle royale, puis l'église actuelle: Notre-Dame-du-bon-Secours et de Saint-Louis
- Si vous ne connaissez pas le sujet, laissez ce bandeau (vous pouvez alors contacter les auteurs).
- Si vous supprimez le contenu mis en cause (vous pouvez préalablement contacter les auteurs),

argumentez précisément cette suppression dans la page de discussion
(un manque de référence n'est pas un argument ; une recherche réelle de référence doit avoir été effectuée, être formellement documentée).
En 1712, une chapelle royale est érigée pour apporter un secours spirituel aux marins, au hameau du Verdon, à la suite de nombreux naufrages. La qualification de « royale » est due à une déclaration du roi Louis XIV, datée du 31 janvier 1690, interdisant aux marguilliers et aux paroissiens d'entreprendre quelques travaux que ce soit sans une autorisation préalable.
Le maître d’œuvre est un dénommé Buissière du Verdon, sans plus de précisions. On donnera à cet édifice religieux réclamé à cor et à cri par les marins, le nom de Notre-Dame-du-Bon-Secours et de Saint-Louis. Les travaux ne furent complètement achevés qu'en 1723. Sa construction a été financée par un prélèvement sur les navires entrant et sortant de l'estuaire selon leur tonnage (décret du Conseil du roi Louis XIV, de 1712). Mal entretenue, elle est dite en mauvais état dès 1726. En 1793, après la Révolution, elle semble abandonnée, ne donnant lieu à plus aucun office. Des soldats s'occupant des différentes batteries encore en place y sont provisoirement logés.
Revenue au culte dans les années 1820, Le Verdon est alors érigé en paroisse autonome en 1849, se détachant de la paroisse de Soulac pour les célébrations. Notre-Dame-du-Bon-Secours et de Saint-Louis est restaurée par Joseph Teulère (architecte du phare de Cordouan) en 1789.
En 1853, la construction d’une église en lieu et place de l’ancienne chapelle jugée trop petite (chapelle visible sur le plan cadastral de 1833, accompagnée d'un cimetière au nord), est envisagée. Le conseil municipal de Soulac (dont dépend encore Le Verdon, érigé en commune qu'en 1874) n’adoptera cependant le projet qu’en 1867, et les premiers travaux ne débuteront qu’en 1871, selon les plans de l’architecte Édouard Bonnore. Ce dernier, né en 1820 à Lesparre, fut élève de Jules Bouchet (1799-1860), le célèbre architecte et dessinateur parisien. Il conçut les plans de nombreuses églises (ou de rénovation d'églises) du Médoc et de Gironde : Saint-Vivien-de-Médoc, Saint-Christoly-Médoc, Queyrac, Carcans, Bégadan, Saint-Caprais-de-Blaye…
Cette date de 1872 et le nom de Bonnore, l’architecte, sont inscrits en plusieurs endroits dans l’église. Cette dernière fut livrée au moment où Le Verdon était en train de devenir commune autonome. Il s'ensuit une étonnante et difficile passe d'armes entre les deux communes de Soulac et du Verdon. Pendant plusieurs années, elles ne s’entendent pas sur le qui doit payer quoi, ne se mettent pas d’accord sur qui a commandé les travaux, des malfaçons venant compliquer le problème. L’entrepreneur Kotniski ne reçoit pas le solde de toutes ses factures. Personne ne veut prendre en charge les travaux de réparations à la suite des malfaçons constatées.
Comme la plupart des églises construites en France dans la seconde moitié du XIXe, l'église du Verdon est de style néogothique. Son plan est en forme de croix latine. L’église comporte une nef de trois travées suivie d’un transept (formant les bras de la croix latine) puis du chœur dans la partie prolongeant la nef. Une simple grille assure la séparation du chœur de la nef. La nef, le transept et le chœur sont tous trois voutés d’ogives. Les fonts baptismaux sont situés à l’entrée à gauche. Un monument à la mémoire des morts de la guerre 1914-1918 a été érigé dans un des bras du transept. De nombreuses baies ornées de verrières dont les vitraux ont des formes géométriques donnent le jour dans l'église. Dans le chœur à cinq pans, on trouve des baies aveugles surmontées, elles aussi, de vitraux. Certains de ces vitraux encore en place ont été réalisés par Jean-Baptiste Leuzière (1817-1889), maître verrier à Bordeaux, et son fils Pierre, né en 1844, qui ont travaillé dans de nombreuses églises de la région. Des vitraux ont été cependant endommagés pendant la Seconde Guerre mondiale : le remplacement ou la restauration de ces derniers ont été accomplis par l'atelier Gustave Pierre Dagrant (1839-1915), après-guerre : bien que décédé depuis longtemps, sa signature a continué à être apposée par ses successeurs.
Un monument aux morts a été élevé, en avant de l'église, en 1922, face à l'entrée principale. C'est une sculpture de Frédéric Balthazar, dit Freddy, Stoll représentant un poilu au garde-à-vous, le dos tourné à l'entrée de l'église, en bout de la place. Les inscriptions sont sur le monument « LE VERDON SUR MER À SES ENFANTS MORTS POUR LA FRANCE » et sur la plaque commémorative, on retrouve les noms des morts de 1914-1918, de 1939-1945, de la guerre d'Indochine (1946-1954) et de la guerre d'Algérie (1954-1962.

#### Le phare de Cordouan

##### Le «Versailles de la mer», le «phare des rois», le «roi des phares»

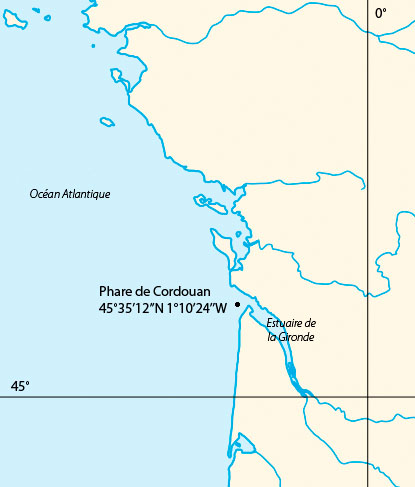
Localisation du phare de Cordouan

Le moins que l'on puisse dire, c'est que le magnifique phare de Cordouan n'usurpe pas tous les surnoms, tous les qualificatifs qu'on lui donne régulièrement. Le moindre article, le moindre reportage, la moindre évocation sont emplis de louanges, d'éloges on ne peut plus mérités. Extérieurement déjà, l'un des plus anciens et le plus remarquable des phares isolés en mer, dresse son élégante et imposante silhouette de 68 mètres de haut, au large de l'embouchure de la Gironde. Outre cet aspect général qui séduit immédiatement, toutes les décorations extérieures et intérieures sont de réelles beautés qui attirent le regard. Il en va ainsi de toutes les menuiseries en chêne massif et des ferrures en bronze poli. Au premier étage, l'appartement du roi, au second étage, la chapelle et ses quatre beaux vitraux suffisent pour programmer une visite. Que dire de la perspective de puits lorsqu'on gravit les 301 marches, puis du magnifique panorama à 360 degrés qui vous est offert lorsqu'on est tout en haut ? Cette audacieuse et imposante construction, au beau milieu de l'Océan Atlantique, fait honneur à la science et à l'art des ingénieurs français.

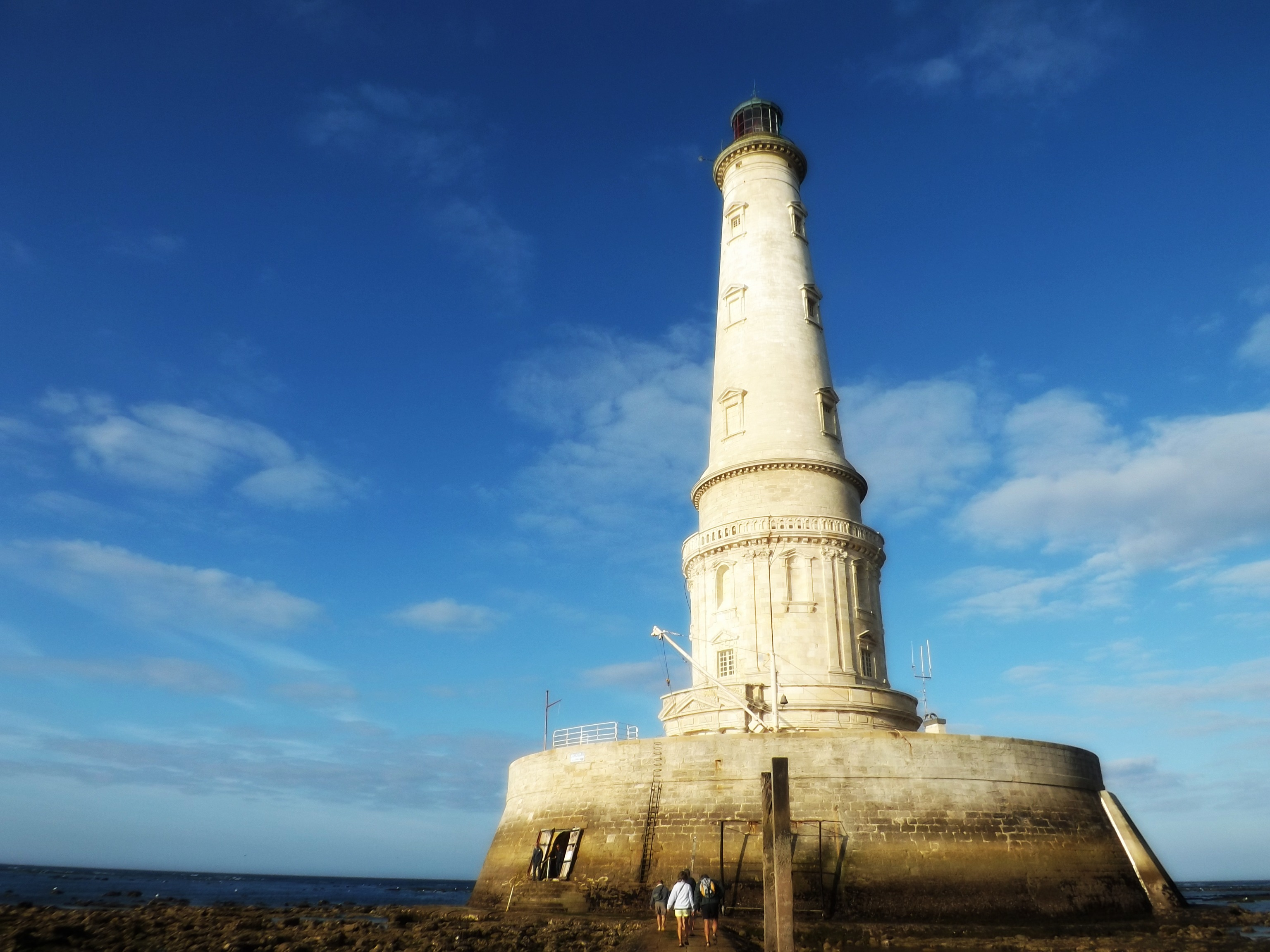
Phare de Cordouan à marée basse : à gauche, la poterne d'accès ouverte : 7 marches extérieures, puis 18 marches intérieures pour pénétrer dans la cour de la plate-forme

L'origine du nom de « Cordouan » n'est pas avéré. On a pu penser que celui-ci se rattachait au nom de la ville de Cordoue dont les relations commerciales avec Bordeaux sont attestées par des chroniqueurs du XIIIe siècle. Ceci n'a pas pu être prouvé.
Par contre, l'île de Cordouan apparaît :
- en 1367, sur la mappemonde de Domenico et Francesco Pizzigano, connus sous le nom des frères Pizzigani (en) avec l'appellation de « Cordo » ;
- sur la mappemonde peinte sur parchemin par ordre de Henri II sur des données recueillies sous le règne de François 1er, en 1542, sous le nom de « Cordan » ;
- en 1545, dans le plan joint au manuscrit intitulé « Cosmographie » de Jean Alfonse et Paulin Secalart, sous le nom de « Ricordane » ;
- en 1586, dans la carte annexée aux instructions hollandaises de Lucas Janszoon Waghenaer, sous le nom de « Cordam »[58] ;
- sur la carte de Cassini (vers 1737 : triangulation des côtes de Poitou et Gascogne) sous le nom de « Cordonan »[59] : il est possible, lorsqu'on consulte les cartes postérieures à celle-ci, que le « n », selon la police de caractère utilisée, ou parce qu'il a été écrit négligemment, puisse à un moment donné avoir été confondu avec un « u » ;
- sur les différentes cartes du XVIIIe (Voir bibliothèque Gallica) sous le nom de « Courdouan »[60],[61] avant de trouver enfin, fin XVIIIe, la graphie de Cordouan[62].Phare de Cordouan à marée haute : poterne fermée

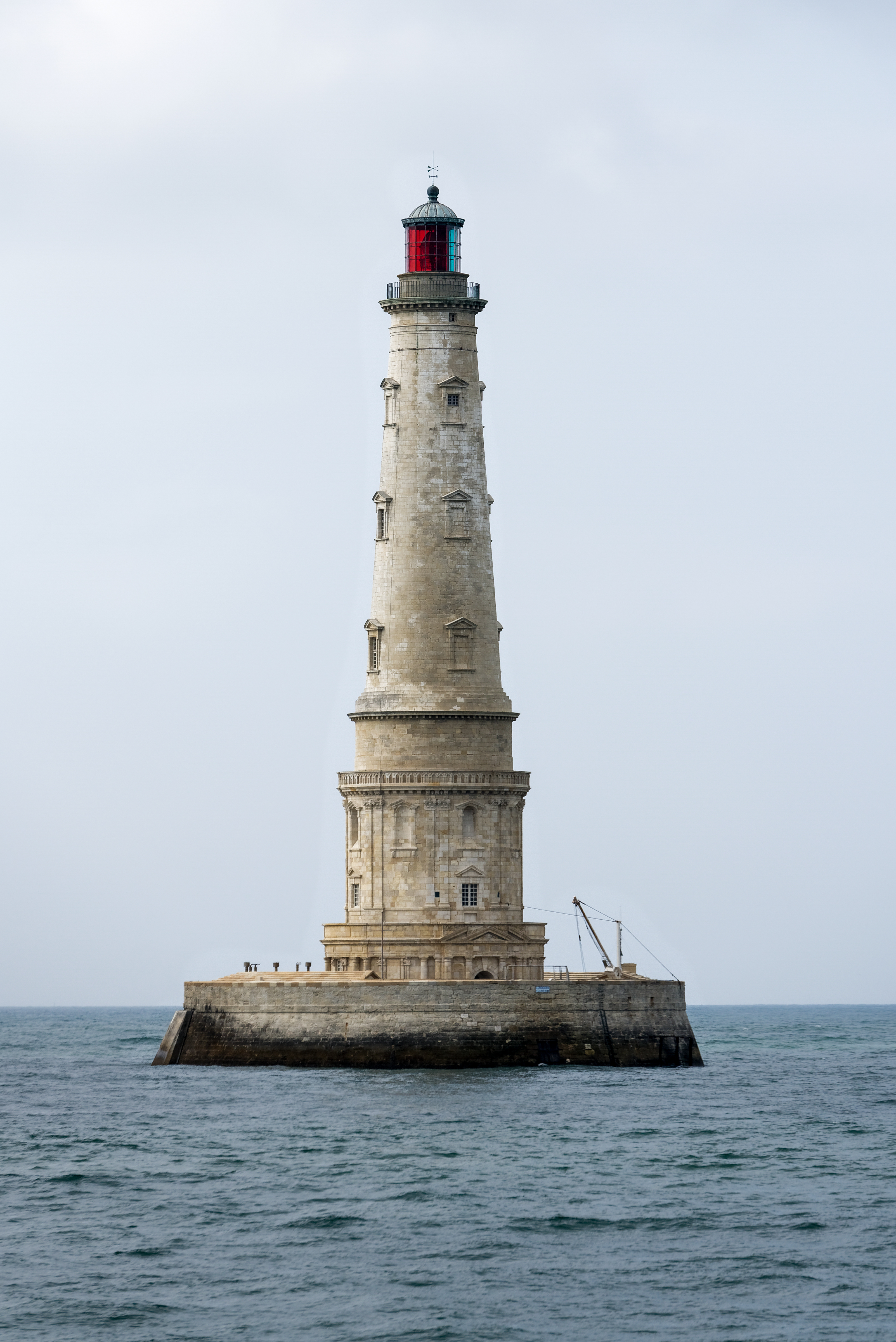
Phare de Cordouan à marée haute : poterne fermée

Aux alentours du IXe siècle, le plateau rocheux de Cordouan était rattaché à la terre de la pointe de Grave, séparé seulement par un étroit chenal au moment des hautes mers, tel que semble le prouver la nature même des rochers : calcaires lutétiens. Cette particularité fait que la commune du Verdon peut revendiquer la paternité du phare, d'autres communes souhaitant parfois se l'approprier. Il se trouve sur le territoire de la commune du Verdon-sur-Mer, sur la parcelle numéro 1 du cadastre, et les verdonnais en tirent une immense fierté.
Progressivement, à cause des marées et des forts courants, le platin de Grave, tel que l'on nomme cette partie entre le phare de Cordouan et le Rocher de Saint-Nicolas, s'est plus ou moins désagrégé, formant désormais la passe sud, rendant impossible la possibilité de se rendre à pied à Cordouan, même en période de basse mer.
Longtemps, les hommes ont surtout navigué de jour, utilisant pour se guider non encore des phares, mais tous les repères qu’ils pouvaient identifier sans ambiguïté, repères appelés amers par les marins : clochers, tours, collines, montagnes, rochers, maisons… La navigation s’est donc développée au début par les côtes, cabotage, puis à l’estime. Pour naviguer de nuit, par contre, les seuls points de repères visibles étaient les étoiles, notamment l’étoile polaire, et les constellations, ainsi que toutes les lumières repérables et identifiables venant de la terre. Encore fallait-il pour pouvoir naviguer de nuit que le ciel soit dégagé, qu’il ne fasse pas mauvais temps. Concernant l’étoile polaire, elle occupe toujours la même position, pratiquement au-dessus du pôle Nord, et est suffisamment lumineuse pour avoir servi de guide aux marins depuis l’Antiquité. L’équivalent pour l’autre hémisphère est l’étoile nommée Sigma Octantis, la plus proche du pôle sud céleste mais qui est peu lumineuse : les marins des mers du sud utilisaient plutôt l’étoile Beta Hydri pour trouver la direction du pôle sud, d’une moins grande précision que l’étoile polaire pour le pôle nord. Le développement d’instruments astronomiques et d’outils au Moyen Âge tels l’astrolabe nautique, la boussole et surtout le compas, a permis de mieux se repérer en mer. L’utilisation du gouvernail d’étambot au XIIe, puis l’invention de la caravelle par les Portugais ont facilité les manœuvres, et permis au XVe siècle les grandes découvertes.
C’est dans ce contexte que les hommes, en France, aux alentours du XVIIIe, développent des ports de commerce colonial et créent de nombreuses tours à feu pour guider les marins et signaler les écueils et les hauts-fonds. Cependant, on estime que plusieurs tours ont été construites bien avant, sur l’îlot de Cordouan, à partir du VIIe siècle à cause de la dangerosité de l’endroit. Certains évoquent ainsi, au VIIIe siècle, une tour sarrasine (peut-être pour mieux étayer l'hypothèse de l’origine du mot Cordouan, venant de Cordoue). Cette dernière aurait été occupée par des ermites qui alertaient les marins du danger en « sonnant du cornet ».

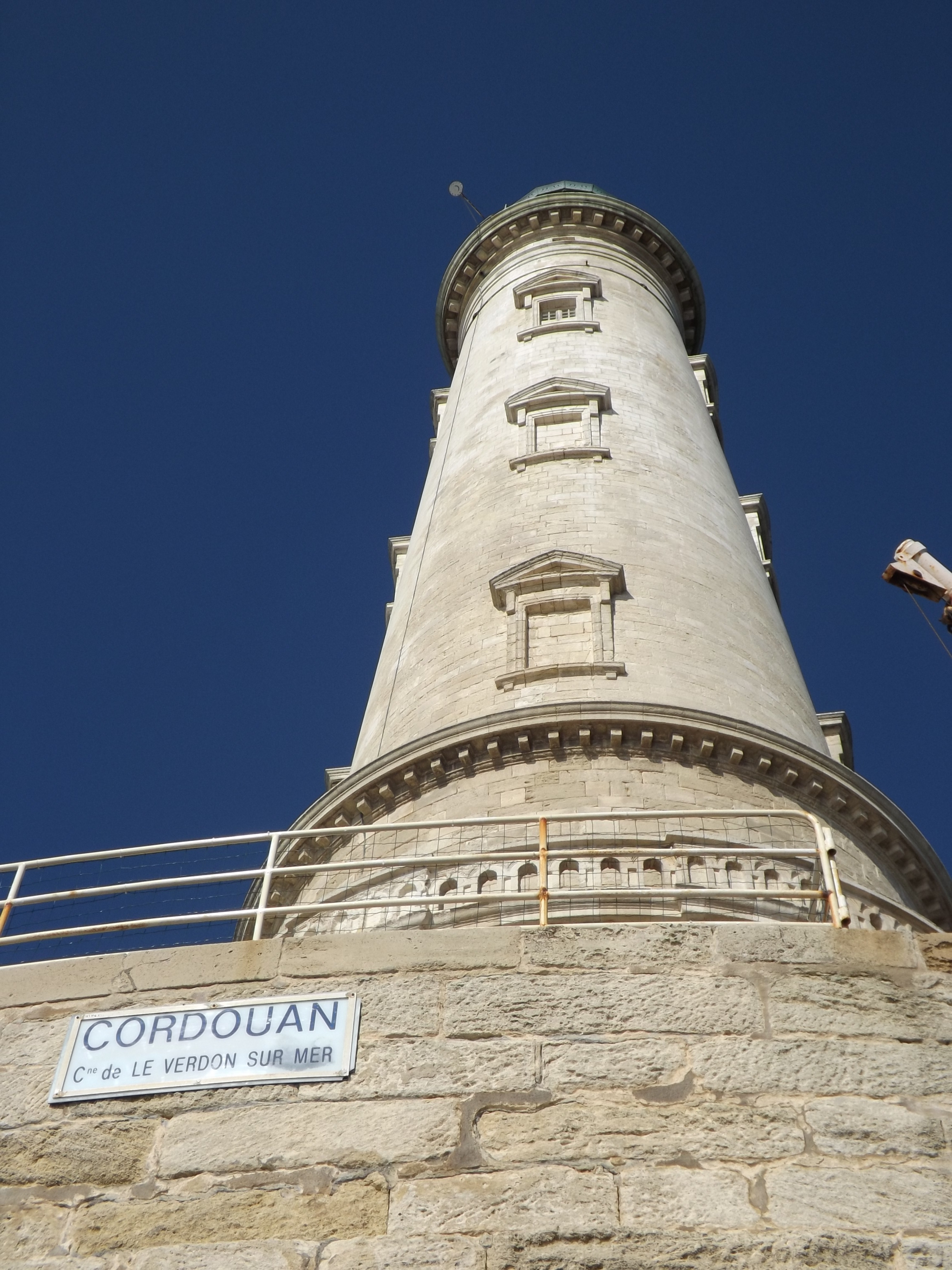
Cordouan, propriété du Verdon-sur-Mer, parcelle no 1 du cadastre

Au IXe siècle, sous le règne de Louis Le Pieux, (roi d'Aquitaine de 781 à 814, puis roi des Francs, empereur d'Occident jusqu'en 840), une tour avec un fanal (grosse lanterne) marquait l’entrée de l'estuaire à l'intention des navires : des fanaux médiévaux ont ainsi été longtemps entretenus par des ermites venus s'installer sur l'îlot.
Bien que le mot « phare » existe depuis au moins l'Antiquité, on a tardé à l'utiliser en France, on parlait encore au XVIIe de tours à feu, puis au début du XIXe, il était toujours question de « tours », sans plus de précision (voir cartes anciennes).
« Phare » vient du nom de l'ancienne île de Pharos (aujourd'hui rattachée au continent), où était édifié le phare d'Alexandrie en Égypte, une des Sept Merveilles du monde.
Rabelais semble avoir été le premier à avoir utilisé le mot « phare » en français en 1546, dans le Tiers Livre, puis en 1552 dans le Quart Livre.
Longtemps, pour Cordouan, on a parlé de la tour du Prince Noir, puis de la tour de Cordouan. La dénomination « phare de Cordouan » est postérieure même à la commande du phare, en 1584.
Sur la carte de la Guyenne de Pierre de Belleyme datant du début du XIXe siècle, il est toujours écrit « tour de Cordouan ».
L'historien Jules Michelet, dans son livre « La Mer », écrit en 1861, parle ainsi des phares :

« Les ténèbres disparurent de la face de nos mers. Pour le marin qui se dirige d’après les constellations, ce fut comme un ciel de plus que la France fit descendre... Elle varia la couleur, la durée, l’intensité de leur scintillation...aux uns, elle donna la lumière tranquille, qui suffit aux nuits sereines ; aux autres, une lumière mobile tournante, un regard de feu qui perce aux quatre coins de l’horizon. »

Jules Michelet a eu tout le loisir d'observer le phare de Cordouan lorsqu'il séjourna six mois sur la côte charentaise, en 1859 : il pouvait l'apercevoir en ouvrant sa fenêtre dès le matin, il en fit une description brillante :

« L’audace, en vérité, fut grande de bâtir dans le flot même, que dis-je ? dans le flot violent, dans le combat éternel d’un tel fleuve et d’une telle mer… Il est cependant lui seul la lumière de cette mer…Pendant six mois de séjour que nous fîmes sur cette plage, notre contemplation ordinaire, je dirai presque notre société habituelle, était Cordouan. Nous sentîmes combien cette position de gardien des mers, de veilleur constant du détroit, en faisait une personne… »

##### Le phare de Louis de Foix

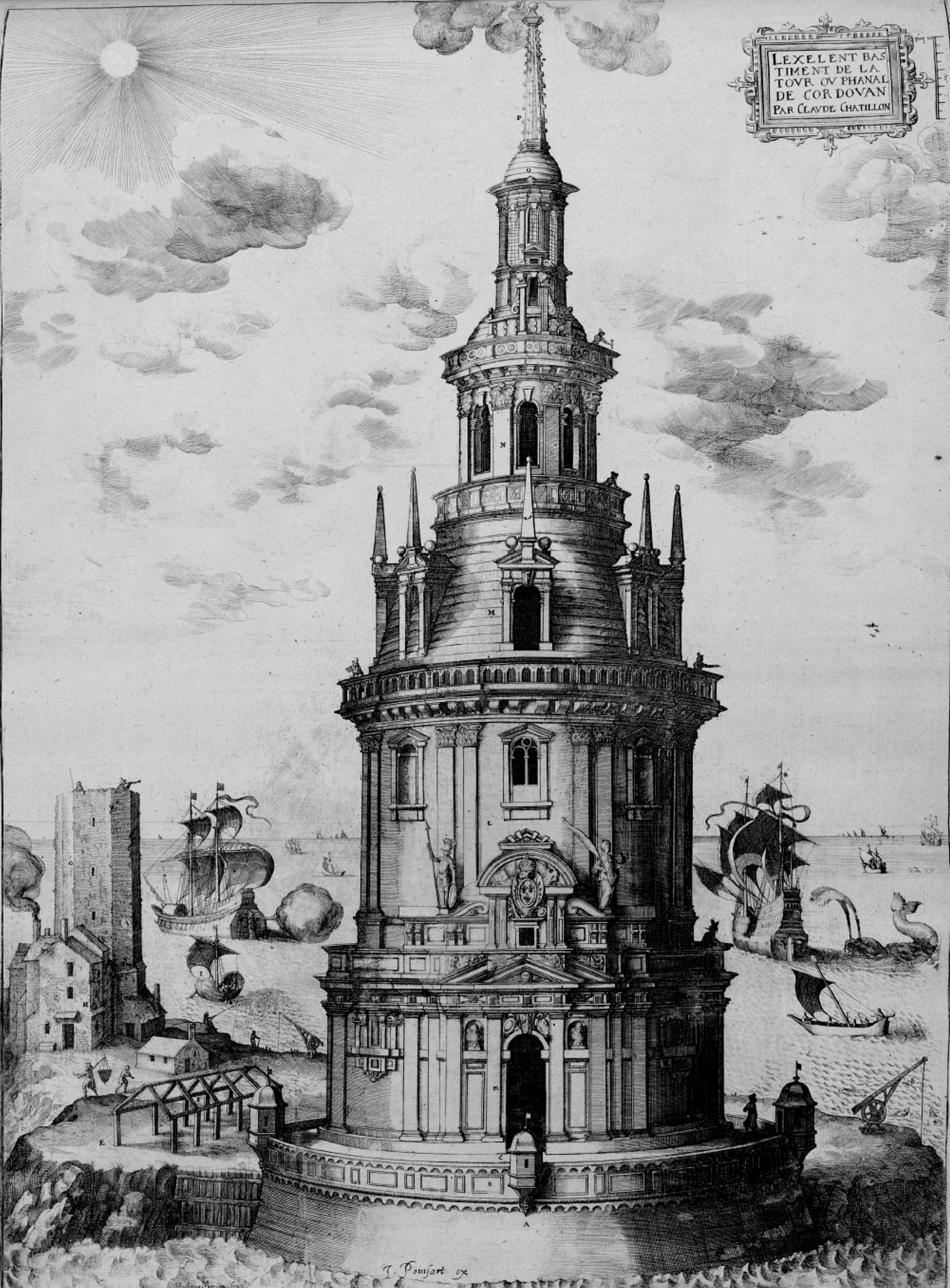
Phare de Cordouan de Louis de Foix, au début du XVIIe siècle, sous Henri IV

Jacques II de Goyon, seigneur de Matignon, maréchal de France (qui décèdera au château de Lesparre) est nommé gouverneur de Guyenne en 1584. Il se préoccupe à son tour de la sécurité de la navigation dans l'estuaire. Il passe commande du phare de Cordouan à l'ingénieur-architecte Louis de Foix, phare achevé de construire en 1611 : ce dernier ouvrage subsiste en partie aujourd'hui.
À la fin du XVIe siècle, Cordouan n'est plus du tout rattaché à la terre ferme, c'est devenu une île : la difficulté pour Louis de Foix d'acheminer les matériaux en bateau sur le chantier en est l'attestation.
Louis de Foix, dont on dit qu'il est originaire de la région dont il porte le nom, n'est pas n'importe qui : c'est un ingénieur architecte reconnu, d'un réel mérite : il a travaillé en Espagne, notamment à la construction du Palais de l'Escurial. Il est nommé par le roi Henri III, en 1582, ingénieur de la tour de Cordouan. Il signe le 2 mars 1584, en présence de son ami Michel de Montaigne, maire de Bordeaux, le contrat par lequel il s'engageait à construire le phare en deux ans. Malheureusement, les mécomptes de toutes sortes ne manquèrent pas : difficultés des travaux en pleine mer, manque de fonds, guerres de religion…
Son œuvre absorba plus de dix-huit ans de sa vie et la somme prévue des dépenses et frais de travaux fut considérablement dépassée : plus de trois fois les prévisions du marché. Louis de Foix, n'étant plus payé malgré de nombreuses réclamations, ruiné par ses avances de fonds et les dettes qu'il avait contractées pour continuer les travaux, disparaissait après 1602 (vers 1604?), sans que l'on sache ce qu'il était devenu, ni les lieux de sa mort et de sa sépulture. Certains affirment qu'il fut inhumé secrètement sur l'îlot même de Cordouan.
Son fils, Pierre de Foix, reprend sa succession, mais ruiné, il transmet le flambeau à François Beuscher, ancien conducteur de travaux de Louis de Foix qui termine son œuvre en 1611 (sous le règne de Louis XIII), soit 27 ans après la signature du contrat. C'est François Beuscher qui acheva la plate-forme et le parapet préservant la tour des fureurs de la mer.
Moins de cinquante ans plus tard après l'achèvement des travaux, vers 1645, l’état du phare, soumis aux intempéries, s’est fortement dégradé. La foudre a détruit le fanal. Colbert, alerté de la colère des marins depuis que le feu n’est plus allumé par les gardiens, envoie le chevalier de Clerville pour une inspection. Durant trois ans, de 1665 à 1667, des travaux de réparations sont effectués par un architecte nommé Dominique.
En 1717, la lanterne, dont la combustion était à l'huile à l'origine, connaît de nouveaux problèmes : le feu a calciné tout le pourtour en pierre. Il est alors décidé de remplacer, à l'exemple des anglais, la combustion à l'huile qui en est responsable par une combustion au charbon.
L'utilisation du charbon pour faire fonctionner le fanal présenta rapidement de terribles inconvénients : les gardiens du feu devaient l'acheminer au sommet de la tour dans des paniers, c'était très usant, très inconfortable. Chaque nuit, la quantité de charbon à transporter était conséquente : plus de cent kilos ! Il apparut dès lors nécessaire de revenir au fonctionnement à l'huile.
Menaçant de s'effondrer, présentant un réel danger, toute la partie haute fut démolie en 1719. Le phare ainsi abaissé d'environ sept mètres n'était plus visible d'aussi loin, et les marins se plaignirent de nouveau.
La lanterne détruite en 1719 fut alors rétablie en 1726 : pose d'une lanterne en fer, remplaçant celle en pierre, à la même hauteur qu'auparavant avec une.
C'est à cette époque, en 1722, que la tour de Cordouan qui dépendait jusque-là de l'intendance de La Rochelle passa dans celle de Guyenne, dépendant désormais de la généralité de Bordeaux.
En 1739, afin d'améliorer l'accès au phare, une chaussée de débarquement pierrée d'environ 260 mètres fut construite. Celle-ci, découverte à marée basse, a été dégradée par les éléments, mais est toujours en place. Elle a été nettoyée et consolidée tout récemment en 2020. De gros blocs de ciment acheminés par hélicoptère ont été posés sur les côtés pour la protéger.

##### De la tour de Louis de Foix au phare de Cordouan
Architecte et ingénieur, Joseph Teulère (1750-1824) séjourna de longs mois à Cordouan, apportant de nombreuses améliorations à la tour. S'inspirant des progrès de l'époque en matière d'éclairage public (réverbères), il s'attache à l'amélioration des réflecteurs. Il est à l'origine des réflecteurs paraboliques et du mécanisme à feu tournant perfectionnés par Augustin Fresnel. Il exhaussa la tour de vingt mètres en 1788 et 1789, intervenant seulement sur le troisième étage. Les travaux portent alors le feu à soixante mètres au-dessus des hautes mers. C'est cette nouvelle tour qui constitue le phare actuel.
En juillet 1823, Augustin Fresnel, le grand ingénieur de la Commission des phares de France installe lui-même à Cordouan le premier appareil lenticulaire de sa conception. Il avait pratiqué des essais de sa lentille auparavant, en 1822. Ce dispositif avait notamment été testé sur l'Arc de Triomphe. Admiratif, l'historien Jules Michelet en parle dans son livre « La Mer » :

« une lampe forte comme quatre mille, et qu’on voit à douze lieues »

Vers 1800, une commission des phares est créée.
Pendant la Seconde Guerre mondiale, les phares de la pointe de Grave ont été réquisitionnés par les Allemands. Curieusement, à la fin de la guerre, ils ont tout détruit, sauf les phares. Sans doute, ils en avaient trop besoin, en un endroit si dangereux, afin d'assurer la nuit, la propre sécurité de leurs bateaux de la Kriegsmarine. Ils avaient repeint entièrement en vert-de-gris le phare de Cordouan (même à l'intérieur !), sans doute pour tenter de le dissimuler le jour aux avions alliés.
Depuis, après guerre, de nombreux travaux d'entretien, de réparation, voire de restauration ont été entrepris à Cordouan sous la surveillance du ministère de la Culture (monument historique) et de l'administration des phares et balises.
Ce furent d'abord des travaux d'intérieurs à partir des années 1950, puis des travaux extérieurs dans les années 1980 : le sel, les embruns, les assauts de la mer (houle ou vagues) attaquant la pierre, on refit les maçonneries s'assurant de l'étanchéité, terminant pour la partie basse par la réalisation d'une couronne en béton armé.

##### Beauté et originalité du phare de Cordouan: son unicité

###### Son feu
- Si vous ne connaissez pas le sujet, laissez ce bandeau (vous pouvez alors contacter les auteurs).
- Si vous supprimez le contenu mis en cause (vous pouvez préalablement contacter les auteurs),

argumentez précisément cette suppression dans la page de discussion
(un manque de référence n'est pas un argument ; une recherche réelle de référence doit avoir été effectuée, être formellement documentée).
Chaque phare est unique ne serait-ce que par le signal lumineux qu’il envoie aux marins. Il est nécessaire que ce signal soit bien identifiable, qu’il soit repérable et compris par les usagers de la mer. Selon l’endroit, le feu des phares peut être fixe, orienté en n’éclairant qu’une direction, ou bien rythmé avec des périodes d’occultation et des temps d’éclairage plus ou moins longs, parfois de couleur ; certains sont dits « à éclairs, ou « à éclats ».
Entrer dans l’estuaire de la Gironde est si difficile que c’est une conjonction de plusieurs phares, en plus des bouées, qui indique les passes. Outre Cordouan, on trouve le phare de la Coubre à La Tremblade, le phare de Saint-Nicolas, le phare de Grave, le phare de Terre-Nègre, à Saint-Palais-sur-mer. Il y avait aussi autrefois le phare de Vallières à Saint-Georges-de-Didonne qui a fonctionné jusqu’en 1969. À la Palmyre, en 1960, à l'emplacement de l'ancien phare, a été construit un radiophare.
Cordouan est un phare à occultations : sa lumière est fixe (ampoule de 250 watts) mais trois panneaux de couleur passent devant celle-ci selon des écarts réguliers, et la lampe s'allume et s'éteint selon un tempo bien établi. En douze secondes, on a trois secondes et six dixièmes de lumière longue, une seconde et deux dixièmes d’obscurité, une seconde et deux dixièmes de lumière courte, une seconde et deux dixièmes d’obscurité, trois secondes et six dixièmes de lumière longue, une seconde et deux dixièmes d’obscurité… Ce tempo s’agrémente de couleurs qui indiquent des zones autour du phare. Les trois panneaux d’occultation sont colorés : un vert et un blanc qui indiquent les passes, un rouge pour le secteur interdit à la navigation. La portée de la lumière longue (blanche) est d’environ quarante kilomètres grâce à la lentille de Fresnel. La portée du feu est légèrement diminuée pour les secteurs vert et rouge.
Outre son feu, l’unicité du phare de Cordouan tient pour beaucoup aussi de son lien étroit avec les Rois.

###### La chapelle royale Notre-Dame de Cordouan

Notre-Dame de Cordouan
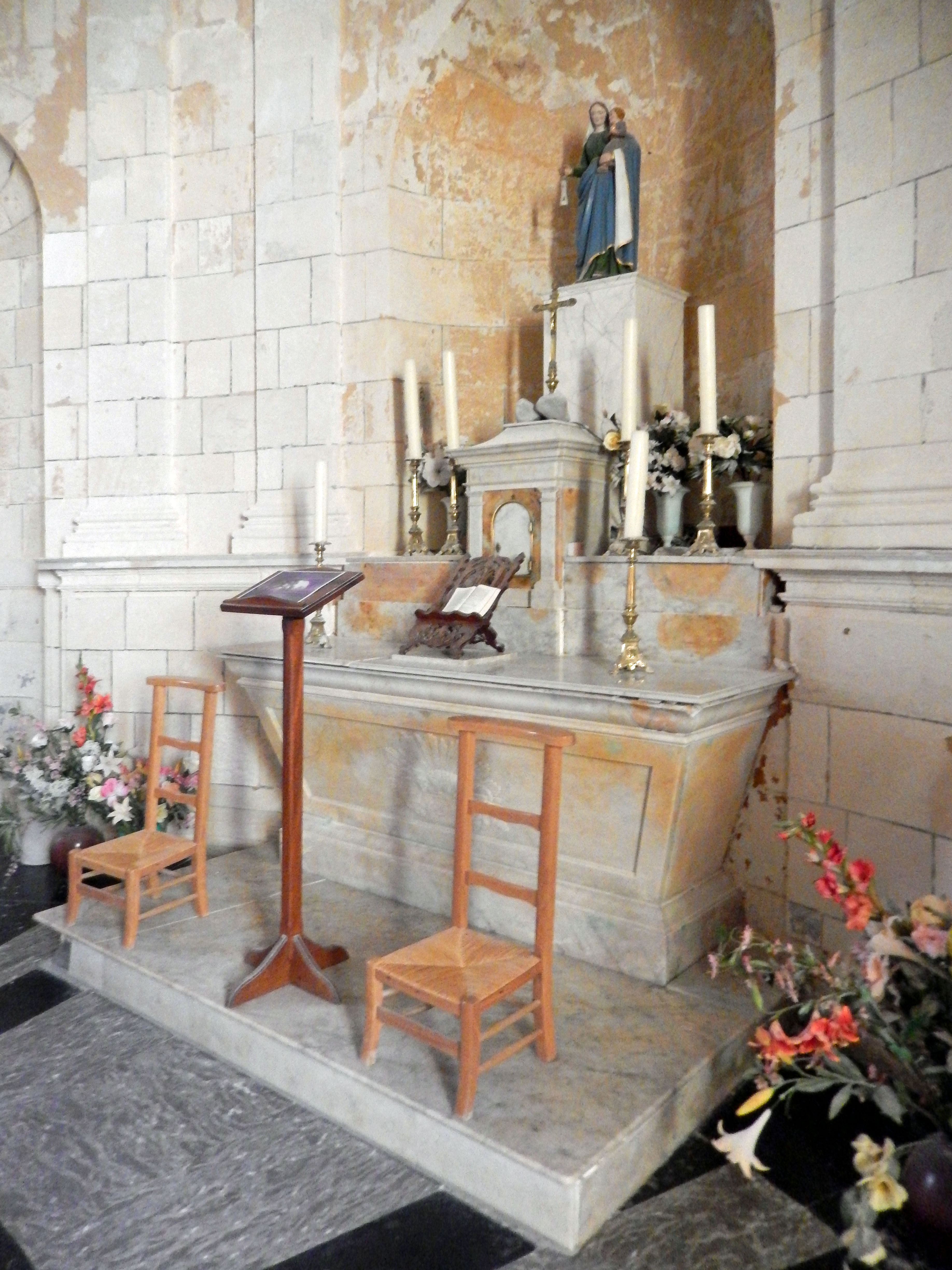
L'autel en 2014 avant la restauration de la chapelle en 2020
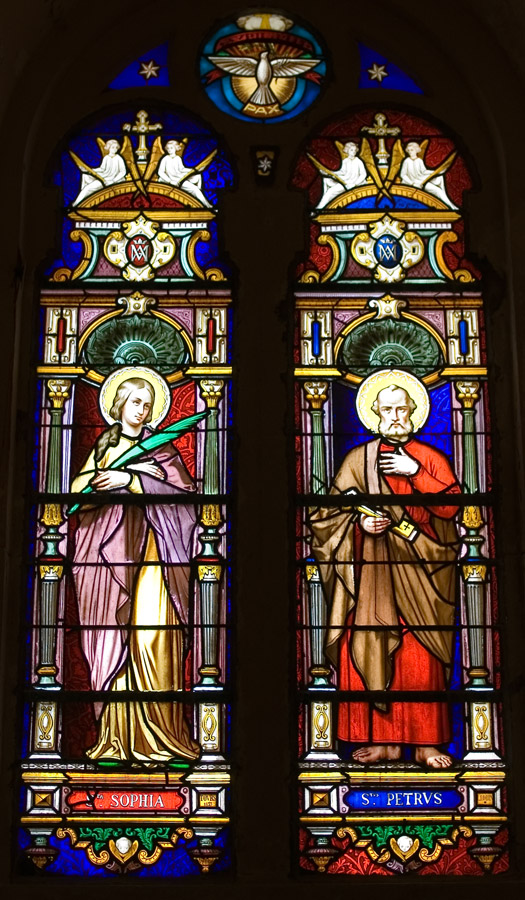
Vitraux représentant Sainte Sophie et Saint-Pierre
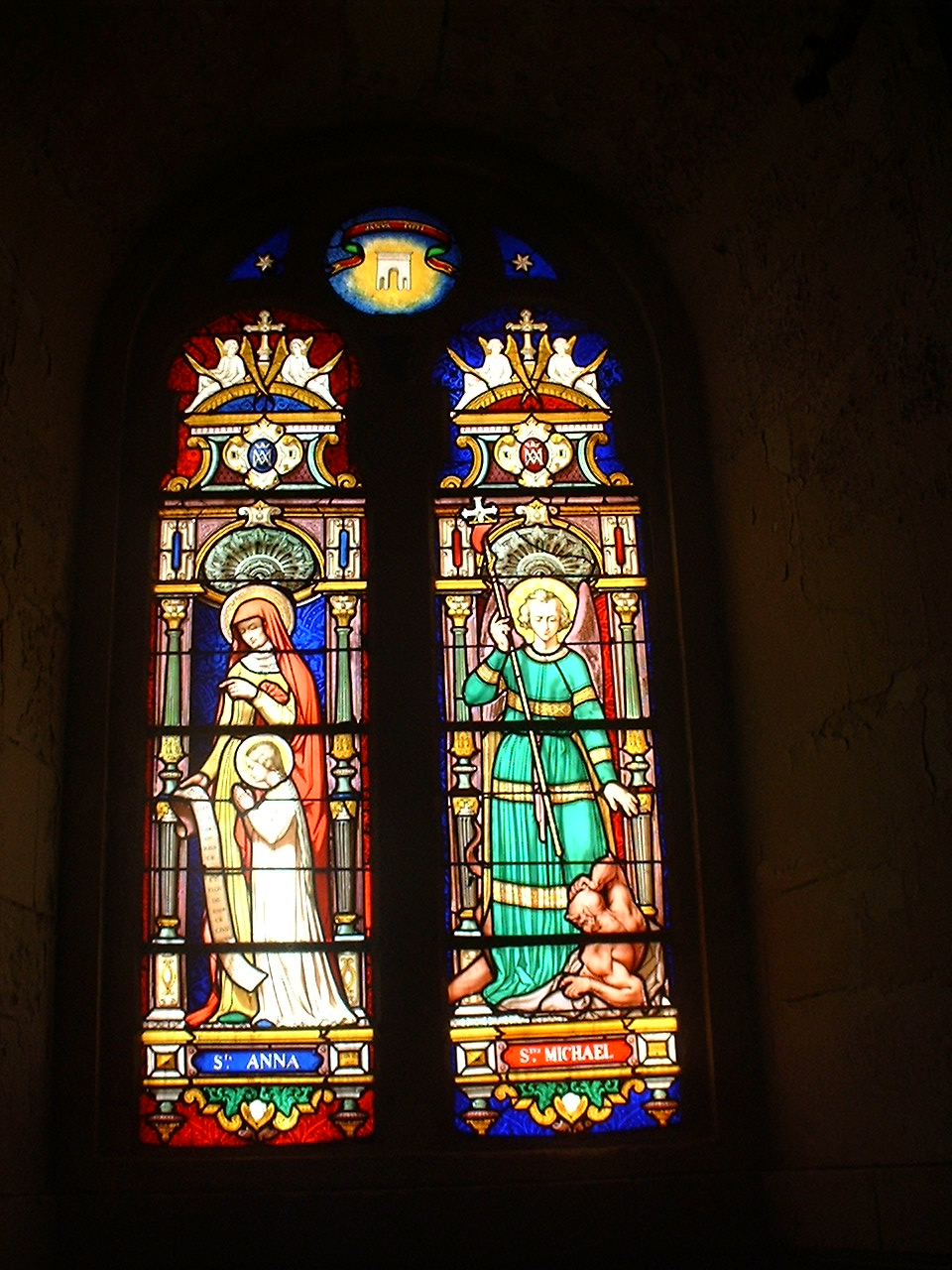
Vitraux représentant Sainte Anne et Saint Michel
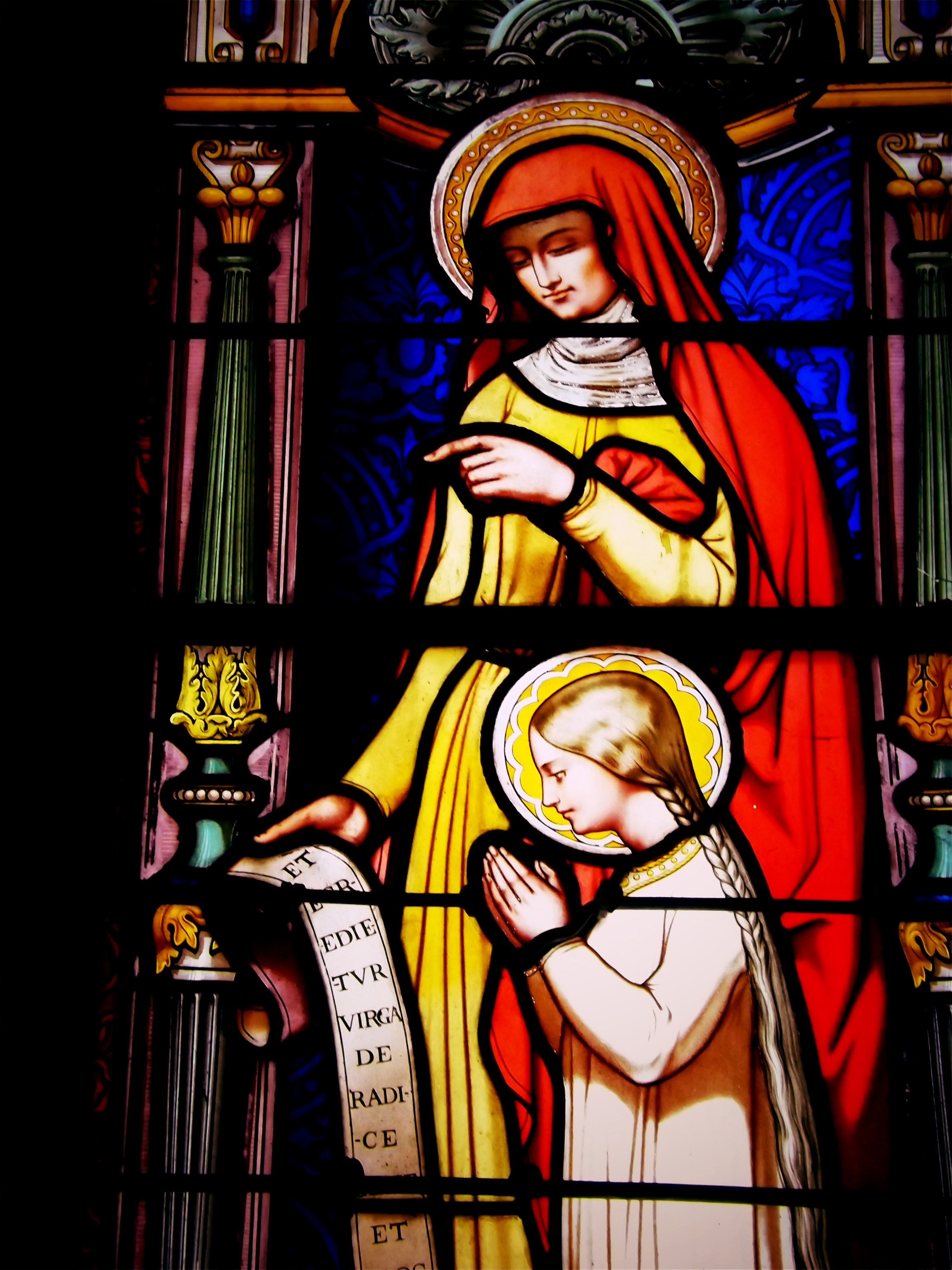
Détail vitrail, Sainte Anne
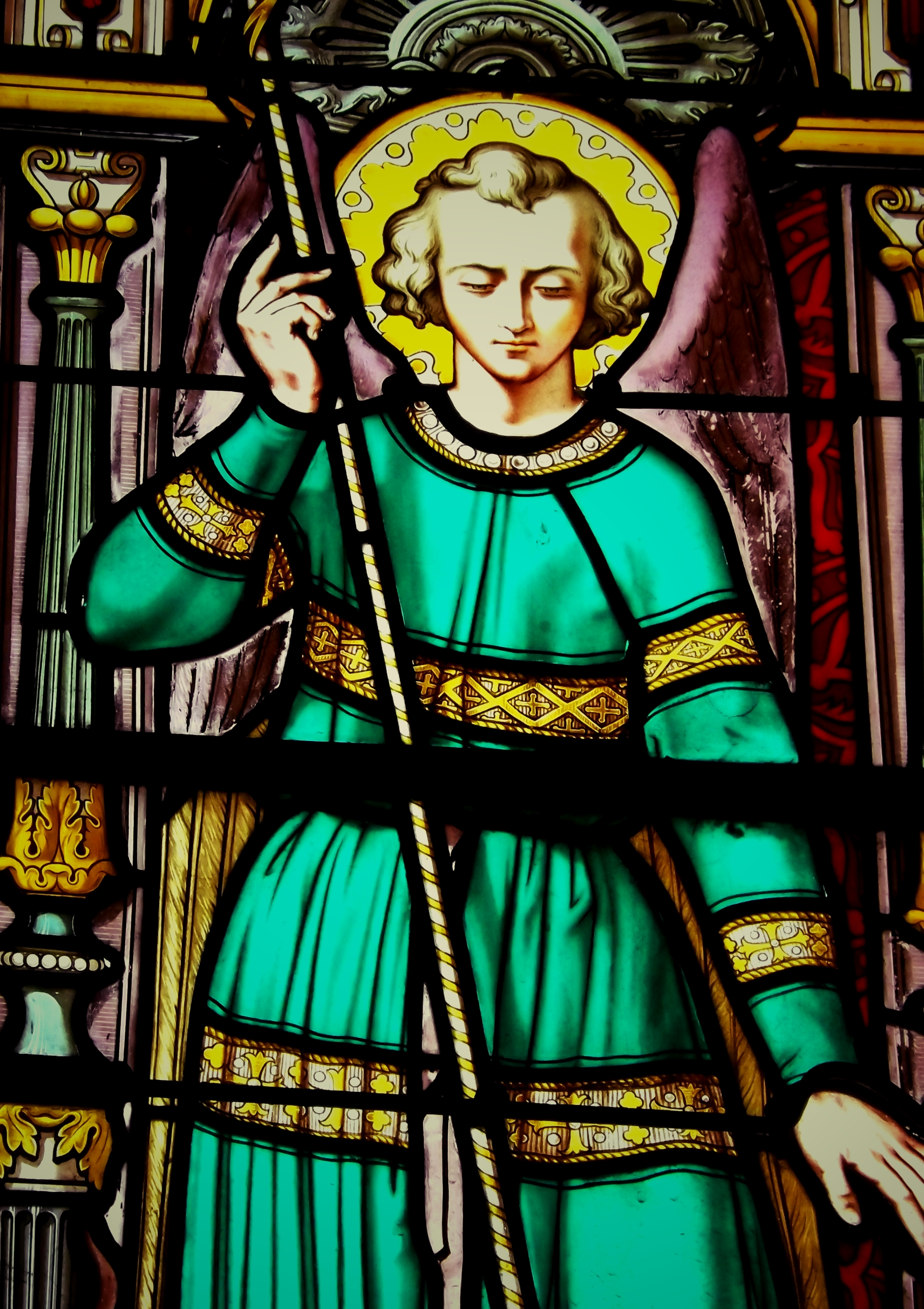
Détail vitrail, Saint Michel

Si le projet, initié par Henri III en 1584, ne prévoyait pas encore l’adjonction d’une chapelle, les évènements vont précipiter les choses. En pleine guerre de Religion (huitième guerre de religion de 1585 à 1598), il s’agit de rendre hommage à son successeur, le « bon roi Henri » qui vient de se convertir au catholicisme. Comme c’est le cas lors de la construction des châteaux royaux, Louis de Foix ajoute alors à son projet, en 1593 (année même de l'abjuration d'Henri IV), l’aménagement d’une chapelle « royale » dans la tour même de Cordouan. On ne pourra jamais cependant qualifier cette chapelle de palatine, aucun roi en personne n’ayant fait le déplacement jusqu’à Cordouan. Tel était pourtant sans doute le but, mais ni Henri III assassiné en 1589, ni Henri IV assassiné en 1610 n’auront le temps ni le loisir de se rendre à Cordouan, la tour n’étant terminée qu’en 1611. Baptisée Notre-Dame de Cordouan, la chapelle fut la salle aménagée en dernier au second étage.
Chacun s’accorde à dire qu’elle est très belle. Faite de pierre blanche de Saintonge comme fort Boyard, la corderie royale et l'arsenal de Rochefort, elle comporte quatre magnifiques vitraux groupés deux par deux représentants Saint Pierre (Petrus), Saint Michel, Sainte Sophie et Sainte Anne (parfois écrit « Saint Anne », prénom épicène donné sous l'Ancien Régime à des hommes de la noblesse tels Anne de Noailles ou Anne de Montmorency). Sur les vitraux de Cordouan, les noms sont écrits en latin : Stus Petrus, Stus Michael, Sta Sophia, Sta Anna. La chapelle de Cordouan est voutée, circulaire, épousant la forme du phare, son sol est pavé de marbre (gris rayé de larges bandes noires). Elle comporte cinq niches et un oculus. L’autel est de marbre blanc.
Deux énormes coquillages, de part et d’autre, tiennent lieu de bénitiers. Les bustes qui se trouvaient dans deux des niches, ceux de Louis XIV et Louis XV, ont été enlevés à la Révolution. Des Rois, ne subsiste dans cette chapelle que deux monogrammes sur les murs, au-dessus des vitraux, celui d’Henri III (HDV III : Henri de Valois, le troisième) et celui d’Henri IV (HDB IIII, Henri de Bourbon, le quatrième).
Bien que peu utilisée, cette chapelle a servi à faire quelques célébrations : au XVIIIe siècle, un moine du couvent des Récollets de Royan venait tous les dimanches et jours de fête, selon le temps, y célébrer une messe. Depuis, plusieurs mariages ont été célébrés au phare dont un en grande pompe, terminé par un feu d'artifice, avec quatre-vingts invités : le nombre en avait été limité. Il y eut aussi des baptêmes et des pèlerinages mariaux, le dernier le 5 mai 2018.

###### Les autres salles
- Si vous ne connaissez pas le sujet, laissez ce bandeau (vous pouvez alors contacter les auteurs).
- Si vous supprimez le contenu mis en cause (vous pouvez préalablement contacter les auteurs),

argumentez précisément cette suppression dans la page de discussion
(un manque de référence n'est pas un argument ; une recherche réelle de référence doit avoir été effectuée, être formellement documentée).
- Le vestibule au rez-de-chaussée. Cette salle carrée comporte des petites niches ayant un temps servies aux gardiens comme chambres à coucher. Désormais, leur lieu de vie, cuisine et chambres, se trouve à l'extérieur du phare, dans la cour (couronne du phare).

C'est ici que se situe l'entrée de l'escalier à vis permettant d'accéder à l’appartement du roi et à la chapelle. Cette entrée est décorée de motifs à feuilles, fruits… Au-dessus de la porte, un visage sculpté, et cette inscription : « Ce phare a été restauré sous le règne de Napoléon III MDCCCLV ». De fait, on trouve d’autres plaques dans le phare rappelant les nombreuses restaurations : 1665, 1727, 1789 (signature de Jean Besse aîné, responsable des tailleurs de pierre)…
Toutes les autres salles, si elles ne sont pas « royales » sont très belles aussi. Il y a, à partir du troisième étage :
- la salle des Girondins. En hommage aux députés girondins pendant la révolution, cette salle est la première salle construite lors de l’élévation de la tour de vingt mètres, sous la responsabilité de Joseph Teulère ;
- la salle du contrepoids, au quatrième étage. Comme son nom l’indique, cette salle abritait jusqu’en 1987, le contrepoids servant à rythmer le feu de Cordouan ;
- la salle des lampes au cinquième étage. C’était là qu’été stocké tout le matériel d’éclairage, notamment les différents combustibles utilisés au fil du temps : bois, charbon, blanc de baleine, huile, pétrole…, groupes électrogènes ;
- la chambre de veille au sixième étage. Cette pièce toute lambrissée du sol au plafond, autrefois équipée de lits, était utilisée par les gardiens chargés de la surveillance de la lanterne.

Le phare fut aussi décoré, au fil des rénovations de niches, de pierres ciselées : masques de lions, fleurs, fruits, macarons, volutes, têtes féminines…

###### Le phare de Cordouan, site classé au patrimoine mondial de l'UNESCO
Classé monument historique la même année que Notre-Dame de Paris en 1862 (voir base Mérimée), le phare de Cordouan a présenté sa candidature dès 2016 pour être inscrit au patrimoine mondial de l'Organisation des Nations Unies pour l'éducation, la science et la culture (UNESCO).
Les élus de Gironde et de Charente-Maritime avaient mis en avant cette proposition de candidature souhaitant amener un élan populaire autour de celle-ci.
En Gironde, sept sites seulement sont déjà classés par l’UNESCO dont la citadelle de Blaye, le port de la Lune, le village médiéval de Saint-Émilion, ou la basilique Notre-Dame-de-la-Fin-des-Terres, à Soulac.
Le 31 janvier 2020, le président de la République, Emmanuel Macron choisit officiellement Cordouan pour concourir au nom de la France. C’était déjà une première victoire pour le Syndicat mixte pour le développement durable de l'estuaire de la Gironde (SMIDDEST) qui a déposé la candidature, un seul site par an et par pays pouvant concourir.
Le phare de Cordouan possédait beaucoup d’atouts laissant espérer un résultat positif à cette sollicitation : c’est le plus ancien phare de France, inauguré en 1611, l’unique phare en mer encore en activité. Il reçoit environ 20 000 visiteurs par an. Jusqu'en 2021, un seul phare était inscrit au patrimoine mondial de l'humanité : il s'agit de celui de la Corogne en Espagne, la tour romaine dite d'Hercule.
Un gros chantier de rénovation du phare de Cordouan avait été lancé pour soutenir la candidature dès 2010, la fin des travaux étant prévue en 2021. En 2005 déjà, une première campagne de travaux s'était concentrée sur l'extérieur : un bouclier avait été construit pour protéger la structure. Les pierres mangées par le sel avaient été remplacées, les joints refaits.
La chapelle a été finie d'être entièrement restaurée en 2020 de même que l'appartement du roi.
L'État, les deux départements de Gironde et de Charente-Maritime ainsi que la Région ont participé aux dépenses évaluées à une dizaine de millions d'euros. Ces travaux concernaient principalement l'étanchéité extérieure du phare, la rénovation de la chapelle et de sa coupole à caissons et l'appartement du roi. Des compagnons, tailleurs de pierre, maçons, sculpteurs sont restés sur place, hébergés la semaine, mettant la pierre à nu ou la remplaçant par d'autres pierres présentant les mêmes caractéristiques.
La décision de l'Unesco concernant le classement au patrimoine mondial de Cordouan devait être connue durant l'été 2020 lors d'une réunion de l'Assemblée générale, en Chine. Malheureusement, pas de chance encore pour Le Verdon-sur-Mer, aucune résolution n'a pu être prise en 2020, toutes les réunions programmées ont dû être annulées pour cause d'épidémie de coronavirus (Covid-19).
La bonne nouvelle est enfin tombée le 24 juillet 2021 : réuni ce jour à Fuzhou, ville-préfecture de la province chinoise du Fujian, le comité du patrimoine mondial de l'UNESCO inscrit le phare de Cordouan sur la liste des sites exceptionnels considérant qu'il remplissait bien les critères de sélection.

##### Destruction des symboles de la royauté à Cordouan
À Cordouan, tous les bustes en marbre des Rois ont disparu : Henri III, Henri IV, Louis XIII, Louis XIV, Louis XV : subsistent seulement dans la chapelle royale, les monogrammes d'Henri III et d'Henri IV et ceux entrelacés de Louis XIV et Marie-Thérèse d'Autriche dans l'appartement du roi. De chaque côté de l'escalier, on peut voir encore dans la chapelle royale, les niches où logeaient les bustes de Louis XIV et Louis XV.

### Un développement auXIXesiècle
La pointe de Grave connaît un développement au cours du XIXe siècle : plantation de pins pour stabiliser les sables, travaux de défenses côtières avec la construction d’épis, construction de la jetée de la pointe et de Port-Bloc, reconstruction du fort de la pointe de Grave, construction des phares de Grave et de Saint-Nicolas…
1874 sera l'année de la construction de la voie ferrée Bordeaux-Le Verdon qui permettra un désenclavement de la commune et d'envisager un avenir portuaire : celle-ci commencée par tronçons depuis Bordeaux en 1868 n'arrivera au Verdon qu'en 1875 et à la pointe de Grave, en 1902.
La sécurité de la navigation à la pointe de Grave est à cette époque à l'ordre du jour du ministère de la Guerre et de la Marine qui contrôle le territoire. Plus tard, le port autonome de Bordeaux et l’Office national des forêts cogèreront les terrains de la pointe de Grave.
Le problème se posait alors, dès le début du siècle, de baliser la passe sud de plus en plus utilisée par les petits navires, coupant au plus court, s'évitant le long détour qui consistait à contourner Cordouan
La construction (ou de la reconstruction) de deux phares est décidée, le phare de Grave et le phare Saint-Nicolas[réf. souhaitée].

#### Phare de Grave
En 1860, le phare de Grave, plusieurs fois détruit, est reconstruit en dur. Une première tour en maçonnerie avait été édifiée en 1838 qui fut détruite par l'érosion marine. Précédemment, depuis 1823, plusieurs tours équipées de fanaux avaient été construites, parfois en bois. 

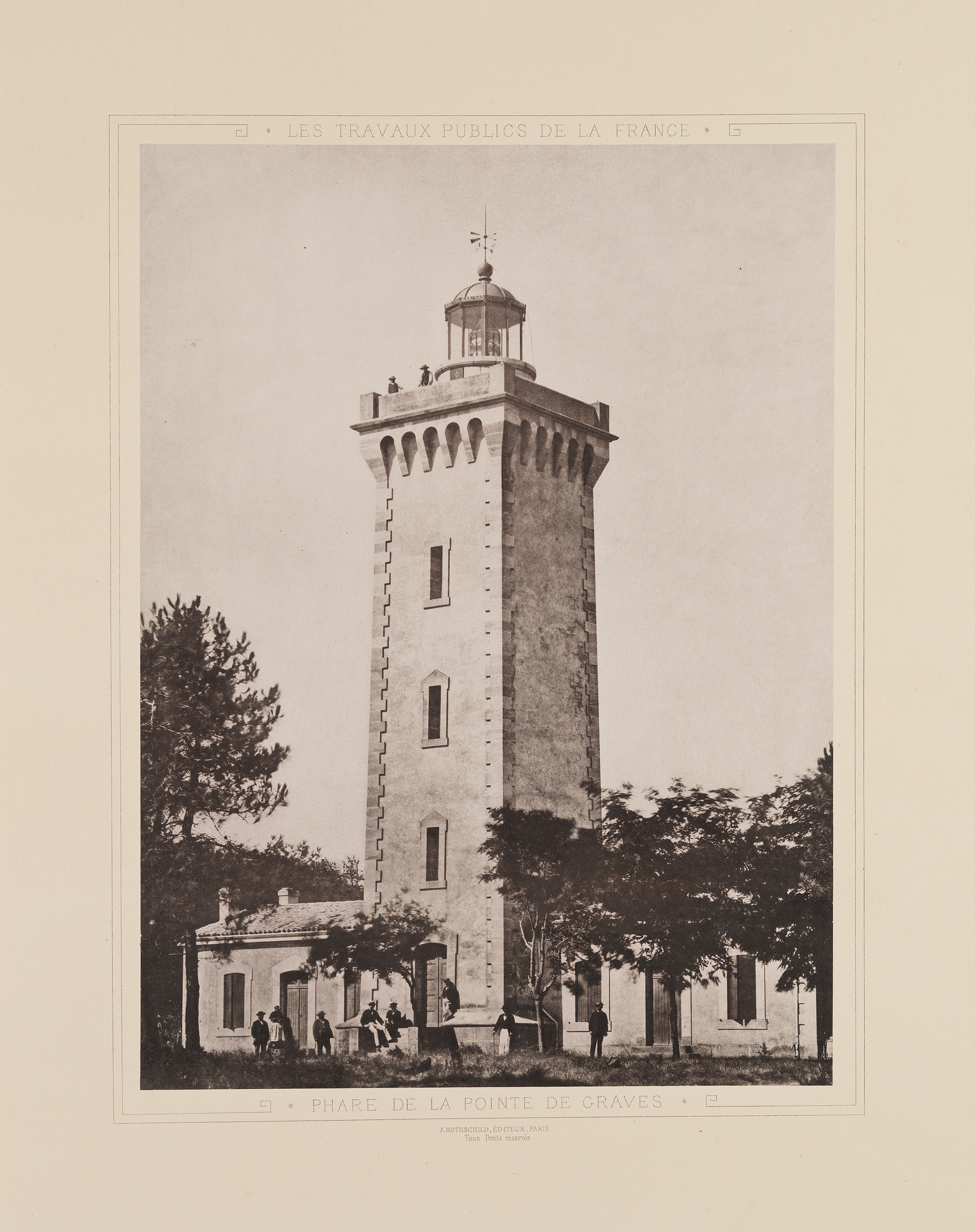
Phare de la pointe de « Graves », en 1883

Le phare était situé à l'époque derrière le cordon de dunes, plus près de l'estuaire que de l'océan. Le continuel recul de la côte, près de deux kilomètres au XVIIIe siècle, l'a considérablement rapproché de l'océan, comme on peut le voir aujourd'hui. La tour est de forme carrée et s'élève à 28 mètres. Il faut monter 120 marches pour accéder à la lanterne : les 86 premières marches sont faites de pierre et, dans la partie la plus haute, on compte 34 marches métalliques. En 1860, il est construit de part et d'autre du phare deux logements de gardiens.

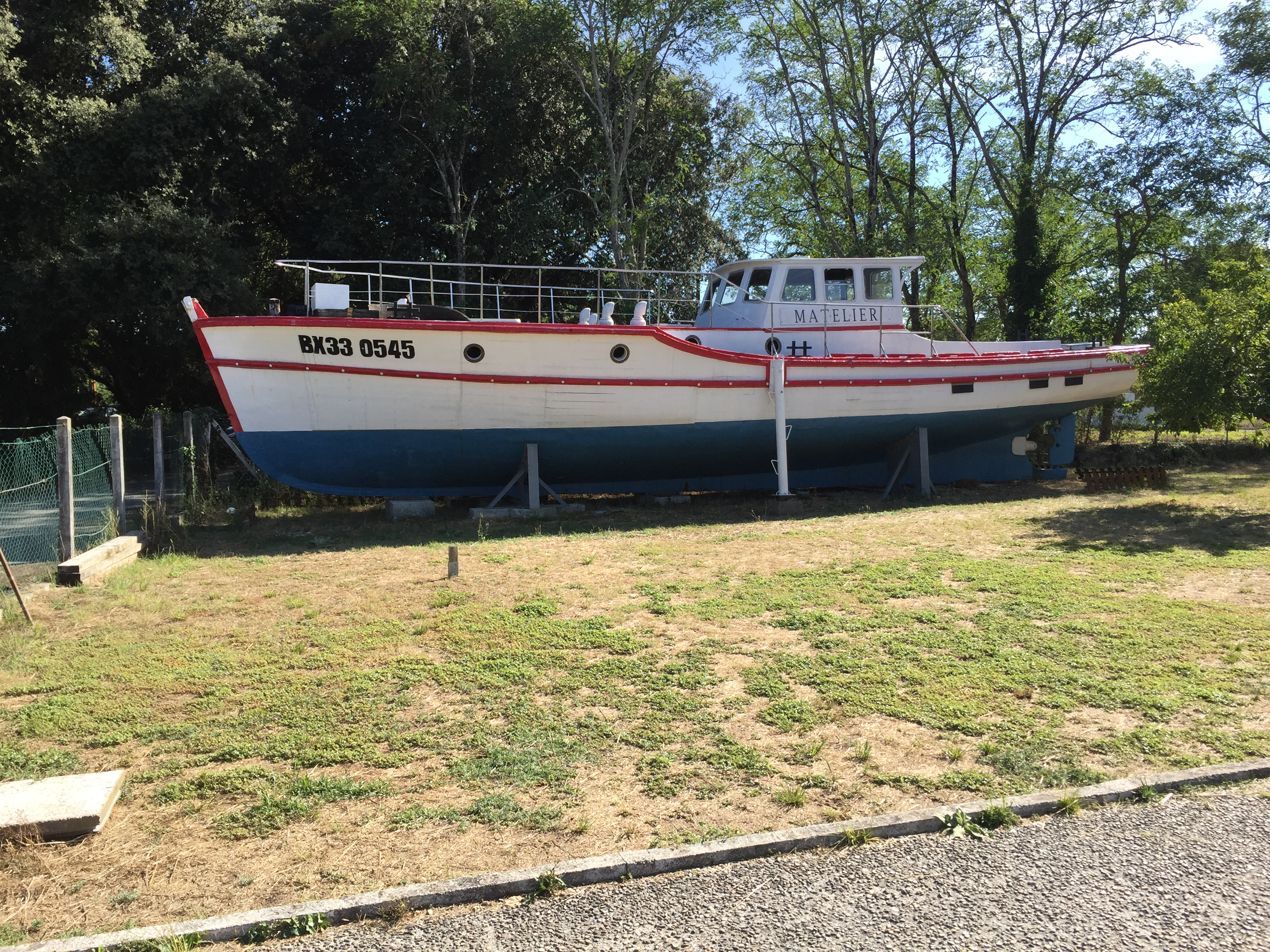
Bateau « Le Matelier » dans la cour du musée de Cordouan

L'électrification du phare en 1954 permettra le remplacement du pétrole utilisé depuis 1911 pour faire fonctionner la lanterne, ainsi que l'automatisation. Le phare est transformé en musée depuis 1999 : dénommé musée du phare de Cordouan et des Phares et Balises, cinq salles accueillent le public. Une grande partie est consacrée au Phare de Cordouan montrant à travers plusieurs maquettes son évolution. Dans la cour, depuis 2011, « le Matelier », bateau chargé d'assurer les relèves du phare, amenant les gardiens ou les ramenant à Port-Bloc, y est exposé. Pendant plus de trente années, de 1962 aux années quatre-vingt-dix, parfois dans des conditions périlleuses à cause du mauvais temps, il a ainsi fait des navettes entre le phare et le port transportant hommes et provisions. Il était utilisé aussi par le Service des Phares et Balises en tant qu'annexe des baliseurs, en particulier dans l'estuaire jusqu'à Pauillac.

#### Phare Saint-Nicolas

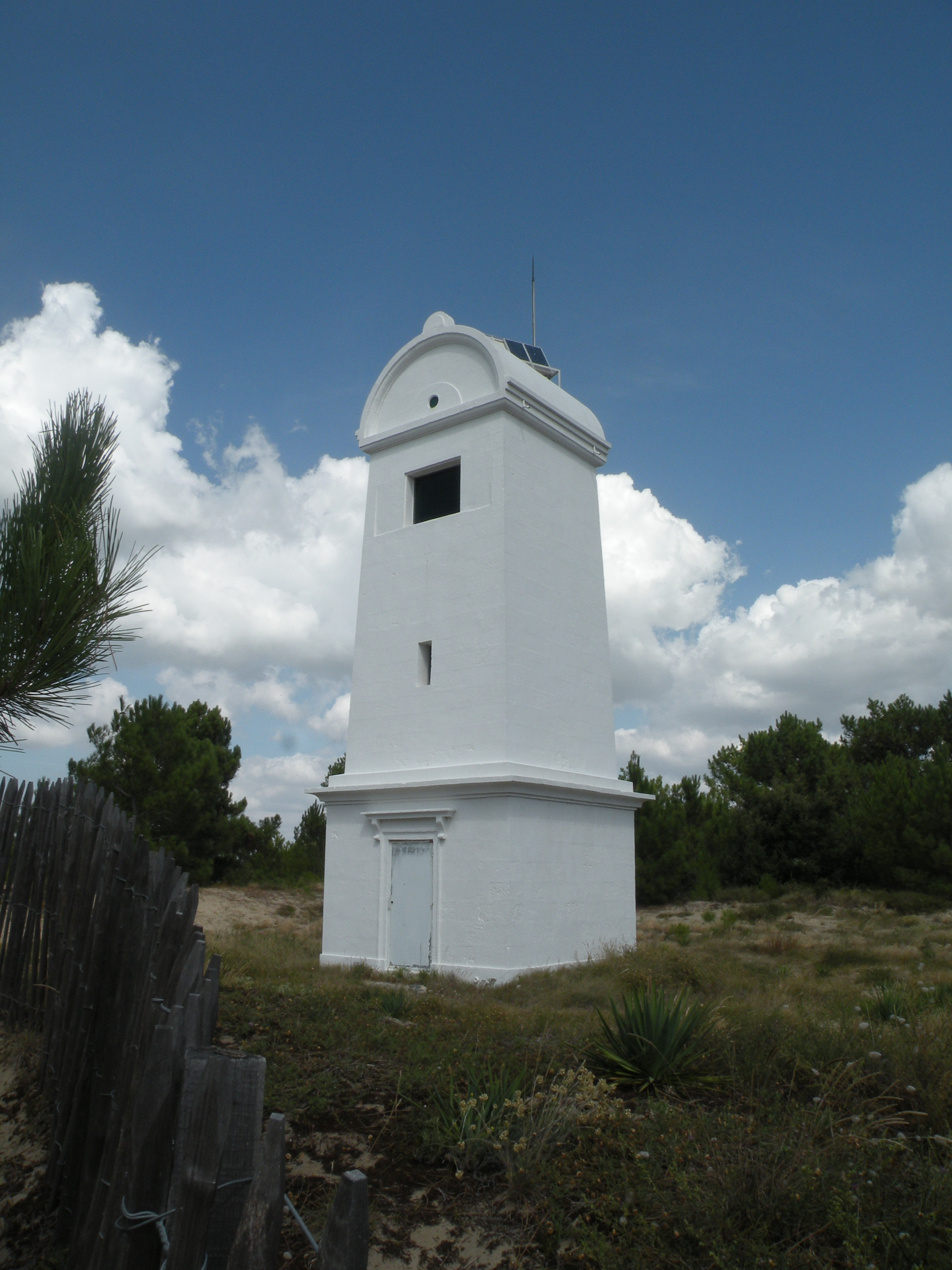
Le Phare Saint-Nicolas

Le ministère des Travaux Publics, sous la Troisième République, vote des crédits, en 1871, pour la construction d'un phare, le phare Saint-Nicolas, juste après la construction d'un autre phare sur l'estuaire, le phare de Richard<.
Il est raisonnable de penser[Quoi ?] que le nom « Saint-Nicolas » fut le nom donné et choisi par les moines du prieuré de Grave qui s'est installé à proximité : il daterait donc des alentours de 1090 (installation du prieuré Saint-Nicolas-de-Grave). C'est, en effet, peu probable, que le nom d'un saint fut choisi avant cette installation pour désigner un endroit isolé de forêt, au lieu-dit La Claire. Le rocher du même nom, Rocher Saint-Nicolas, situé légèrement plus au sud, émergeant à marée basse, et qui est le début de l'îlot de Cordouan, aurait donc reçu son nom postérieurement à cette date.
Construit au milieu de la forêt, le phare Saint-Nicolas, lui aussi, s'est de plus en plus rapproché de l'océan avec l'érosion marine. D'une hauteur moindre, un peu plus de douze mètres, son feu, contrairement aux deux autres phares de la pointe de Grave, est fixe et orienté : il n'éclaire que d'un côté de manière à être bien repérable des navires. Il était gardé jusqu'en 1936 (année de son déclassement), le gardien logeant dans une maison contiguë au phare, détruite en 1964. Fonctionnant au pétrole depuis sa construction, il fut électrifié en 1948. Pour accéder au feu, il faut gravir 32 marches en bois, mais arrivé en haut, on ne peut profiter d'aucun panorama, le phare n'ayant pas de galerie à son sommet comme à Cordouan ou au phare de Grave.

#### Lutte contre l'érosion marine

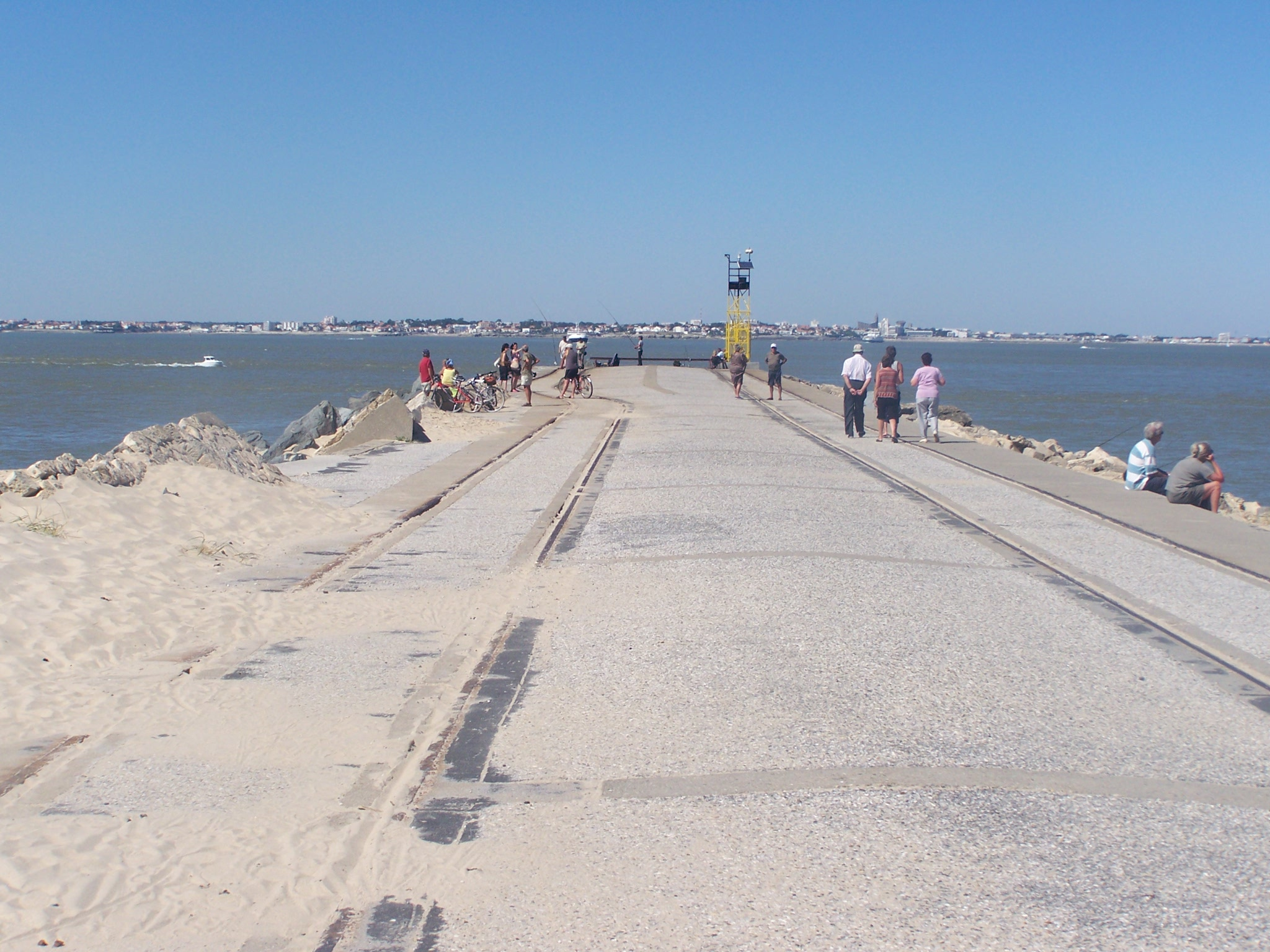
Jetée de pointe de Grave en 2008 (Royan et son église en face). On peut voir les anciens rails utilisés autrefois par le port autonome pour enrocher la jetée, et deux pêcheurs tout au bout

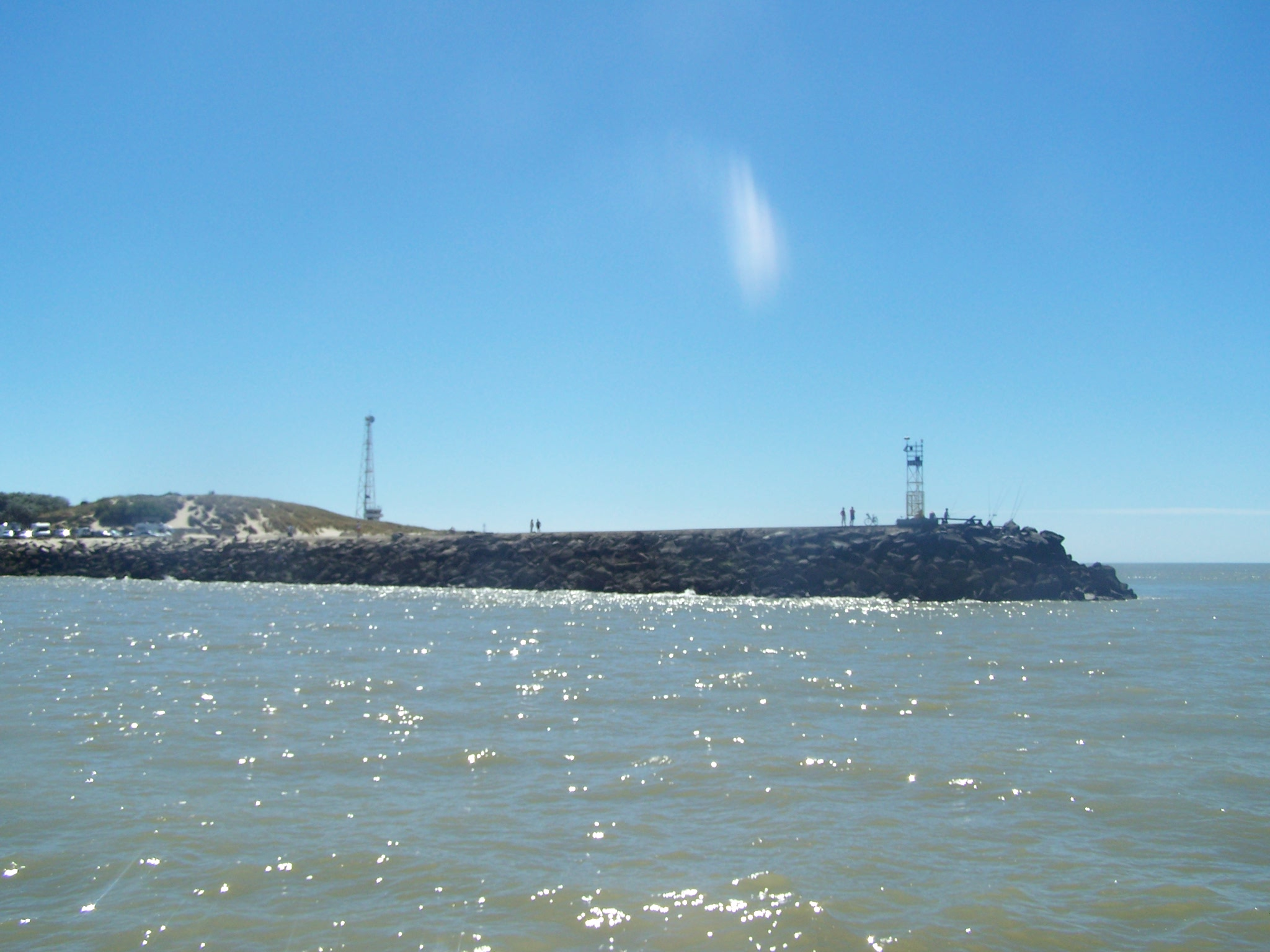
La jetée du bout de la pointe vue depuis l'estuaire. L'océan est derrière la jetée (Première digue finie de construire en 1846)

De tout temps, la pointe de Grave, cap fragile, a dû faire face à l'érosion marine. Le trait de côte a varié au fil des siècles, il n'est qu'à consulter les cartes anciennes pour s'en rendre compte. Pour se protéger, les pouvoirs publics ont longtemps pensé que construire digues et épis suffiraient à protéger le littoral atlantique de la pointe du Médoc.
Au XIXe siècle et pendant plus de cent trente ans, jusqu'au début de la Seconde Guerre mondiale, le service des Ponts et Chaussées entreprend de gros travaux de construction de brise-lames. Afin de limiter les effets des courants, empêcher la mer d'emporter le sable et lutter contre l'avancée de l'océan, ils édifient tout d'abord de nombreux épis.

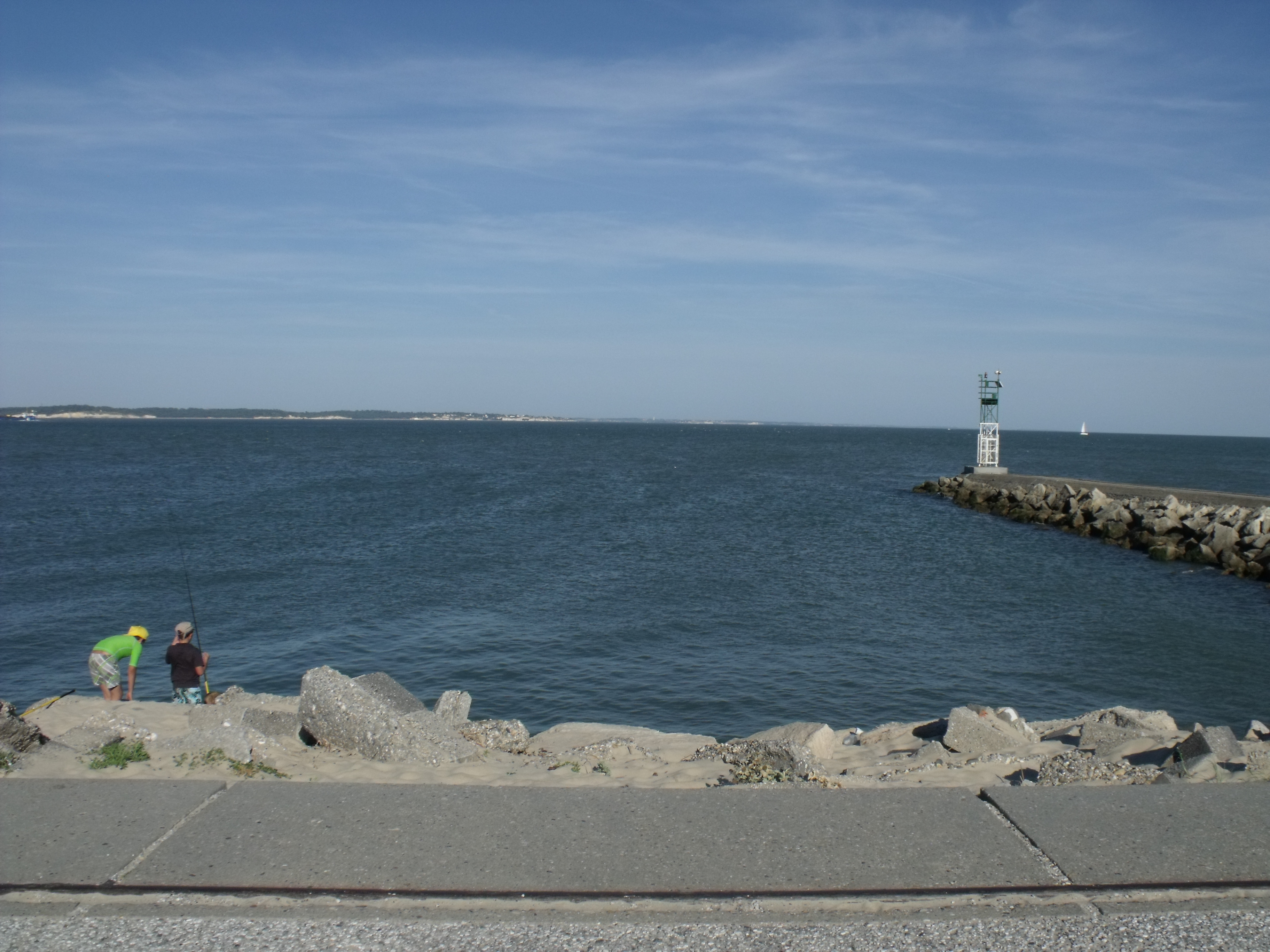
La digue perpendiculaire à la jetée et son amer, et deux pêcheurs côté estuaire, des pêcheurs de plus en plus rares à cause de l'ensablement

À partir de 1839, ce sont 13 épis qui seront construits entre le bout de la pointe et la plage de la Claire ainsi qu'un épi tout au bout. D'autres travaux entrepris par l’État vers 1845 consisteront à ajouter d'autres épis jusqu'aux Huttes : sept épis seront construits après le rocher Saint-Nicolas en allant vers Soulac (Voir carte).

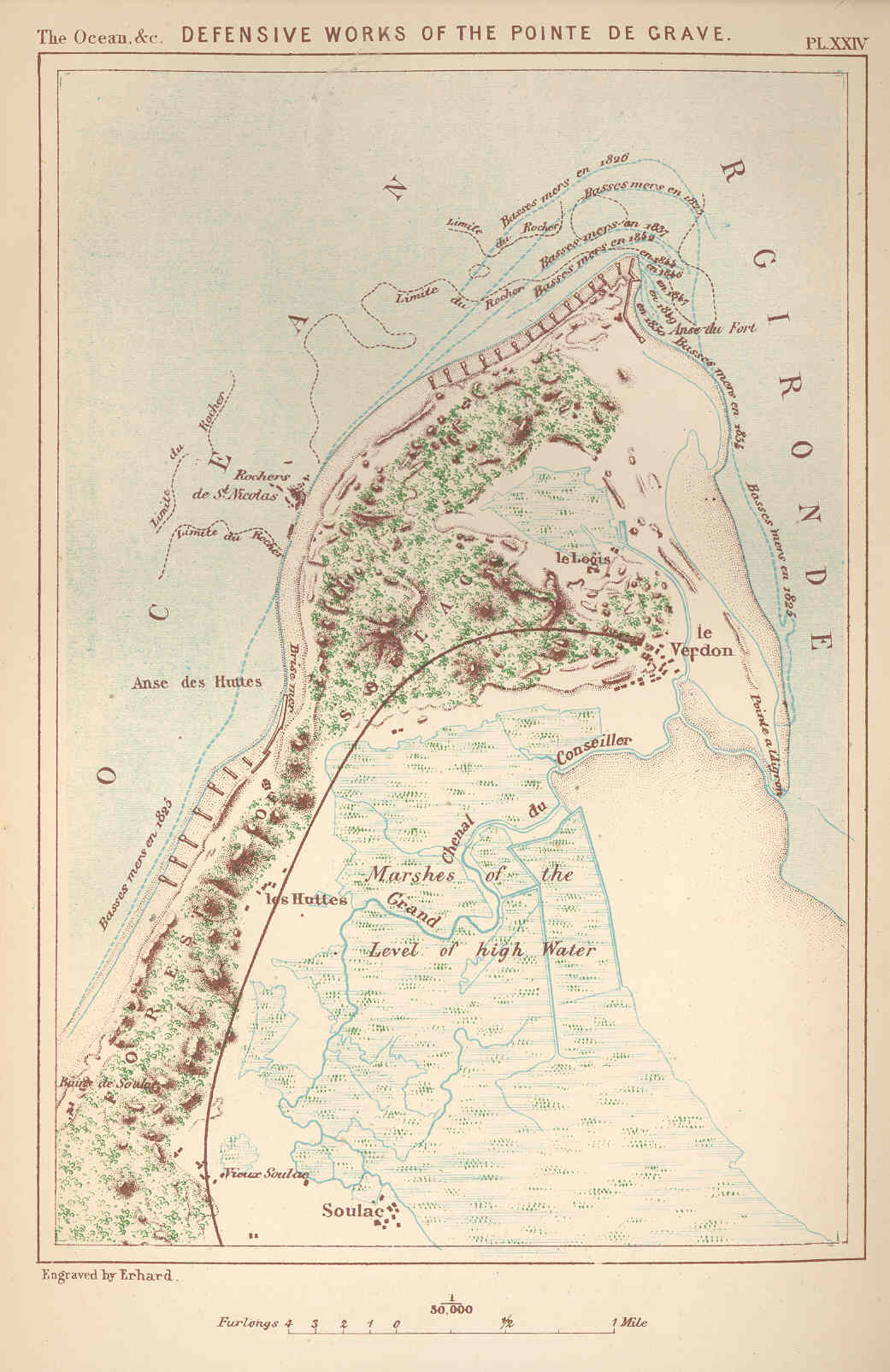
Carte d'Élisée Reclus publiée en 1873 montrant les épis de défense contre l'érosion marine. Les 13 épis entre la pointe et la Claire sont bien visibles sur cette carte plus un près de la jetée du bout de la pointe.

C'est en même temps, entre 1844 et 1846, que la jetée du bout de la pointe fut construite. Des sondages furent effectués pour déterminer l'orientation et la profondeur de l'ouvrage. Le projet initial prévoyait une longueur de 900 mètres, mais elle ne fut aménagée, comme un épi, que sur une longueur de 169 mètres. On[Qui ?] s'aperçut alors de problèmes de courant qui creusait la côte, côté rivière : le problème fut résolu en ajoutant une digue, à l'est et perpendiculairement à la jetée, en 1848. À son extrémité, un amer fut installé indiquant l'entrée de l'embouchure de la Gironde et l'accès à Port-Bloc.

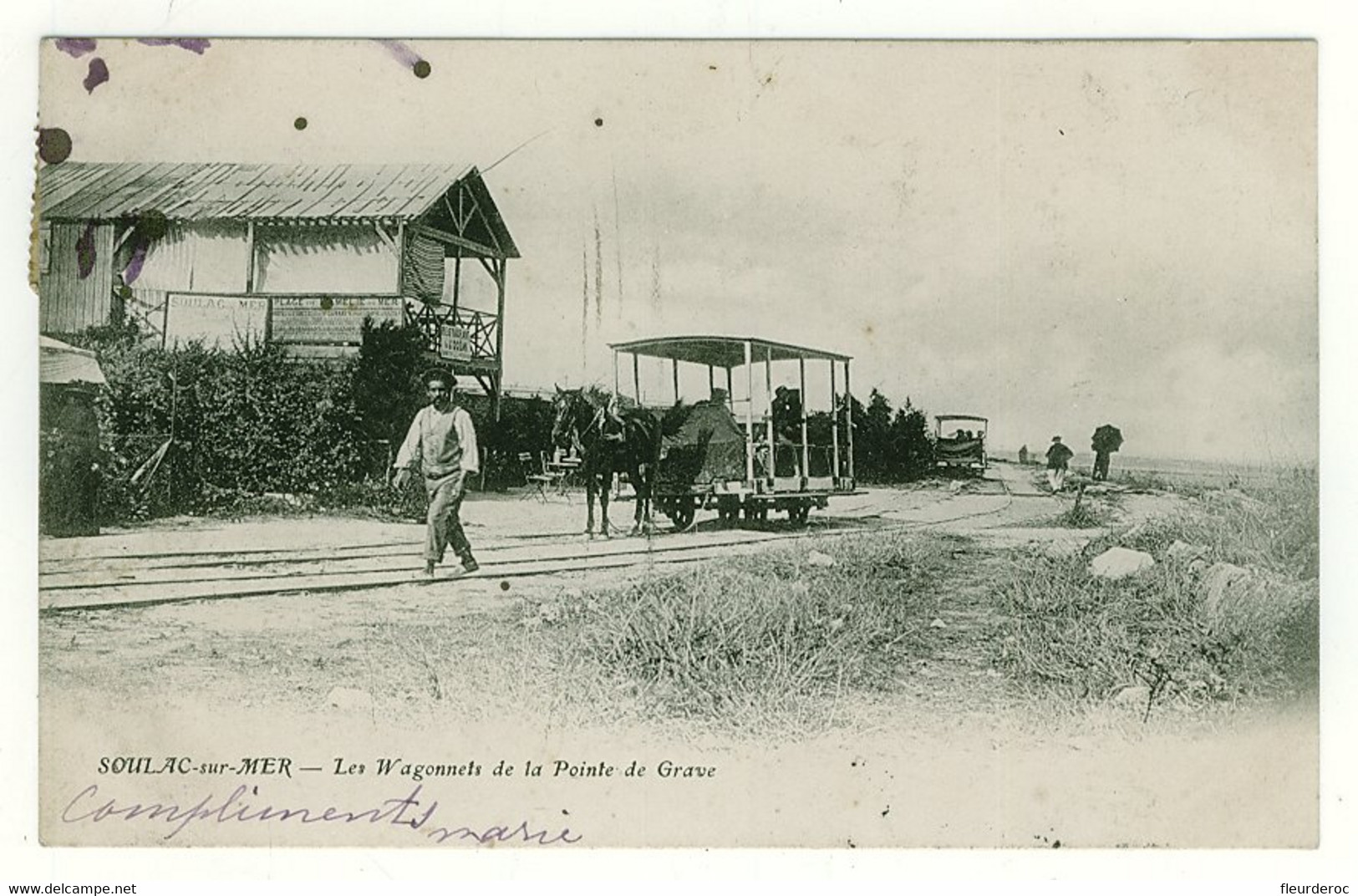
Pointe de Grave - Les wagonnets tirés par des chevaux utilisés pour l'entretien de la côte

La responsabilité des travaux de protection de la côte est transférée au port autonome de Bordeaux (PAB) à partir de 1939. Son statut de port autonome date de 1920. Rapidement, les voies étroites sont remplacées par des voies métriques et le cheval est remplacé par des draisines à moteur Diesel tirant des wagons découverts sur lesquels les blocs et tout le matériel nécessaires aux travaux étaient chargés. Une station de pesage pour les wagons se trouvait tout près de la Cité des Douanes. Le réseau relativement dense des voies du port autonome à la pointe de Grave convergeait vers les ateliers du port autonome où étaient faits l'entretien et la réparation du matériel.
Toutes les voies furent réquisitionnées par les Allemands pendant la Seconde Guerre mondiale : elles furent affectées à la construction des blockhaus du mur de l'Atlantique.
Tous ces travaux sur la côte nécessitèrent d'autres aménagements particuliers. En effet, les matériaux étaient livrés à Port Bloc qui ne s'appelait pas encore ainsi, n'étant qu'une anse non protégée. Celle-ci fut donc aménagée en port afin de faciliter l'acheminement de tous les matériaux nécessaires à la défense côtière : rails, traverses des voies, blocs de pierre, rochers… Ceux-ci, une fois déchargés étaient ensuite directement livrés sur place par les voies déjà aménagées : ils étaient utilisés pour la construction des épis, des digues, des jetées, éperons…

#### Port Bloc
La première digue du port a été construite entre 1851 et 1855. Elle fut rehaussée en 1877.
En 1895, une longue digue faite de gros blocs en pierre est ajoutée dans le prolongement du port afin de protéger des eaux le fort situé à proximité.
L'origine du nom « Port Bloc » vient justement de tous ces blocs de pierre qui ont transité avant d'être transférés par voie ferrée sur toute la côte, de la pointe jusqu'aux Huttes, au début. Administré d'abord par les ponts et chaussées, il dépendra du port autonome de Bordeaux à partir de 1939. Des pêcheurs y installeront leurs bateaux.
Par ailleurs, l'arrivée en 1875 du chemin de fer au Verdon entraîna l'aménagement d'un ponton tout près de l'entrée du port, servant aux voyageurs pour embarquer (ou débarquer) sur les bateaux reliant la pointe de Grave à Royan. En 1877, ce ponton se trouvait juste à gauche en sortant du port : il aura disparu avant janvier 1928 (note du conseil général). Des bateaux à vapeur qui ont pour noms « L'Union », le « Satellite », la « Magicienne » ou le « Goéland » ont transporté des voyageurs depuis cette zone d'accostage jusqu'en 1927.
En 1928, le port est aménagé pour accueillir le bac le « Cordouan », mis en service en 1935 : l'accostage nécessite alors la construction d'une cale inclinée. Une esplanade est aussi aménagée avec parkings, bancs et plantations d'arbres.
En 1936, le baliseur du Service des Phares et Balises est autorisé à stationner dans le port lors de son transfert de Royan à la pointe de Grave. Une place lui est réservée dans la partie sud du bassin. Sur le port, fut aussi aménagé un espace de stockage des bouées baptisé « le cimetière » par les marins du baliseur : en fait, celles-ci étaient remisées là, la plupart dans l'attente d'une restauration : sablées, puis repeintes, elles étaient le plus souvent réutilisées.
Au début de l'année 1945, alors que la pointe de Grave est toujours occupée par l'ennemi (poche de la pointe de Grave), le port est bombardé, les jetées et la cale du bac sont en partie détruites. Le bac le « Cordouan » que les Allemands avaient réquisitionné pour diverses missions de transport de troupes et de véhicules est coulé dans le port même. Il sera renfloué l'année suivante.
En 1953, les douanes maritimes s'installent à la pointe de Grave et leur vedette d'intervention rapide « directeur général Collin de Sussy » mouille dans le port.
En 1953 toujours, est construit dans Port Bloc un ascenseur à bateau afin d'y remiser et de protéger le canot de sauvetage de la nouvelle Société centrale de sauvetage des naufragés (SCSN) : le « Capitaine de corvette Cogniet ».

Port Bloc est le port emblématique et historique de la pointe de Grave. Après guerre, dans les années 1950 et suivantes, en particulier, il était animé, connaissant une forte activité. Les habitants de la pointe se rendaient alors à la plage à Port Bloc en famille, les enfants y apprenaient à nager, car c'était plus difficile de le faire à l'Océan, à cause des vagues.

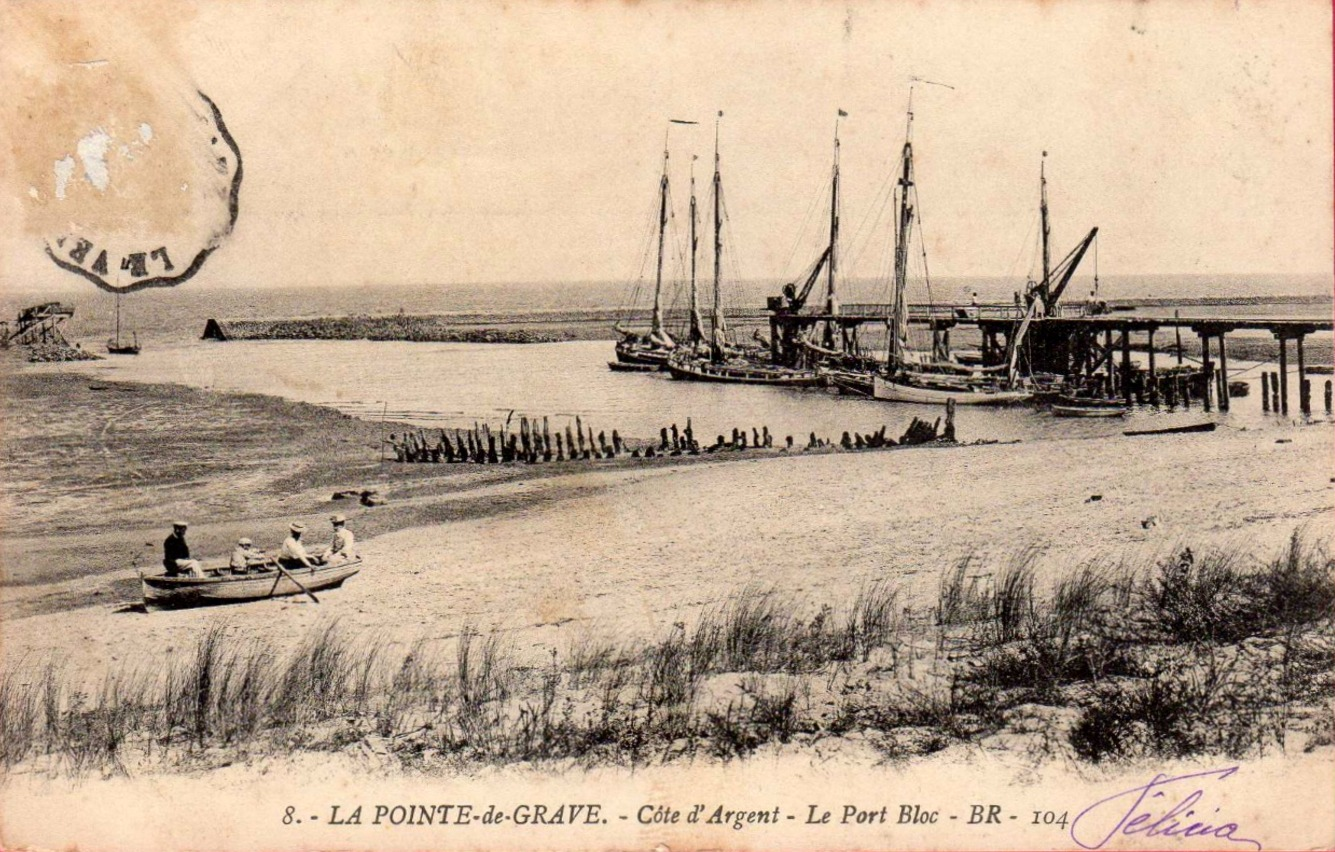
Port Bloc vers 1900

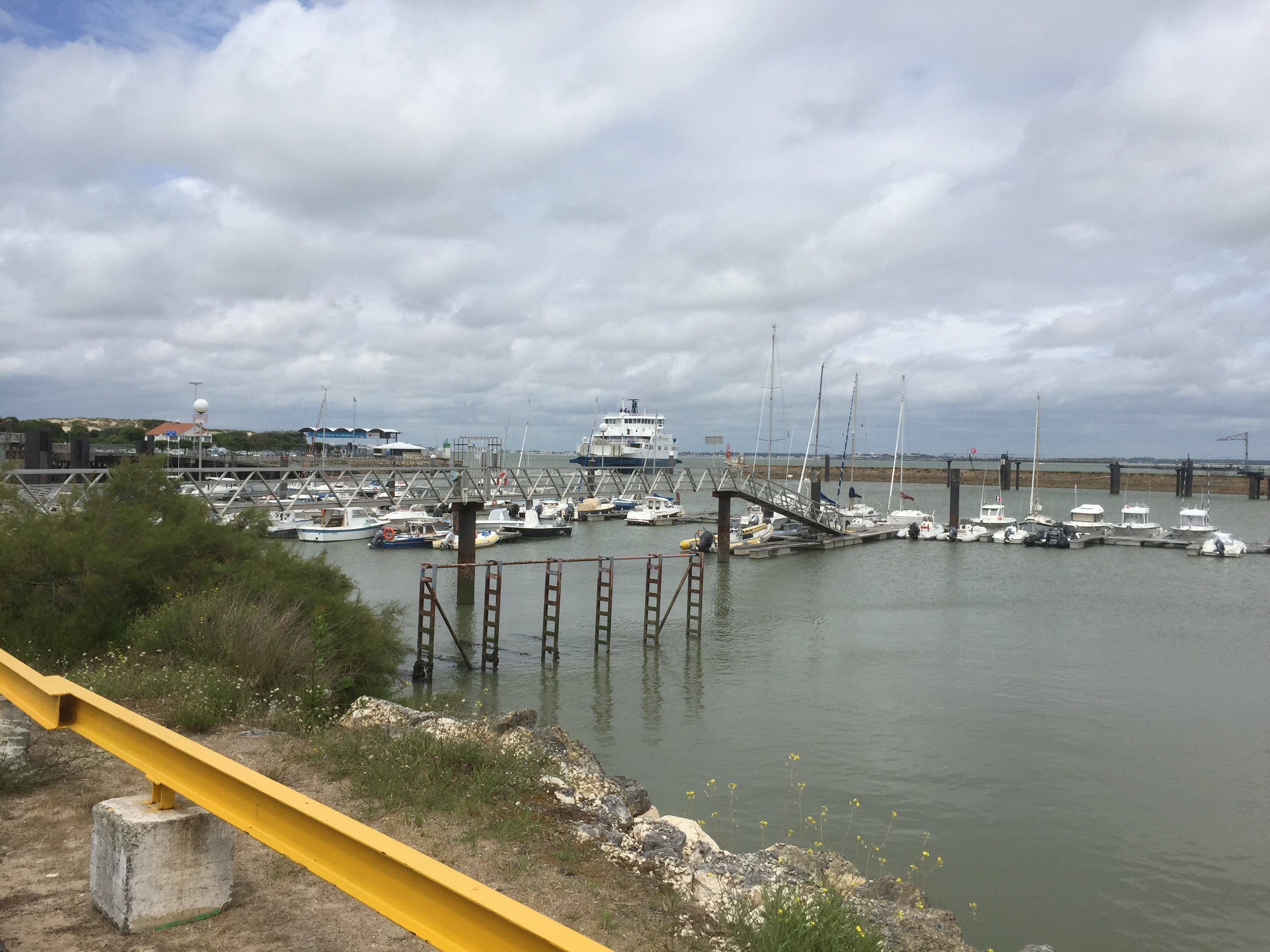
Vue de Port Bloc en 2021 : entrée dans le port du bac amphidrome « La Gironde »

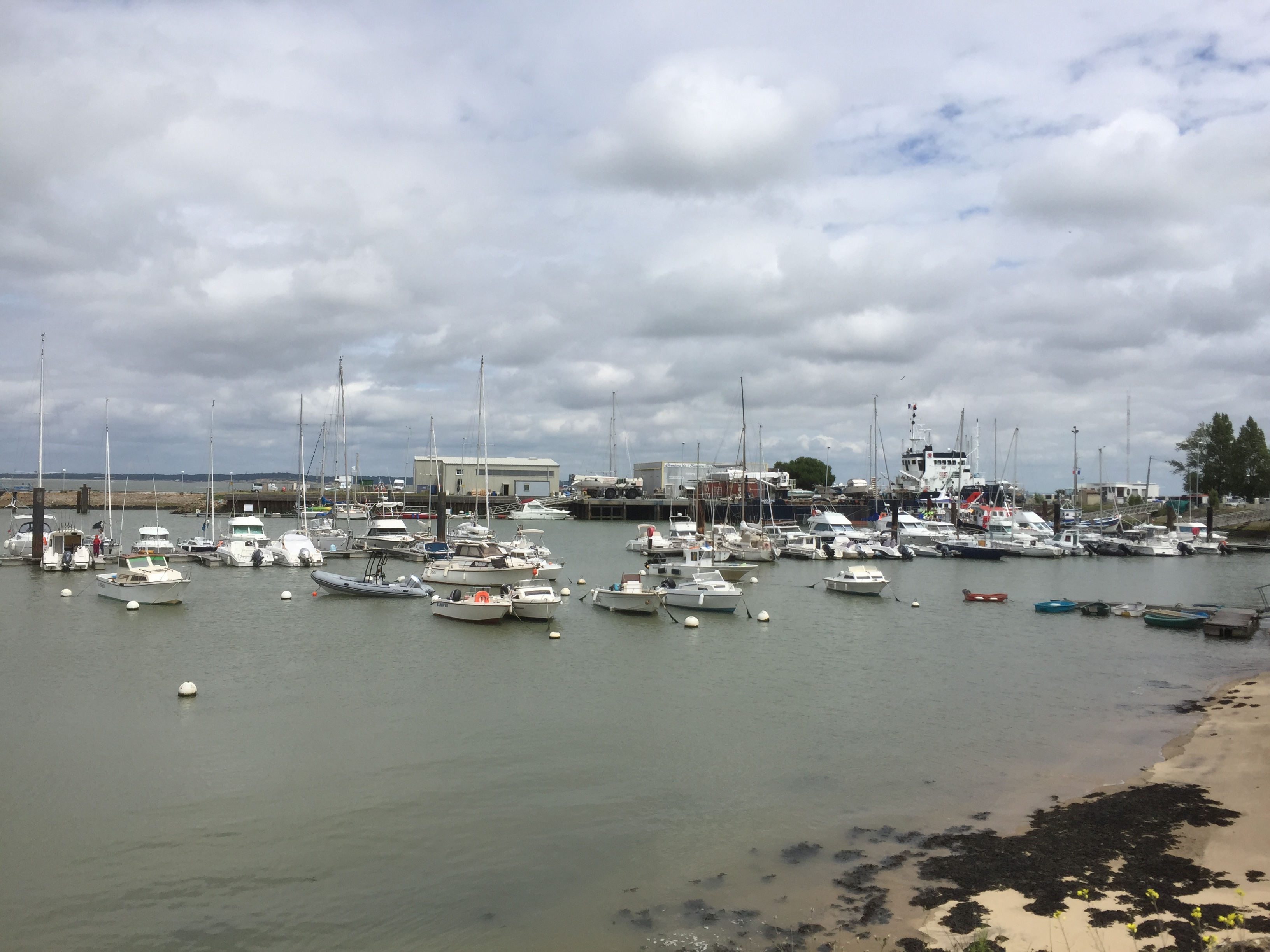
Vue de Port Bloc (fond du port) en 2021

Les bateaux de pêche stationnant dans le port étaient nombreux : 17 patrons de pêche en 1948. C'était des va-et-vient du bac « Le Cordouan » : une partie du Port Bloc était réservée à l'embarquement pour le bac qui transporte les voitures et leurs passagers vers Royan. C'est ici que stationnaient les bateaux-pilotes qui guident les gros porteurs pénétrant dans l'estuaire, le bateau-dragueur du chenal de la Gironde, les puissants bateaux de la SNSM qui assurent les sauvetages en mer, ceux du service de Balisage du chenal de l'estuaire et de toute la façade sud-atlantique, afin d'assurer la sécurité de la navigation.

#### Le fort de la pointe de Grave, dit aussi du Verdon, ex-fort de la Chambrette, ex-fort de Grave sur d'anciennes cartes
Au XVIIIe siècle, sur l'anse de la Chambrette située sur l'estuaire de la Gironde, avait été construit un premier fort, au même endroit : il portait le même nom que celle-ci, le « fort de la Chambrette ». Il était le pendant d'un autre fort, situé à peu près à la même latitude, mais près de l'océan, le « fort de Girofle » (écrit ainsi sur les registres du recensement, mais parfois dit de « Gérofle »). Les deux forts ayant été détruits, celui de la Chambrette qui était dit en ruines est reconstruit en 1816, pratiquement tel que l'on peut le voir aujourd'hui. Il était à l'époque près du rivage, mais les aménagements de Port Bloc l'en ont éloigné, notamment lors de la construction d'une digue de protection en 1895. Long d'environ deux cents mètres, il était entouré de profonds fossés larges d'environ sept mètres.

Fort de la pointe de Grave
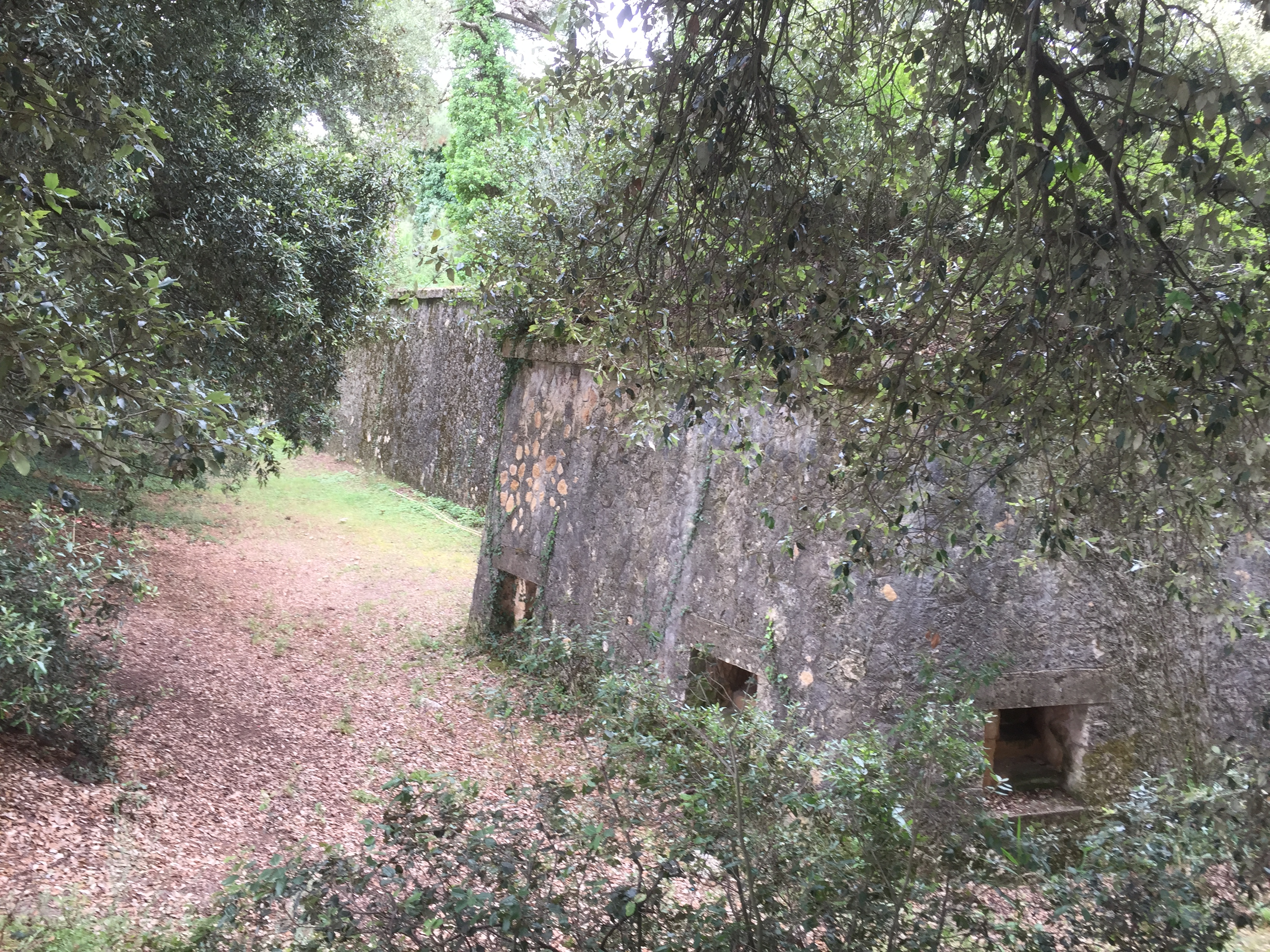
Mur d'enceinte et caponnière
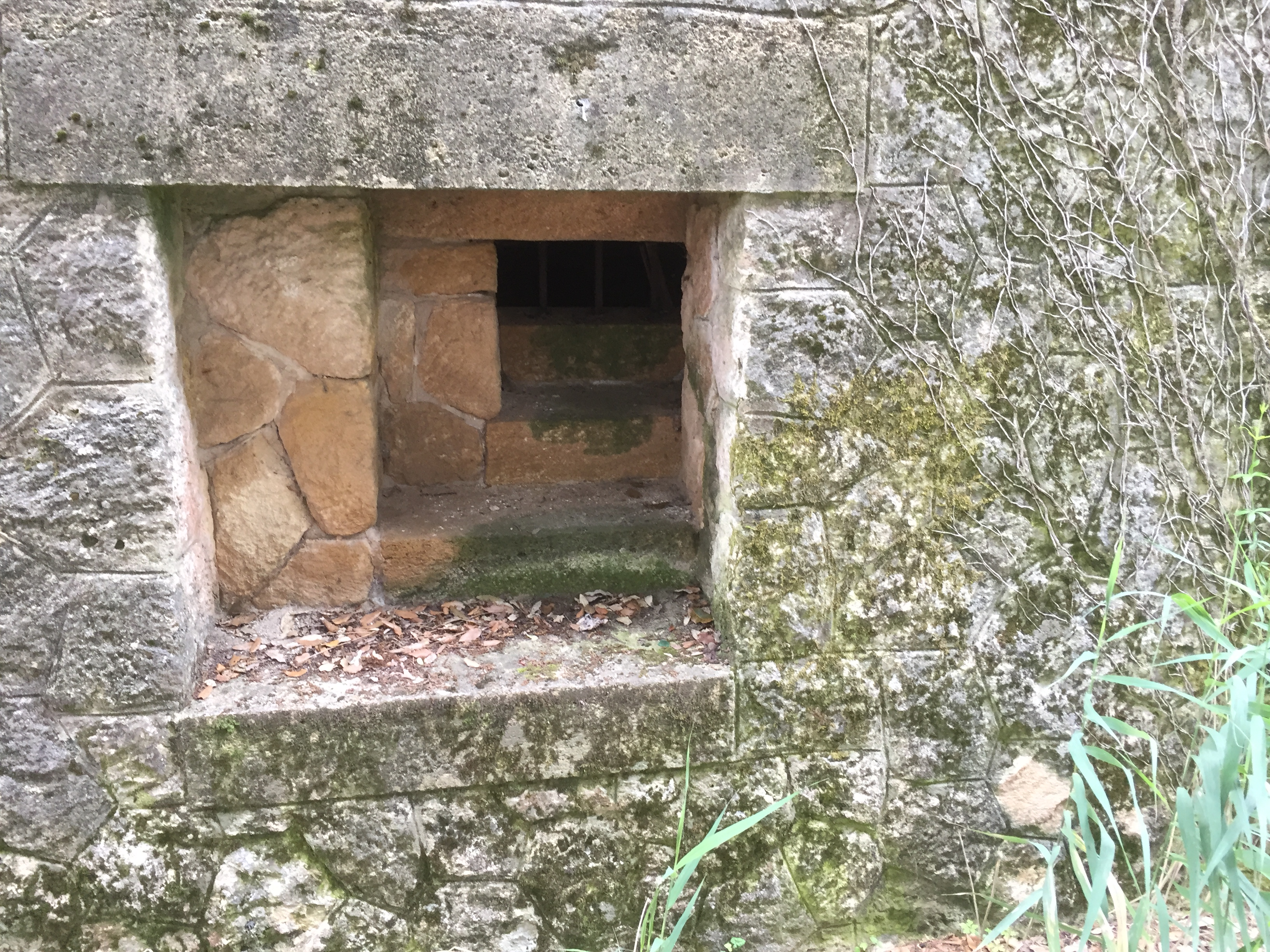
Créneau de pied, détail
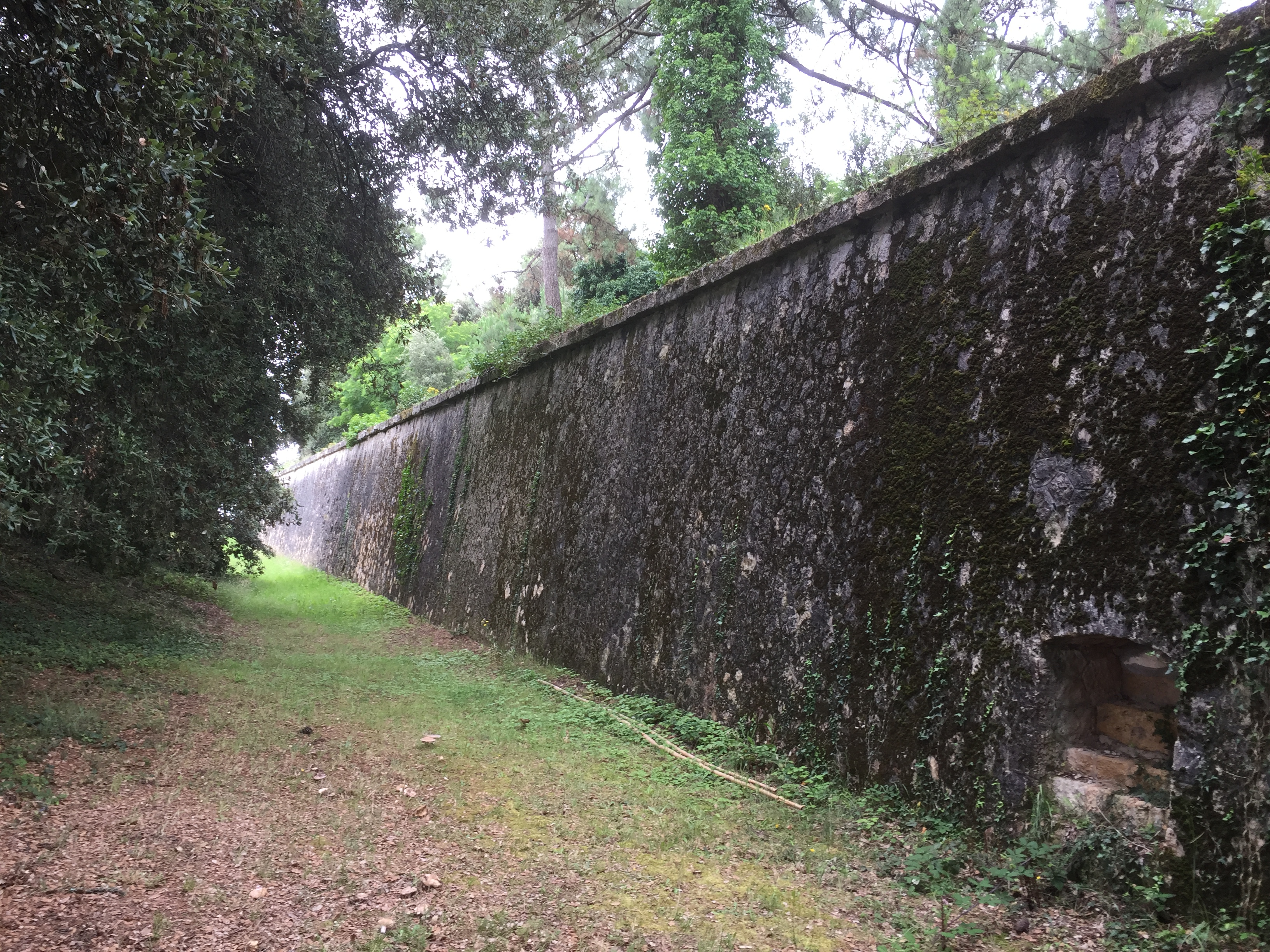
Mur d'enceinte de deux cents mètres de long environ, vue sur escalier pas de souris
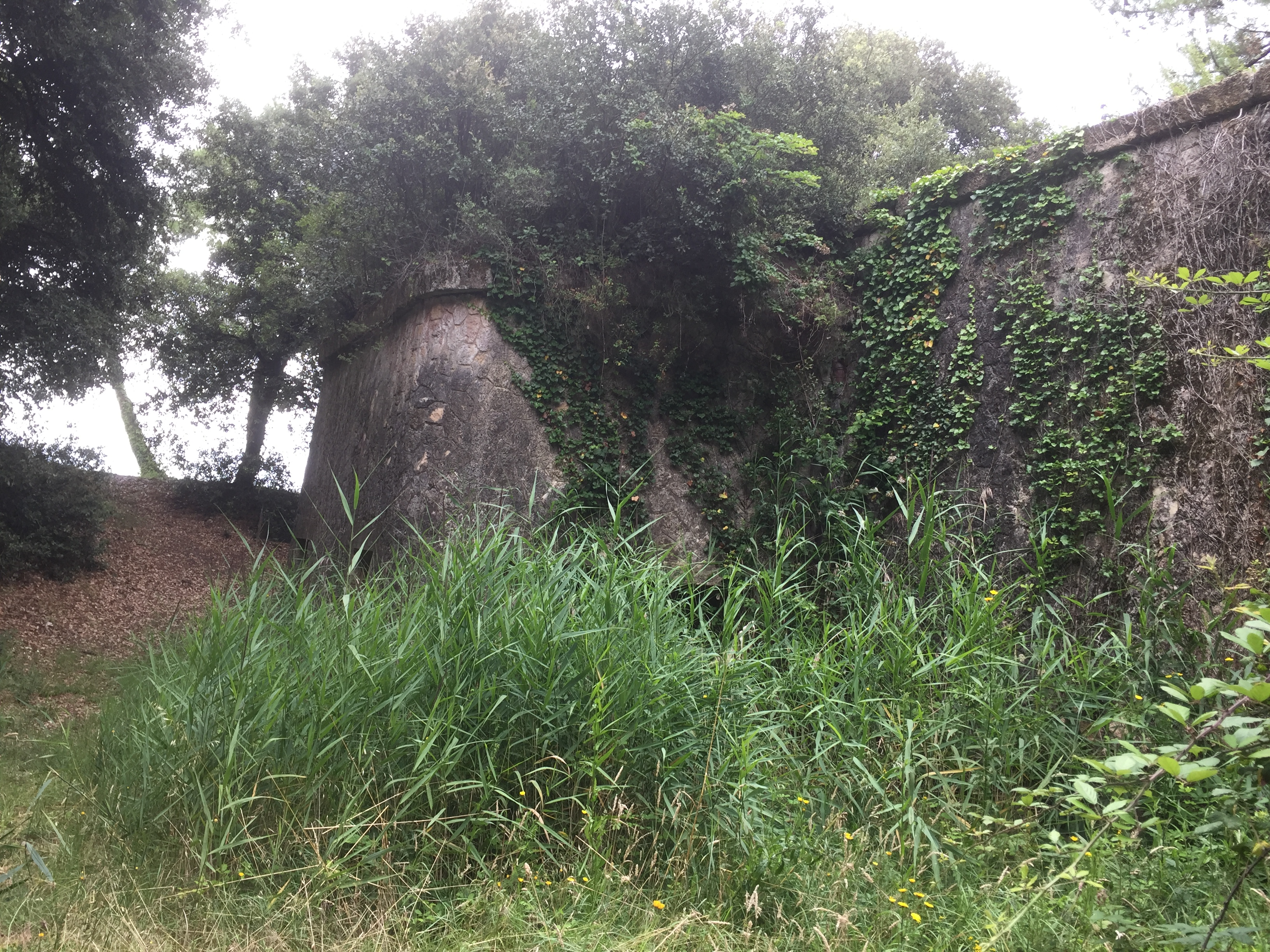
Caponnière

De 1877 à 1888, le fort de la pointe de Grave sera réaménagé selon le principe du général Raymond Adolphe Séré de Rivières. Selon son système, les quelque 200 forts construits en France à partir de 1873 (lorsqu'il est nommé secrétaire du Comité de Défense) sont linéaires, semi-enterrés, canalisant l'ennemi vers une seule ouverture où une armée restreinte peut l'attendre.
Le fort sera occupé par l'armée allemande pendant la Seconde Guerre mondiale. Bien que bombardé par les Alliés en 1945, le profil du fort à moitié enterré, bien protégé par une DCA (défense contre l'aviation), fait qu'il a relativement peu souffert. Propriété du ministère des Armées, il est transformé pour accueillir une colonie de vacances réservée aux enfants de militaires à partir des années cinquante. Les salles de casernement sont réaménagées en salles d'activités et en dortoirs de huit à dix lits.

Entrée et cour intérieure du fort de la pointe de Grave
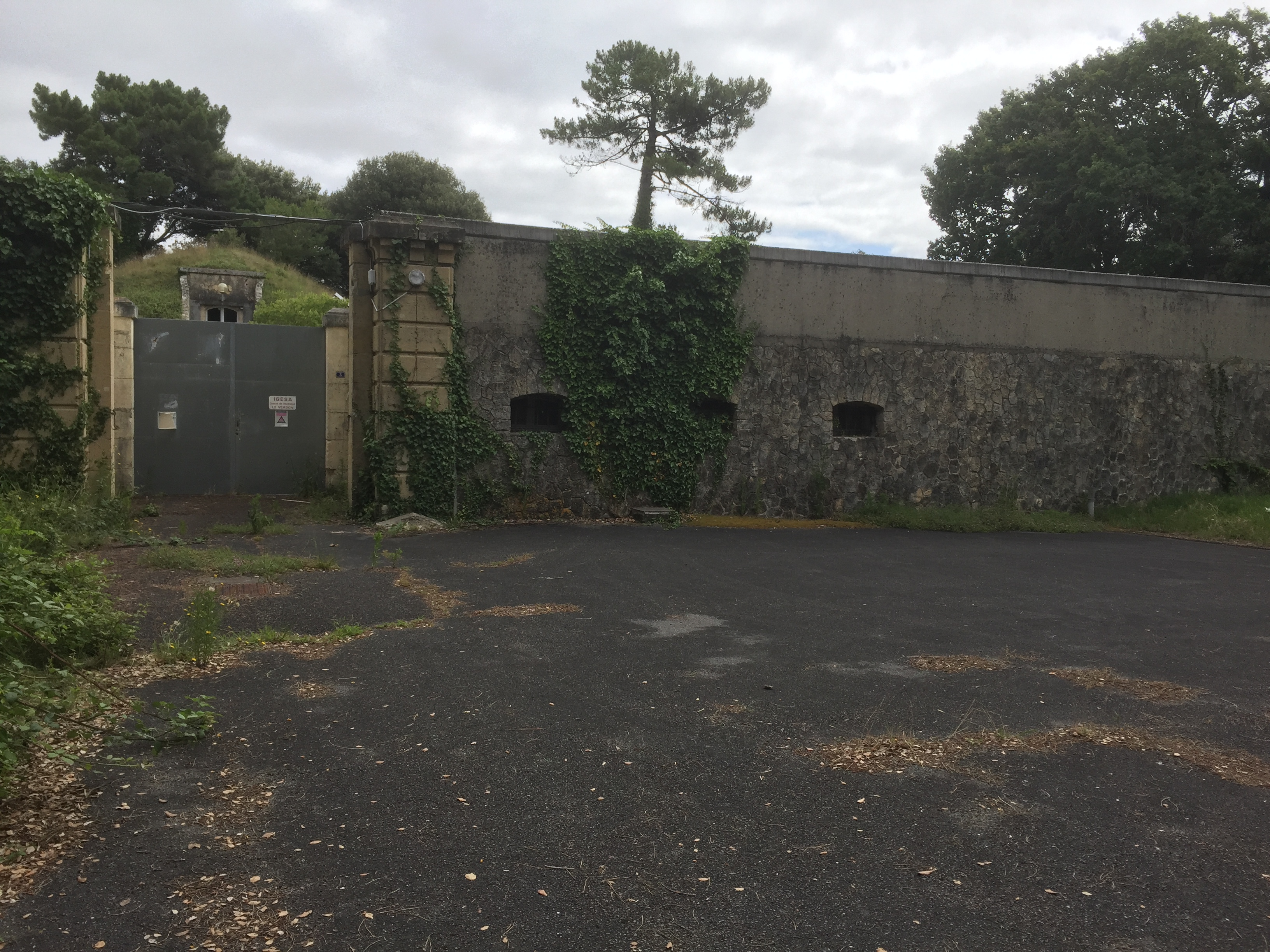
Entrée unique du fort.
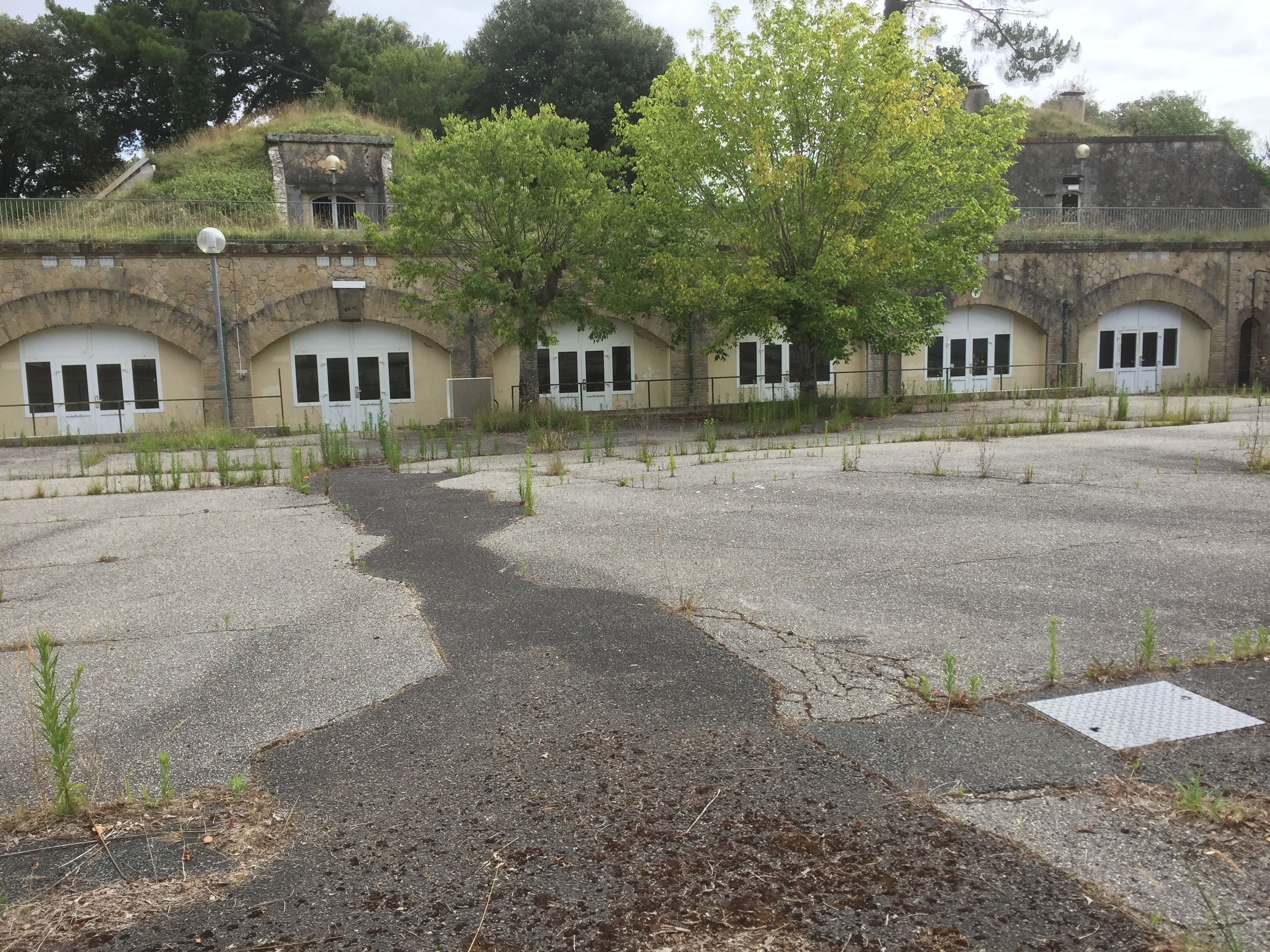
Intérieur du fort de la pointe de Grave.
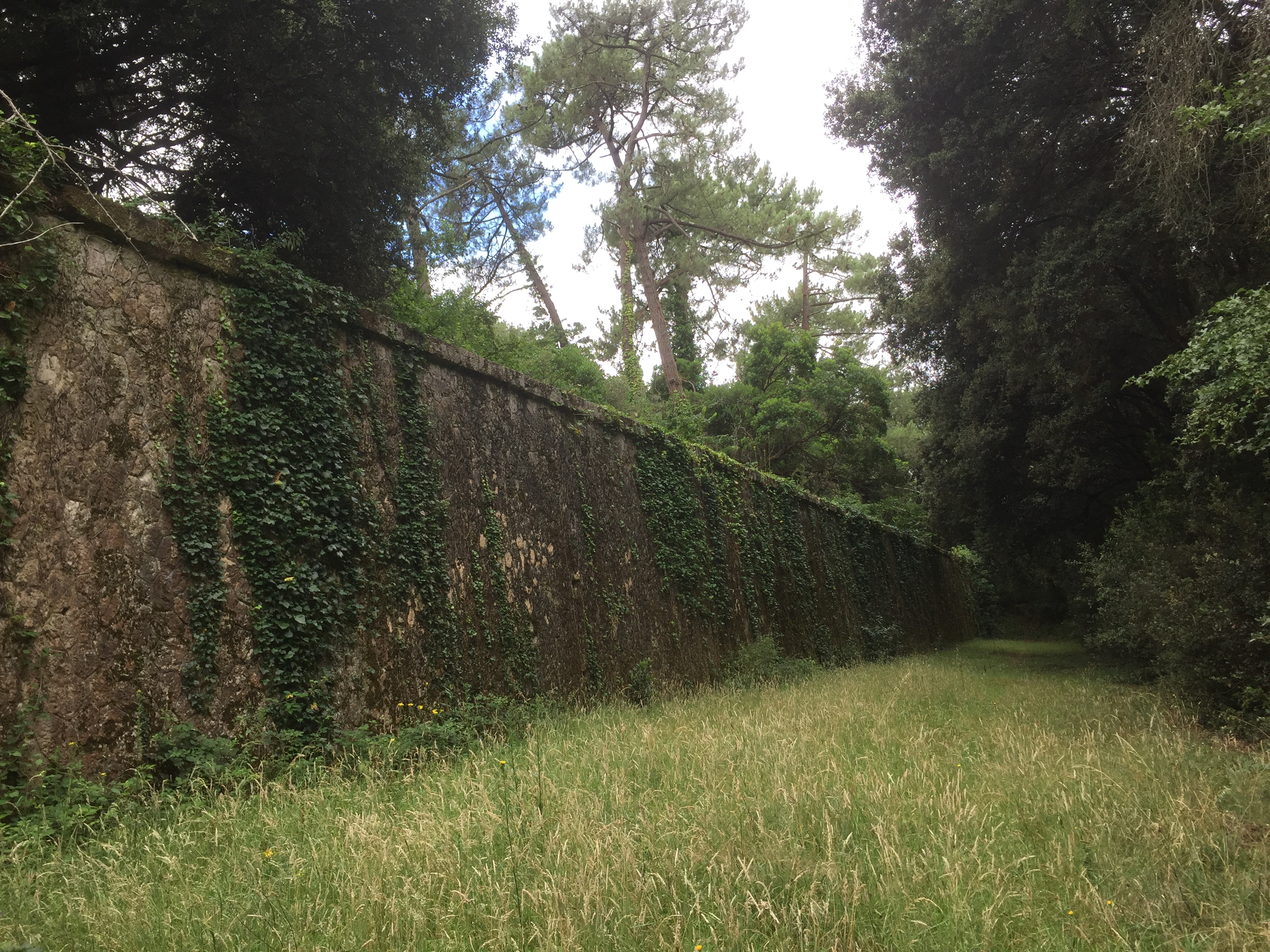
Mur d'escarpe perpendiculaire à Port Bloc

À partir de 1966, ce centre est géré par l'Institution de gestion sociale des armées (IGESA) jusqu'en 2018, réservé plus particulièrement aux enfants de 10 à 14 ans et aux adolescents. Ces derniers auront la possibilité pendant plusieurs années de s'initier au parachutisme. Depuis 2018, le centre semble être à l'abandon.

#### La forêt domaniale de la pointe de Grave

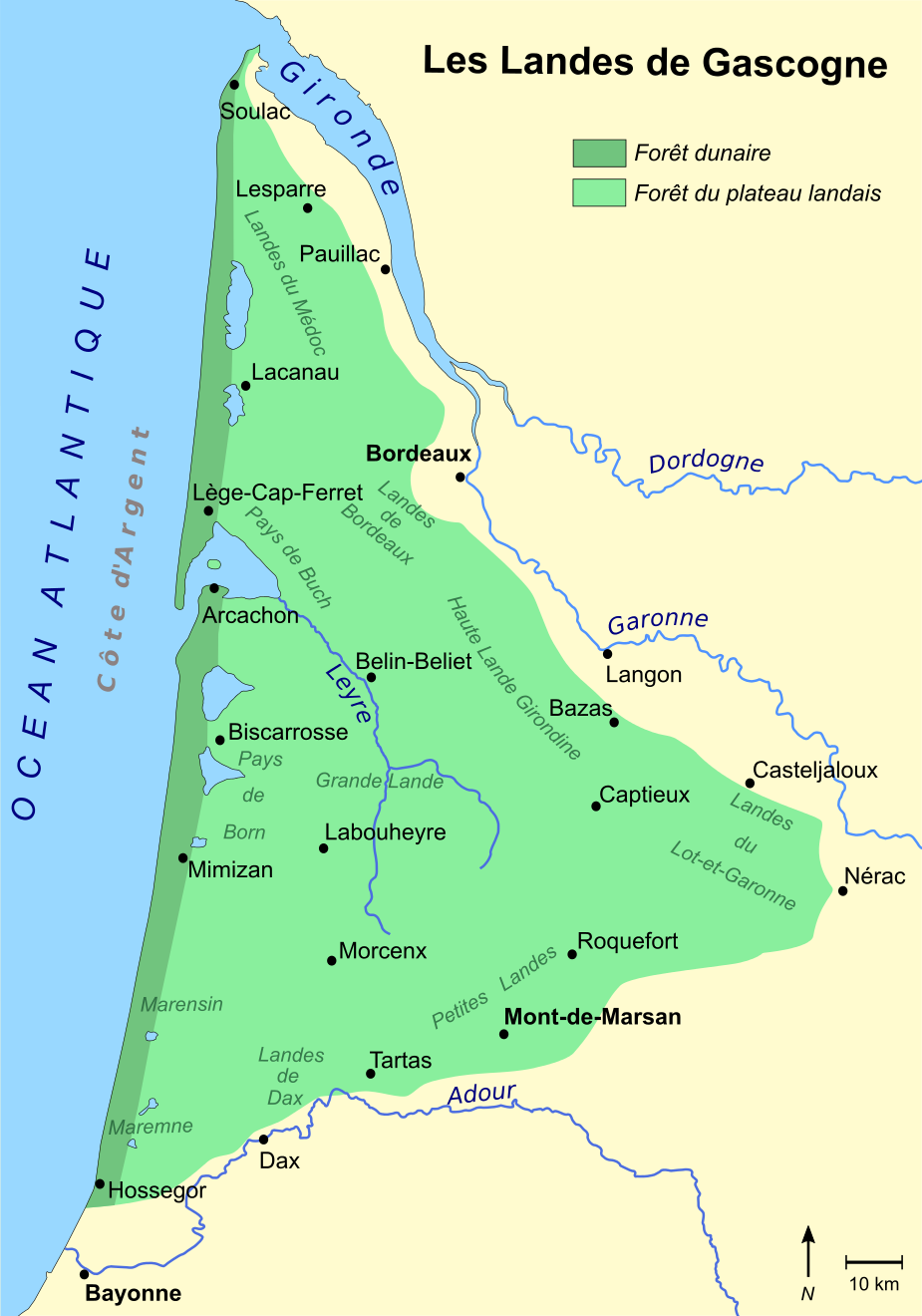
Les Landes de Gascogne, sa « forme triangulaire » sur les cartes

La forêt domaniale de la pointe de Grave fait partie intégrante de la forêt des Landes de Gascogne qui est un massif forestier couvrant trois départements : la Gironde, les Landes et le Lot-et-Garonne. Celui-ci, représenté sur les cartes, est de forme triangulaire avec pour sommets du nord au sud, la Pointe de Grave, Hossegor, et Nérac plus à l'est.
Près du littoral atlantique, la forêt est principalement domaniale mais, la plupart du temps en Gironde, elle appartient à des propriétaires privés. Une partie de cette forêt est d'origine naturelle.
À la pointe de Grave, on trouve essentiellement deux essences : le pin maritime (Pinus pinaster, ou Pin des Landes) et le chêne vert.

##### Nicolas Brémontier
L'idée de planter une forêt dans les Landes de Gascogne a mûri au XIXe siècle pour plusieurs raisons.

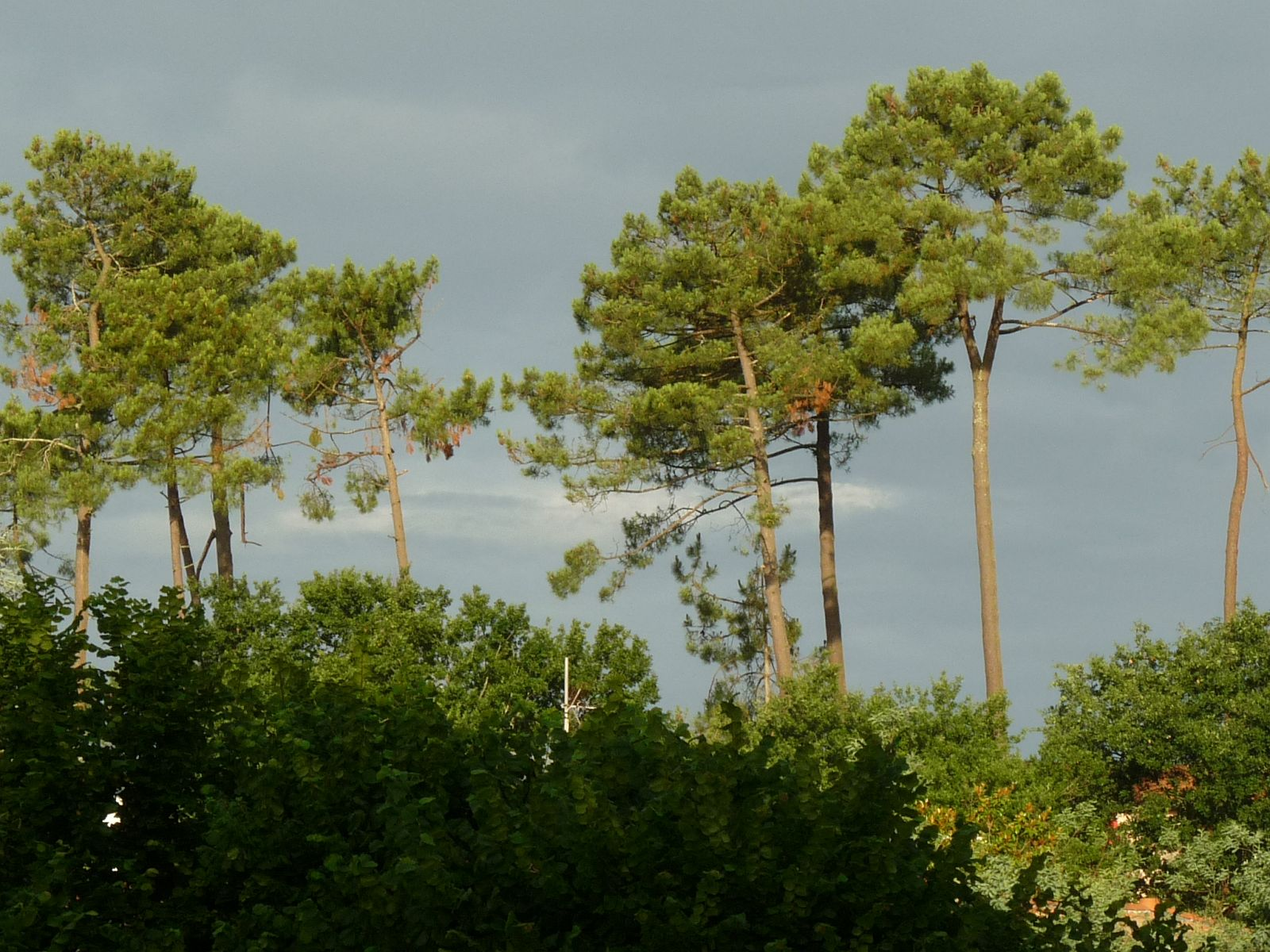
Pinus Pinaster, dits pins maritimes ou pins des Landes

La première de ces raisons était de fixer les dunes mobiles du littoral qui menaçaient les villages d’ensablement comme on avait pu le voir[Quoi ?] pour le village de Soulac enseveli en 1741. L'ingénieur des Ponts et Chaussées, Nicolas Brémontier prit connaissance des travaux entrepris sur la côte qu'il reprit à son compte.

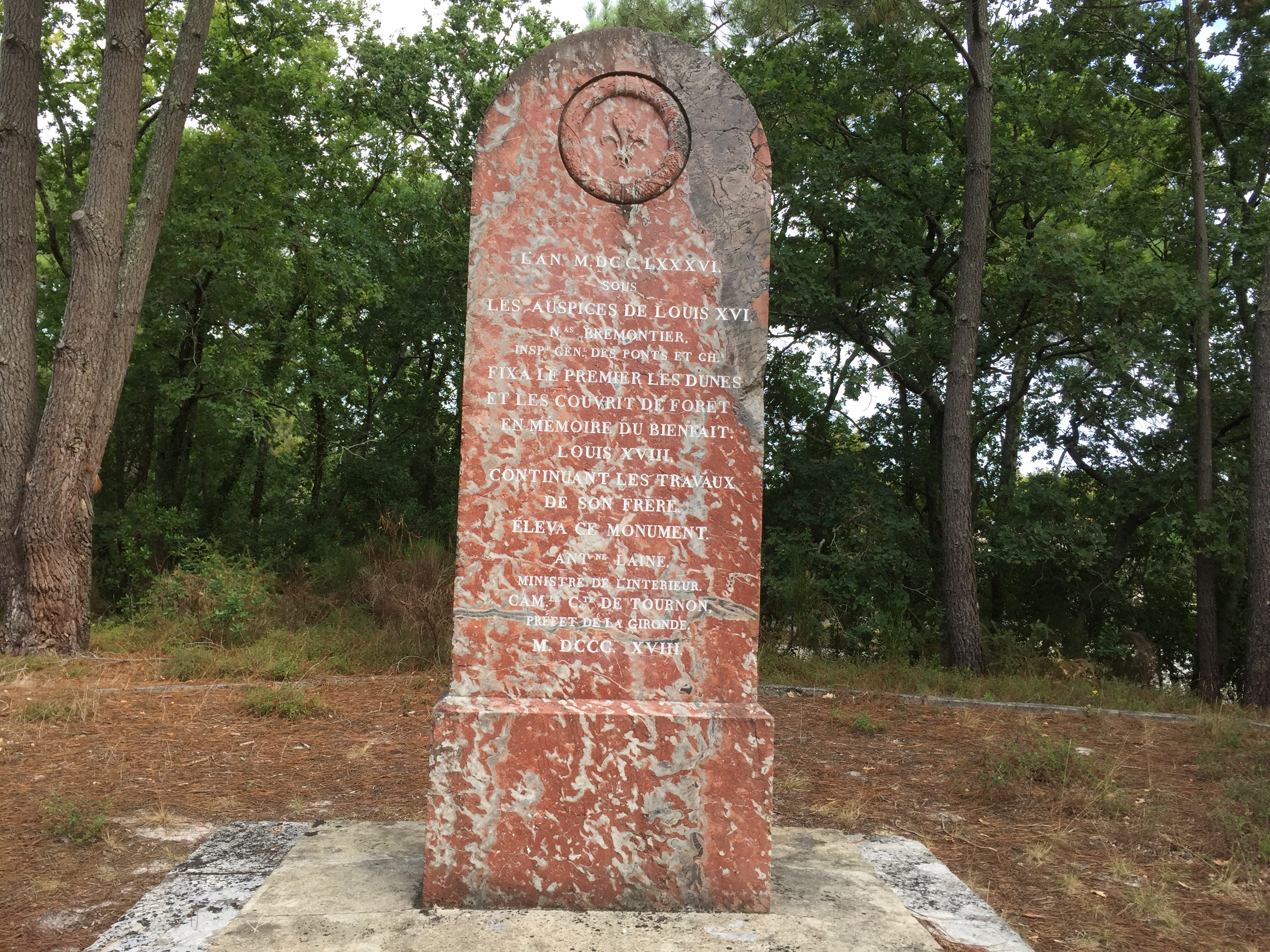
Stèle à la mémoire de Nicolas Brémontier à La Teste-de-Buch

Ses travaux initiés sous Louis XVI, ralentis par la Révolution française, reprirent sous le Consulat. Brémontier implanta son premier atelier de semis de pins à la pointe de Grave (forêt de Rabat), en 1801. D'autres ateliers de fixation des dunes seront mis en place sur le Bassin d'Arcachon au Moulleau, à la Teste, au Cap-Ferret..., et dans les Landes à Mimizan...
Fort de son expérience, diplômé de l'école des ponts et chaussées, l'ingénieur Brémontier devenu inspecteur général des ponts et chaussées est écouté à Paris, une commission des Dunes est créée en Gironde. Beaucoup lui reprocheront cependant de s'être attribué seul les techniques de fixation des dunes alors qu'un savoir-faire existait déjà. On peut[Qui ?] citer par exemple les travaux des frères Desbiey, les précurseurs, bien connus à La Teste-de-Buch et à Arcachon, et ceux du baron Charlevoix de Villiers.
Brémontier eut le mérite de convaincre le gouvernement des consuls de la nécessité de semer des pins maritimes dans les Landes. Il était aussi très proche des gros investisseurs intéressés par le commerce des dérivés de la résine indispensables dans la révolution industrielle.
Décédé en 1809, d'autres continueront ses travaux de mise en culture et en valeur de la forêt des Landes, tels Claude Deschamps, son successeur à Bordeaux comme inspecteur des ponts et chaussées, François Jules Hilaire Chambrelent, Henri Crouzet...

##### De nouveaux travaux sous Napoléon III, la forêt au détriment des bergers landais
En 1857, est votée une loi dite « Loi relative à l'assainissement et à la mise en culture des Landes de Gascogne » soutenue par l’empereur Napoléon III. Celle-ci oblige les communes des Landes de Gascogne à assécher et assainir, sur leur territoire, toutes les zones marécageuses. Elle prévoit également pour tous les propriétaires une obligation de mise en exploitation de ces grandes étendues. Or, le pin maritime est une rare culture qui pousse correctement sur ces sols. Sur le littoral, cet arbre est déjà utilisé pour fixer les dunes. Il est parfait aussi pour drainer l'eau.
Avant 1857 et la plantation des premiers pins maritimes, les Landes de Gascogne, pour une grande partie, étaient une zone de marécages. On[Qui ?] avait l'habitude de dénigrer ce territoire, proche d'une grande agglomération, Bordeaux, en le disant malsain, l'accusant d'être le vecteur du paludisme (appelé aussi malaria, ou « fièvre des marais »), ainsi que celui d'autres maladies telle que la peste.
Le projet fut combattu, à l'époque, notamment par les habitants du cru, et plus particulièrement la population agropastorale. Ces derniers ne comprenaient pas cette propagande, se trouvant très bien sur leur territoire qu'ils ne trouvaient pas si dangereux : la preuve, ils y travaillaient tous les jours pratiquant l'élevage d'ovins. La plantation de cette pinède se fera malheureusement au détriment des bergers landais. Ces derniers, très mécontents, ont dû se résigner : sans vouloir faire de jeu de mots, ils deviendront résiniers. Une kyrielle d'épithètes seront désormais accolées à cette culture du pin : il sera qualifié « d'arbre d'or » et l'essence de térébenthine et la colophane deviendront « l'or blanc » des Landes de Gascogne.
Alexandre Léon qui s'enrichit en exploitant de grandes parcelles replantées de pins, exportait en Angleterre des poteaux de pins bruts, dans les années 1860. C'est peut-être lui qui est à l'origine de l'équation : pin maritime égale arbre d'or des Landes.

##### La résine
Si on[style à revoir] a cessé de cultiver le pin pour sa résine vers 1990, on continue aujourd'hui d'exploiter la forêt pour son bois. Cette forêt, telle que nous la connaissons aujourd'hui, est presque la même que celle résultant de la loi de 1857. Par endroits cependant, en particulier autour du Bassin d'Arcachon, on[Qui ?] assiste à une déforestation, résultat d'une urbanisation rampante. Heureusement, ce danger amène des défenseurs de la nature à se constituer en associations afin d'atténuer le phénomène : il est possible de citer, par exemple, l'ADDUFU (Association de Défense des Droits et de la Forêt Usagère) qui a été créée en 1920. Seule la ville de La Teste-de-Buch a conservé en Gironde ce statut de forêt usagère. L'exploitation à outrance de la forêt amène aussi parfois sa dégradation, amoindrissant la biodiversité, perturbant le cycle de l'eau et le climat.

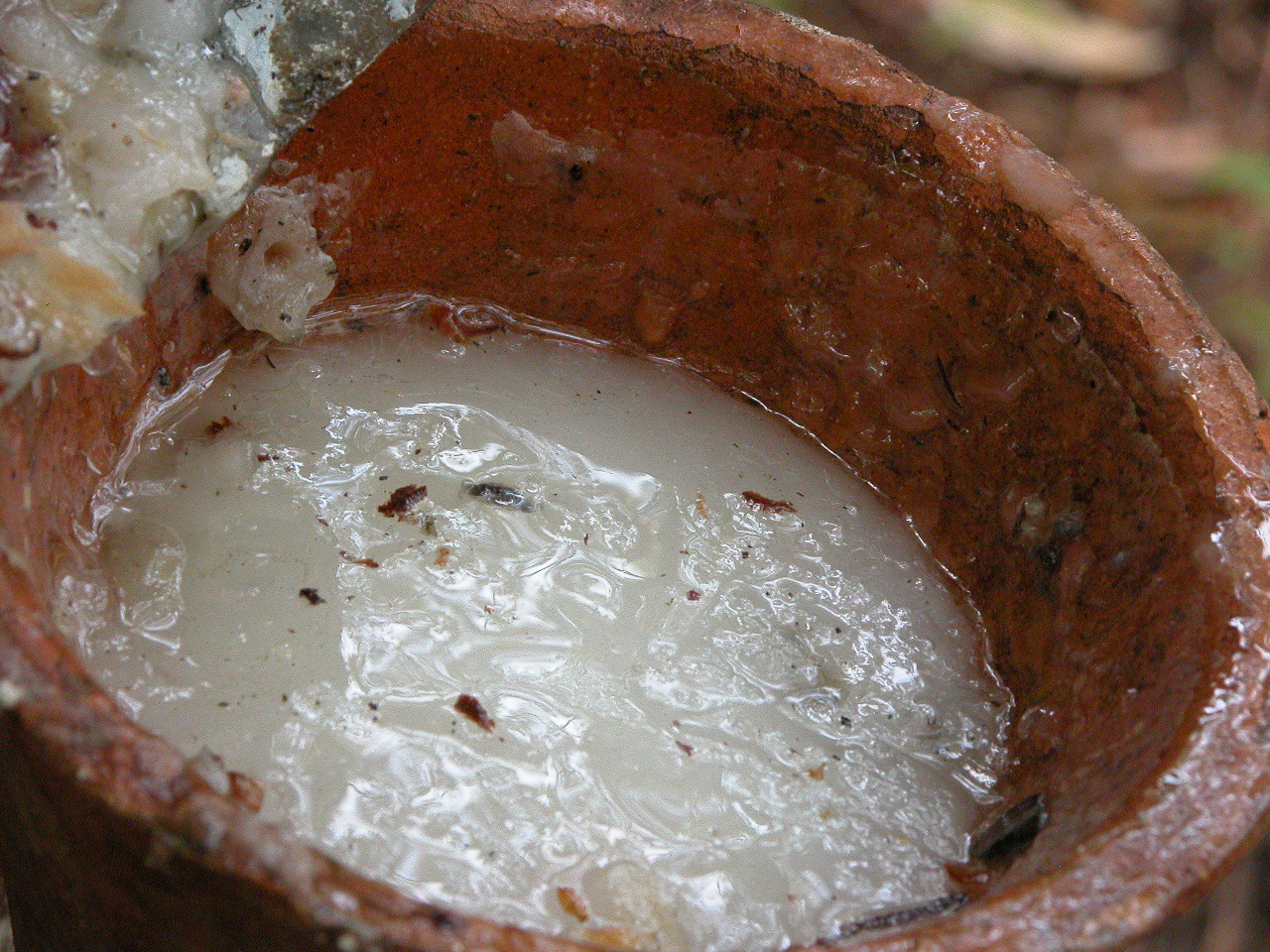
Pot de résine

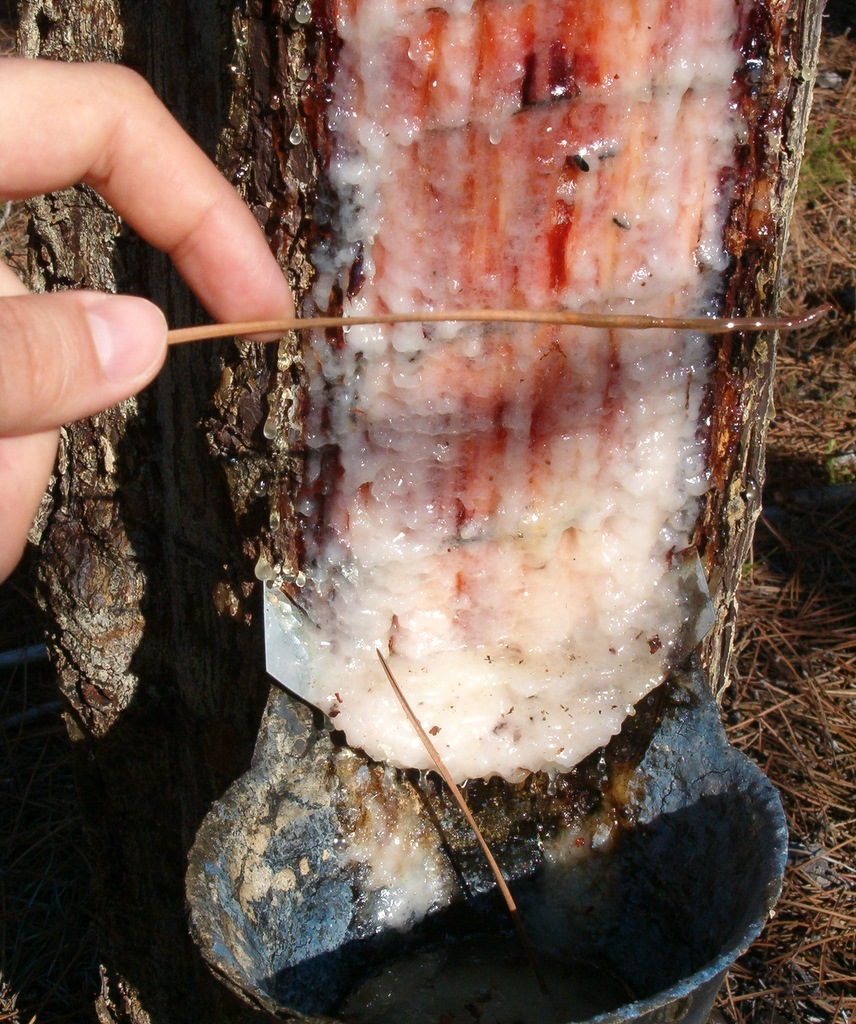
Le gemmage du pin

L'industrie de la résine du pin aura duré aussi longtemps que ses produits dérivés (térébenthine, colophane, goudron de pin, noir de fumée…) se sont bien vendus : ces derniers, de moins en moins utilisés, ont été supplantés par les produits issus de la distillation du charbon, puis du pétrole. Mais la moindre utilisation n'est pas la seule raison de l'arrêt de la production de résine en Aquitaine car l'industrie chimique s'en sert toujours pour la fabrication de nombreux produits : laques, adhésifs, peintures, vernis, marquages routiers, cosmétiques, et même dans les chewing-gums…

#### Déjà un petit hameau à Maison de Grave
Au XIXe siècle, la commune du Verdon, devenue autonome, se développe rapidement avec la construction de nouvelles maisons. On[Qui ?] dénombre de plus en plus d'ostréiculteurs profitant de la prolifération de l'huître portugaise. On compte 187 maisons au cadastre en 1882. Un moulin à vent fonctionnait encore à cette époque ; il était situé sur l'ancienne route de Soulac, juste avant le hameau des Grands Maisons, en partant du Verdon, sur la gauche (lieu-dit Le Moulin). Il est mentionné aussi au cadastre une tuilerie, au hameau du Logis, et une briquèterie au lieu-dit Beauchamp, près de Soulac.
À Pointe de Grave, un véritable petit hameau, en pleine forêt, voit le jour à Maison de Grave : la construction de ces bâtiments est liée aux travaux de défense de la côte contre l’érosion initiés en 1840 (Maison de l'ingénieur, logements pour les conducteurs et le forgeron, une forge transformée plus tard en logement de gardiens, un atelier de charpentier, des remises pour les wagons, pour le bois…).

#### L'ostréiculture
L'huître n'a pas attendu 1866 pour se développer dans l'estuaire de la Gironde puisque, dès l'Antiquité, il a été établi que les girondins en consommaient, mais… cette année-là, un évènement fortuit va amener le développement grandissant de l'ostréiculture à la pointe nord du Médoc : la prolifération de l'huître portugaise (ou huître creuse).
Selon une tradition bien établie, la magallana angulata, de son nom scientifique, a proliféré dans l'estuaire à la suite du déchargement de la cargaison pourrissante du bateau à vapeur « Le Morlaisien », en provenance de l'embouchure du Tage. Son capitaine, Hector Barthélémy Patoizeau jeta à la mer, entre Talais et Saint-Vivien-de-Médoc, ce qui lui restait d'huîtres les croyant totalement avariées. L'huître portugaise s'est bien acclimatée à son nouveau milieu, s'y est reproduite.

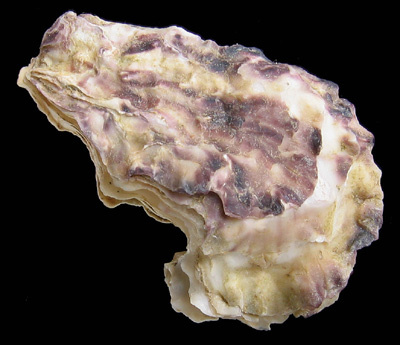
Huître portugaise ou Magallana angulata

#### La pêche: poissons, crustacés, coquillages
La pêche a de tout temps été une activité importante des verdonnais. Sitôt la Libération, elle s'est organisée notamment avec la création d'une pêcherie en 1950 à pointe de Grave. Le problème de cette époque et des précédentes était la conservation des poissons. Il fallait vite revenir au port, car il n'y avait pas de glace sur les bateaux. Il fallait consommer ou vendre le poisson rapidement et il y avait beaucoup de pertes. La fabrication sur place au Verdon de pains de glace a été un progrès permettant l'ouverture d'une, puis de deux pêcheries à pointe de Grave. En 1948, 17 patrons pêcheurs pour autant de bateaux étaient inscrits maritimes auprès du Syndic des gens de mer : la majorité des bateaux stationnaient à Port Bloc. Les mareyeurs prévenus de l'arrivée des pêcheurs se pressaient auprès des bateaux à la descente de la marchandise.
Certains pratiquent la pêche aux casiers (nasses), de mai à octobre pour capturer les crustacés : crevettes (ou chevrettes), homards (très nombreux après guerre), langoustes, araignées, gros crabes (dits tourteaux ou dormeurs, très présents aussi), le crabe vert (dit aussi enragé).
On[style à revoir] pêche au Verdon plusieurs sortes de crevettes.
D'autres pêchent (ou pêchaient) au carrelet : il y avait deux estacades de carrelets installées à demeure à la pointe du môle. D'autres pêchent au filet, à la traîne, au chalut ; ou au filet tendu à marée basse (dans la vase pour ne pas être dégradé par les crabes) et relevé à marée haute, pêche dite « à la courtine » localement. D'autres enfin pêchent à la ligne.
Les principaux poissons pêchés au Verdon étaient et sont, les thons, les mulets dits « mules », les bars ou loups, dits « loubines » ou « brignes » au Verdon, les maigres, dits mégrats ou maigrats en gascon, les raies, les anguilles, les congres, les éperlans (en fait les faux éperlans, ou athérines), les soles et céteaux (ou séteaux), les anchois, les lottes (ou baudroies)…
Enfin, au Verdon, on pêche et on a[style à revoir] beaucoup pêché les coquillages : huîtres, moules, tellines, dits « lavagnons » localement, patelles dits « berniques » couteaux (solens), coques, dits sourdons, les palourdes, les bigorneaux…
La pêche, en général, est exercée par des professionnels inscrits maritimes, mais elle peut aussi être pratiquée à titre récréatif.

#### Une voie ferrée pour désenclaver le Médoc

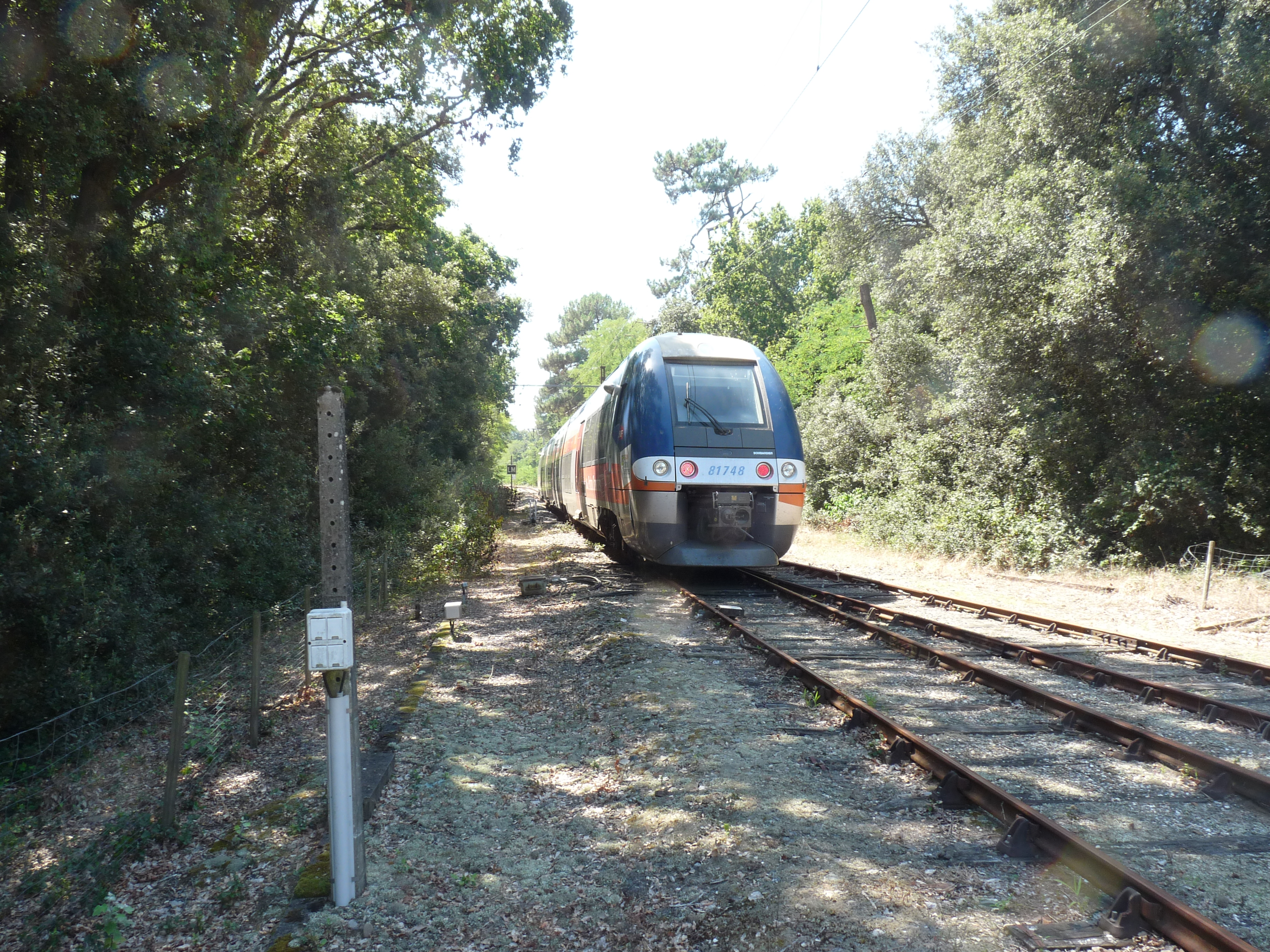
TER Nouvelle-Aquitaine à la pointe de Grave, en 2019

Dès 1852, il fut envisagé de construire une voie de chemin de fer de Bordeaux jusqu'à Soulac. Cette fin de siècle, le XIXe, offre en effet l'opportunité de développer concomitamment le train et les stations des bords de mer, transformant celles-ci en stations climatiques.
En 1857, une première concession pour la construction d'une voie ferrée Bordeaux-Le Verdon est accordée par l'empereur Napoléon III. On peut lire dans le bulletin des Lois de l'Empire français du deuxième semestre, tome dixième :

« no 5087- Décret impérial qui approuve la Convention, passée, le 17 octobre 1857, pour la concession d’une ligne de Chemin de fer de Bordeaux au Verdon,
NAPOLÉON, par la grâce de Dieu et la volonté nationale, EMPEREUR DES FRANÇAIS, à tous présents et à venir, SALUT.
Sur le rapport de notre ministre secrétaire d’état au département de l’agriculture, du commerce et des travaux publics ;
Vu la soumission présentée par les sieurs Barincou, Bergmiller, Michel Chaine, Degane, Lefèvre-Laroche, Princeteau et Tabuteau pour la concession d’un chemin de fer de Bordeaux à Le Verdon (Gironde)… »

Toutefois, les souscripteurs renoncent l'année suivante, et un nouveau décret impérial annule la concession le 15 juin 1861.
En 1863, le projet est relancé, la ligne de chemin de fer Bordeaux-Le Verdon est déclarée d'utilité publique. La concession est alors adjugée à messieurs Poujard'hieu, Barman, et Jarry-Sureau. Ces derniers forment la Compagnie du chemin de fer du Médoc.
Les travaux débutent en 1865 avec un tronçon Bordeaux-Saint Louis jusqu'à Macau. En 1873, la ligne atteint Lesparre, en 1874, Soulac et enfin en 1875 Le Verdon.

##### La ligne de chemin de fer venant de Bordeaux Saint-Louis arrive enfin à la pointe de Grave en 1902
Ce n'est qu'en 1902 que la ligne venant de Bordeaux est prolongée jusqu'à la pointe de Grave.

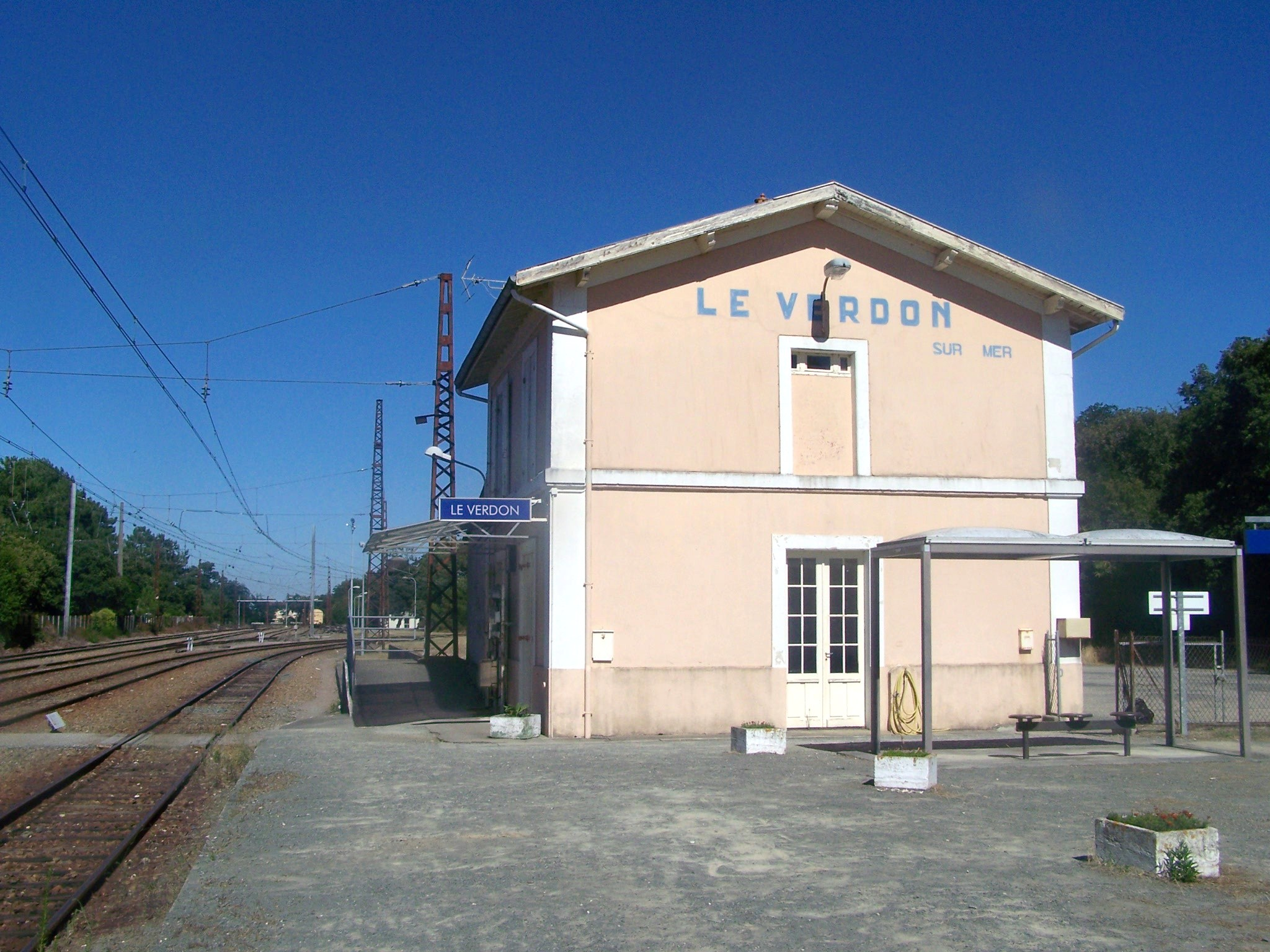
Gare du Verdon

Très vite, la Compagnie du chemin de fer du Médoc ayant des difficultés de trésorerie, elle est rachetée en 1910 par la Compagnie des chemins de fer du Midi et du Canal latéral à la Garonne.
En 1917, une connexion est faite avec la ligne de ceinture ce qui permet de relier les deux gares de Saint-Jean et de Saint-Louis. La ligne sera électrifiée en 1934.
En 1938, l'exploitation de la ligne est intégrée dans les services de la SNCF. L'ensemble des actifs ferroviaires de la compagnie du Midi (créée en 1852 par les frères Pereire) est nationalisé.
En 1968, la gare de Ravezies remplacera la gare Saint-Louis (905 mètres plus loin vers le Nord, au Bouscat) tout en conservant le nom de Saint-Louis jusqu'en 2008. En 2012, la gare de Ravezies est à son tour fermée.

#### Les bacs pointe de Grave - Royan
Les passages d'eau en bateau ont contribué, comme le train vers le sud, à désenclaver le Médoc vers le nord, cette fois-ci, en direction des Charentes. Plus particulièrement, en 1935, la mise en service du bac le « Cordouan », permettra le transport de tous les véhicules, ouvrant une nouvelle ère au développement de la région.

##### Avant le bac «Le Cordouan»
- Si vous ne connaissez pas le sujet, laissez ce bandeau (vous pouvez alors contacter les auteurs).
- Si vous supprimez le contenu mis en cause (vous pouvez préalablement contacter les auteurs),

argumentez précisément cette suppression dans la page de discussion
(un manque de référence n'est pas un argument ; une recherche réelle de référence doit avoir été effectuée, être formellement documentée).
Très tôt, il est apparu nécessaire d'établir des liaisons régulières pour rejoindre la ville de Royan très attractive, située juste en face de la pointe de Grave. Les liaisons terrestres en passant par Bordeaux obligeaient à faire un détour de plus de 200 kilomètres, alors que seulement six kilomètres environ séparent les deux villes, à vol d'oiseau.
La ville de Royan connut un essor au XIXe siècle, en même temps que se développe la vogue des bains de mer, ces derniers le plus souvent recommandés à des fins thérapeutiques. La mode des séjours à la mer est lancée, au début, par la société mondaine, des personnalités qui partagent leur vie entre la capitale, les grandes villes et la campagne. L'aristocratie bordelaise se montre très intéressée par la station balnéaire de Royan qui a une réputation de luxe avec de belles villas et un très beau front de mer : c'est pour eux un lieu de villégiature. C'est à la même époque que la navigation fluviale se développe avec l'apparition de bateaux utilisant l'énergie de la vapeur pour se mouvoir, application de la découverte (le fardier, premier véhicule à vapeur) faite par Nicolas Joseph Cugnot, en 1770. Les pionniers en matière de navigation à la vapeur sont, s'appuyant sur le travail et les expériences de Denis Papin, le Français Claude de Jouffroy d'Abbans, puis l'Américain Robert Fulton : ils mirent en application l'utilisation de la vapeur pour la propulsion des roues à aubes mues précédemment manuellement.
La vapeur au service du transport de passagers fut expérimentée sur les cours d'eau américains par John Fitch, d'où certainement l'idée d'exporter ce modèle américain en France et en particulier sur l'estuaire de la Gironde.
Pour l'histoire, le premier « steamer » autorisé à naviguer sur le fleuve fut mis à flot en 1818 : il s'appelait « La Garonne », construit à Lormont sous brevet américain, brevet déposé sous le nom de « steam boat ». Ce bateau fonctionnait au moyen de « deux roues à pelles placés au centre et en dehors ». En suivant, en 1820, avec le même brevet, fut construit à Bordeaux « Le Triton » autorisé à naviguer sur l'océan.
Désormais, il sera plus facile de se rendre à Royan depuis Bordeaux ou Le Verdon : avant la vapeur, en effet, on utilisait pour les traversées de l'estuaire les bateaux de pêche ou des bateaux à voiles. Un ponton flottant d’embarquement était installé à la sortie de Port Bloc, sur la gauche, peu avant l'éperon de la jetée de la Pointe, ponton détruit en 1928.
De nombreuses compagnies maritimes à vapeur vont alors voir le jour à Bordeaux. Tout d'abord, elles furent créées pour se déplacer d'une rive à l'autre, telle la Compagnie des Hirondelles, en 1865 : il n'y avait, en effet, à cette époque, qu'un seul pont, le pont de pierre, fini de construire en 1821, seul et unique jusqu'en 1965 ! Très vite, ces compagnies desservent de nouvelles destinations plus éloignées : vers l'amont (Service du Haut de la rivière) et vers l'aval (Service du Bas de la rivière). Ce dernier service était assuré en 1895 par la compagnie maritime « Gironde et Garonne » : l'embarquement pour Royan se faisait depuis la place des Quinconces. Les Bordelais avaient baptisé toute cette flottille de bateaux à vapeur, les « Gondoles de la Garonne », à la suite de l'apparition de la Compagnie des Gondoles et de la Compagnie des Abeilles, le monopole de gestion de ces bateaux-bus ayant été refusé à la Compagnie des Hirondelles.
L'arrivée du train au Verdon en 1875, puis à la pointe de Grave en 1902, va permettre un développement local du tourisme et l'organisation des traversées facilitées vers la ville de Royan.
Des petits bateaux à vapeur vont proposer, avant 1900, des services réguliers aux voyageurs depuis la zone d'accostage à la sortie de Port Bloc, jusqu'en 1927 : « l'Union », « le Satellite », « la Magicienne » : patron Rivet, apparemment échouée à Royan lors du raz-de-marée de 1924, remplacée par le bateau « le Goëland ».
Depuis 1920 cependant, un autre bateau (celui de M. Poma, marin à Blaye) assurait déjà un service public subventionné par le conseil général, une liaison maritime entre Pauillac et Blaye pouvant raccourcir le trajet de contournement. En 1930, des avenants étaient signés dans l'attente du service du bac, à l'étude. Il existait même, à cette époque, un troisième service public de franchissement de la Gironde subventionné par le conseil général (convention prévue jusqu'en 1942), l'entreprise Vigneaud Georges dont le navire reliait Saint-Christoly (Saint-Christoly-de-Médoc depuis 1898) à Mortagne, en Charente-Maritime (Mortagne-sur-Gironde depuis 1895).
Le 28 février 1927, une convention est signée entre le préfet (conseil général, département de la Gironde) et un entrepreneur privé, un marin, Jules Etcheber, qui met son bateau à disposition contre des subventions. L'objet en est l'exploitation du service public fluvial de transports de voyageurs et marchandises entre la pointe de Grave (Gironde) et Royan (Charente inférieure, à l'époque). La convention est révisable chaque année. Arrivée à expiration le 15 mai 1928, la nouvelle convention doit s'occuper du problème du ponton-débarcadère, à l'extérieur de Port-Bloc qui a disparu le 29 janvier 1928. C'est à cette date que le port autonome de Bordeaux a autorisé l'entrepreneur à utiliser ses installations de Port Bloc. Il est à penser que le bateau de Jules Etcheber était un vapeur acheté à la Compagnie des Hirondelles, à Bordeaux datant de 1894 (Hirondelle no 11) : ce bateau est déclaré dans l'annuaire de la Marine marchande avec comme armateur Etcheber Père et Fils, à Pauillac.
Un problème surgit dès la première année entre le conseil général et la Compagnie du Midi qui gérait la voie de chemin de fer, Bordeaux-Pointe de Grave. Cette dernière avait traité un accord directement avec la Compagnie maritime Bordeaux-Océan. Elle délivrait aux voyageurs bordelais des billets de train incluant une traversée de l'estuaire, jusqu'à Royan. On pouvait donc se rendre dans cette ville depuis Bordeaux, mais en n'utilisant que cette compagnie maritime : il n'était nullement proposé d'utiliser le service public subventionné par les départements.
L'entreprise Etcheber se plaint alors de pertes de recette importantes, notamment durant l'été, causées par cette défection des passagers venant de Bordeaux par le train. Elle se dit aussi gênée par le peu de temps dont elle peut disposer à l'accostage au ponton. À l'occasion de cette nouvelle convention de 1928, monsieur Jules Etcheber précise qu'il rétrocède à partir du 15 mai son entreprise à son fils Maurice Etcheber, marin à la pointe de Grave, pour des raisons familiales et de santé impérieuses.

##### Le bac «Le Cordouan» en 1935
Le bac « Le Cordouan » commencera son service en 1935. Ce tout premier bac, transportant tous les véhicules, est le bateau qui va marquer l'histoire locale pendant de nombreuses années, il restera inoubliable de tous ceux qui l'ont connu et emprunté.
Après la destruction du ponton situé à la sortie du port, en 1927, des autorisations sont demandées afin de pouvoir faire entrer ce futur bac dans Port Bloc même. Des aménagements sont nécessaires dont la construction d'une cale inclinée. En 1928, en même temps que la cale d'accostage, on crée des parkings, on aménage les abords en plantant des arbres, en mettant des bancs pour accueillir le public.
Cette même année de 1928, le conseil général dit que la question de la traversée de la Gironde à l'aide d'un moyen de transport puissant, qui permettra le passage de tous les véhicules routiers, est à l'étude et n'a point encore été résolue, espérant une solution dans un avenir proche.
Aux termes d'une nouvelle convention avec le conseil général en date du 9 janvier 1930, le service public du passage d'eau à la pointe de Grave est toujours confié à l'entreprise privée Etcheber (Maurice), à Pauillac, pour une durée de deux années supplémentaires à compter du 15 mai 1929, moyennant l'allocation d'une subvention forfaitaire annuelle de 60 000 francs : à noter la contribution de la Compagnie ferroviaire du Midi pour 4 000 francs, le port autonome de Bordeaux ayant refusé quant à lui d'apporter une quelconque contribution financière.
Le 18 avril 1935, l'entreprise Etcheber exploite toujours le service public fluvial de la pointe de Grave à Royan, signant un quatrième avenant à la convention de 1930. Le conseil général inscrit au budget supplémentaire un crédit prévisionnel de 30 000 francs, montant approximatif du déficit d'exploitation jusqu'à la fin de l'année. Il est noté que les nouveaux avenants doivent permettre de continuer le service jusqu'à que le bac le Cordouan en construction soit en état de fonctionner.
En effet, en cette année 1935, le bac « Le Cordouan » est toujours en construction aux Chantiers de la Gironde, cofinancé par les départements de Gironde, de Charente Inférieure et la Compagnie du Midi. Il ne sera mis en service que le 14 juillet de cette même année.
La gestion provisoire du bac est confiée en premier au port autonome de Bordeaux, la Compagnie du Midi ayant décliné l'offre. Les deux départements concernés sont chargés d'aménager les cales.
Le bac « Le Cordouan » restera le seul en fonctionnement jusqu'en 1960, malgré les projets, dès le début, d'ajouter un second bateau, projet toujours repoussé pour coûts trop élevés. Il jouera un rôle historique en 1940, utilisé par les Allemands pour transporter en Gironde leurs troupes, leurs véhicules et matériels. Coulé en 1945, il sera renfloué en 1946 et reprendra du service de longues années encore.
Comme nombre d'autres bateaux, le « Cordouan » fut réquisitionné par les Allemands et servit à leurs déplacements de troupes et de véhicules : le maréchal Erwin Rommel monta à son bord afin d'inspecter les dispositions prises lors de la construction du mur de l'Atlantique. Il fut aussi utilisé par l'occupant pour mouiller des mines à l'entrée de l'estuaire, afin d'en interdire l'accès à d'autres bateaux. Sabordé par les Allemands dans Port Bloc à la fin de la guerre, il fut renfloué et réparé. C'est le seul bac de la pointe de Grave où il eut été possible de vivre la scène culte du film Titanic puisque ce fut le seul qui donnait la possibilité aux passagers d'accéder au gaillard avant, ce qui était très apprécié par les voyageurs.
Le Cordouan finit sa vie au fin fond du port de Bordeaux : rouillé, abandonné, il fut finalement détruit après 1970.
Le 1er janvier 1939, il était décidé de confier, à nouveau, la gestion du bac, après concours, à un entrepreneur privé, lequel exploiterait « à meilleur compte que le port autonome ». Et, c'est l'entreprise Etcheber de Royan qui est de nouveau choisie pour deux années, pour 400 000 francs d'économie ! Maurice Etcheber gèrera le service du bac « Le Cordouan » pendant la guerre 1939-1945, et jusqu'en 1960.
Parallèlement à la mise en service du bac le « Cordouan », le conseil général de Gironde subventionnait non loin de là, depuis 1934, un autre service public, toujours en place aujourd'hui en 2021 : un service de bac entre Lamarque et Blaye. Le bateau d'alors s'appelait « Les Deux-Rives ». Réquisitionné par les Allemands en 1941 comme beaucoup d'autres bateaux à l'époque, il fut utilisé par ces derniers entre La Pallice et l'île de Ré jusqu'en 1945. Revenu sur la Gironde, il a repris du service avant d'être remplacé par le « Côtes de Blaye » en 1980 (bateau construit en 1970, ex Duchesse Anne). En 2014, ce dernier est à son tour remplacé par un bac amphidrome, le « Sébastien Vauban » qui continue les allers et retours entre les deux communes.

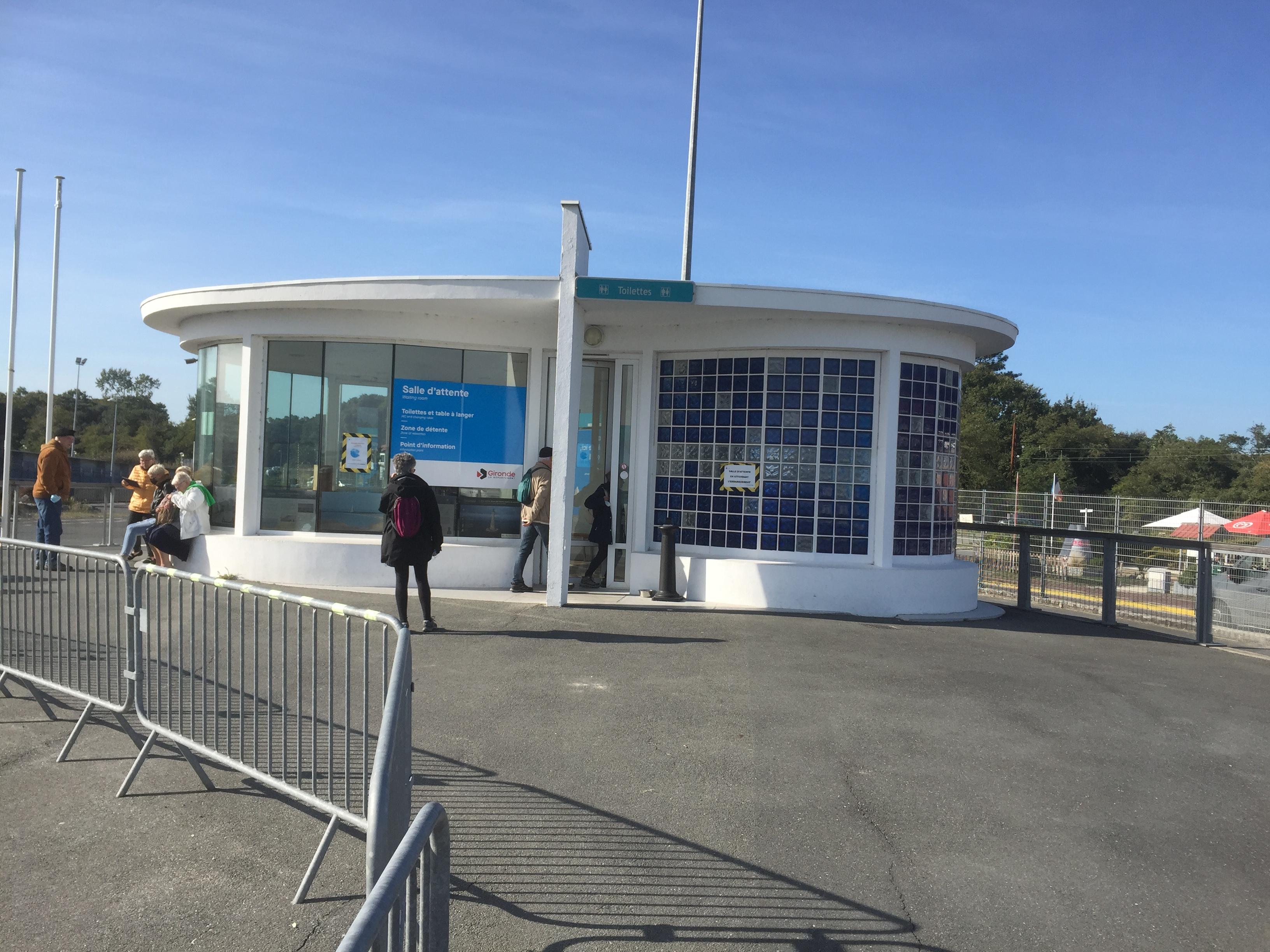
Gare du bac depuis 1957 : seule modification depuis cette date : les toilettes autrefois à l'extérieur ont été réaménagées dans la salle d'attente

Une gare du bac servant de salle d'attente en cas de mauvais temps fut construite en 1957 ; les alentours sont de nouveau aménagés pour tenir compte de l'augmentation du trafic, les parkings sont corrigés, permettant une meilleure gestion des files de voitures en attente d'embarquement. Des toilettes publiques modernes équipées de lavabos sont aussi construites, en sous-sol, en avant de la gare. Des bancs sont disposés tout le long du quai, face à la cale, permettant aux spectateurs d'assister aux embarquements et aux débarquements. Des arbres sont plantés tout le long des parkings. Des jumelles d'observation publique (longues-vues panoramiques) avec monnayeurs sont disposées en bout du quai, à l'entrée de Port Bloc, permettant d'observer le magnifique panorama depuis le port du Verdon (môle d'escale) d'un côté et toute la côte charentaise de l'autre, de Mortagne jusqu'à Saint-Palais : vue sur Pontaillac, Royan, Saint-Georges-de-Didonne, Meschers, Talmont…
En 1960, l'entrepreneur privé, accusé de mauvaise gestion et ayant mis fin à ses jours, le conseil général choisit à nouveau le port autonome comme gestionnaire provisoire du service. La gestion proprement dite, sur le terrain, était confiée à un régisseur des dépenses et des recettes nommées par le département. Cette gestion fut un peu plus structurée en 1972 par la création d'une régie départementale des passages d'eau de la Gironde, avec à sa tête un directeur, un capitaine d'armement, un mécanicien d'armement.
En 2021, c'est toujours le département de Gironde qui gère les bacs, la dénomination conseil général depuis la Révolution française ayant été changée en conseil départemental, en 2015.

##### L'après «Cordouan»
En 1960, le bac « Côte d’Argent », construit à La Pallice, est mis en service. Il devait remplacer le Cordouan qui commençait à donner des signes de fatigue. Malgré sa capacité d'embarquer environ soixante véhicules, il ne suffisait pas cependant, à empêcher la saturation l'été, avec des files d'attente interminables de voitures allant parfois jusqu'à l'allée de Rabat, et ce, malgré une organisation sur plusieurs files. À Royan, de même, il y avait des files de véhicules tout au long du bord de mer. L'organisation sur plusieurs files n'allait d'ailleurs pas sans problèmes, les gens se disputant, se passant devant en changeant de file sans autorisation. Les placeurs (et amarreurs) durent adopter, afin d'éviter les bagarres, un système d'affichage sur le pare-brise de grands cartons numérotés indiquant l'ordre d'arrivée. Il arrivait que l'on eut besoin d'utiliser un deuxième jeu de 100 numéros, ce qui peut donner une idée du nombre de véhicules qui attendait le bac suivant. En juillet et août de l'été 1962, on fut obligé de faire appel à nouveau au Cordouan pour désengorger le trafic, dans l'attente encore d'un nouveau bateau. La journée inaugurale du bac « Côte d'Argent » fut rocambolesque : le capitaine qui n'était pas habitué à manœuvrer un bateau équipé de propulseurs à la place des hélices, heurta violemment la cale de Royan provoquant une grave avarie de coque. Les invités occupés à manger sur le pont des voitures furent renversés ainsi que toutes les tables. Dès le lendemain, le bateau partait en réparation à La Rochelle.

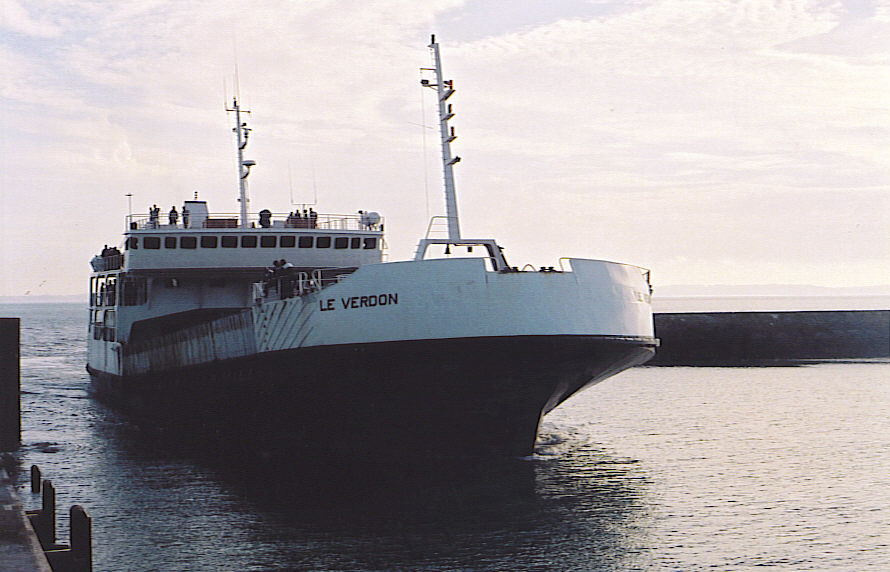
Bac Le Verdon mis en service avant les bacs amphidromes

En 1964, on construit un autre bac, « la Gironde » pour répondre et toujours à l'augmentation du trafic, notamment l’été. C'est le début de la traversée assurée par 2, parfois 3 bateaux en même temps afin de juguler les longues files d'attente en période estivale, le Cordouan reprenant parfois du service.

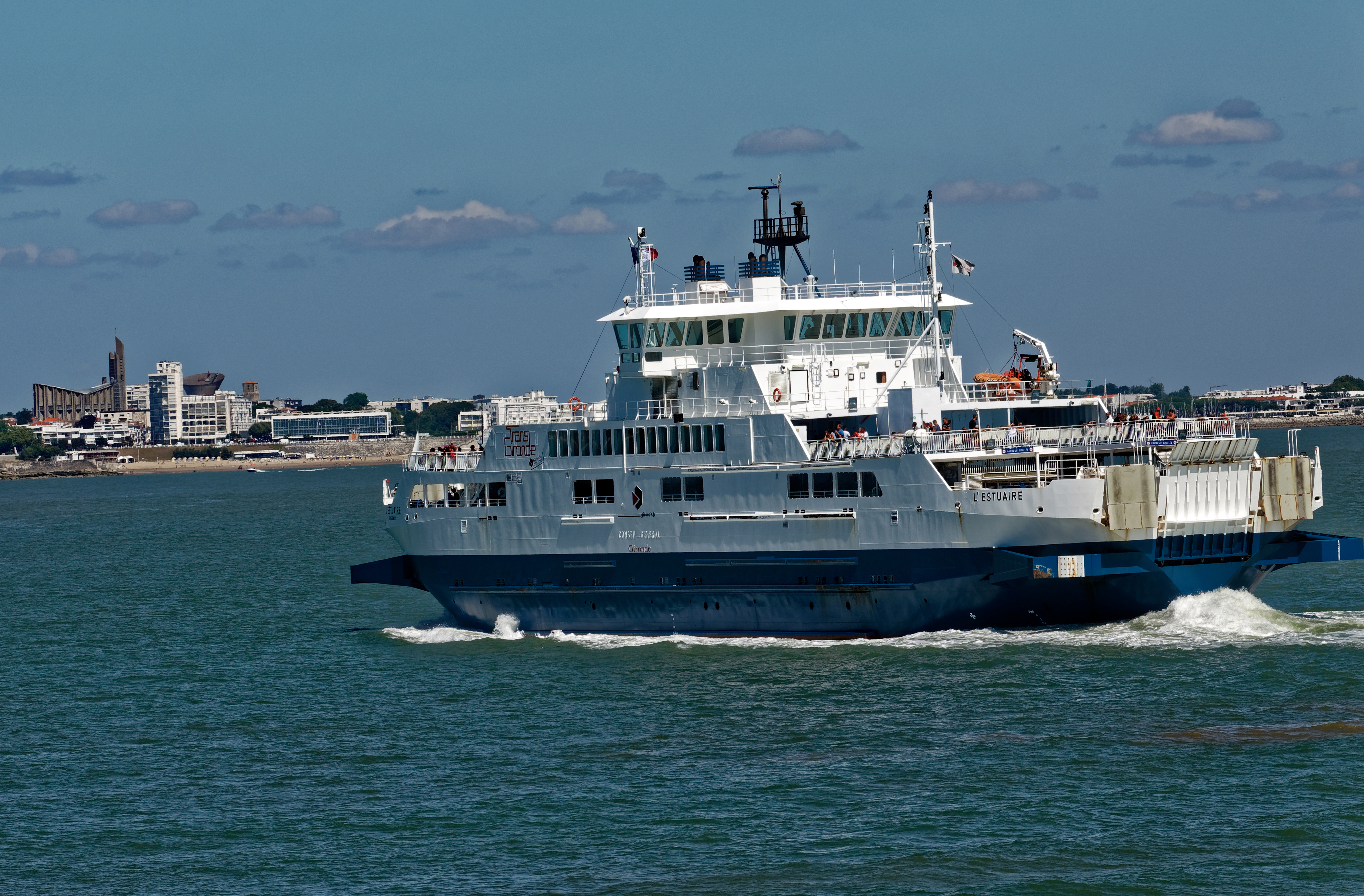
Bac l'Estuaire au départ de Royan (au fond l'église de Royan)

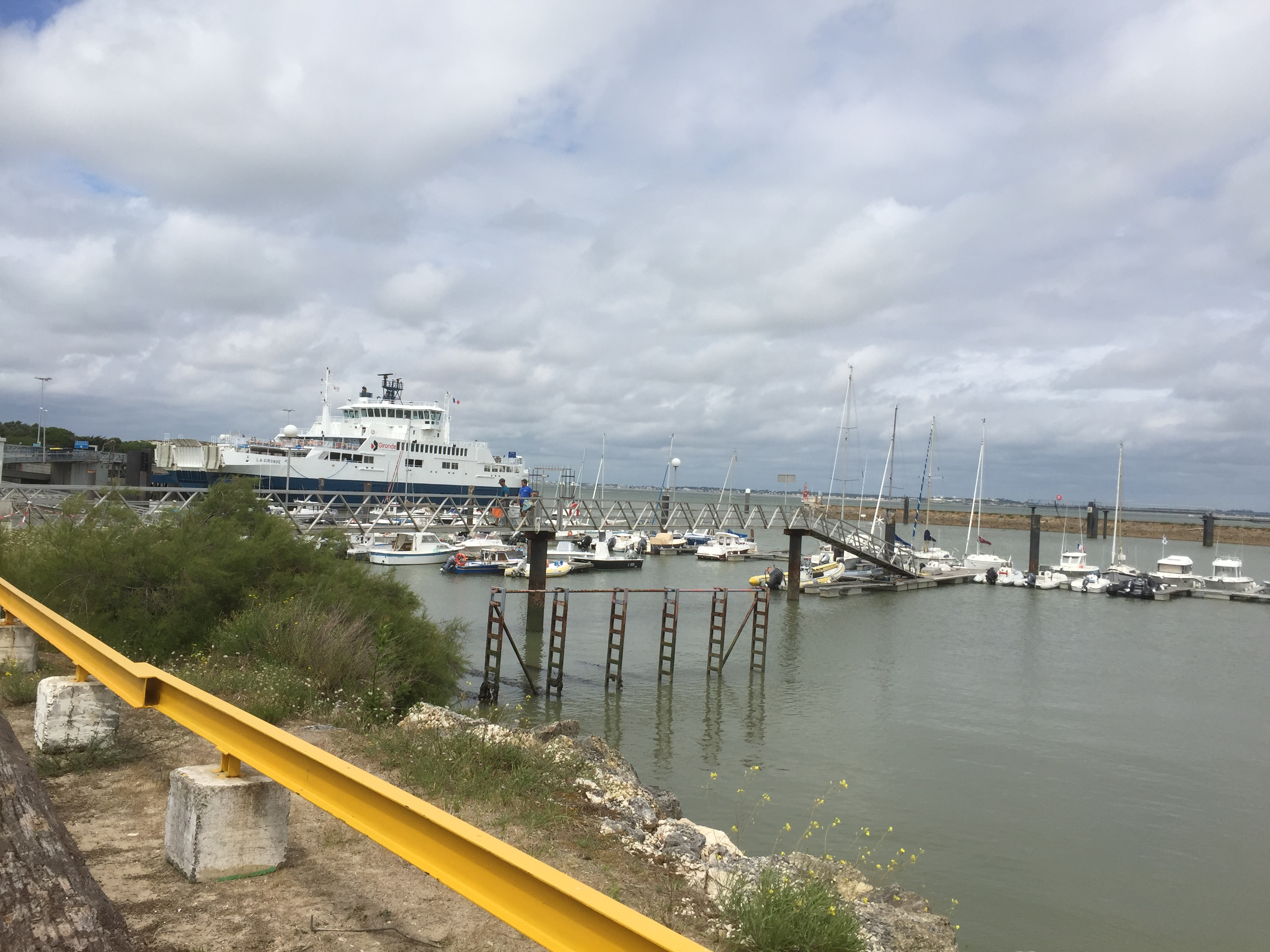
Bac amphidrome La Gironde accostant à Port Bloc

En 1968, c’est « le Médocain » qui prend le relais, après le 14 juillet car retardé par un mouvement social : il donne l'image d'un « fer à repasser » avec un pont supérieur pour accueillir encore plus de voitures : environ 25 véhicules légers pouvaient monter sur le pont laissant un peu plus de places, en bas, pour les camions. Les semi-remorques de 17 mètres (nouvelle norme routière) avaient en effet du mal à embarquer, le pont ne faisant que 15 mètres : des manœuvres étaient donc nécessaires. Le fait de fonctionner avec trois bateaux (le Côte d'Argent, la Gironde, le Médocain) permettait un plus grand nombre de rotations et beaucoup moins d'attente pour les passagers. Il était aussi plus aisé en période non estivale d'envoyer les bateaux à tour de rôle à Bordeaux pour vérifications, réparations et maintenance (peintures, contrôles de sécurité…) : souvent, un des bateaux s'arrêtait en période hivernale.
Puis, un autre bac, « Le Verdon » est opérationnel avant la mise en service de bacs amphidromes. Il fut baptisé le 18 août 1978 et avait la particularité d'être beaucoup plus large que les autres : il pouvait accueillir plus de voitures du fait de sa largeur, et permettait aux grands camions avec remorques de se garer sans faire de manœuvres (gain de temps). Des places pour les voitures se trouvaient aussi sur une cale plate, sous les aménagements passagers. Il était aussi plus puissant (deux propulseurs arrière de plus de 1000 chevaux) et était équipé d'un troisième propulseur d'étrave (à l'avant) qui permettait de mieux se positionner, plus facilement, lors des accostages.
De nos jours, deux bateaux effectuent les rotations : les bacs amphidromes « l'Estuaire » (construit en 2009) et « la Gironde », deuxième du nom (construit en 2002), d'une capacité de 138 véhicules environ de tourisme chacun.
La traversée dure environ 20 à 25 minutes pour une distance de 6 kilomètres (un peu plus de 3 milles), de cale à cale, à vol d'oiseau : cependant, les bateaux n'empruntent pas toujours cette ligne droite car devant jouer avec les courants.

#### Un habitat dispersé et varié
Lors de cette période (après 1900), de nouvelles habitations ne cessent d’être construites sur cette langue de terre afin d’y loger la population travaillant surtout dans le domaine maritime ou forestier, comme le prouvent les divers recensements de la population.
Toutefois, mis à part le quartier du Logis (toujours écrit ainsi sur les actes d'état civil et non le Logit avec un « t » comme sur certaines cartes) formant un petit hameau, le restant des habitations de la pointe est encore assez dispersé dans la forêt, en bordure de l'océan, sur le Port-Bloc…
Jean Larrieux, ancien maire du Verdon de 1965 à 1976, dit, parlant de l'habitat à la pointe de Grave :

« Ces constructions (dont la Gare de la Pointe, N.D.L.R.) étaient en bois, mais l’intérieur était doublé en briques : la Marine interdisait les constructions en dur et limitait leur hauteur pour ne pas gêner le tir des canons de 240 qui étaient sur le fort... Une vingtaine d’habitations formait le village de la Pointe. Côté mer, devant la gare, il y avait la maison du conducteur des Ponts et Chaussées, une maison d’un entrepreneur de travaux publics, les deux logements du Phare de Grave et quelques autres particuliers dans la forêt jusqu’à Maison Carrée (logement de fonctionnaire des Ponts et Chaussées). En plus, les baraques des pêcheurs, les deux hôtels et la maison du gardien du fort. Au phare Saint-Nicolas : le gardien et sa femme. »

Lui-même, fils du chef de gare, habitait une maison de fonction détruite aujourd’hui, tout près du Monument des Américains.
L'Office national des forêts et le port autonome de Bordeaux, propriétaires avec l'Armée de la majorité des terrains de Pointe de Grave n'autoriseront plus, après-guerre, de reconstruire en forêt ou sur le domaine maritime. Cependant, en l'an 2000, au cœur de la forêt domaniale, le grand port maritime de Bordeaux a revendu au Conservatoire du littoral, 40 hectares de terrains entre Saint-Nicolas et les Cantines constituant le site de Maison de Grave, qui constituait déjà un petit hameau en 1840. Depuis 2012, après de lourds travaux de restauration et d’aménagements, la Maison de Grave a été confiée à un exploitant privé : on y trouve désormais un restaurant, deux gîtes (maison de l’Ingénieur et maison du Pèlerin) et un centre équestre…
En consultant les archives départementales de la Gironde, on peut[Qui ?] constater de nombreuses naissances à la pointe de Grave (écrit avec une majuscule, choronyme de la pointe de Grave) : actes d’état civil de Soulac avant 1874, actes du Verdon de 1875 à 1911, et du Verdon-sur-Mer après cette date.
Pointe de Grave comptait 109 habitants au recensement de 1896, la population passe à 173 habitants en 1906 (Le Logis compris).
De 1926 à 1933, près de 1 000 ouvriers (environ 700 d'après le dossier inventaire du patrimoine d'Aquitaine) sont venus participer à la construction du môle d’escale dont un grand nombre d’étrangers (Espagnols, Portugais, Italiens, Algériens, Polonais, Yougoslaves, Russes, Allemands, Africains…). Tous ne sont pas repartis à la fin du chantier, certains se sont mariés et sont restés au Verdon-sur-Mer, ou dans la région.

##### Le monument commémoratif «À la gloire des Américains»
Le phare de Cordouan, monument emblématique de la pointe de Grave depuis 1611, sous le règne de Louis XIII, a été éclipsé un temps, pendant quatre petites années de 1938 à 1942 par un autre monument, gigantesque (75 mètres de haut), le « Monument aux Américains ».

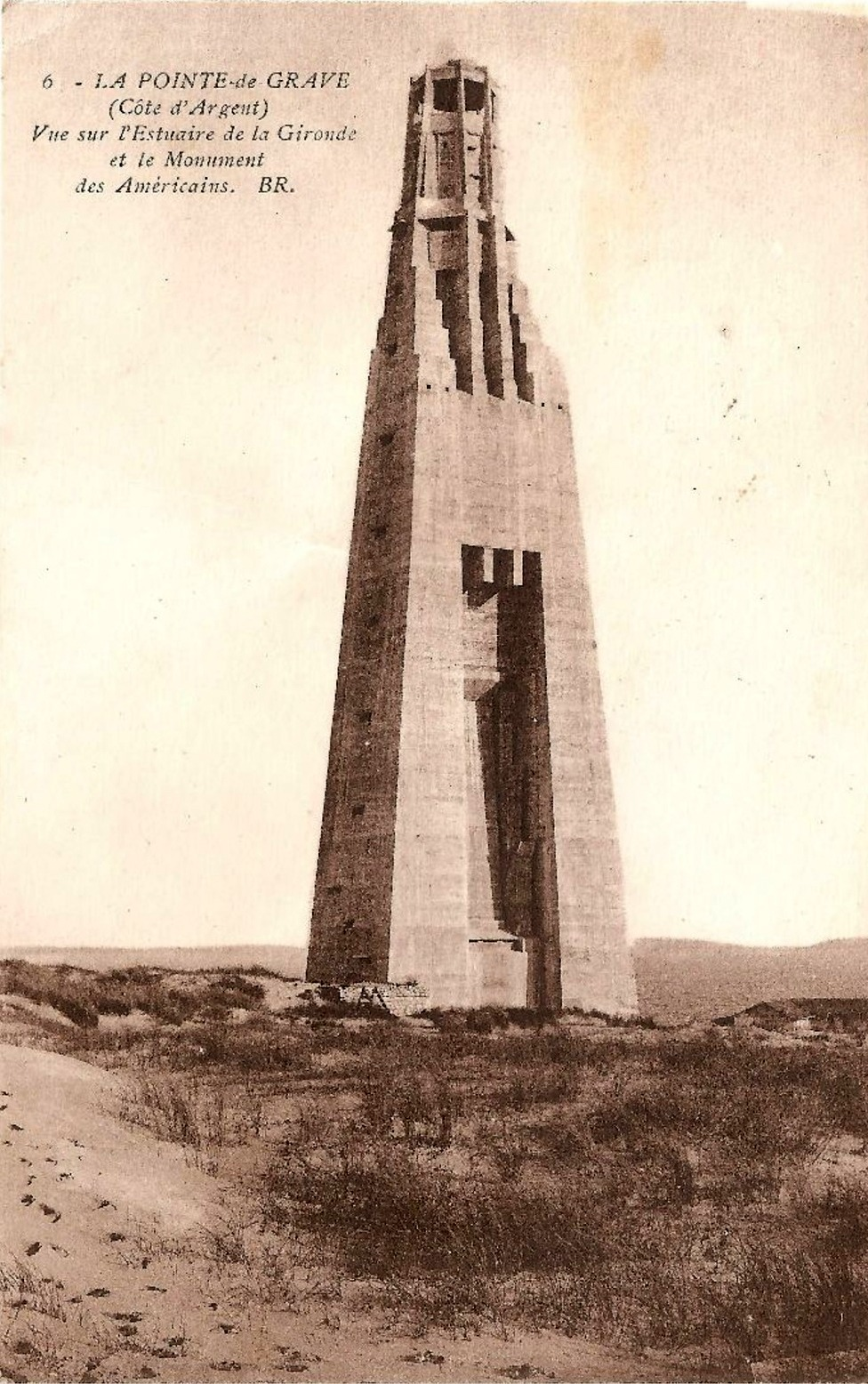
Pointe de Grave - monument aux américains

Ce monument commémoratif fut érigé afin de montrer notre reconnaissance au peuple américain venu combattre à nos côtés, en 1917. Il était aussi censé rendre hommage au marquis Gilbert du Motier de la Fayette, héros de la guerre d'indépendance des États-Unis, guerre qui a établi un premier lien entre les deux nations. Le Médoc avait déjà un attachement particulier avec le marquis de La Fayette. Ce n'est pas exactement de la pointe de Grave qu'il s'est embarqué pour l'Amérique en 1777 sur le bateau « La Victoire » mais de Pauillac, juste à côté. La Fayette a de toute façon croisé au large du Verdon avant de rejoindre le port basque de Pasaia pour le grand départ.
En 1919, très peu de temps après l'armistice, une souscription publique, côté français et américain, est lancée afin de financer ce projet ambitieux et très dispendieux. Il est estimé à plusieurs millions de francs (plus de quatre millions en tout cas), la participation de l'État français étant d'un million et demi de francs. Devant la difficulté pour trouver les sommes nécessaires au financement, la souscription ne suffisant pas, le projet sera revu à la baisse : de nombreuses décorations (bas-reliefs, statues…), aménagements…sont supprimés, ajournés ou modifiés.
Le 6 septembre 1919, le président français Raymond Poincaré se rend à la pointe de Grave pour poser la première pierre. Lors de cette cérémonie, les États-Unis sont représentés par leur ambassadeur Hugh Campbell Wallace.
Malgré l'enthousiasme lors du lancement du projet, cinq années plus tard, en 1925, devant la difficulté pour rassembler les fonds, les travaux n'ont toujours pas commencé.
Les travaux débutent au cours de l'été 1926, l'argent nécessaire à la construction de la partie principale étant enfin réuni. Le monument ne sera terminé qu'en 1938, vingt ans après la fin de la guerre!
La mise en œuvre du projet avait été confiée au sculpteur et peintre Albert Bartholomé qui a réalisé le dessin de la croix de guerre 1914-1918. Ce dernier va solliciter l'architecte en chef des monuments historiques André Ventre pour concevoir les plans du monument. On fait appel au sculpteur et verrier Henri-Édouard Navarre et au sculpteur montalbanais déjà célèbre, reconnu et consacré Antoine Bourdelle pour les décorations. Bourdelle devait élaborer une statue en bronze de vingt mètres de haut représentant « La France » identifiée à Athéna, statue qui devait être placée face à l'Océan, regardant l'Amérique. Devant les restrictions de budget, ses mensurations furent réduites et aucune des différentes duplications de la statue ne fut installée au Verdon.
Le monument aux Américains, construit en bout de pointe, était en béton armé afin de bien résister à toutes les intempéries, avec une assise profonde. Un escalier monumental menait jusqu’au vestibule, accessible par deux portes.
L'inauguration eut lieu le 4 septembre 1938 juste avant les accords de Munich censés éviter une nouvelle guerre. Cette cérémonie fut commentée dans les journaux et par la presse en général. De nouveaux médias comme la radio et les cinémas qui diffusent des actualités avant le film, relayent l'information. Le gouvernement français était représenté par Georges Bonnet, le ministre des Affaires étrangères dans le gouvernement d'Édouard Daladier. Les États-Unis avaient dépêché sur place William Christian Bullitt, leur ambassadeur en France.
Certains évoquent la présence de Louis Rothschild, alias Georges Mandel, ministre des Colonies à l'époque, une figure locale. D'autres parlent de John Kennedy, fils de l’ambassadeur des États-Unis au Royaume-Uni, Joseph Patrick Kennedy, dit Joe. Ce dernier n'a eu qu'un fils prénommé John, le futur président des États-Unis, âgé de 21 ans, en voyage dans toute l'Europe, à l'époque.
Le président de la République Albert Lebrun, lui, n'a pas fait le déplacement contrairement à Raymond Poincaré pour la première pierre.

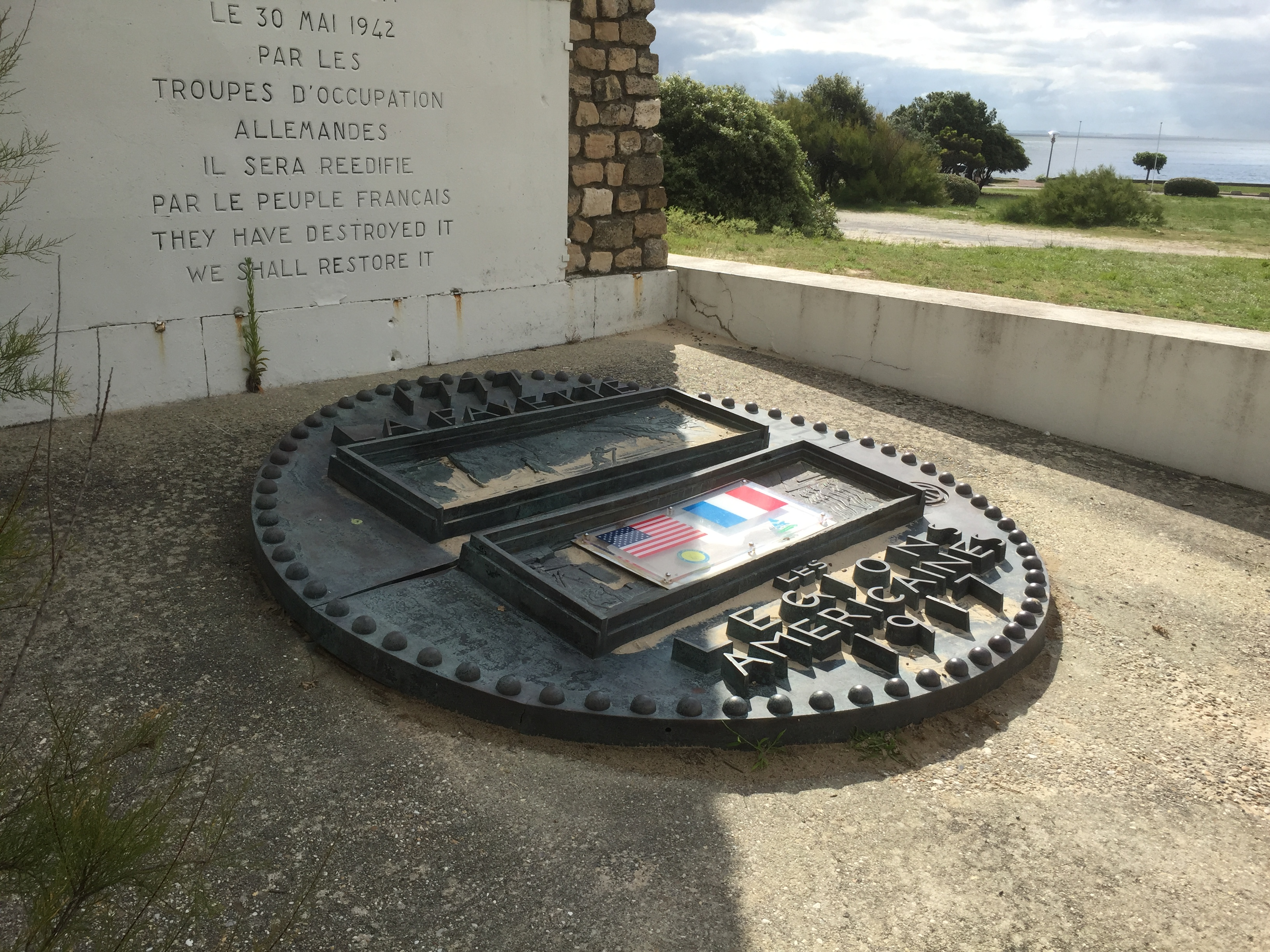
Pointe de Grave, bouclier en bronze d'Henrin Navarre, seul vestige de l'ancien monument avec un buste de Lafayette conservé à la Mairie du Verdon

Le 30 mai 1942, à peine quatre années après son inauguration, le monument est dynamité par les Allemands qui occupent le Médoc et qui ne peuvent pas supporter un symbole aussi humiliant. Il fallut qu'ils s'y prennent à deux fois car la construction en béton armé de l’architecte André Ventre était solide et résistait bien à l’explosif. Le quartier avait auparavant été évacué. Du monument, seuls subsistent un buste de La Fayette conservé aujourd'hui à la mairie du Verdon et un bouclier sculpté d'Henri Navarre, en bronze, qui a été inséré dans la stèle commémorative bâtie à la hâte en 1947.
La promesse formulée par le gouvernement français de reconstruire le monument ne fut en effet jamais tenue : la stèle actuelle, beaucoup plus sobre, signale l’emplacement de l’ancienne construction et la reconnaissance de la France envers notre allié américain.

##### Conséquences de la guerre
La fin du conflit de 1914-1918 fut dramatique sur le plan sanitaire avec une pandémie de grippe espagnole décimant les populations et les garnisons, notamment pendant le mois d'octobre 1918. Au Verdon, on note sur les registres d'état civil une quinzaine de décès déclarés à l'infirmerie militaire du fort de Grave. De même, on note une douzaine de décès sur les navires le plus souvent militaires en rade du Verdon (anglais, brésiliens, norvégiens, américains, français…). Cette grippe espagnole causera encore plus de morts que la guerre elle-même (10 millions de morts environ), certains avançant le chiffre peut-être un peu exagéré de cinquante millions de morts.
En 1918, la France est certes victorieuse. Comme partout en France, Le Verdon va connaître quelques années difficiles avant que la vie ne reprenne vraiment ses droits de travail et d'insouciance. On va d'ailleurs appeler cette période, à partir de 1920, les Années folles, un autre chrononyme comme l'était celui de la Belle Époque.
Le travail, c'est d'abord la construction du môle en 1927 avec l'arrivée de familles sur le territoire, c'est le port autonome de Bordeaux qui embauche pour l'entretien des côtes, c'est le Balisage, les douanes… C'est aussi la forêt (résine…), l'entretien des marais, c'est l'installation de nombreux commerces et artisans… Beaucoup d'enfants, au sortir de l'école (classes de fins d'étude) faisaient leur apprentissage chez un patron (mécanique, restauration, commerce, couture…).
C'est le début de l'âge d'or de la pêche aux huîtres et de la pêche tout court (crevettes, poissons, coquillages…).
Cette période correspond aussi à un nouveau développement du tourisme : on peut venir en train à la pointe de Grave depuis 1905, la traversée par bac de l'estuaire, vers Royan, devient un service public subventionné par le conseil général de Gironde. C'est le retour de la vogue des bains de mer. L'air marin, iodé, est alors recommandé par les médecins des villes pour soigner de nombreuses maladies, notamment respiratoires : neurasthénie, asthme, tuberculose…La natation est aussi recommandée à cette époque pour les articulations : arthrite, arthrose…

#### Le raz-de-marée du 9 janvier 1924
Dans la nuit du 8 au 9 janvier 1924, une tempête exceptionnelle balaie les côtes de France. Du Finistère à Biarritz, les dégâts sont considérables. Les bateaux sont coulés dans les ports, fracassés contre les quais, en perdition quand ils sont en mer, même les gros navires. Les terres sont inondées, l'eau envahit les maisons, les arbres sont arrachés. Tout est désolation comme après un épisode de guerre. La presse de l'époque décrit le phénomène en le désignant du terme de « raz-de-marée ». Cette qualification est sans doute impropre car il n'a pas été noté de séisme sous-marin. Cela montre néanmoins la violence de l'évènement qui a marqué l'esprit des contemporains.
La tempête de 1924 était associée à de fortes pluies. La mer dépassait le niveau supérieur des plus grandes marées d’équinoxe. On signale alors des vagues de sept à huit mètres. Les pertes humaines sont très importantes, on compte de nombreux noyés emportés par l'océan. Ce sont parfois de simples curieux s'étant trop approchés, balayés par des vagues scélérates, des déferlantes des plus dangereuses dont, parfois, on ne se méfie pas assez car imprévisibles. Par endroit, les dunes sont rongées par les vagues sur une dizaine de mètres. Dans les ports, c'est un spectacle de désolation.
À l'heure du bilan, on ne compte plus les épaves de bateaux sur les plages, les dégâts considérables tout au long de la côte : quais, digues, routes, maisons, poteaux téléphoniques et télégraphiques…tout est plus moins détruit, effondré, en ruine.
À la sortie de la voûte de la poterne, au phare de Cordouan, des repères sur la maçonnerie témoignent des hauteurs atteintes par la mer lorsque les vagues sont poussées par les vents de tempête : ainsi lors de ce fameux « raz-de-marée » du 9 janvier 1924, la mer a atteint 8,50 mètres au-dessus du zéro des cartes marines.
La cause de ce tsunami reste très hypothétique. Toutefois, à la place d'un séisme qui l'aurait provoqué, on pense plutôt à un important éboulement à la limite du plateau continental, éboulement qui aurait engendré un important mouvement de masse d’eau.
Un autre phénomène rappelant un raz-de-marée, mais sans tempête, avait eu lieu le 24 décembre 1892, dans le golfe de Gascogne. Le port des Sables-d’Olonne s’est soudain vidé, les marins ont alors quitté les bateaux pour rejoindre les quais. Quand la mer est revenue à grande vitesse et avec violence, les bateaux ont rompu leurs amarres, ils se sont entrechoqués, ont heurté le quai passant parfois par-dessus les digues, le môle…Le phénomène a duré un certain temps puis tout est rentré dans l’ordre.

#### Le port autonome de Bordeaux
Un projet de l'extension du port de Bordeaux en créant un avant-port au Verdon-sur-Mer voit le jour en 1910, une proposition de la chambre de commerce et d'industrie Bordeaux Gironde.
Dans l'esprit de ses concepteurs, cet avant-port devait permettre aux paquebots d'éviter de remonter l'estuaire sur près de cent kilomètres avec tous les dangers et tous les frais (dragage, pilotage…) que cela représentait. Outre l'aspect économique et le gain de temps, l'avantage d'établir un tel port à cet endroit est la profondeur de l'estuaire, plus de douze mètres de tirant d'eau, permettant aux gros navires une facilité pour accoster, rapidement, sans aucune difficulté, sans besoin de manœuvrer.
Le plan projetait aussi d'améliorer, en même temps, toutes les infrastructures permettant aux voyageurs de pouvoir rejoindre Bordeaux s'ils le désiraient : routes, voies ferrées…
Dès 1914, il est donc décidé de construire au Verdon-sur-Mer, un môle d'escale. À cause de la guerre, le projet sera reporté.
Les travaux ne commenceront effectivement qu'en 1926, décidés par le port autonome de Bordeaux nouvellement institué deux années auparavant, en 1924. L'inauguration aura lieu 22 juillet 1933.
Dès l'année suivante, en 1934, le port autonome obtient l'électrification de la ligne de chemin de fer jusqu'à la gare maritime.
En 1960, le môle est transformé en terminal pétrolier en utilisant les piliers en très mauvais état mais toujours en place. Le port pétrolier sera lui-même abandonné en 1974.
Dès la fin de seconde guerre mondiale, le port autonome développera ses structures à la pointe de Grave avec la construction d'un atelier, l'emploi de personnel, local la plupart du temps, sauf dirigeants. Il va investir dans l'achat de matériel, notamment afin de lutter contre l'érosion ou l'ensablement de la côte. En effet, en 1939, le port autonome a hérité de cette responsabilité en lieu et place des ponts et chaussées.
Tous les jours ou presque, des draisines tirant des wagonnets vont circuler durant de longues années sur les voies ferrés construites à cet effet, sur des digues longeant la côte, au plus près de l'océan, pour aller enrocher et lutter contre les éléments.
La port autonome sera régi ensuite par un décret de 1965. Une nouvelle réforme entraînera sa transformation en grand port maritime, le 9 octobre 2008. Cette nouvelle loi de 2008 qui supprime les ports autonomes comme bon nombre d'autres établissements publics est de fait une privatisation et une ouverture à la concurrence. Ses infrastructures se répartissent sur six sites : Le Verdon-sur-Mer, Pauillac, Blaye, Ambès, Bassens et Bordeaux.
Depuis la transformation du port autonome de Bordeaux en grand port maritime, abandonnant à son sort le site du Verdon qui aurait pu être pour lui un atout car en eau profonde, le port de Bordeaux rétrograde régulièrement dans le classement des ports français. Ses activités diminuent sans cesse, il abandonne une partie de ses infrastructures, vend des terrains, s'appauvrit…Il se situe, selon les classements, à la 7e ou 8e place des ports français, rattrapé par le port de La Rochelle. Il faut dire que l'abandon du projet méthanier, mauvais choix, a été aussi un coup dur pour le grand port maritime de Bordeaux dont il tarde à se remettre.

#### Le môle d’escale du Verdon (1926-1944)
La gare maritime du Verdon où ont accosté un temps les plus grands paquebots transatlantiques a fait la fierté des verdonnais jusqu'à sa fin tragique. De fait, la commune, de 1933 jusqu'à l'occupation en 1940, n'a pas eu le temps de savourer très longtemps son succès touristique. Sept petites années pour le môle, quatre pour le monument aux américains, la malédiction a sapé une nouvelle fois tous les efforts faits pour rendre la pointe du Médoc attractive.
Le projet d'un terminal maritime de passagers au Verdon qui était étudié depuis 1914 sera abandonné à cause de la première guerre mondiale : il ne sera reconsidéré qu'en 1925 par le tout nouveau port autonome de Bordeaux. Les travaux commenceront l'année suivante en 1926, confiés à l'entreprise familiale de travaux publics Hersent d'origine normande spécialisée dans la construction de ports, conjointement avec une autre entreprise, allemande celle-ci, dirigée par Julius Berger.
La construction du môle d'escale du Verdon-sur-Mer fut une véritable prouesse technique, un chantier « pharaonique » de cinq années où les dernières innovations en la matière furent déployées. Ainsi, il fallut enfoncer dans le sol sous-marin, très profondément (huit mètres environ) pas moins de 90 piles en béton armé pour consolider l'ouvrage, assurer sa stabilité, prévenir l'affouillement.
Des amortisseurs hydrauliques furent mis en place afin que les gros paquebots, en accostant, ne fragilisent pas l'ouvrage. Un peu moins de mille ouvriers se relayèrent sur le chantier, pour une grande partie de la main-d'œuvre étrangère. Le chantier est gigantesque et attire une main-d’œuvre étrangère, européenne, nombreuse. Des journaux de toutes les régions publient des annonces pour recruter des ouvriers. Espagnols, Portugais, Italiens, Yougoslaves… se font embaucher dans les entreprises qui construisent l’édifice. Des baraquements spéciaux sont construits aux abords pour les héberger.
L'ouvrage mesurait un peu plus de 300 mètres de long (dont cinq tronçons de soixante mètres reposant chacun sur douze piles) et les bateaux, selon leur longueur, leur hauteur de quille, leur jauge, pouvaient accoster d'un côté ou de l'autre du môle (deux quais). La profondeur était moindre côté plage, douze mètres environ au lieu de quatorze. Reposant sur les piles, une plateforme en béton armé de 38 mètres de large.
Le môle fut appelé localement « gare à terre », gare maritime, faisant référence aux bâtiments qui lui furent associés :
- La gare pour les voyageurs, très luxueuse, d'un pur style art déco, directement à proximité des quais, se composait d'un hall, salle des pas perdus, d'une salle d'accueil des voyageurs, salle de réception et d'attente… Il y avait également un salon où l'on pouvait boire et se restaurer, un bureau des douanes, un bureau de poste[95]…

À l'extérieur, un parking, des grues de chargement et de déchargement, puis une voie routière et une voie ferrée sur un long viaduc courbe de 372 mètres afin d'accéder au môle depuis la terre ferme ou de le quitter.
- Plus loin, le long de la route d'accès au môle, un long bâtiment, genre bâtiment industriel, permettait d'entreposer les marchandises débarquées des bateaux ou en attente d'embarquement.

Le chantier considérable demanda le transport sur place de tonnes et de tonnes de matériaux : blocs de pierre, béton, gravier, moellons, acier…, des wagons et des wagons entiers.
Grâce au viaduc, les trains s’approchaient au plus près de l’escale. L'année suivant la mise en service de la gare, en 1934, le chemin de fer fut équipé d'une des premières lignes électrifiées de la SNCF.
Après quatre ans de travaux, le môle est inauguré le 22 juillet 1933. La Compagnie générale transatlantique a dépêché pour l'occasion un des fleurons de sa flotte, le Champlain transportant huit cent passagers en provenance de New York. Deux trains au départ transportèrent six cent d'entre eux à Paris, Bordeaux ou Lourdes avant que le bateau ne regagne Le Havre, son port d'attache.
De nombreuses personnalités politiques, maritimes…invitées du port autonome de Bordeaux étaient présentes lors de ce premier jour. Le gouvernement français était représenté par Pierre Appell, sous-secrétaire d'État aux travaux publics et au tourisme à l'époque dans le premier cabinet d'Édouard Daladier. La presse de l'époque se répand alors en récits élogieux sur Le Verdon.
Plus d’une soixantaine de paquebots transatlantiques feront escale (débarquant touristes et passagers) ainsi que des navires de commerce notamment venant d’Océanie, avec des peaux pour l’usine de Mazamet. Chaque escale était une source d’animation pour le village. Les terrains à proximité de la gare maritime sont sujets à la spéculation.
L’une des dernières escales de paquebot est celle du « Massilia » en juin 1940 qui embarquera quarante parlementaires alors repliés à Bordeaux (gouvernement de Paul Reynaud) tentant de rejoindre Casablanca pour y constituer un gouvernement. C'est depuis Le Verdon aussi que la Banque de France mettra à l'abri une partie de la réserve d'or française en le chargeant sur le croiseur le Primauguet.
Pendant la seconde guerre mondiale, le long entrepôt appelé « gare à terre » sera réquisitionné par les Allemands puis utilisé encore par les Américains durant l'après-guerre.
Le môle qui avait été construit en partie avec des dommages de guerre allemands et en partie aussi par l'entreprise allemande Julius Berger sera dynamité et détruit, revers de fortune et triste retour des choses, par les troupes d’occupation allemandes le 11 novembre 1944. Toutes les tentatives de remises en état ont échoué après-guerre, malgré les efforts de la municipalité du Verdon. Depuis, les vestiges de cette gare maritime ultra moderne pour les années 1930, ne seront réutilisés qu'après des travaux de déblaiement, en 1966, permettant de créer un appontement pétrolier inauguré en 1967. L’aventure du pétrole durera 20 ans et s’arrêtera à son tour.

#### Les «piscines» et l'érosion marine
Après-guerre, les plages qui se formaient naturellement derrière les digues étaient très appréciées des familles habitant le Médoc et des touristes.
La mer, à marée haute ou par temps de tempête, passait par-dessus toutes ces digues construites et entretenues par le port autonome, constituant en se retirant des retenues d'eau que l'on nommait localement « les piscines ». La population pouvait s'y baigner pratiquement sans danger pour les enfants contrairement aux baïnes de l'Océan.
On trouvait ces « piscines » à la Claire, à Saint-Nicolas, aux Cantines, tout au long de la côte jusqu'à Soulac. Tous les étés, beaucoup de monde fréquentait ces plages, on « allait aux piscines » jusqu'à ce que, malheureusement, les digues soient petit à petit, en moins de 20 ans, recouvertes par le sable, le port autonome (PAB) ayant cessé de procéder à l'enrochement et à l'entretien des jetées.
En quelques années seulement, toutes les constructions élaborées pour lutter contre les éléments (digues, rails, épis…), et même des blockhaus allemands ont disparu, ensevelis sous le sable, montrant à l'échelle humaine ce que pouvait représenter un tel phénomène d'enfouissement. Cela nous permet de mieux comprendre comment la ville de Soulac a pu disparaître complètement, totalement ensablée en 1744. La quantité de sable déplacé, la rapidité de l'évènement expliquent l'impossibilité des hommes de pouvoir réagir à une époque où on n'avait pas les moyens techniques d'aujourd'hui : des alertes avaient eu lieu précédemment au XIVe siècle (trois mètres d'épaisseur de sable au niveau de l'église), en 1659 (la voûte a cédé sous la pression du sable), en 1737 (les portes sont obstruées…)… En un seul jour de tempête, l'océan peut transporter des tonnes et des tonnes de sable à des kilomètres de distance : exemple de la tempête Klaus à l'origine de la formation d'une île à l'embouchure de la Gironde, le 25 janvier 2009.
Chaque année, maintenant, l'hiver passé, les municipalités des communes proches de l'océan doivent seules procéder au désensablement des rues, des jetées, des fronts de mer…ou au contraire, au réensablement pour éviter que des habitations disparaissent dans l'océan. Elles luttent comme elles le peuvent contre l'avancée des eaux et des sables vers l'intérieur des terres.
Le phénomène d'érosion est bien illustré par l'épisode emblématique de l'évacuation de l’immeuble « Le Signal » à Soulac-sur-Mer. Ce bâtiment résidentiel de 78 appartements est devenu le symbole de l'érosion marine dans le nord-Médoc. En 1970, il était à deux cents mètres environ de l'océan. Depuis, la plage avance de plus de quatre mètres tous les ans, le trait de côte a reculé d'une quarantaine de mètres devant l'immeuble. Le sable des dunes à Soulac, à l'Amélie, à Montalivet, à Lacanau…, tout au long du littoral au sud de la pointe est avalé par l'océan…pour aller se déposer à l'embouchure de la Gironde.

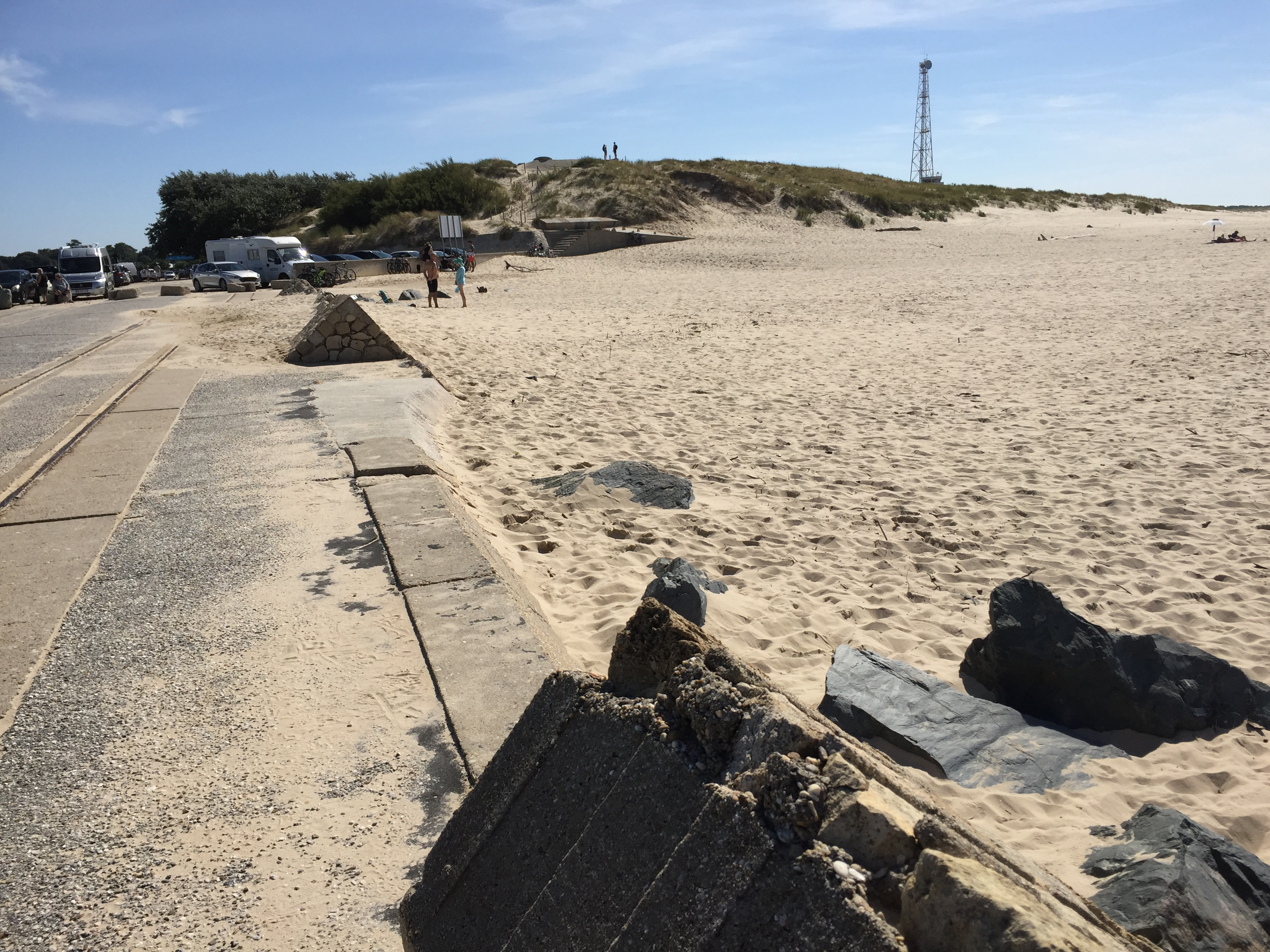
Ensablement au bout de la pointe de Grave

Les photos ci-dessous montrent l'ensablement des plages au nord de la plage des Cantines… 

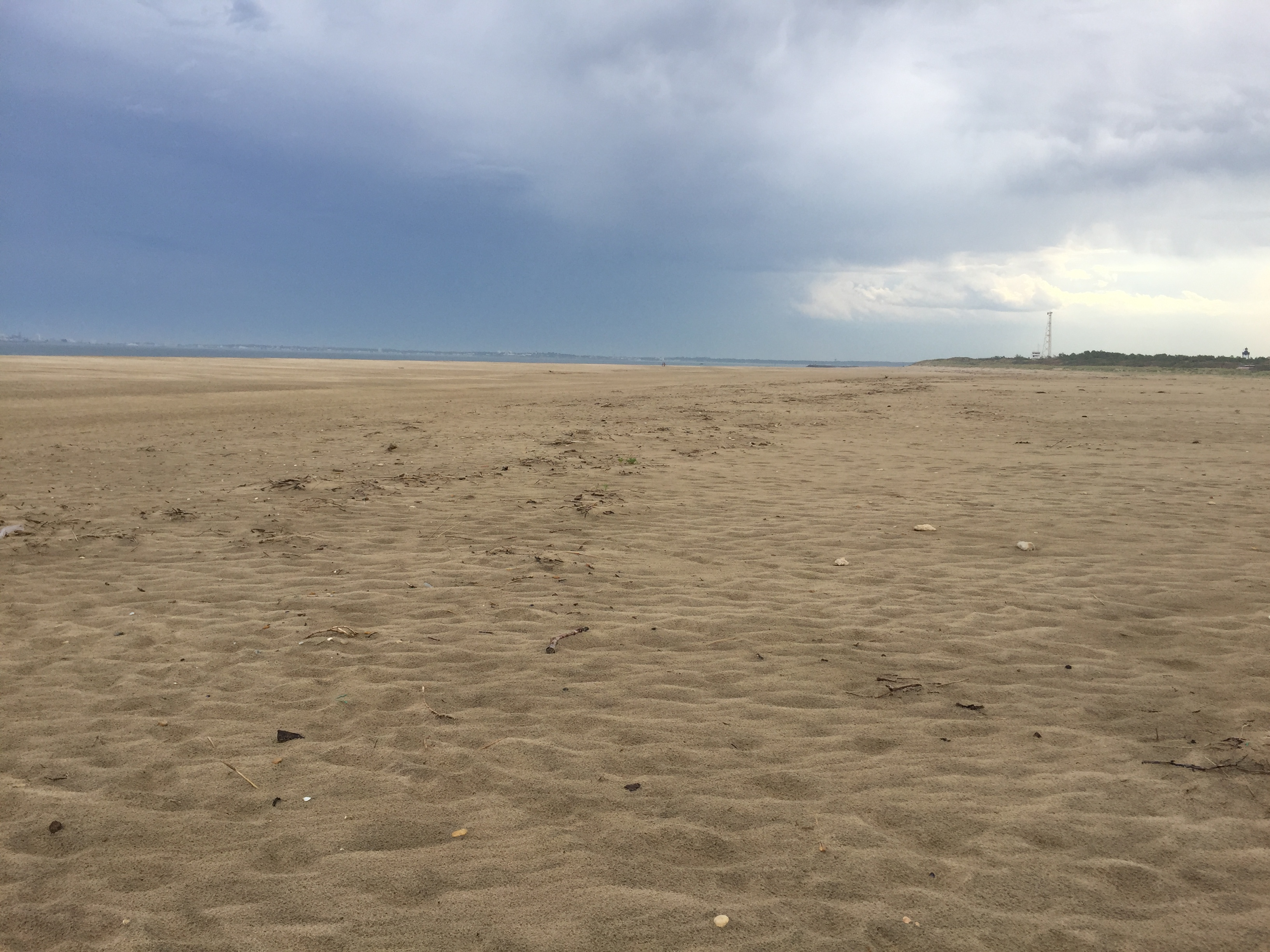
Ensablement plages de Saint-Nicolas et de la Claire

Une nouvelle île comme dit plus haut s'est même formée en 2009 près du plateau de Cordouan. Un banc de sable de quatre mètres environ au-dessus de la mer est assez soudainement apparu. D'une surface approximative de quatre hectares, à un endroit repéré autrefois comme un haut-fond, (environ trois mètres) cette île sans nom peut donner une idée de la quantité extraordinaire de sable déplacée.
Le combat contre la nature à la pointe de Grave n'est pas sans rappeler un autre combat, celui de Benoît Bartherotte, depuis 1985, pour sauver une autre pointe, celle du Cap-Ferret. Inlassablement, le styliste et homme d'affaires girondin défend sa propriété des assauts de l'océan en déversant des tonnes de roche devant chez lui.
Il en a fait un défi personnel en construisant, tout seul, à ses frais, une digue, une immense muraille de pierres qu'il faut sans cesse entretenir. Cette digue de près de cinq cent mètres a pour but de protéger sa propriété et les habitations qui s'y trouvent. Ses importants investissements personnels pour lutter contre l'érosion marine sont toutefois controversés, certains l'accusant de déplacer le problème un peu plus loin. Benoît Bartherotte dit avoir grandi avec cette phrase : « Contre la nature, on n'y peut rien, mais moi, si ! ». Grâce à l'allongement du musoir, la mer en effet ne vient plus ronger la dune.
Les autorités reconnaissent aujourd'hui que Benoit Bartherotte a sauvé la pointe du Cap-Ferret même si le problème a été déplacé vers la plage dite des blockhaus dans la partie ouest de la pointe. La seule solution pour résoudre ce problème semble bien l'allongement vers le sud de la digue en question plutôt que de réensabler inlassablement la plage, projet aussi coûteux (14 millions d'euros) pour moins de résultat, une grande partie du sable étant repris rapidement par la mer.
Une question grave se trouve ainsi posée : faut-il, comme on le faisait autrefois, protéger le littoral, ou ne faut-il plus le faire comme aujourd'hui?

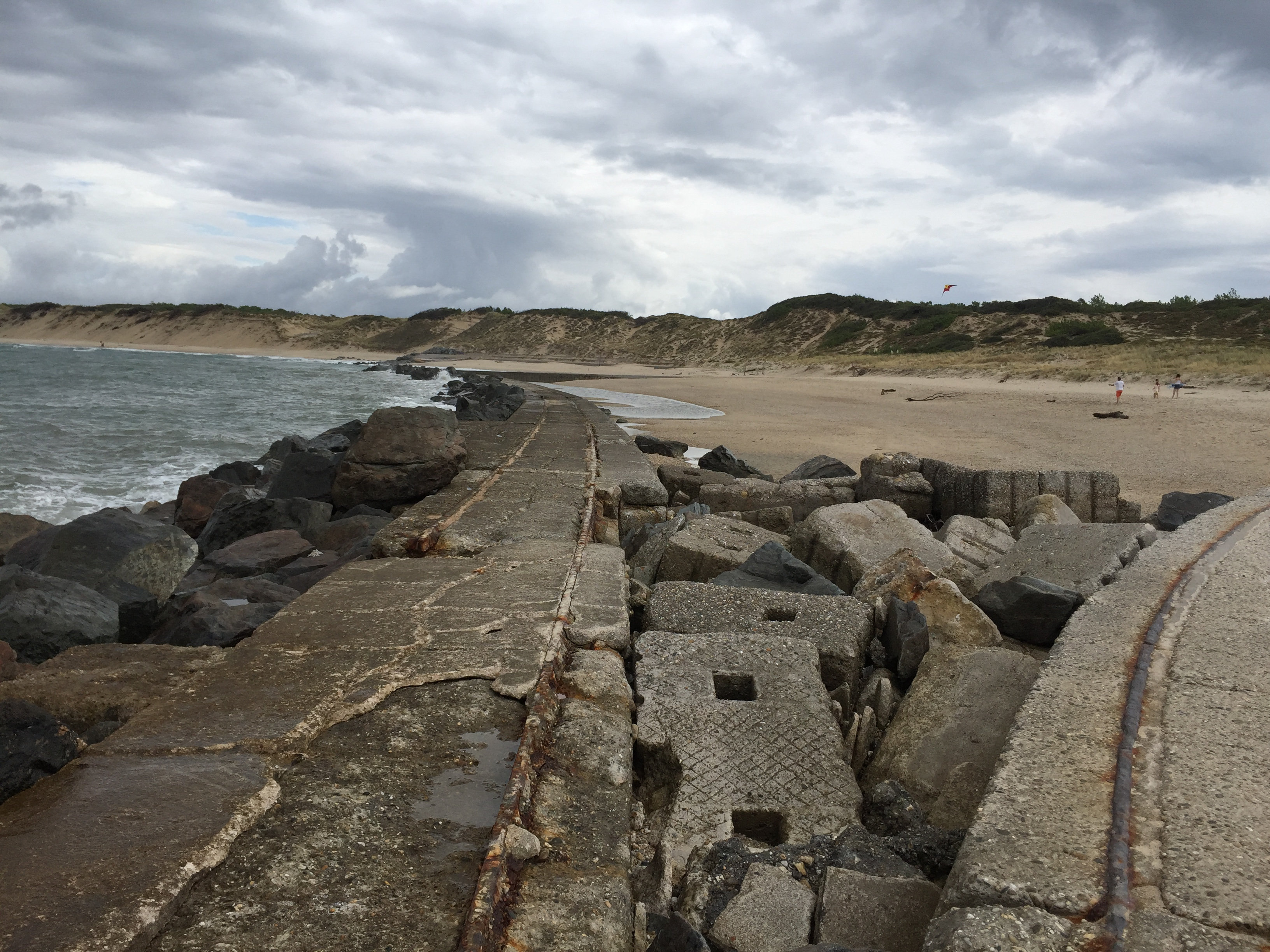
Les rochers et des digues dégradées ont réapparu aux Arros, libérés du sable

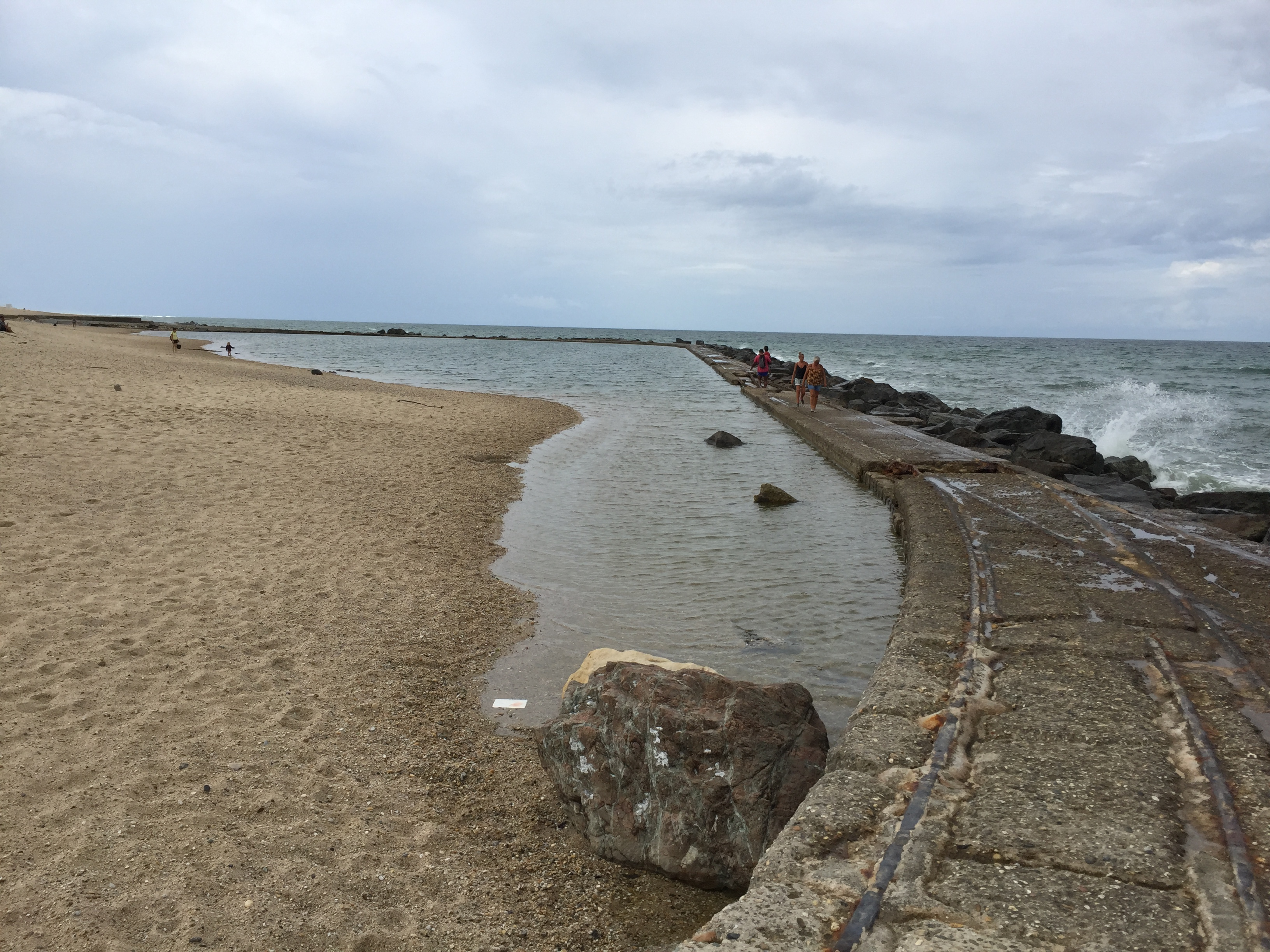
Réapparition des digues, rochers et piscines naturelles aux Arros

Dans les années quatre-vingt- dix, la défense quasi-systématique des côtes contre l'érosion marine est remis en cause, notamment dans un document de travail du ministère de l'Environnement de décembre 1995.
Cette étude tend à démontrer que l'évolution des littoraux est inéluctable à cause principalement de l'élévation du niveau de la mer (1 millimètre par an).
Les vents, les courants, la houle, le clapot…même en dehors des phénomènes exceptionnels que sont les tempêtes mettent en suspension des sédiments qui sont transportés ensuite à plusieurs kilomètres de distance. Les nombreux ouvrages transversaux (épis) ont stabilisé la ligne de côte pour ne mieux le déplacer qu'un peu plus loin, chez le voisin, dit le rapport.
Pourtant, en ce qui concerne la pointe de Grave, le port autonome de Bordeaux faisait un travail certes très onéreux et lourd mais qui semblait nécessaire aux yeux de la population. De la jetée de la pointe jusqu'à Soulac, la dune était protégée.

À la pointe de Grave, beaucoup regrettent la disparition de toutes ces constructions de protection de la côte initiées en 1839 par le service maritime des ponts et chaussées. Pendant des dizaines d’années et des dizaines d'années, le port autonome de Bordeaux a continué les travaux, a aménagé puis entretenu laborieusement des digues présentant un atout touristique non négligeable pour la région. Elles donnaient un aspect différent, atypique, très attrayant, singularisant le site, lui donnant l'aspect d'un front de mer que l'on ne trouve nulle part ailleurs sur toute la façade atlantique.

Désormais, la pointe de Grave ressemble, côté océan, à toutes les autres stations balnéaires vulnérables de la côte d'Argent : des dunes rongées par l'océan, des plages s'amenuisant à marée haute ou, au contraire, devenant immenses car s'ensablant (avec beaucoup de marche pour approcher l'eau)…

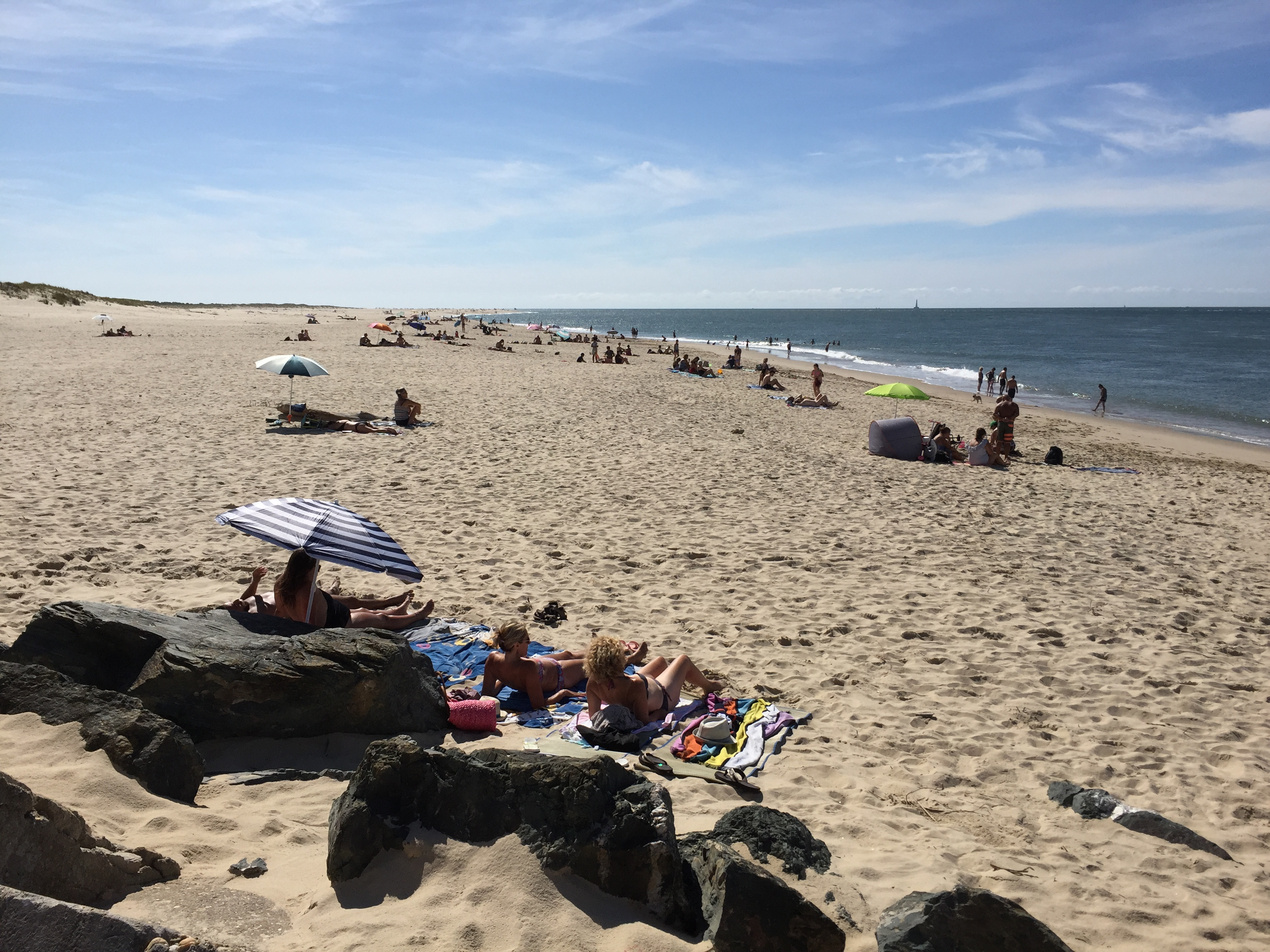
La pointe de Grave ensablée, nouvelle plage?

Un espoir subsiste cependant de voir certaines de ces « piscines » réapparaître, en allant vers Soulac, car l'océan transporte le sable de cette zone vers le nord. C'est ainsi qu'en 2019 et 2020, des digues malheureusement fortement dégradées et plus ou moins ensablées encore, ainsi que des rochers et des retenues d'eau ont réapparu aux Arros, aux Huttes, aux Cantines… Par contre, les plages de Saint-Nicolas, de la Claire et de la pointe de Grave (du coup, on peut citer le bout de la pointe comme une nouvelle plage ! ) sont fortement ensablées.

### La Seconde Guerre mondiale
L'histoire de la pointe de Grave durant la Seconde Guerre mondiale a été très mouvementée en raison de sa position stratégique sur la façade atlantique. L'occupation du canton de Saint-Vivien par les Allemands va en effet perdurer jusqu'au 20 avril 1945 (poche de la pointe de Grave) près de huit mois après la libération de Paris (25 août 1944). La capitulation de l'Allemagne (armistice du 8 mai 1945) aura lieu juste après la reddition des six dernières forteresses établies sur le littoral atlantique dont Royan et la pointe de Grave. Dunkerque, Lorient et Saint-Nazaire étaient d'ailleurs encore occupées au moment de la signature.

### L'après-guerre, de 1945 à 1953
En 1952, la géographe Micheline Cassou-Mounat, professeur à l'université de Bordeaux 3, donne une description assez précise du spectacle de désolation de la pointe de Grave, à la fin de la guerre.

« Le Bas-Médoc est sorti de la tourmente plus directement atteint que le reste du Bordelais : les digues rompues, les mattes inondées, la forêt incendiée, les bourgs en ruine, le quasiment neuf et magnifique monument aux Américains dynamité, le majestueux môle d'escale accueillant les paquebots depuis moins d'une décennie et qui faisait la fierté des habitants du Verdon-sur-Mer, détruit. Jusqu'au fond des campagnes, évacuées et pillées, ravagées de trous de bombes, les dégâts ont été immenses donnant à ce coin de terre un aspect lamentable. »

Des baraquements provisoires sont construits à Saint-Vivien-de-Médoc pour loger les populations sinistrées : une cité provisoire est ainsi installée à proximité de l'église en 1955. La plupart de ces baraquements ont été détruits en 1973.
Compte-tenu de sa position stratégique, la pointe du Médoc est appelée à se reconstruire rapidement. Tout au bout de la pointe, la construction de deux cités participe à une augmentation importante de la population. La Cité du Balisage dont 4 logements (2 maisons jumelles) avaient été construites probablement avant la Seconde Guerre mondiale, vers 1939, est complétée par 2 autres logements. La cité des Douanes, est construite vers 1954 : elle comporte vingt-trois logements. Deux maisons seront ajoutées dans les années 1960, au nord, pour loger les cadres dirigeants. Le développement du tourisme utilisant la Régie des Passages d'Eaux (bacs Le Verdon-sur-Mer à Royan), va emmener une animation particulière du hameau de la pointe de Grave.

#### La base américaine du Verdon-sur-Mer
Après guerre, les Américains établissent une base militaire américaine au Verdon jusqu'en 1958.
« D'abord logés dans des tentes, utilisant la gare à terre pour stocker leur matériel, ils ne tardent pas à s’installer définitivement en construisant des baraquements en dur, d'abord sur la dune de la plage derrière le chenal qui longe le chemin de la Batterie, puis à la Grande Combe. Là, ils vont établir comme sur toutes les bases militaires américaines de France un « Post Exchange » (PX), c'est-à-dire un magasin hors taxes qui employait la population locale comme le prévoyait les accords franco-américains. Les employés français étaient très bien payés. Ils avaient des avantages qui n'existaient pas en France : des versements à une retraite complémentaire, un treizième mois avec une prime pour ceux qui parlaient anglais. Ils changeaient d'échelon très régulièrement, avaient des primes de repas. Les salaires étaient payés par l'Intendance militaire française : un payeur de la Caserne Xaintrailles à Bordeaux apportait les enveloppes à chaque fin de mois et le Trésor américain payait la contrepartie.

Au départ mobile (au moyen d'un camion ouvrant sur le côté), avec un magasin provisoire à la gare à terre et un stock déposé dans un blockhaus derrière la capitainerie, le PX fut ensuite construit en bois à la Grande Combe. Il comportait un self-service très bien approvisionné : on y trouvait tout ce qu'on peut trouver en grande surface. Un snack-bar, une laverie, un salon de coiffure...y étaient adjoints. Il y avait aussi un campement pour les véhicules amphibies, un dépôt d'essence en camions-citernes...Un service appelé « European Exchange System » (EES) s'occupait de l'approvisionnement. La majorité des marchandises provenaient d'un magasin central situé en Bavière dans le district de Moyenne-Franconnie, en Allemagne.

Au PX, on trouvait des conserves, de la bière, du vin, des cigarettes, de l'habillement, des parfums, des montres, des bijoux, des médicaments, un rayon ménager, des appareils photos, des fusils de chasse, des postes de radio, des magnétophones, des tourne-disques... Comme c'était des magasins de l'Armée américaine, les prix défiaient toute concurrence, 20 à 25 % moins chers qu'en France ou aux États-Unis, et l'on pouvait commander par catalogue. Comme par enchantement, de nombreux foyers verdonnais se retrouvèrent équipés de postes de radio et de tourne-disques sur lesquels ils pouvaient écouter les disques américains non encore vendus en France, notamment les premiers disques d'Elvis Presley pas encore connu au Verdon. Il y avait aussi beaucoup de soldats noirs américains qui avaient leur propre musique de jazz et leurs trompettistes, sans oublier les soldats venant de l'Ouest américain reconnaissables à leur accent avec leurs chants cow-boys et auxquels il ne fallait surtout pas parler de jazz.

Les Verdonnais se sont habitués à voir des jeeps circuler dans les rues occupées par deux militaires chacun coiffé d'un casque sur lequel figuraient en gros deux lettres blanches : « MP » pour « Military Police ». La police militaire américaine eut, en dehors de la simple police visant les militaires américains, à régler pas mal de conflits opposant leurs soldats à la population locale, dans les bars ou les bals. Les enfants se sont peu à peu habitués à voir les militaires lancer de leurs camions des friandises. Ils les guettaient du bord des routes en criant : « Chewing-gum ! Chewing-gum ! » Outre la fameuse gomme, ils pouvaient lancer de l'arrière des camions ou par les vitres des voitures, des sachets de « milk » (lait en poudre), des bâtonnets de confiture... et autres bonbons colorés au goût pharmaceutique moins appréciés.

Dès novembre 1954, l'armée américaine décide d'organiser des opérations NODEX (News Offshore Discharge Exercise), c'est-à-dire des opérations de débarquement sur la façade atlantique française. Cinq sites furent choisis dont Le Verdon. Ces manœuvres militaires mobilisaient plusieurs milliers d'hommes de toutes armes. Les débarquements avaient lieu sur la plage de la Chambrette et près du môle. Ce fut très spectaculaire. Il y avait des chalands LST (Landing ship tank), des Dukws et autres voitures amphibies qui fascinaient les enfants. Ces derniers, impressionnés, n'avaient pas l'habitude de voir des bateaux se poser sur le sable et se transformer comme par miracle en véhicules pouvant rouler sur la terre ferme.

Des liberty ships mouillaient en rade, une flottille de bateaux LCM (Landing Craft Mechanized) a rejoint Port-Bloc, beaucoup d'engins bruyants et de camions ont rejoint les différents camps par les routes. À partir de 1955, les Américains ont fait un nouveau camp à Beauchamp jusqu'à la limite du cimetière de Soulac. Ce qui a le plus étonné les habitants du Verdon fut leur départ comme précipité : tout fut nettoyé très rapidement, démantelé, les Américains n'emportant pas tout avec eux. Ils creusèrent un immense trou et enterrèrent lavabos, sanitaires, restes de baraquement... et même des motos et des véhicules. Les baraquements démontés ont été transportés près du stade, en face du groupe scolaire où chacun pouvait se servir en bois, en pièces de charpente. »

#### Le service des phares et balises
En 1936, une subdivision du service des phares et balises est créée à la pointe de Grave. À cette date, ce service qui existait précédemment sur le port de Royan en Charente-Inférieure (le département ne changea de nom pour devenir maritime qu'en 1941) transfère ses compétences en Gironde, à Port Bloc. Un bâtiment est alors construit en brique pour servir d'atelier. Ce dernier sera agrandi par la suite.
Une cité de 4 logements (2 maisons jumelles) est créée en 1938 pour loger le personnel (gardiens de phare, personnel navigant…) dans une enceinte baptisée la cité du Balisage. Cette propriété du service du Balisage n'a qu'une seule entrée pouvant être fermée par un portail : elle est clôturée, grillagée tout autour. Trois autres portails cadenassés pouvant servir notamment aux pompiers donnent sur des chemins de forêt dont un pare-feu. Deux logements supplémentaires, des maisons individuelles, seront construits après-guerre dans la cité.

##### Le service des phares et balises pendant la seconde guerre mondiale
À peine installé à Port Bloc, le service des phares et balises est confronté à la guerre. Il va fonctionner quasiment normalement au tout début de celle-ci en prenant certaines précautions : camouflage des phares, baisse de l'intensité et de la portée des feux, ou leur arrêt à la demande, mise en place de feux de secours...Le service est cependant affecté par la mobilisation des plus jeunes.
En 1940, durant la période confuse avant l'armistice du 22 juin, on procède à la destruction de certaines installations, des bateaux-feux par exemple : certains sont déplacés à La Rochelle. Le service déménage à Bordeaux. Le baliseur Georges-de-Joly (construit en Allemagne! rattaché au port de Brest) et le baliseur André Blondel (anciennement « Finistère », basé aussi à Brest) rejoignent à Plymouth le service des phares anglais. Après guerre, affecté à Dunkerque en 1946, l'André Blondel arrivera à la pointe de Grave en 1973.
Durant l'occupation, les allemands réquisitionnent des logements (dont les quatre logements de la Cité du Balisage), des locaux dont ceux du service du balisage, des matériels, des bateaux dont le bac «le Cordouan», et même des personnes dans le cadre du travail forcé. Ce travail s'effectuait sur site (mais avec parfois des travailleurs étrangers) contrairement au service du travail obligatoire (STO) qui se faisait en Allemagne.
Le service des phares et balisse passe alors fin 1940 sous la tutelle pleine et entière de la « Hafenkommandatur », le commandement militaire des ports de la Marine allemande.
À la fin de la guerre, alors que les allemands retranchés dans leur poche de résistance ont tout détruit ou presque à la pointe de Grave (le môle, le monument aux américains...), on peut être étonné qu'ils n'aient pas touché aux phares dont celui de Cordouan : sans doute en ont-ils eu besoin jusqu'au dernier moment pour assurer la sécurité de leurs propres bâtiments.

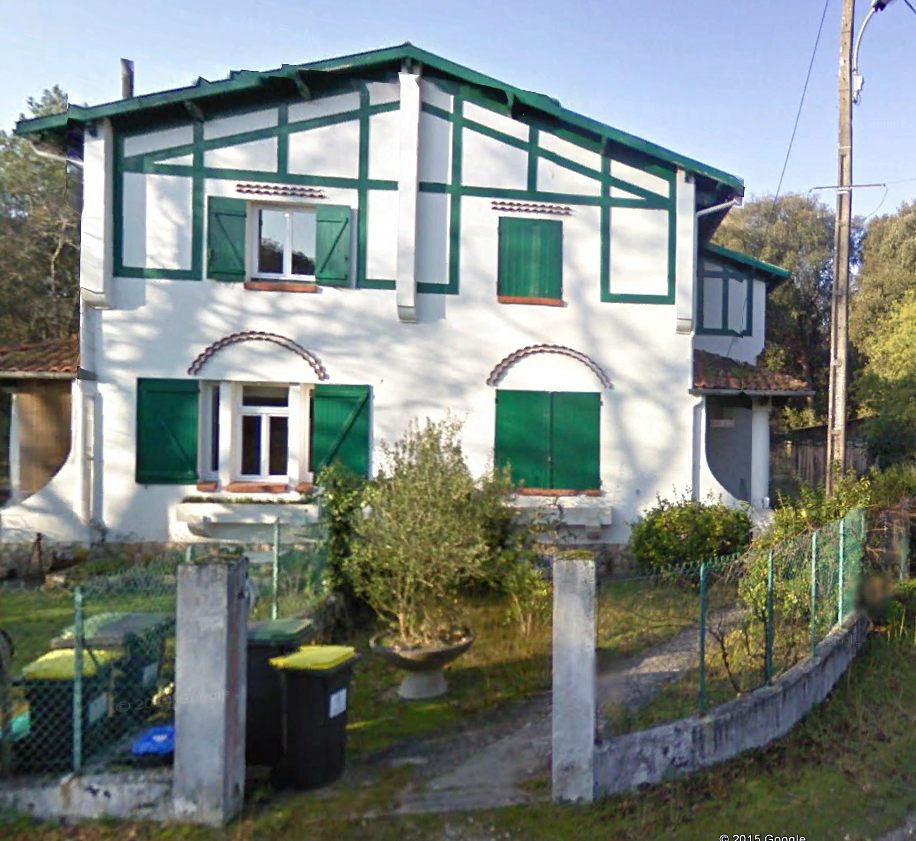
Une maison double de la Cité du Balisage à Pointe de Grave - les villas « Orion » et « Grande Ourse » construites en 1938.

##### Le balisage
Comparable à la signalisation routière pour la circulation automobile, la signalisation maritime désigne la mise en place de tout un dispositif en mer et sur les côtes destiné à faciliter la navigation tout en assurant toujours plus de sécurité.
À l'aide de feux et de balises, le balisage signale aux navigateurs, sur site, tous les dangers qui pourraient les menacer tels les écueils, les bancs de sable, les rochers, les épaves, les hauts fonds... dangers qui peuvent ne pas être apparents à la surface de l'eau à l'œil nu. Les balises peuvent aussi permettre aux marins d'éviter l'échouement (à ne pas confondre avec l'échouage) en indiquant les passages, les chenaux, les routes d'accès aux ports par exemple, en leur indiquant ce que les marins appellent les eaux saines. Il a pour but aussi d'éviter les abordages ou collisions entre navires avec, comme sur la route, des voies et des sens de circulation, des limitations de vitesse...

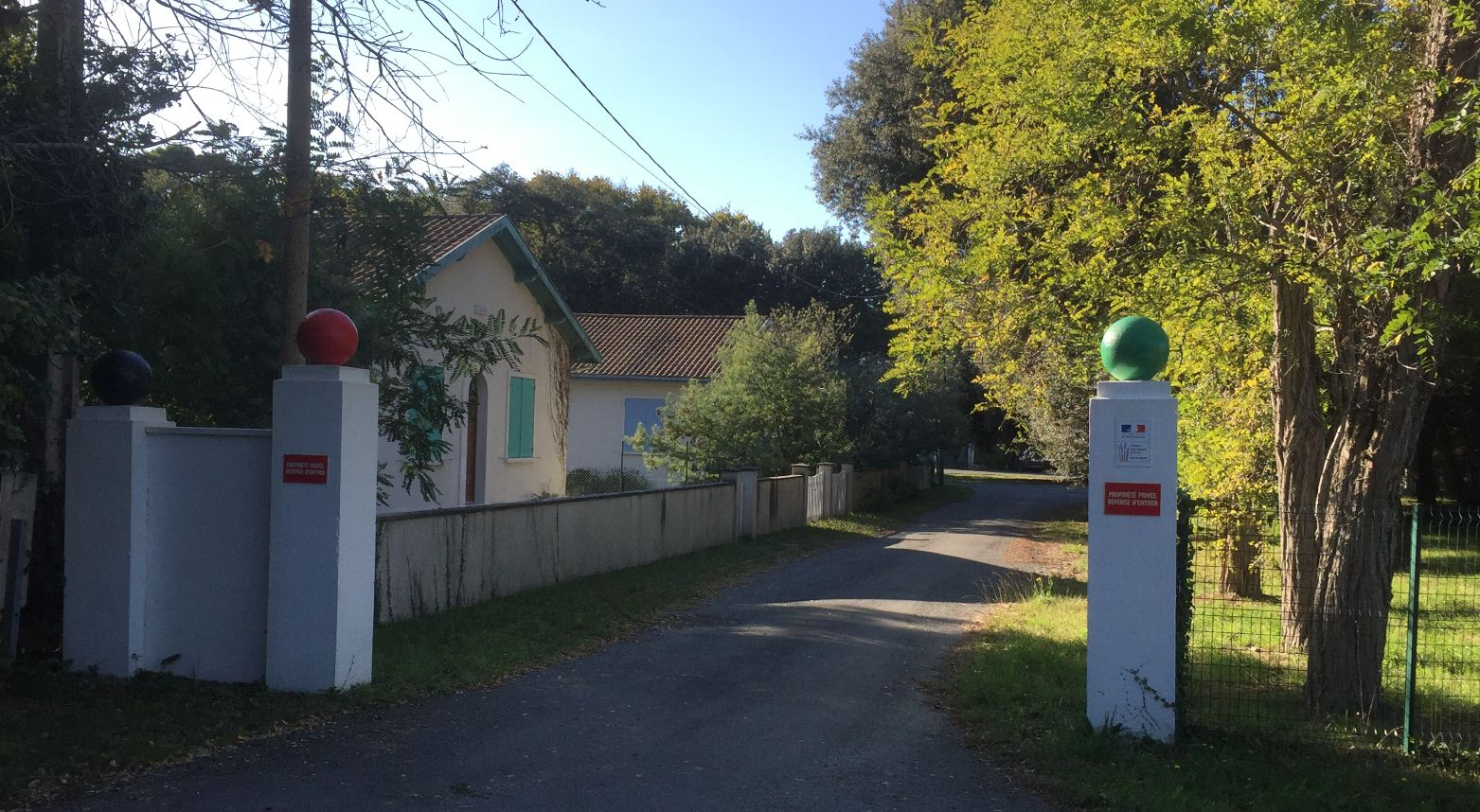
Pointe de Grave, entrée de la Cité du Balisage ; à gauche les deux maisons individuelles supplémentaires construites après guerre : la villa « Sirius » et la villa « Véga ».

Le service du balisage assure la dépose des bouées et balises et leur entretien. Il peut aussi être amené à s'occuper des amers quand ces derniers sont artificiels, posés à dessein, tels ceux sur les jetées et digues et ceux indiquant l'entrée des ports. Il existe des amers naturels, des rochers par exemple et d'autres que constituent les bâtiments et monuments tels les clochers d'église. Le château d'eau du Verdon-sur-Mer est un amer très utilisé par les capitaines des navires entrant dans l'estuaire de la Gironde.
Le service des phares et balises assure aussi le bon entretien des phares et s'occupe de leur fonctionnement : il relève depuis 2010 de la direction interrégionale de la Mer (DIRM).

##### Un service du balisage initié sous NapoléonIer
S'il existait bien un balisage des côtes sous l'Ancien régime, ce dernier dépendait d'initiatives locales, publiques ou privées.
En 1790, Louis XVI crée un grand ministère de la Marine et des colonies, la marine de guerre devient nationale et non plus royale, mais on continuera cependant longtemps encore à l'appeler « la Royale » même encore aujourd'hui.
Pendant la Révolution, ce ministère de la Marine crée un service national de signalisation maritime rendu nécessaire en temps de guerre. En effet, les monarques européens sont inquiets de voir ce qui se passe en France, préoccupés par les idées de révolution pouvant se propager dans leurs pays. La guerre qui menace pouvant avoir lieu aussi bien sur terre que sur mer (batailles navales) notamment contre les britanniques, nécessite alors cette main mise de l'État sur la gestion de la signalisation en uniformisant les règles et en centralisant les décisions.
Une loi du 15 septembre 1792 prévoit que le ministère de la Marine procèdera au choix de l'emplacement et à la surveillance des balises, des bouées tonnes, des amers et des phares. La dépose des bouées et autres balises, leur entretien, les travaux dépendront quant à eux du ministère de l'Intérieur.
Napoléon Ier qui s'est proclamé empereur en 1804 souhaite un système plus performant de surveillance et de sécurisation du trafic maritime, ce dernier devenant de plus en plus important.
Le 7 mars 1806, il crée le premier, à cette fin et par décret, un « Service des phares et balises ».
Dès 1811, l'action de ce service fut pilotée par la Commission des phares.
Cette nouvelle administration, à ses débuts, était rattachée à l'École des ponts et chaussées dépendant du ministère de l'Intérieur. En 1819, le premier directeur nommé de la commission des phares fut Augustin Fresnel qui inventera le système lenticulaire pour les phares. Malgré une mort prématurée, Fresnel fit de nombreuses découvertes notamment concernant la diffraction de la lumière. Il installera lui-même, à Cordouan, le premier appareil lenticulaire de sa conception, en juillet 1823.

##### Le Service des phares et balises de la pointe de Grave
Le Service des phares et balises de la pointe de Grave installé à Port Bloc en 1936 est chargé de l'entretien, outre les balises et amers, des trois phares verdonnais : le phare de Cordouan, le phare de Grave, le phare Saint-Nicolas.
Il s'occupe de la dépose, et du relevage pour réparations, des bouées disposées en mer afin d'assurer la sécurité de la navigation sur toute la façade sud-atlantique et dans l'estuaire de la Gironde. D'autres services identiques gèrent la partie nord atlantique et la Manche, à Nantes et au Havre.
Le service dispose d'un bateau, dit baliseur, armé à Port Bloc. Alternativement, suivant l'entretien et le suivi des bateaux à Bordeaux, il utilise le bateau Charles Ribière. (le premier du nom, armé de 1921 à 1934, le second du nom, armé de 1934 à 1973) ou le bateau Jasmine jusqu'en 1964, corvette anglaise construite en 1941, transformée en 1948 comme baliseur à Caen. Dans les années cinquante, le service disposait d'un bateau annexe plus petit et plus mobile, l'Ibis pouvant être utilisé pour les petites balises et le ravitaillement du phare de Cordouan. Cette annexe sera remplacée en 1962 par le bateau Le Matelier.

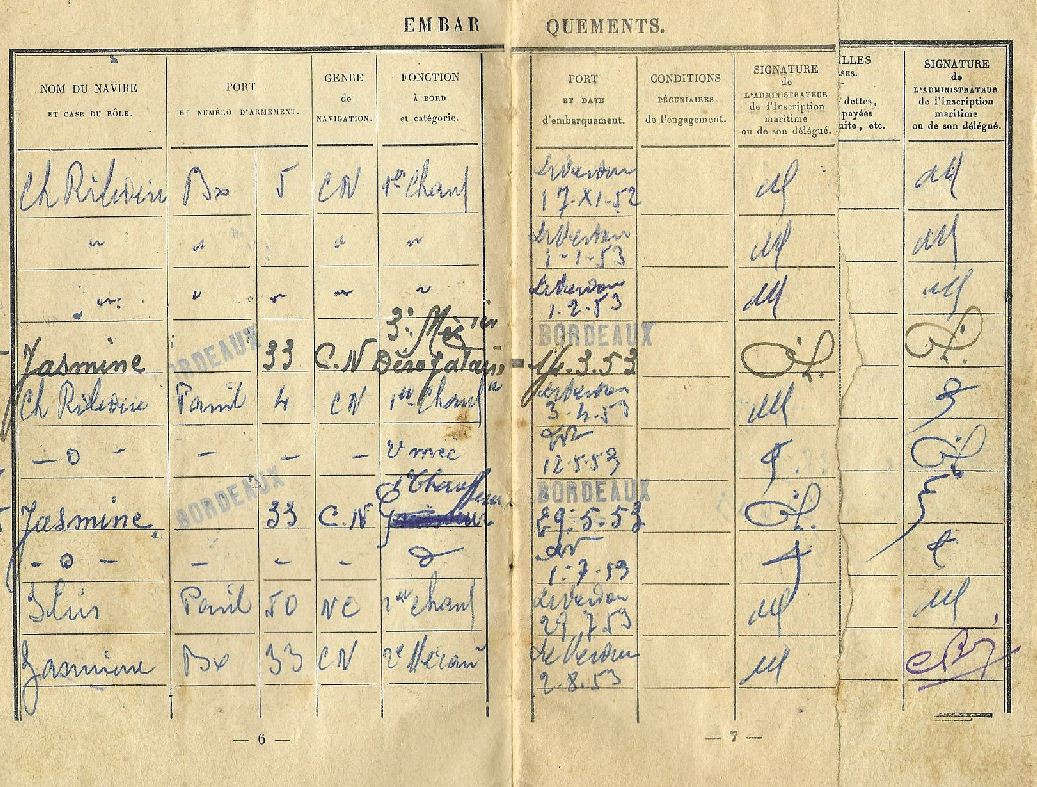
1952 - Carnet d'embarquement d'un chauffeur (mot hérité de la marine à vapeur remplacé par le mot mécanicien de marine aujourd’hui) sur les baliseurs Charles Ribière et Jasmine et sur le bateau annexe l'Ibis

Le retour à Port Bloc du baliseur après la récupération en haute mer (pour entretien à terre, et réparation) d'une bouée (remplacée par une autre en bon état de fonctionnement) a toujours été une aubaine pour les verdonnais : en effet, c'était l'assurance de repartir avec de très grosses moules sauvages distribuées gratuitement : très appétissantes, venant du grand large, elles s'étaient fixées naturellement sur la bouée afin de s'y développer.
L'endroit, près de Port Bloc, où sont stockées les grandes bouées métalliques pouvant atteindre une vingtaine de mètres de haut et pesant jusqu'à une quinzaine de tonnes a quelque chose de spectaculaire qui a toujours attiré l'œil des visiteurs. Très imposantes et colorées, rebondies, à côté parfois de longues et lourdes chaînes peintes en noir, métalliques elles-aussi, elles sont en attente pour la plupart d'être réparées et restaurées afin de reprendre du service. Le personnel qui nomme familièrement l'endroit « le cimetière » et qui est chargé d'entretenir ces bouées doit revêtir une tenue de scaphandrier au moment du sablage (jet de sable sous pression). Cette opération consiste à enlever la rouille et l'ancienne peinture abimée par l'eau salée et les embruns. On ne peut repeindre les balises que lorsqu'elles sont complètement décapées. Ce travail du sablage est sans doute appelé à disparaître, les bouées étant de plus en plus faites en plastique.
En 1973, le « Charles Ribière » est remplacé par le baliseur « André Blondel » qui a travaillé précédemment à Boulogne, à Dunkerque, puis au Havre.
La subdivision du Verdon-sur-mer assure les mêmes fonctions que Bayonne sur le département de la Gironde et une partie de l’estuaire du fleuve Gironde, y compris l’entrée du bassin d’Arcachon.

##### Plan Polmar Terre
Depuis 1978, le service des phares et balises de la pointe de Grave (chapeauté depuis 2010 par la direction interrégionale de la Mer) assure aussi le stockage et l’entretien du matériel Polmar Terre pour la façade sud atlantique, matériel spécialisé mis à la disposition des préfets pour lutter contre la pollution marine lorsque celle-ci atteint les côtes.
Le plan Polmar Mer qui ne concerne pas Le Verdon est déclenché quant à lui par le préfet maritime pour des interventions en pleine mer.
Ce service nommé « Centre interdépartemental de stockage et d'intervention » (CISIP) est appelé à lutter contre la pollution marine accidentelle. Il dispose d’une trentaine d’agents assurant la gestion et la maintenance des matériels, personnel entraîné et formé à son déploiement.
En plus des navires dédiés, le baliseur océanique « Gascogne » et un mini-baliseur (18,70 mètres), le « Pointe de Grave » qui s'occupe davantage des balises portuaires, le CISIP dispose d'un bureau et d'un hangar afin de stocker tout le matériel nécessaire pour une intervention dans l'urgence.
Parmi les nombreux matériels entreposés, on peut citer les barrages flottants, les pompes à hydrocarbures…

#### Le dragage
L'estuaire de la Gironde, ses ports, ses chenaux de navigation, ses canaux… ont de tout temps été confrontés à l'ensablement ou à l'envasement perturbant la navigation des navires. Les hommes depuis toujours ont dû s'adapter ou bien pratiquer ce que l'on appelle le dragage.
Le dragage tel qu'on le pratique aujourd'hui est le résultat d'une longue évolution. Au fil du temps et des progrès techniques, les hommes ont sans cesse apporter des améliorations dans leur savoir-faire.
Les Romains, déjà, pratiquaient le dragage maritime retirant les sédiments accumulés dans les ports et les chenaux. Ils avaient recours la plupart du temps aux esclaves pour effectuer ce travail.
Avant eux, les Égyptiens (dragage du Nil) et les Phéniciens nettoyaient les fonds marins à l'aide d'un matériel rudimentaire : perches, pelles, seaux, mâts de charge, barges, ...
Les ingénieurs romains avaient inventé au Ier siècle un ciment extrêmement solide, résistant à l'attaque de l'eau, qui leur permettait d'aménager leurs ports tels Portus Julius, un des premiers du genre, en construisant des bassins, des jetées, des quais...
Cependant, sans dragage systématique, les ports qu’ils protégeaient étaient menacés puis détruits par l’accumulation de limon, de sable ou de vase. On ne sait pas s'ils ont pratiqué des opérations de dragage à la pointe de Grave mais on a retrouvé des pièces de monnaie romaine dans l'anse de Port Bloc. Ceci prouve bien la présence des Romains dans le Médoc à l'époque de Vespasien et d'Hadrien, les deux empereurs à l'effigie de ces pièces de monnaie.
Au Moyen Âge, on pratiquait le dragage plutôt à partir de la terre ferme que depuis des barges. Pour cela, on utilisait une sorte de charrue reliée à un axe rotatif, tirée par des hommes ou des animaux.
Au XVIIe siècle, le Français Denis Papin invente la pompe centrifuge, machine rotative capable d’aspirer une large quantité de substances en suspension dans l'eau, transportées ensuite à l'aide de tuyaux.
Au XVIIIe siècle, l'invention de la machine à vapeur par Thomas Newcomen et Thomas Savery, perfectionnée par James Watt (Machine de Watt) est la découverte qui fait énormément progresser les techniques de dragage : on n'a plus recours à la traction animale, celle du cheval, gommant ainsi bien des problèmes.
L’utilisation de machines à vapeur a permis le fonctionnement de grandes pompes pouvant déplacer une quantité de sédiments plus importante. Grâce à ces machines plus puissantes, on a pu se servir d'équipements plus gros, plus performants, notamment de grands godets… Le service de dragage par engin à vapeur alla de pair, du point de vue de la navigation, avec une augmentation importante de la taille des navires, et plus particulièrement de leur tirant d'eau.
Le dragage des fonds marins ne va cependant pas toujours sans problèmes : les modifier peut être la cause de déstabilisation et de perturbation du milieu, du réseau trophique : cela peut avoir une influence sur les courants, sur les animaux et les plantes.
Régulièrement, de la même façon, le fait de retirer du sol marin des granulats crée des polémiques.
Les navires sabliers sont confrontés au même souci de la protection de l'environnement que le dragage.
L'extraction de sable et de gravier au fond de l'eau afin de les utiliser dans le bâtiment et les travaux publics, ou pour l'amendement agricole, peut avoir un impact important, irréversible, sur le milieu naturel.
« En mars 1976, la drague « Jean Rigal » qui travaillait de nuit à la construction du terminal à conteneurs est accusée d'avoir provoqué l'envasement des parcs ostréicoles. Les ostréiculteurs seront indemnisés, mais la culture de l'huître, c'est bel et bien fini : le 31 mai 1976, il y avait obligation de cesser l'activité et d'évacuer les parcs. Du Verdon jusqu'à Cheyzin, à Talais et à Saint-Vivien, tous étaient envasés sur une épaisseur de 60 centimètres par endroits. De toute façon, l'aventure industrielle et pétrolière qui s'était terminée en 1974 avait, semble-t-il, occasionné une pollution au cadmium rendant les huîtres impropres à la consommation. »
Depuis 2013, le grand port maritime de Bordeaux utilise la drague aspiratrice « Anita Conti » fonctionnant jour et nuit sans s'arrêter. Ce bateau d'une longueur d'environ 90 mètres embarque 18 marins. Il intervient uniquement dans l’estuaire de la Gironde et drague jusqu'à une profondeur de vingt-deux mètres. Dans le secteur amont, on a plutôt utilisé jusqu'à dernièrement le bateau « la Maqueline », drague à benne beaucoup plus bruyante. C'était le plus ancien navire de la flotte du groupement d’intérêt économique (GIE) Dragages-Ports créé en 1979, incluant le ministère des Transports et les grands ports maritimes dont celui de Bordeaux.
« La Maqueline » fut remplacée en 2020 par la drague « l'Ostrea », drague à injection d’eau utilisant le gaz naturel comme carburant, plus respectueuse de l'environnement.

#### D'autres chasses en Médoc et la cueillette des champignons
Vivant au plus près de la nature, en milieu tout à la fois rural et maritime, les médocains ont toujours été attirés par la forêt et par l'eau, d'où leur goût pour la pêche, la chasse et la cueillette (champignons surtout).

##### Les autres chasses
Outre la chasse à la tourterelle qui a dû être abandonnée au vu des nombreux problèmes qu'elle posait, les habitants du Médoc ont pratiqué et pratiquent parfois encore d'autres chasses.
Parmi celles-ci, il y a la chasse avec appelants vivants qui consiste à attirer les oiseaux avec l'aide d'autres oiseaux de la même espèce, élevés ou capturés. Les oiseaux ainsi trompés se posent à côté de leur congénères dans les pins (palombes) ou sur l'eau (canards), à portée de fusil. Parfois, l'appelant peut être un simple appeau.
La chasse à la palombe se pratique généralement à partir de palombières ou de pylônes. La chasse au gibier d'eau, canards et oies sauvages (sauvagine) se fait de nuit, dans les marais, à partir d'une tonne.
Les médocains pratiquent aussi la chasse au petit gibier : grive musicienne, merle noir (turdidés), ou à d'autres passereaux comme l'étourneau sansonnet…Certains pratiquent la chasse avec chien (faisan, perdrix, pluviers, vanneaux…) et la chasse plus confidentielle à la bécasse et à la bécassine, où il ne suffit plus d'avoir un simple chien de chasse mais un chien d'arrêt, bien dressé. La chasse à la passée, trop opportuniste, est interdite, sauf pour les canards.
Les médocains tirent aussi sur les lièvres et les lapins de garenne, mais il faut compter avec les maladies. Quant aux sangliers (cochons sauvages?), aux cerfs et aux chevreuils, leur population était en augmentation, surtout un peu plus au sud de la pointe de Grave. Ils sont chassés à l'aide de battues.

##### Les champignons
En ce qui concerne les champignons, les médocains cherchent surtout le magnifique et goûteux cèpe de Bordeaux (Boletus edulis), mais aussi beaucoup d’autres champignons.

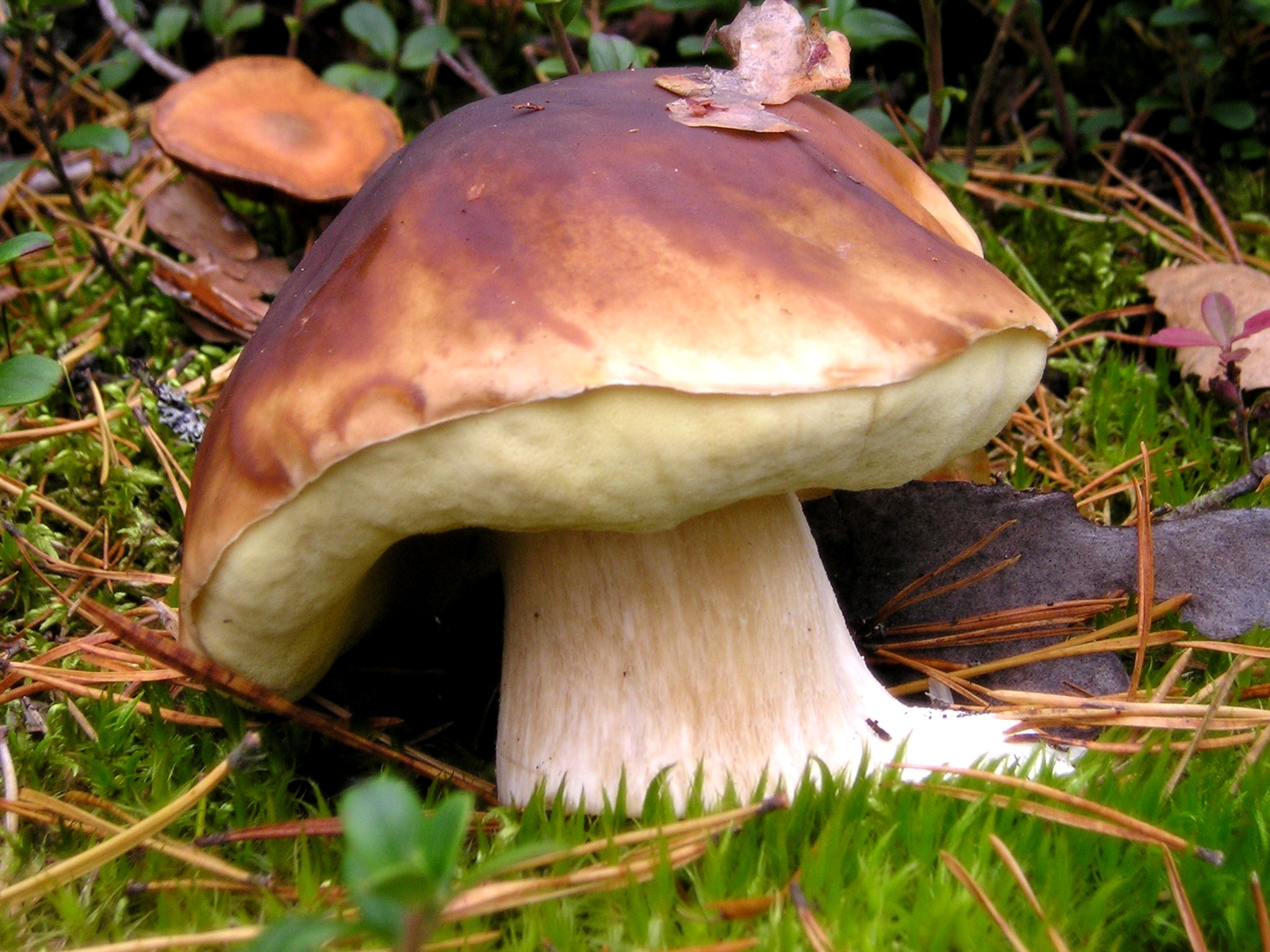
Cèpe de Bordeaux (Boletus edulis)

 D’autres bolets d’abord (en privilégiant les noms locaux) :
- le cèpe tête-noire (boletus aereus, dit aussi cèpe bronzé, ou tête-de-nègre) ;
- le cèpe de pin (boletus pinophilus) ;
- le cèpe bai (boletus badius) aux pores bleuissants. Il est aussi très bon, surtout jeune. Le bleuissement lorsqu'on le blesse, qu'on le coupe ou le meurtrit, est dû à un chromogène qui s’oxyde au contact de l’air. Une de ses particularités, il contient de la théanine, c’est même la seule source de théanine avec le thé. Une autre particularité moins agréable celle-ci, il est très sensible aux polluants, il fixe le césium 137 ;
- le cèpe d'été (boletus reticulatis) ;
- le pible, de l'ancien nom du peuplier (leccinum auriantiacum, dit aussi bolet orangé ou bolet rude). Il pousse à proximité des marécages. À manger plutôt jeunes (car la chair devient vite spongieuse) et sans la queue ;
- Un autre champignon de la famille du pible, c'est-à-dire des bolets dits raboteux ou rudes (leccinum), en référence à leur pied rugueux, est le bolet dit des chênes verts (leccinum lepidum) que l'on trouve beaucoup au Verdon, un peu à l'intérieur des terres (vers les Cantines) et qui pousse, comme son nom l'indique sous les chênes verts.

Les médocains ne s’intéressent pas qu’aux bolets, ils ramassent toute une variété d’autres champignons :
- les catalans (Lactaires délicieux) ;
- les coulemelles (macrolepiota procera, ou lépiote élevée) ;
- les pieds-de-mouton (hydnum repandum), facilement reconnaissables car l'hyménium est fait de picots, blanchâtres à crème ;
- les girolles (cantharellus cibarius, ou chanterelles)…

Les médocains sont aussi très friands et depuis toujours des bidaous (tricholoma equestre, ou tricholome doré) trouvés dans le sable.

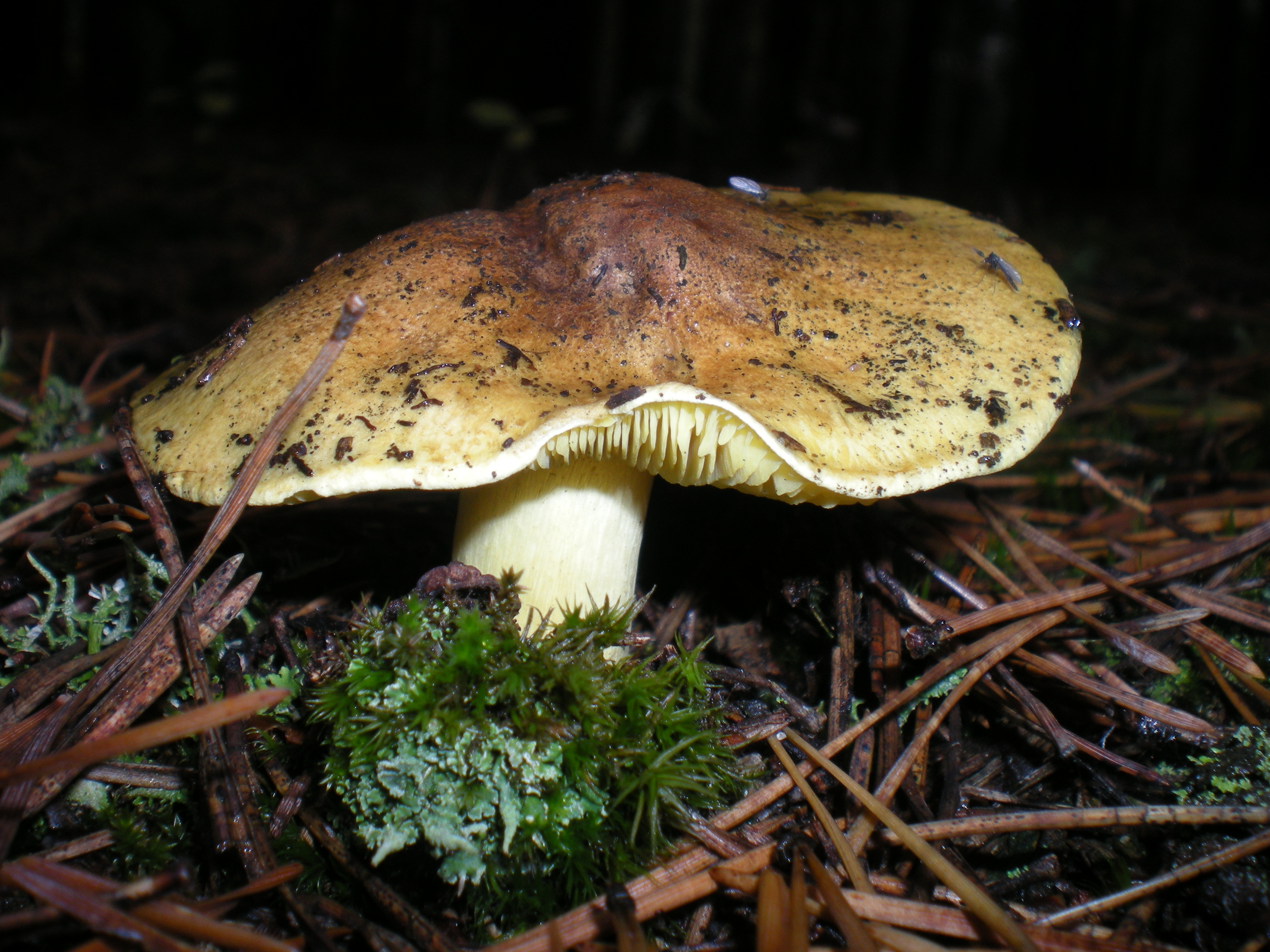
Le bidaou (Tricholoma equestre)

Ce champignon mérite qu’on s’y arrête car ces dernières années, il a été déclaré dangereux, voire mortel consommé en trop grande quantité (plus de 300 grammes, même répartis sur plusieurs jours), ou trop régulièrement. Ceci a beaucoup étonné les girondins qui en consomment depuis des dizaines et des dizaines d’années sans avoir remarqué quoi que ce soit, sans avoir éprouvé le moindre malaise. Le bidaou est accusé aujourd'hui de provoquer des d'empoisonnements (rhabdomyoloses) intervenus après une consommation excessive ou répétée. On aurait recensé 12 cas mortels dans les années 1990. Il est interdit à la vente depuis 2001, classé désormais dans la catégorie des champignons toxiques.
La cueillette des champignons, en tous cas, voilà une activité qui ne prête pas à la polémique comme la chasse, sauf à pénétrer dans les propriétés privées.

#### La surveillance des côtes
De longue date, il est apparu nécessaire aux hommes d'exercer une surveillance et une protection des côtes.
Il s'agissait surtout au début, de prévenir, de se défendre et de protéger les populations locales contre des invasions ennemies. Cette nécessité a amené par endroit une défense des territoires toute militaire : fortification côtière, artillerie côtière… Ces dispositifs de garde-côtes terrestres auxquels ont pu s'ajouter plus tard d'autres moyens, maritimes cette fois, ne pouvaient être mis en place en tous lieux. Le besoin d'alerter des postes militaires éloignés a amené les hommes à inventer des moyens de communication rapides. Ces derniers, au fil du temps, ont été de plus en plus performants. Les appels sonores pour avertir et appeler à l'aide, tel « le cor de Roland » étant de faible portée, on préféra très vite l'utilisation pour communiquer de signaux optiques. Au début, ce fut de simples signaux de fumée colorés, des foyers lumineux (feux et torches), des pavillons et drapeaux… L'ingénieuse invention des frères Chappe (télégraphe) amène le déploiement des premiers sémaphores sur tout le territoire côtier.

##### Les premiers sémaphores
Les premiers sémaphores côtiers n'étaient pas destinés à la sécurité des marins. C'était un outil de défense chargé de signaler aux populations, par signaux optiques, toute approche de l'ennemi.
Déjà, du temps des Romains, les postes militaires étaient prévenus d'un danger venu de la mer par des signaux de fumée communiqués depuis des tours de guet établies le long des côtes.
Au XVe siècle, les Génois avaient mis en place en Corse un système de surveillance maritime de 87 tours communiquant entre elles par des feux.
Au XVIIe, le règne de Louis XIV est une longue suite de conflits qui opposent fréquemment la France et l'Angleterre. Jean-Baptiste Colbert, ministre d'État chargé entre autres du Secrétariat de la Marine, est à l'origine de l'utilisation sur nos côtes de messages codés à l'aide de pavillons de tissu à motifs colorés. Ce procédé continue à être utilisé de nos jours sur les navires pour se signaler ou pour communiquer entre eux.
En 1801, Charles Depillon propose un système de communication inspiré du télégraphe de Chappe qui utilise des signaux visuels transmis de place en place. Avec Depillon apparaissent les premiers sémaphores côtiers dont on peut considérer qu'il en est l'inventeur. Son dispositif très simple à installer, peu onéreux, consistait en un mât de douze mètres de haut environ sur lequel étaient articulés 4 bras pouvant prendre 301 positions pour autant de signaux possibles.
En 1806, Napoléon Ier demande au ministère de la Marine de mettre en place une surveillance de la circulation des navires depuis la terre. Charles Depillon étant décédé trop tôt en 1805, c'est l'amiral Louis Jacob nommé préfet maritime qui va être amené à développer la construction des premiers sémaphores sur nos côtes.
À Granville où il était affecté en tant que commandant de Marine, Louis Jacob teste le système conçu par Charles Depillon à la pointe du Roc, en 1806. Dans la foulée, la Marine française adopte le dispositif et le met en place tout le long des côtes.
Un temps abandonnés, durant l'Empire de Napoléon III, un décret de 1862 rétablit les sémaphores avec mission de service public : 134 postes « électro-sémaphoriques » sont opérationnels dès 1866.
La fin du XIXe siècle voit en effet le développement de l'énergie électrique : celle-ci remplace petit à petit le gaz pour l'éclairage public mais n'entrera dans les foyers qu'après 1900.
Le système de communication imaginé par Charles Dupillon va cependant perdurer longtemps encore malgré tous les progrès dans le domaine de l'électricité et l'apparition de l'appareil imaginé par Samuel Morse (manipulateur morse) dès 1840, ce dernier s'appuyant lui-même sur des recherches précédentes.
Chaque sémaphore devient donc en 1863 un bureau télégraphique fonctionnant comme les autres bureaux des PTT et ouvert au public pour le service des dépêches privées (télégrammes payants). Dotés d'un télégraphe, le service n'est assuré que pendant le jour. Les sémaphores sont également associés aux opérations de sauvetage et recueillent des informations météorologiques.
Les sémaphores utilisent alors deux langages :
- les signaux basés sur les positions des bras articulés qui sont compris par les marins ;
- les signaux du code international des signaux datant de 1856, basés sur les pavillons colorés convertibles en lettres ou mots. Par exemple, l'association des pavillons blanc et rouge est comprise comme la lettre « C » ou le mot « oui ».

Certains sémaphores étaient équipés d'un petit canon afin d'attirer l'attention de navires notamment en cas de visibilité médiocre et de péril.
À partir de 1897, le personnel de sémaphores est désormais géré par le ministère de la Marine.
En 1958, le service de télégraphie est fermé. Les sémaphores sont désormais chargés de la surveillance de l'espace maritime, aérien et terrestre, militaire et civil. Ils doivent, en particulier, participer à la sécurité de la navigation et à la sauvegarde de la vie humaine dans la zone côtière.
Aujourd'hui, le sémaphore est un poste de surveillance opérationnel 24 heures sur 24. C'est un lanceur d'alerte chargé de la prévention et de l'assistance à la navigation en cas de péril, chargé de la régulation du trafic maritime et de la pêche. On compte aujourd'hui 59 sémaphores sur tout le littoral français en 2020.

##### Le CROSSA Étel
En 1970 sont créés les CROSS (Centres régionaux opérationnels de surveillance et de sauvetage). Dirigés par des administrateurs des affaires maritimes, les CROSS sont gérés par du personnel de la Marine nationale.
Le sémaphore de la pointe de Grave travaille avec le CROSSA Étel (A comme Atlantique, Étel du nom de la commune du Morbihan où est établi le Centre de gestion), directement sous l'autorité du Préfet Maritime de l'Atlantique et du directeur interrégional de la mer Nord Atlantique-Manche Ouest. Il existe quatre autres Cross en France.
Compétent de la pointe de Penmarc’h (Finistère) à la frontière espagnole, le CROSS Étel couvre huit départements littoraux et l’ensemble du golfe de Gascogne. Il emploie 67 personnes de statut civil ou militaire.
Il exerce les missions suivantes :
- La coordination du sauvetage en mer ;
- La surveillance de la navigation maritime et la sûreté des navires ;
- Le recueil et la diffusion de l’information nautique, les bulletins météo en radio VHF notamment.

En outre, le CROSS Étel est désigné Centre national de surveillance des pêches maritimes et a pour autre mission de surveiller les pollutions marines. En ce sens, les CROSS vont jouer un rôle primordial dans la perspective et la mise en œuvre du Brexit.
Ils recueillent les informations relevées par les avions et les hélicoptères des douanes et de la Marine nationale dotés de dispositifs de détection de pollution spécialisés. Ils exploitent ces informations et les transmettent aux autorités chargées du déclenchement du Plan Polmar (pollution marine). Ils concourent à la recherche des auteurs des pollutions sous le contrôle de l'autorité judiciaire.
Les CROSS travaillent en lien étroit avec les sémaphores qui leur communiquent les appels de détresse.

##### Le sémaphore de la pointe de Grave
La pointe de Grave est un endroit stratégique pour surveiller la navigation. Sur les cartes du XIXe siècle, on peut trouver la trace d'un premier sémaphore sur la dune de Saint-Nicolas, le point culminant de la commune du Verdon (une quarantaine de mètres de hauteur).
Pour exercer ces missions, le personnel du sémaphore dispose d'une « chambre de veille », au second étage, pièce équipée de larges baies vitrées permettant une observation à 360° située tout en haut d'une tour. Il dispose aussi de paires de jumelles très puissantes, d'un télescope orienté vers la zone maritime à surveiller, d'un radar dont on peut voir la grande antenne et de moyens de radiocommunication. Le rez-de-chaussée que les gardiens utilisaient autrefois pour y installer des couchettes n'est plus guère utilisé aujourd'hui. Les logements de gardiens sont situés désormais en contrebas, hors de la zone militaire sécurisée, tout près du monument aux Américains. Un blockhaus tout à côté a été transformé en bureau, un autre sert d'héliport.
En 1864, au Second Empire, le sémaphore de la pointe de Grave fut reconstruit tout au bout de la pointe, au sommet de la dune de dix-sept mètres de haut.

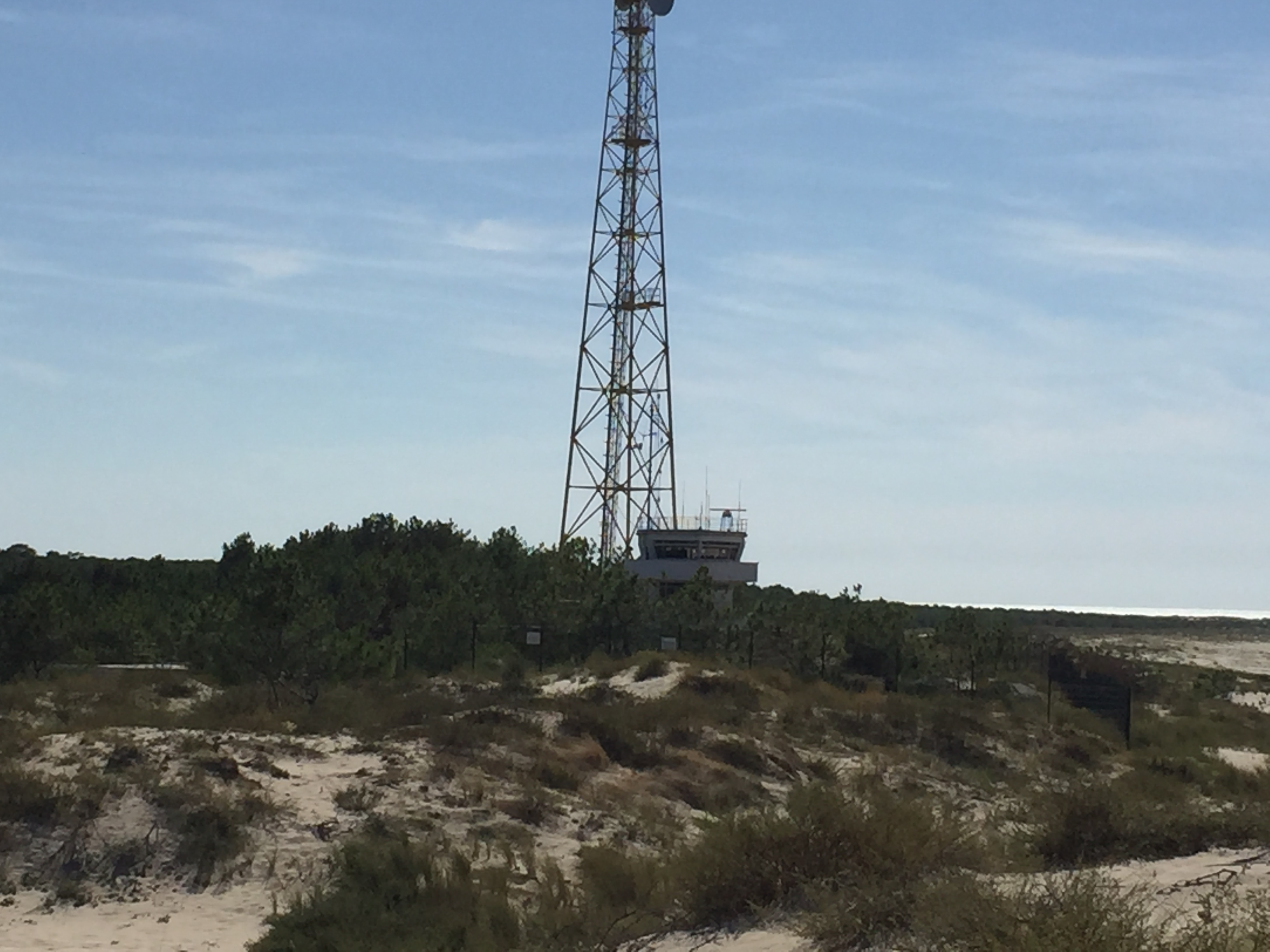
Le sémaphore de la pointe de Grave, zone militaire

Détruit par les Allemands en 1943, il fut remplacé provisoirement par un simple poste d'observation jusqu'en 1951. C'est à cette date que le sémaphore fut reconstruit tel qu'on peut le voir actuellement. Il fait partie des 59 sémaphores surveillant le littoral français.
La « chambre de veille » est une construction de forme hexagonale entièrement vitrée permettant une observation tout à la fois du côté océan et du côté rivière. Un balcon surmonté d'une plateforme permet aux gardiens de sortir à l'extérieur de la tour pour une observation à l'aide des jumelles longue portée sans vitre interposée.
Aujourd'hui, en 2021, la surveillance est assurée par du personnel non navigant de la Marine nationale, vingt-quatre heures sur vingt-quatre. Au nombre de neuf, les militaires, trois guetteurs chaque jour, se relaient en haut de la tour quatre heures d'affilée, avec une coupure de huit heures : par exemple, de 12 heures à 16 heures puis de minuit à 4 heures.
Terrain militaire, l'enceinte est protégée de murs et de grillages surhaussés de fils de fer barbelés, avec interdiction de stationner à proximité, de photographier ou de filmer. Le lieu est sous vidéosurveillance, il est interdit d'y entrer sans autorisation.

#### Les passes, les tempêtes, les naufrages
Arrivés dans le golfe de Gascogne, les navires désireux de rejoindre l’estuaire de la Gironde doivent emprunter les passes. Ce sont des chenaux entretenus et surveillés permettant d’éviter les bancs de sable et les écueils. Les passes sont au nombre de deux, de part et d’autre du phare de Cordouan.

##### Les passes
- La passe sud (ou passe de Grave) est peu profonde et relativement étroite : elle ne peut être creusée davantage à cause du plateau rocheux de l'îlot de Cordouan qui la traverse. Elle est ouverte à la seule navigation des tout petits bateaux de pêche ou de plaisance, et de préférence en cours de journée et par beau temps.

Malgré la proximité des phares de Grave, de Saint-Nicolas et de Cordouan, la passe reste dangereuse la nuit car elle ne comporte qu’un petit nombre de balises, non éclairées. Par mauvais temps, la houle et les courants peuvent à tout moment faire dériver les bateaux et les drosser à la côte, sur les bancs de sable ou sur le rocher de Cordouan.
Le chenal de la passe sud chemine en effet entre le banc des Olives situé à son entrée, à droite quand on se dirige vers l'estuaire (à proximité de la pointe de la Négade à Soulac-sur-Mer), puis on trouve à gauche, le plateau de Cordouan et le banc du Chevrier, puis pour finir, le banc du Gros Terrier et le platin de Grave, à droite de nouveau, autant de dangers pour la navigation.
- La passe nord (ou grande passe) est appelée aussi passe de l’ouest car l’entrée du chenal est très avancée dans l’océan, entre le banc du Matelier et le banc de la Mauvaise. On rencontre, en se dirigeant vers l’estuaire le banc de la Coubre (près de la pointe de la Coubre). Au milieu du chenal, on rencontre un autre banc, celui de Montrevel puis beaucoup plus loin, le banc de Saint-Georges, sur l’estuaire. Contrairement à la passe sud, les balises y sont nombreuses et éclairées.

Concernant les phares, quand on entre dans l'estuaire par la passe nord on a du côté gauche, sur la côte de Saintonge, le phare de la Coubre à La Tremblade, le phare de la Palmyre devenu un radiophare, puis le phare de Terre Nègre, à Saint-Palais-sur-Mer. Sur le côté droit, le phare de Cordouan. Cette grande passe est le chenal de grande navigation, il est emprunté obligatoirement par tous les grands bâtiments, paquebots, cargos, pétroliers, porte-conteneurs… arrivant sur l'estuaire.
Les capitaines de ces bateaux doivent prévenir le port autonome de Bordeaux de leur désir de pénétrer dans l'estuaire de la Gironde douze heures au moins avant leur arrivée à la bouée dite d'atterrissage. Cette bouée nommée BXA pour le port de Bordeaux délimite au large de l'estuaire et de Cordouan les eaux profondes des eaux saines, c'est-à-dire sans danger tout autour : elle indique l'axe et le milieu du chenal.
Après s'être signalés à la capitainerie du PAB située à Bassens par contact radio, les capitaines attendent les ordres : c’est à partir de cette bouée que les navires seront pris en charge par les pilotes de la Gironde soit par radioguidage soit directement par la montée à bord d’un pilote.

##### La station de pilotage de la Gironde
La navigation à l'embouchure de la Gironde qui a de tout temps été dangereuse ne peut être envisagée que si on connaît parfaitement l'endroit et toutes les difficultés auxquelles on doit s'attendre en empruntant l'une ou l'autre des deux passes. Cette spécifité de l'estuaire de la Gironde a justifié l'installation au Verdon-sur-Mer d'une Station de Pilotage.
Les eaux de l'estuaire sont en effet agitées par des courants contraires, les courants de flot (ou flux) à la marée montante allant à la rencontre des courants de la rivière et les courants de jusant (ou reflux) à marée descendante. L'eau salée de l'océan remonte très loin le fleuve quand la marée monte, les eaux douces de la Garonne et de la Dordogne profitent de la marée descendante pour aller vers l'océan. La rencontre des deux eaux est une zone qui peut s'avérer dangereuse de remous, de clapot et de tourbillons (maëlstroms). Ces derniers peuvent aussi se produire lors de la rencontre d'obstacles : le phénomène est très visible tout au bout de la jetée de la pointe, l'océan étant à notre gauche et la rivière, la Gironde, à notre droite quand on regarde vers Royan.
La houle du large ajoute à la dangerosité pour la navigation quand les courants sont contraires : venant de l'ouest en général, elle grossit et déferle sur les bancs. Le vent à l'origine des vagues ajoute à la déformation de la surface de l'eau, celles-ci pouvant à tout moment déferler en cas d'obstacle ou de diminution de la profondeur des fonds marins : banc, plage…
La rencontre des eaux qui se produit à chaque marée montante devient très spectaculaire entre juin et octobre lors des très gros coefficients de marée donnant à voir le phénomène du mascaret. Celui-ci se produit quand l'onde de marée rencontre un courant opposé de vitesse égale. Cette vague qui remonte l'estuaire puis les deux fleuves de Dordogne et Garonne sur plus de cent kilomètres peut par endroits atteindre la vitesse de vingt kilomètres à l'heure et la hauteur d'un mètre trente environ : irrégulière, elle dépend surtout des fonds marins, ralentissant si la profondeur diminue. Sur la Dordogne, on peut parfaitement observer le phénomène sur la commune de Vayres, depuis le port de Saint-Pardon, en aval de Libourne. Les surfers se donnent régulièrement rendez-vous pour un moment festif en période de mascaret : ils peuvent se maintenir sur leur planche ou leur paddle jusqu'à une dizaine de minutes.
Les courants par gros coefficient de marée (marées de vives-eaux) peuvent atteindre la vitesse de cinq nœuds (un peu plus de neuf kilomètres à l'heure).
Le répit consistant à l'absence de courant entre deux marées appelé étale est de très courte durée, toujours moins de vingt minutes : il y a deux étales de pleine mer et deux étales de basse mer par vingt-quatre heures.
Les mouvements de sable de la passe nord sont très importants, les bancs y sont en perpétuel mouvement, modelés par les courants, rajoutant du danger au danger : le banc de la Mauvaise en premier, à l'entrée du chenal, portant bien son nom, le banc du Matelier, le banc de Montrevel, la flèche sablonneuse de Bonne Anse (banc de la Coubre), les battures de Cordouan, puis tout à la fin, le banc de Saint Georges à la sortie des deux passes en face de la pointe de Grave…
D'importants travaux de dragage ont eu lieu en 2013 et 2014 afin de sécuriser autant que ce peut cette entrée de la passe ouest. Un chenal de trois kilomètres et demi, large de trois cent mètres a été creusé rognant notamment le banc du Matelier afin de ralentir l'ensablement. Les granulats ont été récupérés. La profondeur à cet endroit pourra passer de onze mètres à quinze mètres environ. Les travaux « titanesques » ont nécessité l'utilisation d'une drague géante de cent cinquante mètres de long environ, le « Bartolomeu Dias ».
Les zones les plus dangereuses de la grande passe sont, du nord au sud :
- la pointe de Chassiron qui est le prolongement du plateau d'Antioche : il est absolument déconseillé de s'en approcher si la houle est supérieure à un mètre, la zone étant dangereuse en raison de déferlantes imprévisibles ;
- la côte ouest de l'île d'Oléron : l'endroit est rocheux avec peu de fond, dangereux à marée basse ou par mauvais temps. Le port de la Cotinière est difficile d'accès ;
- le banc de la Mauvaise : de sinistre réputation, confirmée par les multiples épaves dangereuses ensablées en bordure et en arrière du banc, impraticable par houle d'ouest ;
- le plateau de Cordouan et ses battures (bancs de roche séparés par des fonds plus ou moins grands) qui se découvre en partie à basse mer. Les hauts fonds à proximité varient de un à cinq mètres sans transition[115].

Comme dans beaucoup d'autres estuaires, les navires de commerce et de croisière ne peuvent naviguer sur celui de la Gironde sans faire appel à un pilote du Service de pilotage. La station est dirigée par un Président du Syndicat des Pilotes en liaison avec le représentant de l'État, le Préfet de Gironde.
Les hauts fonds présents un peu partout nécessitent une étude approfondie de la carte : la ligne de sonde de cinq mètres est en général la limite probable d'apparition des déferlantes. Toutes ces considérations de dangerosité de l'endroit justifient une connaissance parfaite de celui-ci justifiant cette aide du Service de Pilotage.
C'est à la bouée BXA (Bordeaux Atterrissage), à l'entrée de l'estuaire, que commence l'obligation pour les gros navires de se mettre en rapport avec la station de pilotage. Cette balise marque le début du chenal, elle est différente des autres : elle est noire et blanche, son feu est blanc, et elle est munie d'un dispositif qui la fait siffler sous l'effet de la houle.
Les capitaines des gros navires (d'une longueur inférieure ou égale à deux cents mètres) stationnés à cette bouée en attente d'instructions peuvent ensuite s'avancer, guidés par radio, jusqu'à la bouée verte 13A qui marque la jonction des passes nord et sud. C'est à hauteur de cette balise (point de transfert habituel qui peut varier cependant en fonction des conditions météorologiques) que les pilotes de la Gironde auront la possibilité de monter à bord du bateau et d'en prendre le commandement.
Le pilotage de la Gironde assure ce service aux navires pour une centaine de kilomètres depuis le large jusqu’à Bordeaux sur la Garonne, et en aval de Libourne sur la Dordogne.
Dans certaines conditions, par beau temps et si le navire mesure moins de cent vingt mètres, le capitaine peut rester le maître à bord recevant simplement des conseils et l'assistance des pilotes de la Gironde par radio.
Dans le cas contraire, très grands navires, mauvais temps, transport de matières dangereuses ou polluantes… un pilote du Verdon monte à bord et dirige lui-même les opérations de remontée de l'estuaire. Le pilote désigné prend la responsabilité de la traversée et donne les consignes de navigation.
Les pilotes basés au Verdon-sur-Mer utilisent pour se rendre sur les bateaux une vedette rapide et par mauvais temps, ils peuvent être hélitreuillés depuis l'hélicoptère mis à leur disposition depuis 1985.
Ils disposent actuellement de deux vedettes du nom de « Quinoa » mise en service en 2010 et « Eider » depuis 2018.
Leur premier hélicoptère était de type Écureuil, c'est désormais un Eurocopter EC 135.
Les officiers de port surveillent les navires depuis cette bouée BXA et sur tout l'estuaire jusqu'à Bordeaux grâce aux images du radar installé à La Palmyre, l'un des plus puissants et des plus modernes d’Europe.
La totalité de l'estuaire et une partie de la Garonne, jusqu'au Pont de pierre à Bordeaux et même jusqu'à l'île d'Arcins à Latresne sont en domaine maritime. Commence ensuite la zone fluviale avec d'autres règles de navigation, d'autres balises.
Les pilotes de la Gironde sont des pilotes aguerris ayant la parfaite connaissance des fonds marins, des courants, des passes ainsi que de tous les dangers de l'estuaire. Ils sont nécessaires pour aider, assister, remplacer provisoirement les capitaines des gros navires la plupart du temps ignorants de la spécificité locale, venant souvent de pays étrangers ou de régions très éloignées de la côte girondine.
Le personnel de la station de pilotage est « un personnel commissionné par L’État pour la conduite des navires à l'entrée et à la sortie des ports, dans les ports, rades et eaux maritimes des estuaires, cours d'eau et canaux » précise l'article de loi L5000-1 du code des transports.
Il est fait mention de pilotes de la Gironde dès le début du XVIe siècle, l'obligation de pilotage remontant à l'édit de 1551 pris sous le règne d'Henri II : « le patron du navire, pour écarter tout danger menaçant la vie des hommes ou la cargaison, sera tenu, en tous lieux où la nécessité et l’usage le commandent, de prendre un pilote ; s’il ne l’a pas fait, il sera puni pour chaque fois d’une amende de 50 réaux d’or … ».
C’est en 1681 que l’ordonnance de Colbert marque le début d'une structuration de ceux que l’on appelait alors les « pilotes lamaneurs ».
À l’époque, la plupart des pilotes étaient des pêcheurs installés sur la côte charentaise. Ils se livraient une concurrence féroce allant à la quête de leurs clients très loin de l'embouchure de la Gironde, de l'Espagne au sud jusqu'en Bretagne au nord. Au cours des siècles suivants, des stations de pilotage vont s'établir tout au long de l'estuaire. Il faudra attendre 1919 pour voir s’amorcer une vraie réorganisation de la profession sur les rives de l’estuaire avec l’arrêt de la concurrence et la mise en commun des moyens et des ressources,
En 1949, on assiste à une fusion de toutes les différentes stations pour n’en former plus qu’une, le « Pilotage de la Gironde».
Aujourd’hui, la station compte au maximum 27 pilotes actifs regroupés au sein du « Syndicat professionnel des pilotes maritimes » ainsi que 25 salariés répartis entre le siège administratif de Bassens et la base logistique du Verdon-sur-Mer.

##### Les tempêtes
Par beau temps, le passage en bateau par l’une ou l’autre des deux passes de Gironde est très agréable et pratiquement sans danger. Par gros temps, au contraire, l'entreprise de rejoindre l'estuaire depuis l'océan est des plus périlleuses. Il y eut à cet endroit des passes et dans le golfe de Gascogne un nombre incalculable de naufrages, surtout autrefois lorsque les alertes météorologiques n’existaient pas.
Jules Michelet, le célèbre historien, dit en 1861 dans son livre « La Mer » que par temps de tempête, il faut déjà pouvoir trouver l’entrée de la passe :

« Celui qui manque Cordouan, poussé par du vent du Nord, a à craindre ; il pourra manquer encore Arcachon… Le golfe de Gascogne, de Cordouan à Biarritz, est une mer de contradiction, une énigme de combats. En allant vers le midi, elle devient tout à coup extraordinairement profonde, un abîme où l’eau s’engouffre. Un ingénieux naturaliste la compare à un gigantesque entonnoir qui absorberait brusquement. Le flot, échappé de là sous une pression épouvantable, remonte à des hauteurs dont nos mers ne donnent aucun autre exemple. »

L’historien a passé six mois environ (de juillet à décembre 1859) en Saintonge, à Saint-Georges (Saint-Georges-de-Didonne aujourd’hui) pour écrire un livre. Il voyait la mer en ouvrant sa fenêtre et s’est rendu plusieurs fois sur la plage de Royan et sur les promontoires alentour. Il a pu selon ses propres mots admirer Cordouan, d'après lui un ouvrage audacieux dû au génie de l'Homme. Il fut le témoin d’une tempête et d’un naufrage heureusement sans conséquences autres que matérielles, en octobre 1859 :

« La tempête que j’ai le mieux vue, c’est celle qui sévit dans l’Ouest, le 24 et le 25 octobre 1859, qui reprit plus furieuse et dans une horrible grandeur, le vendredi 28 octobre, dura le 29, le 30 et le 31, implacable, infatigable, six jours et six nuits, sauf un court moment de repos. Toutes nos côtes occidentales furent semées de naufrages. Avant, après, de très graves perturbations barométriques eurent lieu ; les fils télégraphiques furent brisés et pervertis, les communications rompues. Des années chaudes avaient précédé. On entra par cette tempête dans une série fort différente de temps froids et pluvieux...
J’observai cette tempête d’un lieu aimable et paisible, dont le caractère très doux ne fait rien attendre de tel. C’est le petit port de Saint-Georges, près Royan, à l’entrée de la Gironde. Je venais d’y passer cinq mois en grande tranquillité, me recueillant, interrogeant mon cœur… A cette gaieté des eaux, joignez la belle et unique harmonie des deux rivages. Les riches vignes du Médoc regardent les moissons de la Saintonge, son agriculture variée... J’avais bien vu des orages. J’avais lu mille descriptions de tempête, et je m‘attendais à tout. Mais rien ne laissait prévoir l’effet que celle-ci eut par sa longue durée, sa violence soutenue, par son implacable uniformité…
Du premier coup, une grande teinte grise ferma l’horizon en tous sens ; on se trouva enseveli dans ce linceul d’un morne gris de cendre, qui n’ôtait pas toute lumière, et laissait découvrir une mer de plomb et de plâtre, odieuse et désolante de monotonie furieuse. Elle ne savait qu’une note. C’était toujours le hurlement d’une grande chaudière qui bout.… Quand le vaisseau, emporté de la haute mer par cette houle furieuse, arriva la nuit près des côtes, il avait mille chances pour une de ne pas entrer en Gironde. A sa droite, la pointe lumineuse du petit phare de Grave lui dit d’éviter le Médoc ; à sa gauche, le petit phare de Saint-Palais lui fit voir le roc dangereux de la « Grand’Caute » du côté de la Saintonge. Entre ces feux blancs et fixes éclatait sur l’écueil central le rouge éclair de Cordouan, qui, de minute en minute, montre le passage. Par un effort désespéré, il passa... »

Si l'on continue à lire ce chapitre écrit par Jules Michelet, on s'aperçoit que si le bateau en difficulté qu'il observe depuis la côte réussit à bien entrer dans la passe ouest, c'est pour finalement mieux s'échouer à Saint-Palais sans faire de victimes heureusement. Les marins, miraculeusement, ont pu regagner la plage.
- Une tempête atypique, assez ressemblante à celle qu'il a été donné à voir à Jules Michelet, aussi longue, se déroula du 17 au 21 septembre 1930. Elle dura quatre jours et cinq nuits frappant toute la côte atlantique : 27 thoniers disparurent provoquant la mort de 207 marins.

###### Les tempêtes, de 1980 à l'an 2000: Hortense et Martin
Les dernières tempêtes, les plus récentes, ont marqué les esprits de nos contemporains ayant souvent des conséquences dramatiques. Sont-elles plus violentes? plus nombreuses et rapprochées? plus médiatisées?
Elles ont occasionné en tous cas des dégâts humains et matériels considérables, davantage d'ailleurs sur terre que sur mer car les marins avertis par les opérations vigilance de Météo-France ont davantage le temps aujourd'hui de mettre leur navire à l'abri : il y a moins de drames en mer qu'autrefois.
Depuis 1954, on attribue aux tempêtes un prénom, masculin ou féminin selon les années paires ou impaires, sur une idée d'une étudiante puis météorologue allemande, Karla Wege, décédée en 2021. Ce système a été adopté en premier par le service météorologique de l'université de Berlin d'où l'attribution, du moins au tout début, de prénoms à consonance germanique. Depuis 2017, le nom qui est attribué aux tempêtes est choisi en concertation par les services météorologiques de la France, de l'Espagne et du Portugal pour les dépressions du littoral atlantique et sur leur territoire. Les Pays-Bas, le Royaume-Uni et l'Irlande ont leurs propres prénoms pour les tempêtes sévissant sur leur pays.
- le 7 novembre 1982, une tempête qui frappe la France depuis la veille atteint les côtes d'Aquitaine.

Des rafales à plus de 100 km/h s'abattent sur la Gironde et les départements plus au Nord : les Landes sont épargnées. La dépression atlantique extrêmement creuse génère un vent violent qui est la cause de nombreux dégâts : chutes d'arbres et de poteaux électriques, toitures arrachées, inondations, bateaux drossés à la côte ou subissant des détériorations dans les ports…
- le 4 octobre 1984, la tempête Hortense, première du nom, est particulièrement violente avec des vents en rafales à 160 km/h, arrachant les toits des maisons, déracinant ou cassant les arbres, coulant des bateaux dans les ports, privant d'électricité les habitants, les lignes aériennes étant coupées par les chutes d'arbres ou à cause des poteaux renversés ou cassés.
- la tempête d'octobre 1987 sur toute l'Europe puis sur le golfe de Gascogne avec des vents violents et de fortes précipitations a causé aussi de nombreux dégâts matériels : le fait que le phénomène se soit passé de nuit avec un coefficient de marée faible a permis d'éviter sans doute des destructions plus considérables et des drames humains.
- le 7 février 1996, une nouvelle dépression atlantique affecte la côte atlantique et une partie de la France avec le record des vents les plus violents enregistrés officiellement (133 km/h) jusqu'au nouveau record qui sera établi lors de la tempête Klaus en 2009. Des rafales encore plus fortes à près de 180 km/h dans le Médoc coïncideront avec la marée haute.

Les conséquences du passage de cette tempête qualifiée de « tempête du siècle d'une violence inouïe » le lendemain par le journal Sud-Ouest sont dramatiques. La forêt est très touchée : un nombre incalculable d'arbres, plusieurs centaines, se retrouvent à terre ou sont écimés notamment dans les Landes. 260 000 foyers sont privés d'électricité. La population est aussi privée de téléphone, plus d'une centaine de poteaux ont été arrachés. Des arbres tombent sur les voies arrêtant la circulation des trains. Des bateaux rompent leurs amarres et se fracassent sur les digues ou s'échouent sur les plages partant à la dérive. De nombreuses toitures s'envolent. La Garonne et la Dordogne débordent provoquant de nombreuses et dramatiques inondations.
Surtout, on dénombre cinq morts et plusieurs dizaines de blessés dans notre région du sud-ouest. Une promeneuse à Bordeaux écrasée par la chute d'un arbre, un pêcheur de pibales disparu avec son bateau à Saint-Yzans-de-Médoc …font partie des victimes.
À la suite de cette tempête, Météo-France met en place de nouveaux services destinés à mieux anticiper les risques de submersions marines dont le projet VIMERS (du nom de « vimer de mer » désignant en Bretagne une forte tempête avec ou sans submersion marine). Ce projet est coordonné avec le SHOM (service hydrologique et océanographique de la Marine) qui étudie les marées et le Cérema (Centre d’études et d’expertise sur les risques, l’environnement, la mobilité et l’aménagement). Ce projet initié sur la Bretagne car financé partiellement par la DREAL Bretagne et le conseil régional local, a vocation à s'étendre à tout le territoire.
L'année 1999 fut marquée par deux terribles tempêtes : Lothar et Martin.
- le 26 décembre 1999, la tempête Lothar dévaste le nord de la France.
- le 27 décembre 1999, le lendemain de cette tempête Lothar, c'est le sud du pays qui est à son tour touché par une tempête baptisée celle-ci du nom de Martin. Le vent souffle par endroits à près de 200 kilomètres à l'heure en rafales.

Cette dernière va avoir en Aquitaine et dans les Charentes des conséquences dramatiques sur la forêt déjà touchée par la tempête de 1996. Elle détruit pratiquement trente millions de mètres cubes d'arbres, certains avançant même le chiffre de quarante millions : ce sont pour la plupart des pins maritimes.
Dans le Médoc, ce sont plus de 40 000 hectares de forêt sur 135 000 qui sont ravagés, un tiers des arbres de la presqu'île sont à terre, environ dix millions de mètres cubes, une douzaine d'années de récolte. C'est une catastrophe sylvicole sans précédent, du jamais vu : certains journaux parlent le lendemain de « tempête du siècle » (en lieu et place de la tempête de 1996 déjà surnommée ainsi), d'« apocalypse dans la forêt du Médoc ». Le paysage médocain donne à voir une vaste et désolante zone de chablis, ce dernier ayant très peu de valeur marchande. Certains sylviculteurs cependant prennent l'initiative, malgré le coût, de ramasser ce bois, de stocker les grumes en les mettant à l'abri des insectes ravageurs (le scolyte en particulier) attendant des jours meilleurs pour la vente. Ils sont obligés de l'arroser régulièrement pour éviter sa détérioration. D'autres sylviculteurs manquant de moyens ou étant mal assurés préfèrent laisser le bois non rentable sur place autorisant l'affouage. Cet abandon peut avoir cependant un effet néfaste sur le climat et la végétation favorisant la prolifération des insectes dits ravageurs.
En Gironde, en plus des dégâts en forêt, les pluies et les fortes marées conjuguées ont fait déborder par endroits les eaux de l'estuaire et de la Garonne. On frôle l'accident nucléaire : deux réacteurs de la centrale du Blayais se retrouvent à l'arrêt car l'eau est passée par-dessus la digue protégeant les lieux à Braud-et-Saint-Louis.
Les dégâts sont considérables : 250 000 foyers girondins n'ont plus d'électricité ne pouvant plus s'éclairer mais certains ne pouvant plus se chauffer non plus. Il n'y a plus de téléphone durant vingt-quatre heures : les poteaux sont souvent à terre et il manque de relais pour les portables. Les moyens de transports ne fonctionnent plus : les trains restent en gare, les avions sont cloués au sol.
Le bilan humain est très lourd. On dénombrera une trentaine de morts dans le quart sud-ouest de la France. La plupart furent victimes de chutes d'arbres. Le coût global lors de ces deux tempêtes, Lothar et Martin, est estimé dans les colonnes de l'Express à plus de sept milliards d'euros de dégâts assurés, « le plus gros sinistre de l'histoire de l'assurance française ».
On peut citer trois autres tempêtes faisant aussi d'importants dégâts dans la région après l'an 2000 : dégâts des eaux, toits arrachés, chute d'arbres et de poteaux électriques, etc… : Renate, Klaus et Xynthia, cette dernière étant la plus grave du point de vue humain avec 53 victimes en Vendée à cause des inondations.

###### Les tempêtes les plus récentes (après l'an 2000): Rénate, Klaus, Xynthia
- la tempête Renate le 3 octobre 2006 :

L’Aquitaine et l’Auvergne sont les régions les plus touchées. Les vents les plus forts atteignent la vitesse de 130 km/h dans les terres, plus de 160 km/h sur le littoral accompagnés de précipitations remarquables.
On ne compte plus les innombrables interventions des pompiers, les routes coupées par les inondations, les foyers sans électricité et téléphonie… On déplore un mort et de nombreux blessés. L'économie locale est à l'arrêt, les services publics et de nombreuses entreprises sont à l'arrêt, il n'y a plus de ramassage scolaire, les écoles sont fermées…
- la tempête Klaus du 24 janvier 2009 : énormément de sinistrés, parfois privés de maisons pour une longue période.

Le Sud-Ouest est le plus affecté, les vents sont des plus violents. On dénombre douze victimes et plus de quatre cent blessés en France du fait de la chute d’arbres, de projections de débris de toiture, d'accidents divers de voiture ou de chutes des toits, d'électrocution dus aux fils tombés à terre, de la privation d'électricité, certaines personnes ne pouvant plus par exemple faire fonctionner leurs appareils respiratoires…d'autres personnes s'intoxiquant au monoxyde de carbone du fait du mauvais fonctionnement de leurs appareils de chauffage d'appoint ou de leurs groupes électrogènes.
Les dégâts considérables sont estimés à plus d'un milliard d’euros. La forêt landaise a énormément souffert, fragilisée par les deux journées très pluvieuses des 22 et 23 janvier. Certaines parcelles ont été détruites à 60 %.
- la tempête Xynthia quant à elle fut des plus meurtrières. Elle frappa la France durant la nuit du 27 au 28 février 2010 et une partie de la journée du 28 février. La conjonction du vent et de la pleine mer, avec des marées de fort coefficient (102), amena la rupture des digues dans maintes localités, conduisant à de fortes inondations :
- en Vendée à La Tranche-sur-Mer, L'Aiguillon-sur-Mer, La Faute-sur-Mer…
- en Charente-Maritime à Aytré, Fouras, Châtelaillon-Plage, Boyardville, La Rochelle, Charron...
- en Gironde à Andernos-les-Bains, Cap Ferret…

Xynthia provoqua la mort de cinquante-neuf personnes dont trente-cinq en Vendée et vingt-neuf sur la seule commune de La Faute-sur-Mer. Beaucoup d'habitants durent abandonner leurs logements pour ne jamais y revenir, logements promis à la destruction car classés désormais en zone inondable. Près de 700 maisons en contrebas de la digue du fleuve côtier Lay ont été rachetées par l'État pour être ainsi détruites à La Faute-sur-Mer et à L'Aiguillon-sur-Mer. Elles étaient situées à un mètre cinquante sous le niveau de pleine mer des vives-eaux.
Les rafales de vent ont dépassé les 160 km/h à l'Île de Ré et sur les Deux-Sèvres, bien plus violentes encore sur les Pyrénées soufflant à près de 240 km/h au pic du Midi.
Les dommages occasionnés par la tempête Xynthia ont été évalués à plus de deux milliards d'euros.
- la dernière tempête en date est la tempête Alex en octobre 2020. Comme les précédentes, celle-ci participe grandement à l'érosion de la côte. À Soulac-sur-Mer, par exemple, l'estran est fortement dégraissé provoquant l'élévation de la plage de près d'un mètre, tout le sable emporté se déposant en partie sur le banc de Saint-Nicolas. La dune est emportée en divers endroits de la côte atlantique, à l'Amélie, à la pointe de la Négade…avec un recul de deux à cinq mètres par exemple à Lège-Cap-Ferret.

###### Classement des tempêtes
Depuis 1997, Météo-France privilégie un classement des tempêtes portant le nom d'une de ses ingénieurs, Christine Dreveton qui l'a inventé.
Elle est plus pratique que l'échelle de Beaufort prenant en compte toutes les caractéristiques des tempêtes et non plus seulement la seule vitesse du vent.
Cette classification vise ainsi à faciliter le travail des assurances devant indemniser les victimes de tempêtes pour les dégâts subis. Elle donne davantage de lisibilité en ce qui concerne la localisation, la trajectoire, la durée, la surface touchée, etc. La qualification des vents en termes de cyclones, typhons, ouragans, etc. correspond surtout à une dénomination prenant en compte l'endroit du globe où se produit le phénomène. Les tornades sont un autre phénomène météorologique : elles sont, semble-t-il, de plus en plus nombreuses sous nos latitudes. De violents orages accompagnent souvent les tempêtes, ils en sont même à l'origine. Celles-ci, outre le vent, sont accompagnées en général de fortes précipitations : pluie, neige, grêle…On ne peut pas dire par contre que les marées ont une influence sur la météo, même si celles-ci, au moment des grandes marées, peuvent constituer un facteur aggravant quant aux destructions occasionnées
Météo-France a défini aussi pour chaque tempête un indice de sévérité dénommé SSI (Storm Severity Index) de douze échelons qualifiant le phénomène d'exceptionnel, de fort ou de modéré. Cet indice prend en compte la vitesse maximale des rafales et la surface affectée par celles-ci en utilisant la formule du climatologue anglais Hubert Lamb.
La classification Dreveton range les tempêtes en 12 types, en utilisant 2 lettres qui peuvent être une majuscule ou une minuscule. Le fait d'utiliser une minuscule à la place d'une majuscule indique une « atténuation » : faible dépression, dépression peu étendue, dépression localisée, dépression stationnaire…
Pour l'exemple, la tempête Xynthia, la plus grave humainement et pour les inondations est classée SD par Météo-France (déplacement large et étendu), sans aucune minuscule qui pourrait atténuer la gravité des dégâts occasionnés. Si la tempête en elle-même n'avait rien d'exceptionnel en soi du point de vue des vents, les phénomènes de submersion (Ondes de tempête) ont eu de telles conséquences dramatiques (morts, destructions…) que les assureurs en sont mieux renseignés : Sd aurait indiqué une dépression locale, peu étendue.
Par ailleurs, pour minimiser leurs dépenses, les assureurs tentent de gérer le risque tempête autrement en agissant en amont sur la prévention, en exigeant que l'assuré prenne tel ou tel type de précaution, voire, comme le fait la MAIF, en prévenant elle-même l’assuré que la tempête arrive et qu’il doit suivre certaines prescriptions.

##### La météorologie marine
De nos jours, grâce aux progrès faits en termes de prévisions météorologiques, surtout depuis l'observation de la Terre par satellite, de nombreux drames humains sont évités. Il est difficile de trouver des statistiques et des comparatifs selon les années mais on peut estimer que les naufrages dus au mauvais temps, sont très rares aujourd'hui sur l'océan atlantique comme sur les passes de Gironde. Quand on consulte les bilans des interventions de la Société de sauvetage (SNSM), les accidents maritimes encore trop nombreux sont dus à des avaries, au mauvais entretien des matériels, à des imprudences… Sur les océans et sur les mers du monde, ils concernent moins les petits bateaux que les gros navires, le nombre de naufrages de bateaux de plus de cent tonnes ayant lui-même été divisé par deux les dix dernières années.
Les dictons des marins d'autrefois sont amusants et explicites : « Femme de marin, femme de chagrin », mais aussi « Qui écoute trop la météo passe sa vie au bistro »… N'empêche que la météorologie marine permet aujourd'hui de prévenir les navigateurs suffisamment à l'avance de l'arrivée prochaine du mauvais temps. Cela leur permet de prendre leurs précautions et de se mettre eux-mêmes à l'abri ainsi que leur bateau. De la sorte, de nombreux drames en mer sont évités, il y a beaucoup moins de naufrages de nos jours qu'autrefois.
En fait, les hommes s'intéressent depuis l'Antiquité aux phénomènes météorologiques. On croit savoir que le terme « météorologie » fut inventé par Aristote au premier millénaire avant Jésus-Christ. Un de ses traités en quatre livres (le quatrième est apocryphe) fut traduit du grec ancien avec pour titre « Météorologiques ». Avant lui, Anaximandre de Milet déjà, avait déclaré que la colère des éléments pouvait trouver une explication et n'avait pas de cause divine, ce que l'on pourrait considérer comme une première approche scientifique.
Longtemps, la recherche météorologique n'a pas eu toute la rigueur scientifique nécessaire, d'où la subsistance jusqu'à récemment de nombreux dictons liés aux saisons, à l'agriculture et à la navigation.

###### La météorologie fait de rapides progrès
L'invention d'instruments de mesure remarquables et de divers dispositifs et appareils vont faire progresser cette nouvelle science au fil des siècles : le thermoscope par exemple, ancêtre du thermomètre, perfectionné sous le nom de thermomètre de Galilée, le baromètre inventé par Evangelista Torricelli, l'anémomètre dont l'existence est connue depuis le XVe siècle inventé par Leon Battista Alberti mais qui sera perfectionné au XVIIe siècle par Robert Hooke notamment, un chercheur polymathe…
Blaise Pascal découvre que la pression diminue avec l'altitude. Edmund Halley cartographie les alizées. Benjamin Franklin montre que la foudre est un phénomène électrique et parle de l'influence du Gulf Stream. Luke Howard donne des noms aux nuages. Francis Beaufort imagine une échelle qui classe les vents en fonction de leur vitesse et décrit leurs effets sur les vagues. Gaspard-Gustave Coriolis décrit la force qui porte son nom. William Reid décrit les dépressions, leur comportement et leur rôle dans les phénomènes de tempête… En même temps, les premiers réseaux d'observation se développaient.
En 1654, on doit à Ferdinand II de Médicis la création en Italie d'un véritable réseau météorologique entre plusieurs grandes villes : Florence, Parme, Bologne…
En 1840, l'invention fondamentale du télégraphe électrique développé par Samuel Morse permet la transmission rapide des informations météorologiques.
En 1849, Joseph Henry établit sur tout le territoire américain, à l'instar de ce qui s'est fait deux siècles plus tôt en Italie, un grand nombre de stations d'observation partageant leurs informations à l'aide du télégraphe électromagnétique de son invention.
En 1873, les pays les plus avancés dans le domaine de la recherche météorologique, une dizaine de nations européennes plus les États-Unis, créent l'Organisation météorologique internationale (OMI).
En 1902, le météorologue français Léon Teisserenc de Bort étudie l'atmosphère grâce à l'utilisation massive de ballons-sondes. Cela lui permet de découvrir deux couches qu'il baptisa des noms de troposphère et de stratosphère. Il ne put découvrir les couches supérieures trop hautes pour les ballons-sondes mais ouvrit la voie au développement de l'aérologie appliquée à la météorologie. On a pu ainsi par la suite établir l'existence d'une zone intermédiaire et l'étudier : il s'agit de la tropopause.
Les pilotes et les passagers des avions connaissent bien le phénomène de turbulence atmosphérique appelé parfois improprement « trou d'air » qui se produit en haute troposphère ou en basse stratosphère à mesure que les avions approchent de cette zone de température minimale, la tropopause. Il ne peut y avoir de trous dans l'air tout comme il ne peut y avoir de trous dans l'eau, la sensation de chute est dû au vent qui change tout d'un coup de direction ou d'intensité. Ce sont les cerfs-volants puis les ballons-sondes qui ont permis d'étudier ce que l'on appelle les courants-jets (jet-streams en anglais) à proximité desquels se produisent les fameuses turbulences en air clair (CAT).
Un réchauffement pouvant atteindre jusqu'à une dizaine de degrés peut se produire en entrant dans la stratosphère qui est une couche atmosphérique où la température augmente avec l'altitude contrairement à la troposphère où la température va en diminuant à cause de la baisse de pression. Entre les deux couches, la tropopause présente une température constante, minimale : juste en dessous, le vent est maximal (courant-jet).
En 1919, l'école de Bergen, en Norvège, sous la direction de Vilhelm Bjerknes, développe l'idée de front météorologique : discontinuité entre deux masses d'air expliquant la formation du mauvais temps, des dépressions (basses pressions), des anticyclones (hautes pressions)…

###### La météorologie pendant la Seconde Guerre mondiale
Durant la Seconde Guerre mondiale, la recherche météorologique est jugée nécessaire à la bonne marche des armées. La météorologie est devenu un outil indispensable à l'élaboration des tactiques concoctées par les états-majors, elle participe à la mobilisation générale appelée effort de guerre.
Des écoles sont créées afin de former des météorologues aussi bien en Angleterre qu'en Allemagne. Certains n'hésitent pas à parler de « guerre météorologique de l'Atlantique nord » pour décrire cette compétition entre les nations belligérantes. Il s'agissait de se procurer les meilleurs renseignements afin de les mettre tout de suite au service de la stratégie et de la planification des opérations militaires. Ainsi, le routage météorologique des navires devint la règle, le trajet des convois de ravitaillement pouvait être changé à la dernière minute. Les opérations maritimes pouvaient être ajournées de même que le déploiement de l'aviation pouvait être modifié en fonction des prévisions des météorologues prises très au sérieux désormais. Beaucoup s'accordent à dire que la météorologie moderne commence après guerre, avec petit à petit une mondialisation des données et la moindre considération des dictons sans portée scientifique.

###### La météorologie après guerre
En 1951, l'Organisation météorologique mondiale (OMM) est fondée par l'ONU en remplacement de l'Organisation météorologique internationale (OMI) qui avait été créée en 1873 : son rôle est de diffuser des données météorologiques le plus largement possible de par le monde.
De fait, depuis longtemps déjà, les capitaines de navires consignaient dans leurs journaux de bord les conditions de navigation. Se transmettant les informations, ils furent les premiers à mettre en place une sorte de veille météorologique en mer.
Une première réunion afin d'organiser la transmission des données au niveau mondial eut lieu en 1853 à Bruxelles réunissant dix pays dont la France et les États-Unis. Visant à améliorer la sécurité sur les mers et les océans, elle débouche sur la création de l'OMI en 1873.
De nouveaux instruments se sont développés après guerre. Le radar dont le principe est découvert par Heinrich Hertz en 1888 (ondes électromagnétiques réfléchies par les surfaces métalliques) sera mis au point en 1935 par Robert Watson-Watt qui fut le premier à en déposer le brevet. Après guerre, les chercheurs David Atlas et John Stewart Marshall perfectionnent cette technologie afin de l'adapter à la prévision du temps : ils sont les concepteurs des premiers radars météorologiques.
En 1960, le premier satellite météorologique (TIROS-1) est mis en orbite. On parle désormais de météorologie spatiale : cette dernière complémentaire de la météorologie terrestre apporte des données très précises notamment sur l'impact du soleil sur notre environnement.
Les télécommunications par ondes radio développées au début du XXe siècle puis celles par satellites viennent révolutionner la diffusion des informations météorologiques.
Les satellites permettent de recueillir des informations concernant les zones peu couvertes par les autres formes terrestres d'observation et de prévision du temps : les systèmes de télédétection embarqués apportent de nouvelles données qui sont complémentaires de celles données depuis la Terre par les appareils de mesure.
Les informations transmises sous forme de messages numériques codés sont très affinées se présentant le plus souvent sous une forme d'un graphique très accessible à l'analyse.
Le développement des ordinateurs plus puissants dans les années 1970 et des superordinateurs dans les années 1980 mène à une meilleure résolution des modèles de prévision numérique du temps.
Au début des années 2000, le développement de l'internet permet des prévisions très précises, très affinées du temps qu'il fera dans les prochains jours. Cela profite à tous les marins de la planète : prévenus généralement très longtemps à l'avance, jusqu'à sept jours, ils peuvent se préserver de toutes les tempêtes en cessant de naviguer, en allant se mettre à l'abri le temps qu'il faut.

###### La vigilance météorologique
Depuis 2001, en France, la vigilance météorologique est une procédure mise en place par Météo-France en collaboration avec le ministère de l'Intérieur et tous les ministères concernés, notamment par le dérèglement climatique.
Ceux-ci peuvent varier selon les gouvernements mis en place mais concernent les domaines de l'écologie, du développement durable, de la transition écologique (et solidaire), de la Mer, du tourisme, des transports, de l'aménagement du territoire...
Des alertes informent les Français et les pouvoirs publics en cas de risques majeurs, de phénomènes météorologiques potentiellement dangereux.
Les points de vigilance concernés sont le vent, les fortes précipitations, les orages, la neige et le verglas, les risques d'avalanches pour la montagne (depuis 2001), les canicules et les grands froids (depuis 2004), les risques d'inondation (depuis 2007) en relation avec le Service central d'hydrométéorologie et d'appui à la prévision des inondations (SCHAPI), les vagues de submersion marine sur les côtes (depuis 2011)...
Météo-France publie chaque jour des cartes de vigilance météorologique utilisant des couleurs selon les quatre niveaux de risques. Le rouge requiert une vigilance absolue dans les zones concernées, l'orange correspond à une grande vigilance, le jaune demande une attention particulière, le vert indique l'absence de danger.
La météorologie marine se concentre plus particulièrement sur le domaine de la mer. Elle intéresse tous les navigateurs voguant sur l'eau, mers ou océans (marins de métier tels ceux du commerce ou les militaires, les pêcheurs, les plaisanciers, les régatiers...) et est au service de leur sécurité.
Pour cela, sont publiées plusieurs fois par jour des cartes de météo marine pour chaque zone marine. Des bulletins météo côtiers ou concernant le large sont par ailleurs émis sans arrêt sur tous les canaux de communication dont la VHF entre autres (bande marine de très haute fréquence, very high frequency en anglais) utilisée pour la communication des marins entre eux.
Il existe même pour relever et transmettre les informations des bouées météorologiques, dérivantes ou ancrées, utilisant en général le système Argos pour la collecte des données. Jusque très récemment, vers 2010, des navires météorologiques spécialement stationnés en mer avaient le même emploi que ces bouées : ils furent abandonnés devant les progrès de la météorologie spatiale.
Des BMS, bulletins météorologiques spéciaux sont prévus en cas de grand danger : vents très forts, de 7 et 8 sur l'échelle de Beaufort..
Les renseignements transmis concernent les vents, la houle, les marées, les courants, la température de l'eau, la pression atmosphérique, la température et l'humidité de l'air, etc. Outre les tempêtes et la houle, le brouillard souvent imprévisible à un endroit précis, la brume de mer masquant les plages... sont aussi dangereux pour la navigation.
La météorologie marine est une spécialité qui constitue une composante primordiale pour le routage en navigation, maritime et aérienne. Elle est divisée en deux composantes : la météorologie côtière et la météorologie de la haute mer.

###### Le balisage et les marins eux-mêmes au service de la météo
Avec le développement de l'électronique, des bouées fixes ou dérivantes ont été équipées d'appareils de prise de mesure automatique de tous les paramètres en temps réel. Telle la bouée Gascogne Ouest Arcachon qui donne le niveau de houle. On peut trouver d'autres bouées météorologiques au large du Cap-Ferret, de Saint-Jean-de-Luz, de l'île d'Oléron, de l'île d'Yeu…et des bouées fixes en pleine mer, très éloignées des côtes, telle la bouée no 62001 et la bouée no 62163. Toutes ces bouées donnent de précieux renseignements à Météo-France.
Outre ces bouées, jusque dans les années 2010, des navires à l'ancre, en pleine mer, dits météorologiques, étaient spécialement équipés de tous les appareils de mesure nécessaires à la prévision du temps depuis des endroits précis. Ils utilisaient en particulier le radiosondage et pouvaient transmettre de précieuses informations à la communauté marine. Ces navires qui jouèrent un rôle important pendant la seconde guerre mondiale furent souvent la cible de l'Allemagne nazie et de ses alliés de l'Axe.
Les observations en mer sont depuis longtemps effectuées plus ou moins régulièrement par les marins embarqués sur des unités des marines nationales, de la marine marchande, par des pêcheurs travaillant sur des chalutiers hauturiers ou côtiers, par des scientifiques affectés sur des navires océanographiques. Ils prennent note de la force et la direction du vent, de la température et l'humidité de l'air, du type et de l'intensité des précipitations, du givrage par les embruns, de la visibilité et de l’état de la mer en général. Ces informations sont transmises par radio ou par satellite vers des banques de données accessibles à tous que l'on peut facilement interroger à distance.

##### Les naufrages
Si l’on ne s’en tient qu'aux naufrages provoqués par le mauvais temps, les mauvaises conditions de navigation et les tempêtes, l’endroit particulièrement dangereux des passes de la Gironde avec de nombreux écueils cautionne déjà la présence sur place d’un sémaphore (poste d’observation), d’un Cross (centre organisationnel d’alerte et de secours), de la SNSM (secours au plus près des marins en danger).
Les naufrages dans le golfe de Gascogne, les passes de la Gironde et l'estuaire de la Gironde très nombreux autrefois sont de nos jours davantage dus à des imprudences, des facteurs accidentels (défaillances mécaniques, avaries, pannes de moteur, incendies, vétusté…), beaucoup moins à cause des intempéries. Il y en a moins de naufrages et ils ont en général des conséquences moins graves grâce aux progrès techniques, à l'évolution des prévisions météorologiques, à l'intervention rapide des secours.
Pour donner une idée de l’activité importante et de l’utilité, de la nécessité de la SNSM, on peut citer les statistiques publiées par l’association :
En 2019 par exemple, sur tout le littoral français, le bilan de la SNSM est le suivant :
- 3932 interventions, dont 1550 de SAR (« Search and Rescue ») : 398 interventions rien que pour le CROSS Étel dont 143 interventions à hauteur du département de la Gironde
- 7240 personnes secourues
- 3457 flotteurs impliqués : navires de commerce ou à passagers, bateaux de pêche, navires de plaisances à moteur et à voiles, navires fluviaux, planches à voile, engins de plage, kitesurf, kayak, avirons de mer… Les plaisanciers à moteur sont les plus affectés car souvent très imprudents (20 morts en 2019) ainsi que les pêcheurs (11 morts en 2019) qui prennent le plus de risques
- 40 personnes embarquées décédées ou disparues

Ces chiffres ne concernent que les interventions par bateau (Sauveteurs embarqués) et ne comptabilisent pas les secours sur les plages, les accidents de plongées (autonome avec bouteille, ou apnée), les missions de sécurité civile, les hélitreuillages, etc. Si l'on comptabilise tous les accidents concernant les autres missions de la SNSM, on passe à quatre-vingts morts au lieu de quarante en 2019.
Un téléfilm de 2010, Tempêtes retrace la vie quotidienne de ces sauveteurs, ces hommes courageux prenant tous les risques pour venir au secours des marins. La tragédie du 7 août 1986, sur les rochers de Kerguen à Landéda au bout de la presqu'île de Sainte-Marguerite qui coûta la vie à cinq de ces héros en est la triste illustration.
Autrefois, il n'était pas rare non plus que les naufrages soient malheureusement provoqués intentionnellement par les hommes eux-mêmes.
La folie, la convoitise, la cupidité, la bêtise furent la cause de nombreux drames humains, d'affreuses tragédies : la course, la piraterie, les conflits entre les pays ou nations étaient autrefois autant de dangers de mort pour les marins.
Par exemple, en janvier 1627, une tempête exceptionnelle frappe le golfe de Gascogne. Sept navires portugais coulent et s'échouent sur les côtes atlantiques dont le « Sao Bartolomeu » près de Lacanau, le « Sao Filipe » au Grand Crohot à Lège, la « Santa Helena » près de Capbreton. Deux de ces bateaux, des caraques chargées de richesses diverses ramenées de l'Inde, étaient escortés de galions de guerre pour les protéger. Le bilan humain fut estimé à deux mille morts environ dont beaucoup appartenaient à la noblesse portugaise. Moins de trois cent personnes furent sauvées. Tout du long des côtes atlantiques, des marchandises et des matériels de toute sorte se retrouvèrent sur les plages : de grandes quantités d'épices (poivre, cannelle, noix de muscade, clous de girofle…), de riches tissus tels que les indiennes, du mobilier et des objets d'art tels que ceux qu'on peut admirer au musée de la Compagnie des Indes à Lorient. Des centaines de canons, une fortune en diamants et pierreries fut engloutie, disparue…
Cette tragédie nous fut rapportée par Francisco Manuel de Melo et par le capitaine de l'un des galions miraculeusement sauvé. La confrontation de toutes les sources a permis de montrer que toutes ces richesses ont surtout profité aux pilleurs d’épave de la côte landaise et plus particulièrement au duc d’Épernon, Jean-Louis de Nogaret de La Valette…Le droit de bris sous l'Ancien régime alimenta parallèlement ce que certains qualifient toutefois de légendaire, l'existence de naufrageurs.
Ainsi Jules Michelet qui s'est toujours passionné pour la mer et les gens de mer écrit:

« ...ils pilleraient tranquillement sous le feu de la gendarmerie. Encore, s'ils attendaient toujours le naufrage, mais on assure qu'ils l'ont souvent préparé. Souvent, dit-on, une vache, promenant à ses cornes un fanal mouvant, a mené les vaisseaux sur les écueils »

Une cinquantaine d'années plus tard, Guy de Maupassant décrit quelque chose de ressemblant :

« ...les naufrageurs devaient attirer les vaisseaux perdus en attachant aux cornes d'une vache dont la patte était entravée pour qu'elle boitât, la lanterne trompeuse qui simulait un autre navire »

Un des plus gros drames, la plus grande catastrophe maritime française, eut lieu dans le golfe de Gascogne il y a une centaine d'années. Le 12 janvier 1920 le paquebot français de la Compagnie des Chargeurs Réunis, l'Afrique fit naufrage dans le Golfe de Gascogne. Il y eut 568 victimes.
De nombreuses épaves jonchent les fonds marins près des côtes visitées par les plongeurs sous-marins, parfois visibles à marée basse de vives-eaux. On peut citer parmi celles-ci l'épave du Hollywood, un paquebot américain échoué le 29 novembre 1945 au large de Soulac-sur-Mer.
Sur l'estuaire et la Garonne, les Allemands ont sabordé près de deux cents navires en août 1944 faisant autant d'épaves au fond des eaux. Certains bateaux ont pu être renfloués tel le bac Le Cordouan coulé dans Port-Bloc, d'autres ont pu être enlevés car en eau peu profonde. D'autres restent à jamais au fond de l'océan ou de la rivière.
Parfois, les grandes marées font resurgir ce qu'il reste de grands navires sur les plages mêmes. Ainsi, à Contis, dans les Landes, à chaque grande marée, depuis le 21 mars 2011 (marée d’équinoxe exceptionnelle de coefficient 118) reparaît l'épave du « Renow » échoué là le 13 janvier 1889. Le naufrage de ce grand navire métallique qui transportait du charbon illustre parfaitement le danger qu'il y a à trop s'approcher des côtes, notamment landaises.
D’autres épaves y sont visibles, telles que les deux présentes sur la plage de Lespecier à Mimizan : celle de l'Apollonian Wave, un pétrolier grec de 9 800 tonnes, et celle du Virgo, un cargo grec. Ces deux navires pris dans une forte tempête se sont échoués à une centaine de mètres d’écart dans la journée du 2 décembre 1976.
On peut citer pour illustrer la dangerosité du banc de la Mauvaise le naufrage par temps de tempête décembre 1968 du Liberty Ship Azuero qui fut coupé en deux. Tous les passagers furent sauvés grâce à l'intervention du canot Capitaine de Corvette Cogniet de la SNSM et d'un hélicoptère de la Gendarmerie.
Un des derniers drames s'étant déroulé dans le golfe de Gascogne est le naufrage du cargo porte-conteneurs italien Grande America, le 12 mars 2019 : les vingt-sept hommes d'équipage furent sauvés mais le bateau en sombrant fut à l'origine d'une nappe d'hydrocarbures d'environ dix kilomètres de long sur un kilomètre de large. Celle-ci fit craindre aux autorités une marée noire qui aurait pu toucher le littoral de Gironde et de Charente-Maritime trois à quatre jours plus tard. Le Grande America qui gît partiellement enfoncé sur un banc de sable par quatre mille six cent mètres de fond est intègre. Les conteneurs restant à bord ne présentent pas de risque de remontée à la surface. La zone du naufrage reste sous surveillance aérienne et par satellite. Finalement, la pollution a été réelle mais limitée grâce à toutes les mesures prises.

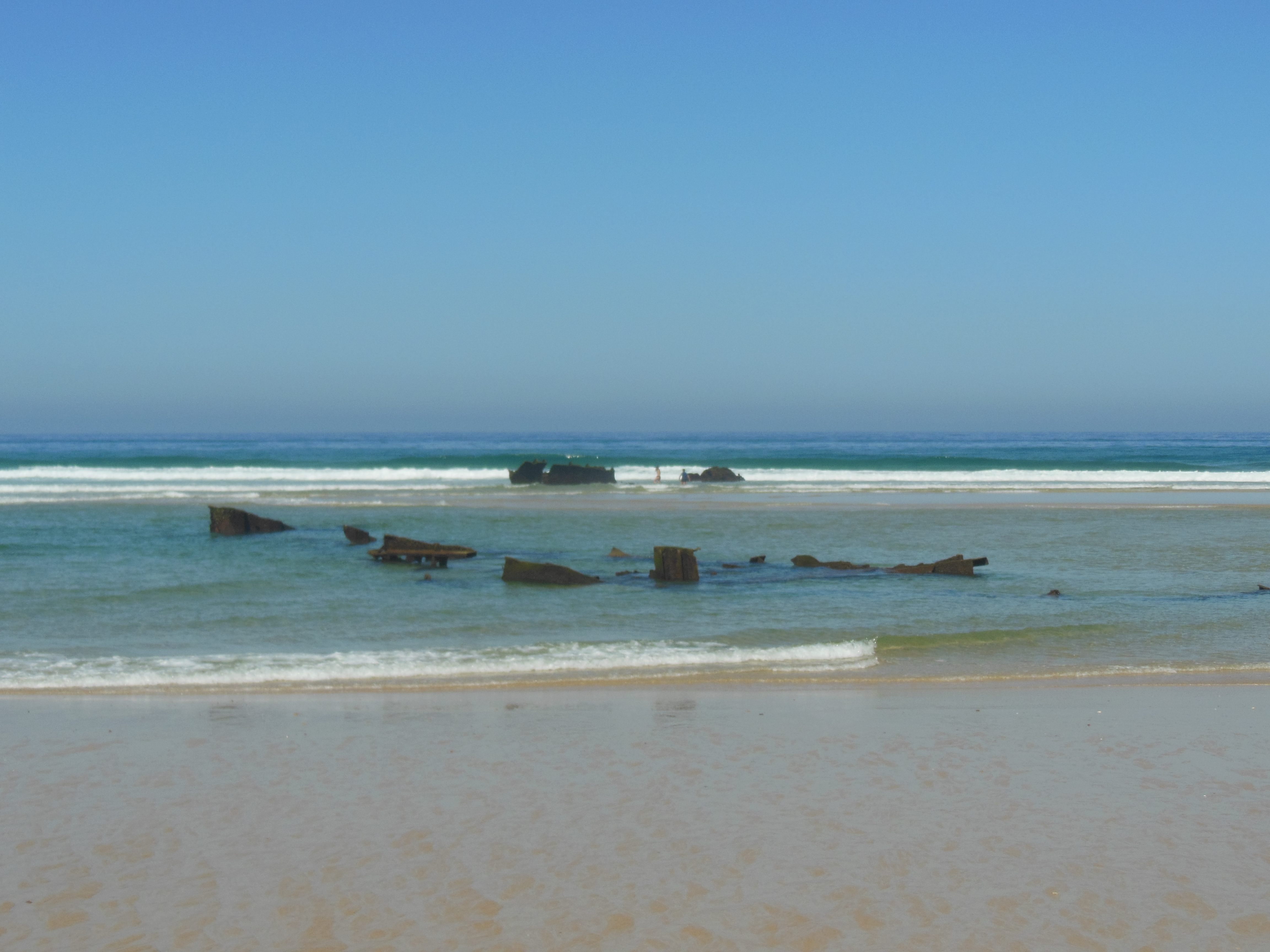
Les restes de l’Apollonian Wave et du Virgo.

L’enquête historique menée par Jean-Jacques Taillentou recense de Biscarrosse à Tarnos près de 180 naufrages entre le XVIIe siècle et 1918 :

« À l’époque, la côte landaise était encore plus dangereuse qu’aujourd’hui car il n’y avait aucun repère. Il n’y avait pas de villages, pas de balises, pas de ports, de très forts courants et des bancs de sable. Sans compter les tempêtes du golfe de Gascogne et les énormes erreurs de navigation. En clair, lorsque les marins se trouvaient à proximité de la côte, il était bien souvent trop tard »

##### Une station de sauvetage à la pointe de Grave
À la pointe de Grave, la Société centrale de Sauvetage des naufragés (SCSN), ancêtre de la SNSM, va chapeauter dès 1865, à sa création, la station dite alors de l’Embouchure de la Gironde. Secourant les personnes en danger sur l'océan, près des côtes et dans l’estuaire de la Gironde, la SCNM assure le sauvetage à l'aide de bateaux à vapeur : remorqueurs, chalutiers…
En 1953, la SCSN affecte à Port Bloc un canot de sauvetage, le « Capitaine de corvette Cogniet ». En même temps, fut construit dans Port Bloc, un ascenseur à bateau électrique permettant de mettre à sec, à l'abri quand il est inutilisé, le canot de sauvetage protégé ainsi des tarets. L'ascenseur à bateaux sera détruit lorsque la SNSM quittera Port Bloc.
Le « Capitaine de corvette Cogniet » était un canot tous temps de 1re classe, c'est-à-dire ayant l'autorisation de sortir pour effectuer des opérations de sauvetage dans n'importe quelle condition de vent et de mer. Reconnaissable à sa coque de couleur verte, il était insubmersible, autoredressable. Construit en bois en 1952 par les chantiers navals de Fécamp, il mesurait un peu plus de quatorze mètres et était équipé de deux moteurs diésel Baudoin de 55 CV lui permettant une grande manœuvrabilité alliant vitesse et stabilité. Il a servi pendant 18 ans à Port-Bloc jusqu'en 1971, date à laquelle il rejoint la station de l'Aber-Wrac'h à Landéda dans le Finistère. Ce bateau aura malheureusement un destin tragique : dans la nuit du 6 au 7 août 1986, il se fracasse sur les rochers de Kerguen en portant secours à un voilier en détresse sur l'île du Bec causant la mort des cinq membres de l'équipage.
En 1967, la SCSN change donc de nom et de statuts devenant la Société nationale de sauvetage en mer (SNSM).
Depuis 1995, la pointe de Grave dispose d'un nouveau canot tous temps de près de 18 mètres de long, le Madeleine Dassault financé pour moitié par le groupe Marcel Dassault. Ce bateau fut baptisé du nom de l'épouse de l'industriel français qui avait été kidnappée en 1964. La coque du bateau est en composite fibre de verre et résine polyester et est équipé de deux moteurs diésel Iveco de 380 CV. Il a été complètement restauré à Léchiagat en 2013 durant trois mois : entretien peinture et replastification de la coque, révision mécanique et électronique... Durant son absence, le sauvetage a été assuré par les canots de Royan et de la Cotinière.
En 2005, le port d'attache de la SNSM devient Port-Médoc.

##### La Fête de la Mer
« Depuis 1954, une Fête de la Mer est organisée en août à la pointe de Grave (le 15 août en général, parfois le 14 juillet) afin d'alimenter la caisse du Comité local de sauvetage. À cette occasion, est organisée une procession de bateaux munis du grand pavois. Un hommage sur l'eau est rendu aux marins disparus en mer, une gerbe bénite est jetée à l'eau depuis le canot de sauvetage puis tous les bateaux de la procession sont bénis. Une messe a lieu sur le baliseur ou sur le quai en plein air. Des balades en mer sont organisées. Toute la journée, le site de Port-Bloc accueille une fête foraine. Des concours sont organisés : pêche, pétanque... La SNSM vend des insignes.
Côté animations, on peut citer au fil des ans : des courses à la godille, des courses à l'aviron, des courses à la poursuite de canards lâchés dans le port, des courses à la nage (traversées du port) avec la participation une année de Jean Boiteux et Christine Caron (qui ont plus que distancé leurs adversaires), des joutes nautiques...
Il y avait aussi le mât de cocagne (sur le gréement du bateau-feu, de cinq ou six mètres), des concours de déguisements, des démonstrations très spectaculaires de sauvetage, parfois avec un système de poulie tendu depuis le fort jusqu'au quai du Balisage (la personne secourue passait d'un bateau à l'autre, au-dessus de la foule, dans une « bouée-culotte »), d'autres fois avec hélicoptère, des jeux de kermesse (courses en sac, course à l’œuf dans une cuillère, le chamboule-tout avec des boîtes de conserves, la course en arrière (au rétroviseur)...
Tout cela se terminait en général par un vin d'honneur offert à la population, un feu d'artifice, puis un bal ».

#### La douane maritime
Quand en 1953, les douanes maritimes, plus exactement dit, la Garde-Côtes des douanes françaises, s'installent à la pointe de Grave, ils disposent d'une première vedette, le « directeur général Collin de Sussy ».
Une Cité des douanes de 18 logements pour accueillir le personnel et leur famille (tous occupés) est créée en 1954. Deux maisons supplémentaires sont construites en suivant, derrière la Cité des Douanes, près du phare de Grave, afin de loger les cadres des Phares et Balises.

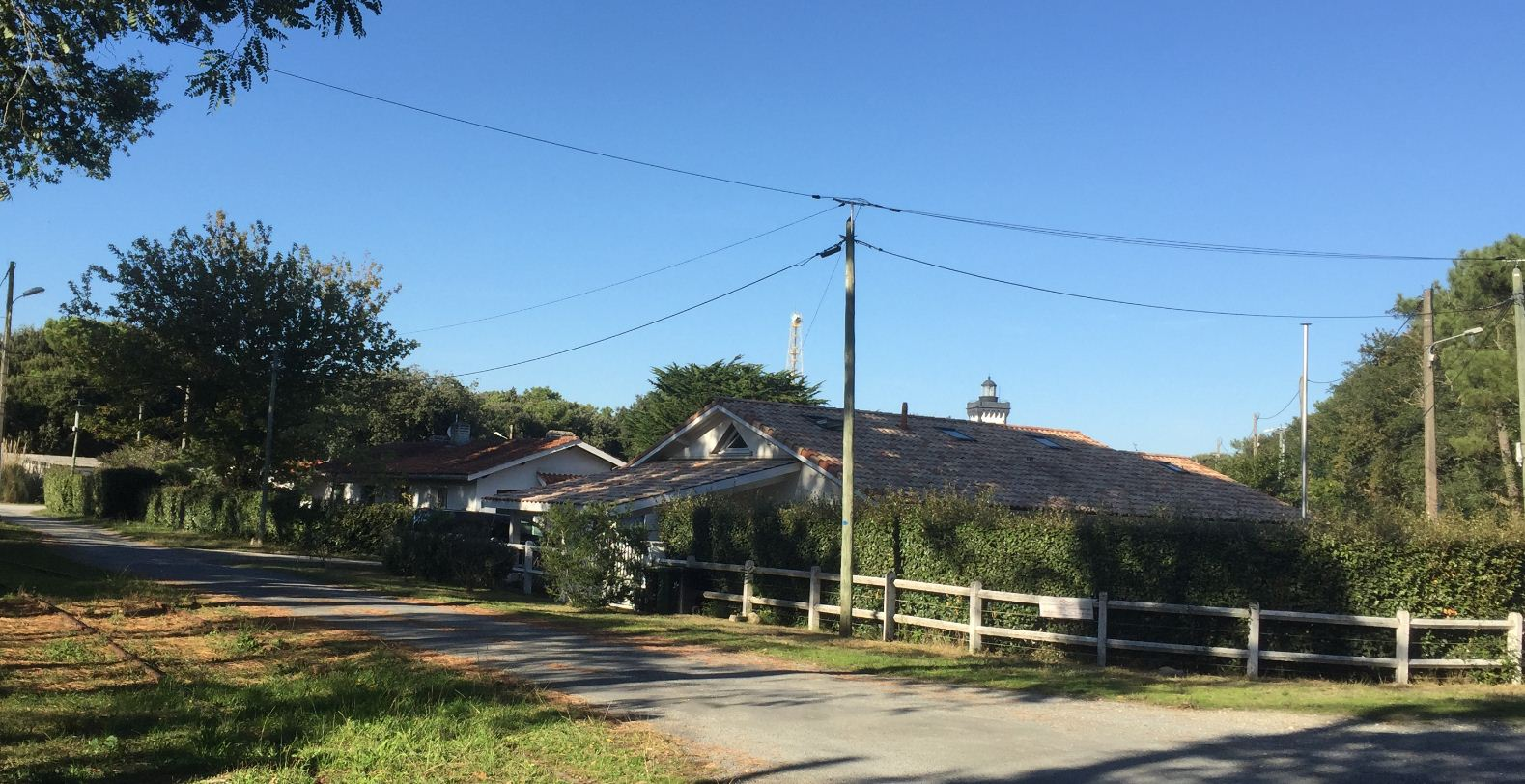
Pointe de Grave, vue extrémité sud de la Cité des Douanes

Cela représentait un afflux de population important pour le bout de la pointe et une vingtaine d'enfants pour l'école. La municipalité de l'époque, un moment tenté par une classe unique sur place, a finalement opté pour la mise en place d'un service de ramassage scolaire vers l'école du Bourg.
Très rapidement, le service des douanes s'est développé et s'est doté d'un matériel sophistiqué et notamment un superbe bateau très rapide, la vedette Suroît (deux moteurs développant une puissance de 960 chevaux et dont le rayon d'action s'étendait de Saint-Gilles-Croix-de-Vie à Saint-Jean-de-Luz). Cette brigade garde-côte sera transférée du Verdon à Royan, en 1983.
À Soulac, par exemple et au hasard, en 1815, 9 enfants sur 24 sont fils ou filles de douaniers. C'est la profession la plus nombreuse avec celle de saunier. Il faut remonter à Révolution pour trouver trace de la Ferme générale, institution qui avait pour vocation de prendre en charge la recette des impôts indirects, droits de douane, droits d'enregistrement et produits domaniaux. Celle-ci disparaît au bénéfice de la Régie des douanes (créée le 22 août 1791) : la douane maritime est, alors, organisée et récupère ainsi en France 270 embarcations pour 1 200 marins.
Un mémoire des archives nationales précise son implantation et sa composition : entre autres, 3 grandes pataches sont affectées à Bordeaux et au Verdon.
Cette administration dispose alors d'un personnel nombreux permettant à l'État de garantir un contrôle précis, dans les eaux françaises, des flux de marchandises, monétaires ou de personnes et conduisent, aussi, les douaniers à exercer de plus en plus de missions « non-douanières » auxquelles ils sont habilités. Ils obtiennent le droit d'injonction, d'arrêt par la force et l'usage des armes, si nécessaire, d'accès, de contrôle et de fouille, de visite des navires et des marchandises, des moyens de transport et des personnes, de confiscation, saisie ou retenue des marchandises de fraude et de sommes d'argent…

### La deuxième moitié duXXesiècle- 1953 à l'an 2000

#### L'allée de Rabat
On ne peut pas parler de la pointe de Grave sans évoquer une route quasi-mythique et magique pour tous ses habitants de l’après-guerre, jusque dans les années soixante-dix : l’allée de Rabat, un tronçon de la D 1215. (Quelle est l’origine de son nom?). Fin dix-neuvième, c'était l'ancienne voie empruntée par les wagonnets à traction hippomobile transportant depuis le port du Verdon les blocs utilisés à la construction de la jetée de la pointe de Grave. Cette route, la seule, l’unique route qui permet aux habitants de rejoindre le bourg du Verdon-sur-Mer, était après guerre une route de forêt de chênes verts sans éclairage, très noire, avec une frondaison très resserrée, formant voûte, ne permettant d’apercevoir une seule étoile, la nuit. Aucune habitation, la maison du garde forestier du coin du Chemin de la Claire était désaffectée, n’étant plus qu’une ruine. Cette route était, de plus, flanquée d’un cimetière tout au bout de l'allée, en bordure du chemin, sans aucune barrière, ni délimitation (sauf des chaînes, tendues entre des poteaux en ciment, au ras du sol), où étaient enterrés tous les soldats Allemands, morts pendant l’épisode de guerre de la poche de la pointe de Grave : juste des croix (avec des noms ou la marque « Inconnu ») sur les tombes (au nombre de 102, une tombe double), le sinistre cimetière militaire allemand ! Cette route alimentait toutes les peurs des habitants de la pointe de Grave devant se rendre au Bourg, de nuit, accompagnés des bruits de la forêt et des cris des animaux nocturnes. En 1960, elle avait été le lieu d’une tentative de meurtre suivie d’un suicide ce qui, à l’époque, n’était pas pour rassurer les habitants. Les jeunes gens de la Pointe voulant se rendre, le soir, au bal ou à la fête du village, évitaient de se déplacer seuls. Ils traversaient « la zone dangereuse » en pressant le pas, parfois même en courant, ou bien en pédalant un peu plus vite quand ils étaient à vélo, pour arriver rapidement en zone découverte (après guerre, jusque dans les années soixante, très peu de personnes possédaient un véhicule). Ils s'organisaient parfois en partant plus tôt, en fin de journée, quand il fait encore jour, mais le retour était inexorablement de nuit.

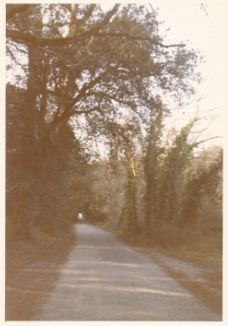
Allée de Rabat à la pointe de Grave, dans les années 1960. Au fond, « l'entrée du tunnel ».

Après 1964, il y eut une exhumation des corps des soldats allemands pour les regrouper au cimetière militaire allemand de Berneuil, (notamment les soldats inconnus), en Charente-Maritime. Le cimetière de Berneuil a été inauguré le 24 juin 1967 et abrite aussi une partie des 490 prisonniers de guerre allemands décédés du typhus, à Saint-Médard-en-Jalles (camp de Germignan) ainsi que les corps de soldats allemands tués par les maquisards, dans les poches de Royan et Pointe de Grave. D'autres corps ont été récupérés par leur famille, en Allemagne, via une association d'amitié franco-allemande, et le Volksbund Deutsche Kriegsgräberfürsorge.
Aujourd'hui, l'allée de Rabat a un peu d'éclairage public, la végétation y est beaucoup moins luxuriante, des arbres ont été coupés, les sous-bois nettoyés, l'allée gardant tout de même l’aspect d’une route de forêt, légèrement ombragée, non habitée, avec des zones de pique-nique.
« Cette partie de la forêt, en lisière de la façade estuarienne de la pointe de Grave, présente un intérêt historique et paysager remarquable » d'après la DREAL Aquitaine (direction régionale de l'Environnement, de l'Aménagement et du Logement). « Les chênes verts qui composent l'essentiel du couvert forestier témoignent des premiers ateliers de plantations de dune au XIXe siècle et créent une ambiance paysagère tout à fait originale ». Le site est classé « site d'intérêt pittoresque » par un décret du 07/04/1939. La Dreal regrette que « la majeure partie de ce site soit actuellement dédiée à l'accueil du public et que son utilisation avec des aires de pique-nique transforme la vision d'une forêt exceptionnelle en parc public banalisé. L'allée de Rabat est une invitation à rentrer en forêt et son aspect visuel actuel demande une requalification pour lui redonner son attrait premier. Le site protégé, dans son périmètre actuel, ne répond que très partiellement aux enjeux de préservation et de réhabilitation de ce paysage exceptionnel, d'intérêt national et européen et une extension du site classé à l'ensemble de la pointe de Grave est à l'étude ».

#### Le Chemin latéral
Dans le prolongement de l’allée de Rabat se situe le Chemin latéral, bien connu aussi des habitants de la pointe de Grave, avant-guerre et après-guerre. Ce chemin permettait et permet toujours aujourd’hui aux habitants de Pointe de Grave de rejoindre le Bourg, au plus court, sans passer par l’ancienne route qui traverse le hameau du Logis. Ce chemin a sans doute été aménagé pour le passage des véhicules en même temps que la construction de la ligne de chemin de fer, c’est-à-dire vers 1900, la ligne Le Verdon-Pointe de Grave étant achevé en 1902 ; ou plus probablement, fin dix-neuvième, pour livrer passage aux wagonnets à traction animale transportant depuis le port du Verdon, les blocs utilisés à la construction de la jetée de la pointe de Grave. Ce chemin a largement été emprunté par les véhicules allemands pendant la guerre 39-45 puis par les véhicules américains après-guerre, tous les deux ayant participé à en faire un chemin carrossable. Ce chemin est latéral (d’où son nom) par rapport à la ligne de chemin de fer qu’il côtoie tout du long, ou si l’on veut aussi, latéral par rapport à la plage de la Chambrette dont il est séparé par un cordon dunaire. Il côtoie sur une grande partie le nouveau port de plaisance, Port-Médoc. Il rejoint directement, depuis la Pointe, la rue de la Batterie (ancien Chemin de la Batterie) au Verdon, et permet d’éviter les deux passages à niveaux se situant à chacune de ses extrémités. Il restera pour beaucoup le Chemin Latéral, appellation qu'il a gardée pendant des dizaines d'années. D'aucuns, dans « Mémoires de Verdonnais », parlent encore aujourd'hui du Chemin Latéral et non de l’avenue de la Chambrette, nom qui lui a été donné récemment : il a d’ailleurs, au vu de sa largeur, davantage l’aspect d’un chemin que d’une avenue. Il est coupé, sur un côté, par un seul autre petit chemin, en son milieu, venant du quartier du Logis, chemin baptisé aujourd’hui passage Grenouilleau. Il a été modifié en son extrémité nord ne donnant plus directement sur l’allée de Rabat mais sur une nouvelle route rejoignant Port-Médoc, l’allée de Déclide. Des maisons en nombre limité ont été édifiées sur la bande dunaire, après 1950, entre le chemin et la plage, s'appuyant pour certaines sur les éléments défensifs en béton, restes des bunkers du mur de l’Atlantique. En 1975, c’est le long de ce chemin qu'a été construit le siège des pilotes de l'estuaire, associant poste de contrôle et logements.

#### Le hameau du Logis
Le quartier du Logis est un hameau historique du Verdon-sur-Mer déjà cité par l’abbé BAUREIN, en 1784. C’est l’endroit où se sont naturellement regroupés les tout premiers habitants de la pointe de Grave, le long et de chaque côté de la seule route de l’époque menant au bout de la presqu’île, route qui fut longtemps dénommée départementale no 1 (puis D101) de la Gironde (D1215 aujourd’hui). Il y avait d’autres habitants à la pointe de Grave mais l’habitat était plus épars, plus diffus, dans la forêt, en bordure d’océan ou de rivière. Le hameau s’étalait tout le long de la route, limité par le cordon dunaire à l’est (Port Médoc aujourd'hui), toute la zone marécageuse à l’ouest, la forêt de Rabat au nord. Le quartier était emprisonné pour la plus grande partie entre le Marais du Logis et la ligne de chemin de fer. La limite sud pourrait être aux confins du marais du même nom, c'est-à-dire à la barrière de chemin de fer, tout près de la gare du Verdon. On pourrait dire aujourd’hui que le Logis se situait le long de l’avenue de Pointe de Grave depuis la barrière de chemin de fer, à la fin de l’allée de Rabat, au nord (première barrière), jusqu’à la deuxième barrière, au sud, tout près de la gare. Pour faire plus simple, le hameau du Logis s'étendait tout le long du marais du même nom, le Marais du Logis. On disait dans les années soixante, de « chez Rabenne » à « chez Verrier », du nom des habitants, de barrière à barrière. Or, la carte IGN confine le hameau à l'extrémité sud du marais dans le triangle entre la voie de chemin de fer, la route de la Batterie et la nationale D1215, le résumant à quelques maisons, et l'écrit avec un « t » à la fin ! Il existe aujourd'hui (2020) quelques panneaux indicateurs (Logit avec un « t ») le signalant dans cette zone mais plus aucun panneau de localisation de hameau de type E31. On ne comprend d'ailleurs pas trop cette carte IGN : le marais du Logis est bien écrit avec un « s » mais lorsqu'on agrandit la carte, en faisant un zoom, en se rapprochant, il change de nom et on le retrouve écrit avec un « t » !
Le quartier est coupé par la première rue rencontrée menant au Bourg, à savoir le Chemin de la Batterie, à peu près au niveau où le chenal de Rambeaud (du Logis ?) traverse la route.
Les plus anciens recensements de la population du Verdon font état, pour Le Logis, de : 41 habitants en 1891, 57 en 1896, 82 en 1901, 84 en 1906, 69 en 1911, 62 en 1921, 83 en 1926.

#### Le Verdon et ses marais: marais du Logis, marais du Conseiller
La ville du Verdon-sur-Mer est cernée par les marécages : le Marais du Logis au nord et nord-est, le Marais du Conseiller à l'est, et au sud-ouest. Ceci a amené la commune, de tout temps, à mener des plans de lutte contre les moustiques. Qui ne se souvient, dans les années cinquante, de la jeep (des pompiers?) sillonnant les rues du village, de la Pointe à Soulac, équipée d'un canon à DDT, bombardant cet insecticide sur tous les arbres et fourrés qu'elle rencontrait, ainsi que sur les plans d'eau. Il fallait rentrer vite et fermer toutes les portes et fenêtres : l'odeur (légère) n'était pas trop désagréable, mais cela piquait les yeux et pouvait faire éternuer.
Plus connu sous le sigle DDT, le dichloro-diphényl-trichloroéthane (synthétisé en Suisse en 1939) est un insecticide qui a été largement utilisé à partir des années 1950 pour lutter contre le paludisme et le typhus avec des résultats spectaculaires. Le DDT avait sauvé bien des vies, dans les troupes alliés, dès la Seconde Guerre mondiale. Mais voilà, il est interdit en France en 1971, puis placé en 2001 sur la liste des « 12 salopards » (en référence au film) par la convention de Stockholm. Des études récentes publiées par l'OMS en 2006 montrent qu'il n'était pas si toxique que ça pour l'Homme et préconisent son retour dans certaines circonstances : bien sûr, pas en grande quantité et de manière extensive comme ça avait été fait dans l'agriculture, par exemple. Dans la nature et en grande quantité, il a été prouvé qu'il n'avait pas, bien sûr, de discernement en ce qui concerne les insectes qu'il tuait, mais aussi qu'il pouvait être responsable de la disparition d'oiseaux, de poissons, etc.
Aujourd'hui, la lutte consiste surtout à s'attaquer aux larves.
Le marais du Logis jouxte donc, à l'ouest, le hameau du Logis, limité au nord par la forêt de Rabat, à l'ouest par la forêt domaniale de Pointe de Grave, au sud par le chemin du Toucq. Cette zone humide d'environ 91 hectares (dont 49 hectares de bassins), se situe au nord du bourg du Verdon, bordée par une zone forestière plantée de chênes verts séculaires, classée Espace Naturel Sensible (42 hectares de bordure forestière humide). La lisière ainsi créée augmente la richesse biologique de ce milieu à la fois doux et saumâtre (eaux pluviales pour les eaux douces, eaux de l'estuaire pour les eaux saumâtres). Dernière étape littorale avant l'estuaire de la Gironde, le marais du Logis est une halte privilégiée pour les oiseaux migrateurs. Il est formé de bassins d'eau douce, déconnectés du système hydraulique estuarien et alimentés par le bassin versant et les remontées d’eau souterraine, et de bassins d'eau saumâtre alimentés par le chenal du Logis (ou chenal de Rambeaud aujourd'hui) qui traverse la zone urbanisée du bourg du Verdon. Le chenal est jalonné d’ouvrages (écluses et clapets) dont la manipulation permet de faire remonter ou non l’eau saumâtre dans le marais. Les bassins, lorsqu’ils existent encore, sont séparés par des bosses (prairies) anciennement pâturées. Longtemps après guerre, il y eut sur ce territoire une ferme, et des vaches laitières paissaient dans ces prairies. Exploité dès le XIIe siècle, le marais du Logis a permis au fil du temps diverses activités : saliculture, pêche et chasse, ostréiculture, élevage, tourisme… Ancré dans la mémoire locale de la pointe de Grave, ce marais a subi une déprise agricole et un manque d'entretien qui augmentait les risques d'inondation. La commune l'a racheté en 1979 et l'a ouvert au public après l'achat de terrains contigus par le conseil général de la Gironde. Un plan de gestion a été établi de 2006 à 2010 par l'association locale Curuma afin de restaurer sa fonctionnalité : capacité auto-épuratoire, entretien des ouvrages, création d'un champ d'expansion des crues…CURUMA CPIE Médoc (Centre Permanent d'Initiatives pour l'Environnement en Médoc) est une association de protection de l'environnement qui travaille auprès des acteurs du Médoc afin de promouvoir une gestion durable des espaces naturels humides et la pérennisation en ces lieux d'activités socio-économiques soutenables. L'association a été fondée en 1993 à la suite de la création d’une autre association chargée de tester les possibilités d’élevage des gambas dans les marais de la Pointe du Médoc. Curuma tire son nom du japonais « Kuruma ebi », espèce de crevette (Penaeus japonicus) élevée depuis le début des années 1990 dans les marais maritimes médocains.
Il a été établi à l'aide des conseils de l'association, un suivi de la qualité du milieu : salinité, température, concentration en oxygène… et a été programmé un entretien régulier du site : maintien des haies, débroussaillage, entretien des zones boisées, des fossés… Les traitements anti-larvaires ont été limités par une démoustication régulière. La biodiversité du site est évaluée régulièrement : amphibiens, cistudes, odonates (libellules) papillons…Un pâturage alterné (vaches et chevaux) est mis en place. La municipalité actuelle (2020) parle de faire du marais du Logis « l'écrin du Verdon ».
Au sud-ouest du bourg, se trouvent les marais du Conseiller qui s'étendent sur plus de 200 hectares. Ils sont constitués à la fois de dépressions adoucies (Giraudeau, Grands Maisons), déconnectées du système hydraulique estuarien et alimentées par le bassin versant, et de bassins saumâtres alimentés par le chenal du Conseiller et le chenal du Port. Ces chenaux alimentent les zones de la Vissoule, du Proutan et du Conseiller, à partir de l'estuaire de la Gironde par l'intermédiaire de la darse du Verdon.
Une Association syndicale des marais du Conseiller fut créée en 1843 par ordonnance royale. Sur la carte de l'Atlas du département de la Gironde (1888), ces espaces sont devenus des réservoirs à poissons. Cette activité a perduré longtemps encore pendant la première moitié du XXe siècle comme le prouvent d'anciennes cartes postales, se doublant parfois de la récolte du sel dans des marais salants : les augmentations et diminutions du cadastre indiquent la construction d'un entrepôt de sel en 1875 (parcelle A 1635, appartenant à Moynet).
Avec l'aménagement de l'avant-port du Verdon, les marais du Conseiller sont achetés progressivement par le port autonome de Bordeaux à divers propriétaires privés, pour la plupart ostréiculteurs ou exploitants agricoles. En 1974, la route menant au môle et traversant les marais est aménagée. En 1980, le port autonome devient le propriétaire principal de cette zone. Une partie des marais du Conseiller est alors remblayée en prévision d'aménagements qui ne seront finalement pas réalisés. Les marais sont dès lors laissés à l'abandon même si une association tente de relancer une activité aquacole. En 1992, le conseil général de la Gironde achète trois hectares avec le projet de valoriser les marais de la Pointe du Médoc, tout en préservant les zones humides. L'association Curuma, assure depuis la conservation et la préservation de ces espaces (en même temps que le marais du Logis), tout en contribuant à la réintroduction de l'activité conchylicole.
Le chenal du Conseiller se prolonge au Nord par le chenal de Rambeaud, rejoignant le Marais du Logis au centre du Verdon, et par le chenal de la Vissoule à l'Ouest.

#### L'élevage de gambas
Dans ces mêmes marais (Marais du Conseiller), fin des années 1980, on procéda au Verdon à une expérimentation d'élevage de gambas. La question était de savoir si cette crevette originaire de l'Océan Indien et de l'Océan Pacifique (Penaeus japonicus, de son nom scientifique) s'acclimaterait bien dans le Médoc. Et serait-ce rentable?
De tels essais avaient déjà eu lieu en France, notamment, tout près, en Charente, en 1984.
Des fermes aquacoles ont été aménagés, la gestion étant confiée à l'IFREMER (Institut français de recherche pour l'exploitation de la mer) qui dépend du ministère de l'Écologie (de la Transition écologique depuis 2020) et du ministère de l'Enseignement supérieur et de la Recherche (et de l'Innovation depuis 2017).
Les quantités récoltées se sont accrues au fil des ans : 240 kg en 1984, 750 kg en 1985, 2 800 kg en 1986, 4 275 kg en 1987.
En 1981, le CEPRALMAR, une association créée en 1981, regroupant des élus et des professionnels de la mer, reprend les essais de grossissement sur une base plus extensive encore. Elle obtient des résultats encourageants mais les coûts de production restent élevés. La crevette japonaise, dite aussi crevette impériale ou kuruma, nécessite beaucoup de soins. C'est un animal aux mœurs nocturnes : la journée, elle reste enfouie dans la vase, ne sortant que la nuit pour se nourrir. Les marais doivent être entretenus en fonction : il faut les vidanger sans les vider complètement pour garder la vase du fond, l'ensemencer pour détruire les prédateurs : poissons, crustacés, ou larves d'insectes, comme par exemple les larves de libellule. Il faut renouveler l'eau régulièrement, calculer la nourriture qu'on leur donne en fonction de la quantité de crevettes dans l'élevage. Il faut disposer d'une étendue d'eau suffisante : 5 hectares au moins.
Il faut amener l'électricité au milieu du marais. Toutes ces exigences coûtent très cher, et ce n'est que soutenue par la puissance publique que l'activité a pu se développer.

#### La pêche de la pibale
Une autre pêche traditionnelle au Verdon est la pêche de la civelle, dite pibale localement. Cette pêche est très réglementée, seuls quelques pêcheurs professionnels sont autorisés à la pratiquer à cause de la diminution constante de la ressource.
La pibale est l'alevin de l'anguille, poisson migrateur qui se reproduit à des milliers de kilomètres de l'estuaire de la Gironde, dans la mer des Sargasses. La larve de l'anguille arrive sur nos côtes d'octobre à mai après un long voyage, et commence alors la remontée des cours d'eau : poisson catadrome. Cette reproduction en un seul lieu, si loin, n'a apparemment pas encore été prouvée scientifiquement, les balises posées sur des anguilles ne nous conduisant pour le moment qu'aux Açores.
Les pibales sont toutes petites, moins de soixante-quinze millimètres, lorsqu'emportées par les courants et les marées, elles pénètrent dans l'estuaire de la Gironde ou le bassin d'Arcachon. Les pêcheurs les capturent de la rive ou d'un bateau posté à l'entrée d'un chenal, de nuit en général, à marée montante. Cette pêche est très réglementée, très surveillée, un quota de pêche est fixé qu'il ne faut pas dépasser. Une fois ce quota atteint, la pêche s'arrête. Les autorisations pour la pratique de cette pêche spécifique étant limitées, les licences sont très difficiles à obtenir.
Tout du long de sa remontée des fleuves, la pibale grossit, se transforme : elle perd sa transparence, se noircit, puis devient « anguille jaune », tout d'abord. Trop petite pour la pêcher à l'hameçon, on utilise pour l'attraper un tamis au maillage très fin. En bateau, on tend généralement au milieu d'un chenal, des filets à mailles très fines, à contre-courant : les civelles portées par la marée sont « drossées » au fond du filet (pêche appelée drossage).

La civelle ou pibale

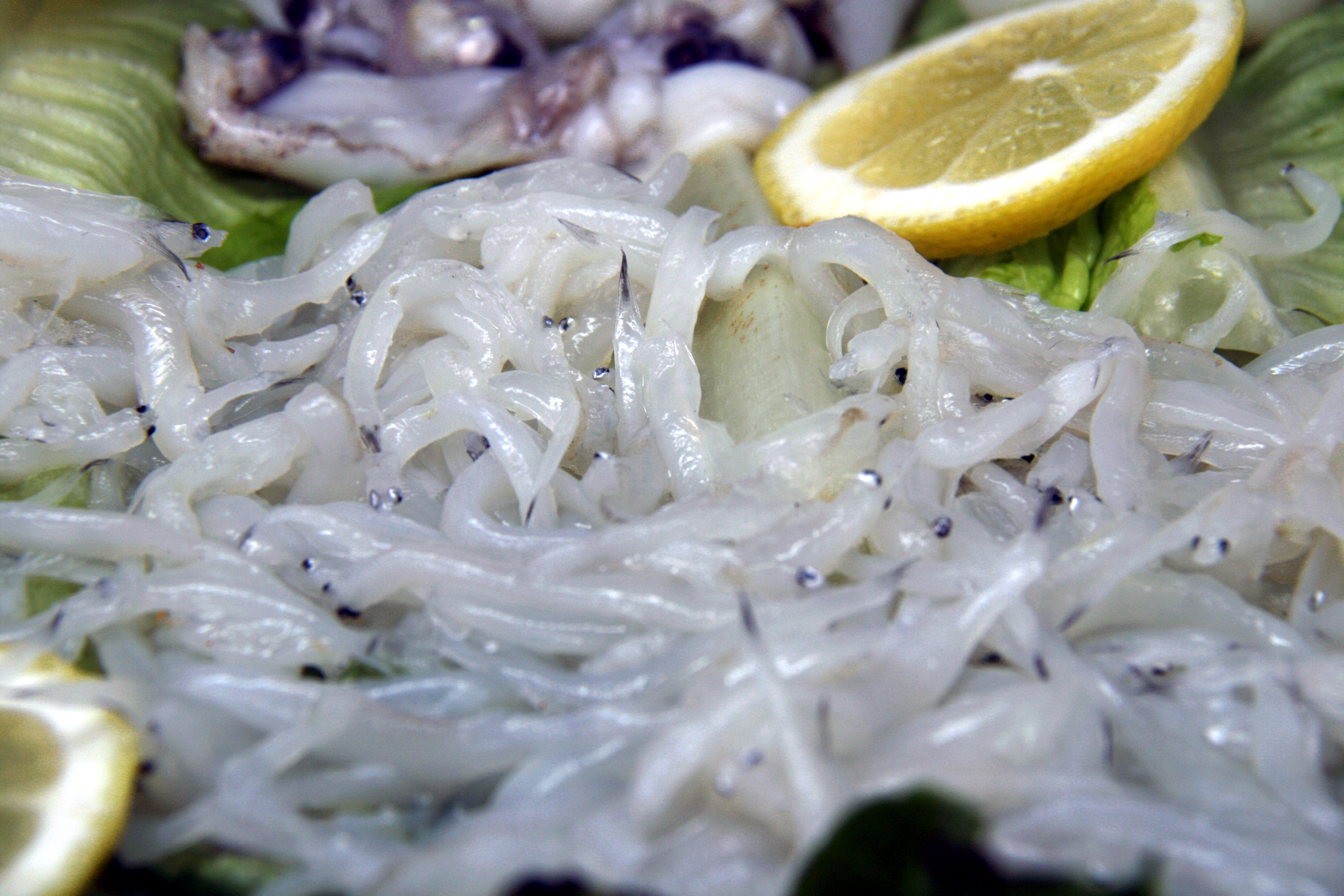
Pibales non encore cuites

Sur le site du Verdon, les pêcheurs pratiquent un tour de rôle pour positionner leurs bateaux en tête du chenal. Pour que ça soit équitable, le premier (la meilleure place) devient le dernier le lendemain. La période de pêche autorisée est, en général, janvier et février. Le maillage ne doit pas permettre d'attraper des pibales plus petites que 0,75 cm.
La pibale pêchée au Verdon jusque dans les années 1970, en surpopulation à l'époque, était consommée sur place, d’octobre à avril. Elle n'avait aucune valeur marchande, on l'appelait même le « plat du pauvre ». On donnait le surplus aux poules qui en raffolaient. L'anguille avait été déclarée espèce nuisible. Trop nombreuses, les anguilles empêchaient les autres poissons de bien se nourrir, notamment tous les salmonidés qui voyaient leur population diminuer.
L'engouement des Espagnols, des Japonais, des Chinois…pour cette petite bête va complètement changer la donne. Devenue très rentable, la pêche, ouverte à tous, a amené un braconnage et une surexploitation.
La ressource a diminué très rapidement amenant l'intervention des autorités de la pêche et un durcissement de la loi. Le prix sur le marché, en 2019, était d'environ 400 euros par kilo. La civelle est devenue, dès lors, l'objet de tous les trafics. Cette même année, un réseau international a été démantelé : depuis le Médoc, les civelles, via l'Espagne puis le Portugal, terminaient dans les assiettes en Asie.
Les anguilles, menacées d'extinction, sont aujourd'hui protégées. L'Union internationale pour la conservation de la nature (UICN) a élaboré, au niveau européen, un plan de sauvegarde de l'espèce. L'anguille fait aussi partie, au niveau mondial, de la liste des animaux protégés par la convention de Washington : ces accords visant à protéger toutes les espèces en danger sont connus sous le nom de CITES en anglais (Convention on International Trade of Endangered Species).

#### Les thoniers basques et espagnols
« Un évènement pratiquement rituel a fortement frappé les esprits des habitants de Pointe de Grave dans les années cinquante et début soixante : l'arrivée des thoniers basques et espagnols, au mois d'août, dans Port Bloc. À cette période, les anchois sont dans le golfe de Gascogne chassés par les thons qui remontent vers le Nord. Les thoniers espagnols et basques capturaient ces anchois pour leur servir d'appâts vivants (conservés dans des viviers) pour attraper les thons à la ligne. Dès qu'un avis de tempête était signalé, ils venaient s'abriter au plus près, pendant deux ou trois jours, à Port Bloc. C'était quelque chose de grandiose que de voir le port empli de thoniers à pavillon espagnol ou basque débordant littéralement de bateaux (jusqu'à 102) : ne restait plus qu'un fin chenal pour la sécurité afin de pouvoir entrer et sortir du port, en cas de nécessité. Et quelle animation sur les quais et à la Pointe de Grave! La communication entre marins pêcheurs et la population n'était pas toujours facile car très peu de ces pêcheurs parlaient français, mais ils se montraient très généreux : c'était l'assurance pour beaucoup de verdonnais de repartir avec du thon et des anchois pour plusieurs repas. »

#### Les commerces, les animations
À Pointe de Grave, point d’épicier, point de boucher, point de charcutier, point de boulanger, ni de pâtissier… point de pharmacie, ni de médecin. Les commerces se sont de tout temps regroupés dans le bourg, sauf peut-être une épicerie à l’extrémité du Logis, mais assez éloignée, tout près du village. Les habitants, pour faire leurs courses, devaient donc se déplacer, se rendre au bourg, mais après guerre, peu de personnes avaient un véhicule. Le plus souvent, ils attendaient patiemment le passage d’un service à domicile, assuré par les commerçants du bourg eux-mêmes, en camion, en voiture…. « On allait au fourgon ! ». Des noms de commerçants sont restés gravés dans la mémoire des anciens : Gaillard, Ronzié, Baleau, Trépaud… et le nom des porteuses de pain. On se souvient aussi du passage des livreurs de pains de glace, de bois de chauffage, puis de charbon (anthracite, coke, gaillette, boulets, ..), puis de fuel, plus tard… pour le chauffage. Dans les années cinquante, la majorité des gens chauffaient encore leurs habitations avec des poêles à bois ou à charbon et préparaient toujours leurs repas à l’aide d’une cuisinière qui fonctionnait grâce à la combustion d’une de ces deux matières. Dans beaucoup de familles, on continuait à utiliser des cuisinières datant du début du siècle (le XXe). En fonte noire, d’un poids énorme et d’une solidité à toute épreuve, elles comportaient une plaque de foyer conçue pour faire chauffer deux casseroles, un four et une réserve d’eau chaude : leurs ornements et leurs boutons de préhension étaient la plupart du temps en laiton.
Le passage du limonadier était très guetté par les enfants : ils étaient friands de sirops, de sodas, des fameux « Pschitt » orange ou citron, de limonade, du bon Cacolac, une boisson de fabrication vraiment bordelaise…, mais aussi d’Antésite, très consommée à cette époque. C’était plus économique que les sirops (dix gouttes pour un verre) mais la réglisse était-elle vraiment meilleure que le sucre pour leur santé ? Les parents achetaient le vin au marchand de vin, le limonadier assurant parfois les deux services.
Après-guerre, on pouvait aller s’habiller aux Nouvelles Galeries, aller à la mercerie, à la droguerie, chez le quincailler, chez la fleuriste, chez le coiffeur… mais toujours au bourg, il fallait faire une dizaine de kilomètres aller-retour, soit une quarantaine de minutes pour s’y rendre, autant pour le retour, deux fois treize minutes en vélo (source Mappy). Les jeunes pouvaient aller danser au Casino, voir un film au cinéma Cinélux, toujours au bourg. La fête du village avait lieu au bourg aussi, le plus souvent près du vieux port ostréicole (face à l'ancienne Mairie), le premier dimanche d'août.
Les habitants de la Pointe tenaient cependant leur revanche par rapport au village : ils pouvaient manger du poisson, des coquillages, des crustacés… à leur guise, à leur faim, à leur désir. Il y avait, en effet, pas moins de deux pêcheries près de Port Bloc, la première ouvre en 1950. Comme distraction, ils avaient aussi la Fête de la Mer, organisée tous les 15 août (en général) autour de Port Bloc.
Le site étant plutôt tourné vers le tourisme, il y avait beaucoup d’animation en été. On pouvait y manger et y dormir (de nombreux hôtels et restaurants avant-guerre, plus aucun hôtel en 2020), on pouvait aller au café, manger au restaurant, acheter des cornets de frites, des chichis, des friandises…, acheter des glaces, du tabac…, se désaltérer dans les bars. Le bac, Port Bloc, les plages, la colonie des Armées, au fort… étaient l’assurance d’un afflux important de population.
Les touristes pouvaient acheter, de leur côté, des souvenirs au Bazar du port : des coquillages décorés (si gros parfois qu'ils ne pouvaient avoir été pêchés localement dans l'océan atlantique), des bibelots, toutes sortes de gadgets, de nombreux objets artisanaux, des porte-clefs, des couteaux aux manches décorés, tous ces objets souvenirs griffés aux noms de Pointe de Grave ou de Le Verdon-sur-Mer, des cartes postales, des phares de Cordouan (sous toutes ses formes, maquettes, au cœur d’un coquillage, en porte-clefs, en bois…parfois dans des boules à neige, etc. Cordouan était alors la Tour Eiffel locale.

À la Pointe, on n’a jamais eu non plus de difficultés pour pêcher : on pouvait acheter une canne, des hameçons, des leurres, des appâts…, tous les articles nécessaires dans le magasin, sur place. C’était une attraction, un spectacle vivant que de voir tous ces pêcheurs au lancer (le sport local), très nombreux après-guerre, étés comme hivers, alignés les uns très près des autres, sur la jetée de la Pointe, sur les rochers, et tout au long de la côte ou de la rivière. Aujourd'hui (2020), les pêcheurs à la ligne se font plus rares, pratiquement plus aucun en période hivernale.

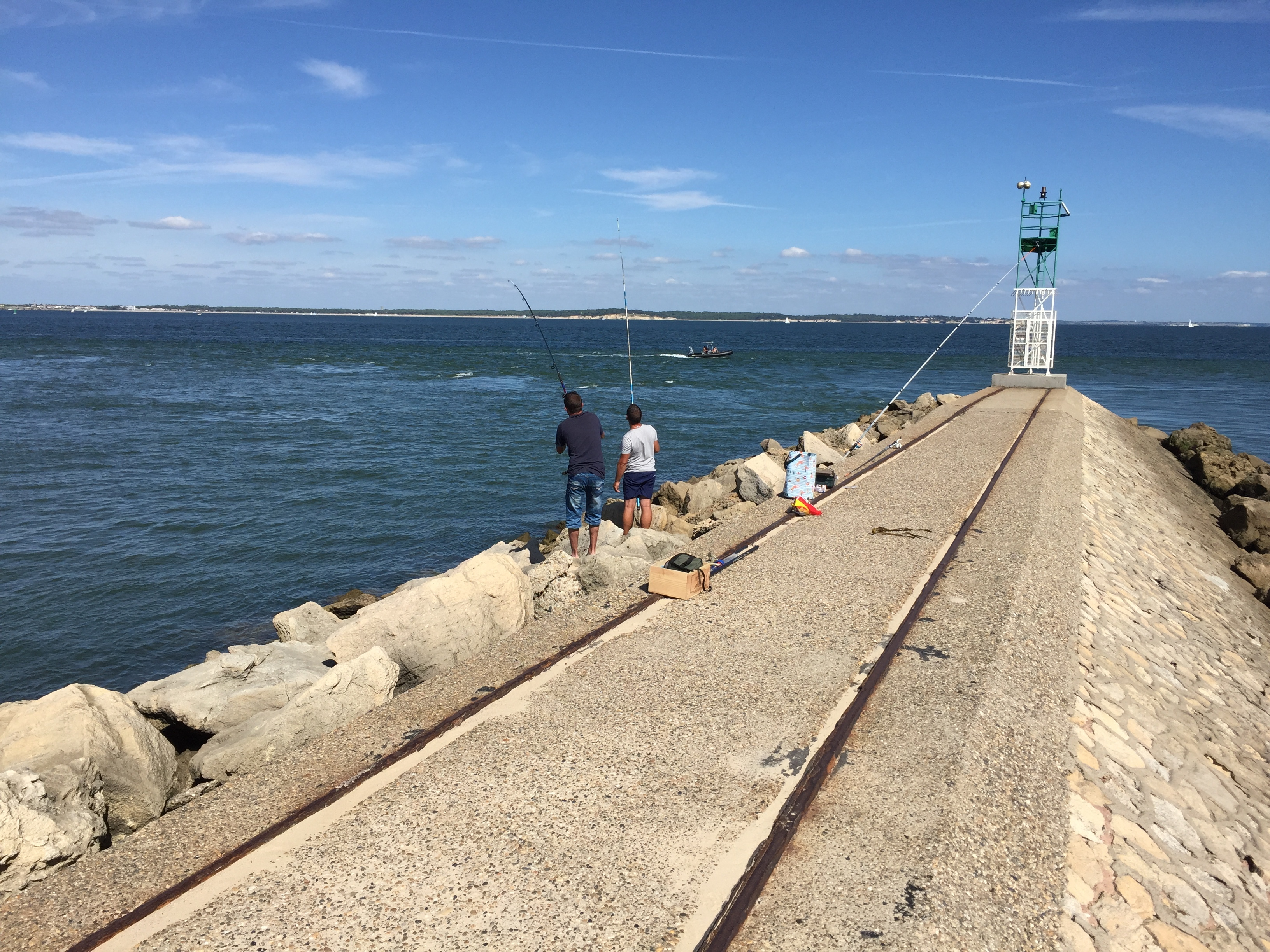
Pêcheurs à la pointe de Grave, mais pas autant qu'avant

Les plus sportifs, à cette époque d'après-guerre, préféraient le côté océan ou le bout extrême de la jetée, sur les rochers, face aux remous (rencontre de l'océan avec la rivière). Les autres se mettaient côté estuaire. Les fils parfois s’emmêlaient, surtout si on avait un novice à côté de soi. Il était fréquent aussi que les lignes s’accrochent aux rochers et cassent : plombs, hameçons étaient perdus, il fallait remonter une ligne. Plus rare, mais c’est arrivé aussi plus d’une fois, un pêcheur maladroit pouvait attraper un passant ou un autre pêcheur avec son hameçon.

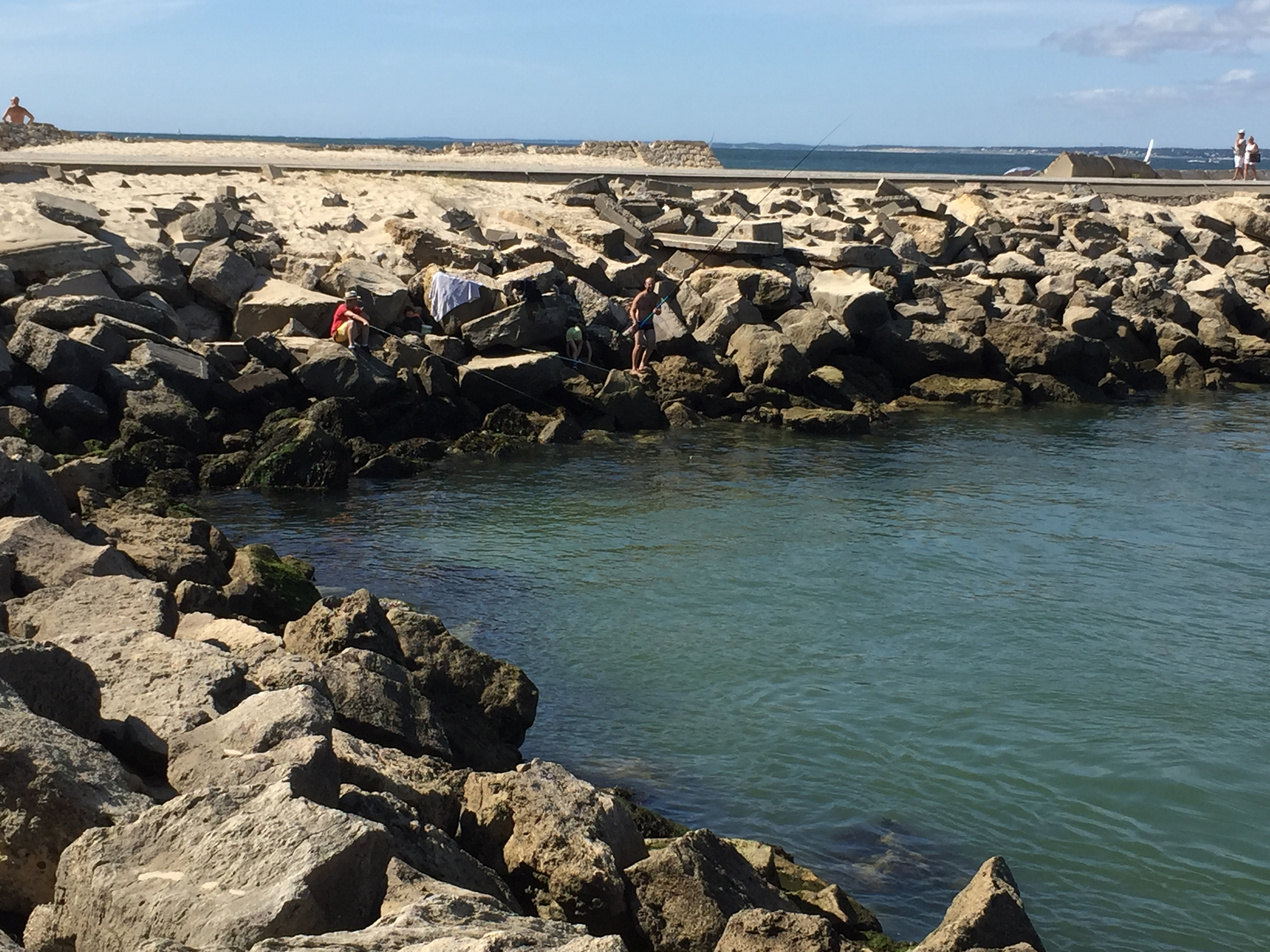
Pêcheurs à pointe de Grave, plutôt côté rivière à cause de l'ensablement du bout de la pointe.

Les pêcheurs parvenaient souvent à sortir de l'eau de gros poissons, parfois au prix d'une âpre et longue bataille avec l'animal qui parfois, gagnait et emportait la ligne : mules, maigres, loubines…mais le plus spectaculaire était la sortie de l'eau des raies, si dangereuses : il fallait se méfier, s'écarter, et rapidement enlever le « dard » (épines au bout de la queue) qui pouvait provoquer de très graves blessures, parfois mortelles.

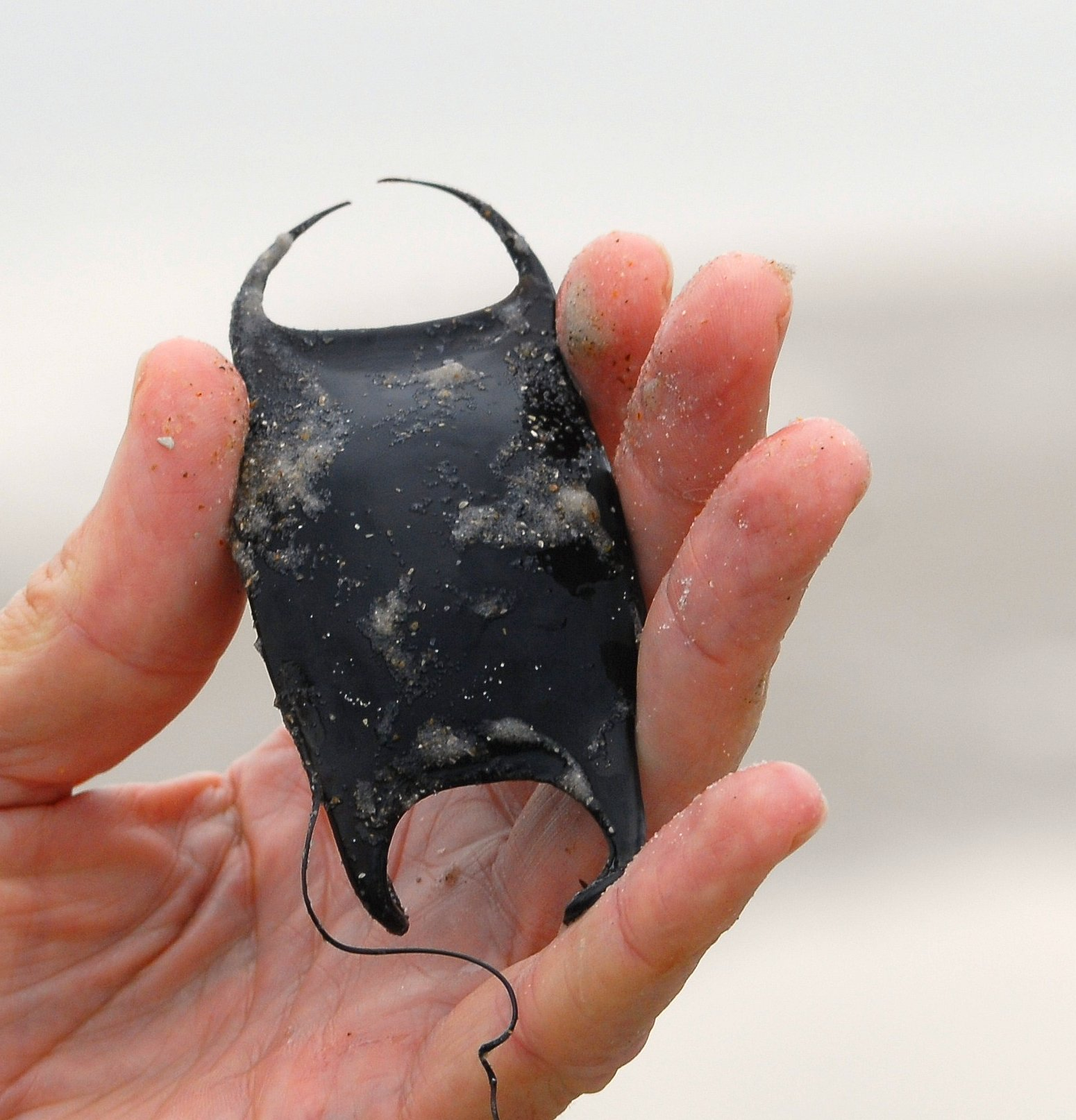
Capsule d’œuf de raie rejetée sur les plages.

Les raies semblent très nombreuses dans cette partie de l'océan : on trouve, en effet, une quantité extrardinaire d'œufs de raies (capsules) en se promenant sur la plage, en hiver. C'est un animal fascinant de par son alimentation (poisson muni de dents pour broyer les coquillages) et son mode de reproduction (oviparité). Concernant le témoignage de cette vie marine, il est aussi courant de retrouver sur les plages des os de seiche ou des mues de crabe.
Dans les rochers, certains descendaient au plus près de l'eau, afin de pratiquer la pêche à la balance : ils attrapaient des crabes (des étrilles ou des crabes verts, le plus souvent), des crevettes (des crevettes roses ou des bouquets), et plus rarement des crustacés… Afin d'avoir plus de chance de pêcher, à pied, des dormeurs ou des homards, il fallait plutôt aller en pleine mer, au rocher de Cordouan, par exemple, mais il fallait posséder un bateau.
À marée basse, beaucoup pratiquaient aussi le ramassage de coquillages et la pêche aux crabes dans les rochers, pêche largement interdite aujourd’hui pour cause de pollution : huîtres, moules, bigorneaux, « chapeaux chinois »… Les enfants, eux, ramassaient des étoiles de mer et pêchaient de petits poissons, des petits crabes et des crevettes avec leurs épuisettes, dans les trous d’eau. Les plus grands, armés d’haveneaux pouvaient pêcher la santé, notamment derrière la digue de Port Bloc, près des installations du Balisage, côté rivière.
Si on ajoute la chasse, la cueillette de champignons, et sur un autre plan, l’animation touristique, personne ne s’ennuyait après-guerre à la pointe de Grave malgré la pénurie de certains commerces.

#### La guerre d’Indochine (1946-1954)
Un habitant du Verdon, André Rémi Normandin, dont le nom figure sur le monument aux morts du village, fut tué au combat le 27 janvier 1947, au Tonkin (Son Bach) : sergent au 3e bataillon de montagnards, il était originaire de Montguyon, en Charente, et avait moins de 25 ans.

#### La guerre d'Algérie (1954-1962)
Trois Verdonnais sont tués lors de la guerre d'Algérie. Leurs noms figurent sur le monument aux morts du village : Maurel Georges Philippe, 20 ans, décédé le 30 avril 1956 ; Tard André et Tard Marcel, 21 ans, soldat du 3e régiment parachutiste d'infanterie de marine, décédé le 25 mars 1959, à l'hôpital d'Orléansville (ex département d'Alger).

#### L'avant-port pétrolier du Verdon (1964-1984)
L'aventure pétrolière du Verdon ne fut qu'une parenthèse de la vie du village, elle durera moins de vingt ans. Tout débute en 1964. Les travaux d'aménagement vont durer deux ans. Une première cargaison de pétrole brut sera livrée le 11 janvier 1967 par toute proportion gardée un « petit » navire citerne, « Le Passy », 206 mètres de long, 33 000 tonnes, fabriqué à Odense au Danemark en 1961. Et en 1984 déjà, tout sera arrêté après un repli sensible des importations dès 1973 lors du premier choc pétrolier, repli qui ne fera que s'amplifier.
L'idée première du projet était de faire venir dans un avant-port de très gros bateaux, de gros tankers, afin d'approvisionner en quantité et au moindre coût les raffineries de Gironde encore en fonctionnement. Ces dernières, en effet malheureusement, cesseront toutes leur activité de raffinage dans les années 1980 touchées de plein fouet par le second choc pétrolier de 1979 qui se produit après celui de 1973. Elles se reconvertiront en simples dépôts. Les raffineries fermées, plus besoin de faire venir du pétrole en si grande quantité, et le dépôt de brut au Verdon est lui aussi interrompu.
Cette dernière crise pétrolière de 1979 fut en partie orchestrée par l'Organisation des pays exportateurs de pétrole (OPEP) mais avait aussi d'autres causes telles la modification de l'offre due à la révolution islamique en Iran et la guerre de ce pays avec l'Irak. Elle va aboutir après une envolée historique des prix à un contre-choc pétrolier qui va diviser par trois le prix du baril : il passera alors de 30 dollars à 10 dollars. Devant les lourdes pertes financières, le raffinage sur place s'arrêtera en 1984 pour Ambès et en 1985 pour Pauillac en même temps que le démantèlement des cuves de la pointe du Médoc.
L'avant-port pétrolier du Verdon évitait le déplacement des bateaux jusqu'à Pauillac, Ambès, Bassens ou Bordeaux. L'avantage, outre le gain de temps, était de pouvoir recevoir en eau profonde de très gros tonnages, jusqu'à 300 000 tonnes, alors que seuls les bateaux de moins de 100 000 tonnes avaient jusque-là l'autorisation de remonter l'estuaire de la Gironde. Et encore, les plus gros devaient s'arrêter à Pauillac, seuls ceux de vraiment petite taille pouvaient continuer jusqu'à Ambès. Depuis Le Verdon où il était stocké dans des cuves, le pétrole brut était ensuite acheminé jusqu'aux raffineries par des bateaux plus petits, des caboteurs tels le Pétro-Verdon et le Pétro-Gironde (construits par la société Petromer et mis en service en 1967) qui pouvaient remonter l'estuaire jusqu'à Ambès assurant une navette. La Shell a quant à elle privilégié le choix de la construction d'un oléoduc jusqu'à Pauillac (50 km environ) pour le transport jusqu'à son site de raffinage.
Les raffineries alors desservies se situaient à Trompeloup, commune de Pauillac (raffinerie des Pétroles Jupiter, puis Shell-Berre, première ouverture en 1931, fermeture en 1986), au Bec d'Ambès (Bayon-sur-Gironde) et Bassens (raffinerie Elf créée en 1930, dépôts gérés aujourd'hui par les Docks des pétroles d'Ambès (DPA), fermeture en 1987), à Ambès (raffinerie Esso dite de Bordeaux, créée en 1959, fermeture en 1983).
En plus des approvisionnements maritimes, Esso, filiale d'Exxon, exploitait le pétrole acheminé par oléoducs depuis tous les petits gisements français du sud-ouest (un gisement à Lacq exploité depuis 1951, un plus gros gisement à Parentis-en-Born, les deux tiers de la production métropolitaine depuis 1954, un autre à Cazaux, deuxième plus gros gisement, depuis 1959, puis à Meillon depuis 1965, Saint-Faust et Aubertin depuis 1966, Mothes à Ychoux, Lucats-Cabeil, gisements non loin de Parentis plus modestes, à Lugos...). La plupart de ces gisements dont certains, Lacq par exemple, sont plus ou moins épuisés, sont gérés depuis 1997 par une entreprise canadienne, Vermilion Energy. Cette société et l'entreprise Maurel & Prom (à Mios et sur le bassin d'Arcachon) ont depuis continué jusqu'en 2018 leurs activités de forage en Gironde et en Aquitaine à la recherche de nouvelles sources. La loi Hydrocarbures de 2017 met un terme définitif à la prospection en France et prévoit aussi d'arrêter la production sur notre territoire en 2040.

À partir de cette année de 1985, les sites pétroliers de l'estuaire jusqu'à Bordeaux ne seront plus que des dépôts, des sites de stockage, le pétrole brut étant envoyé à Donges, en Loire-Atlantique, la seule raffinerie désormais de la façade atlantique (Société Elf, puis Total). 

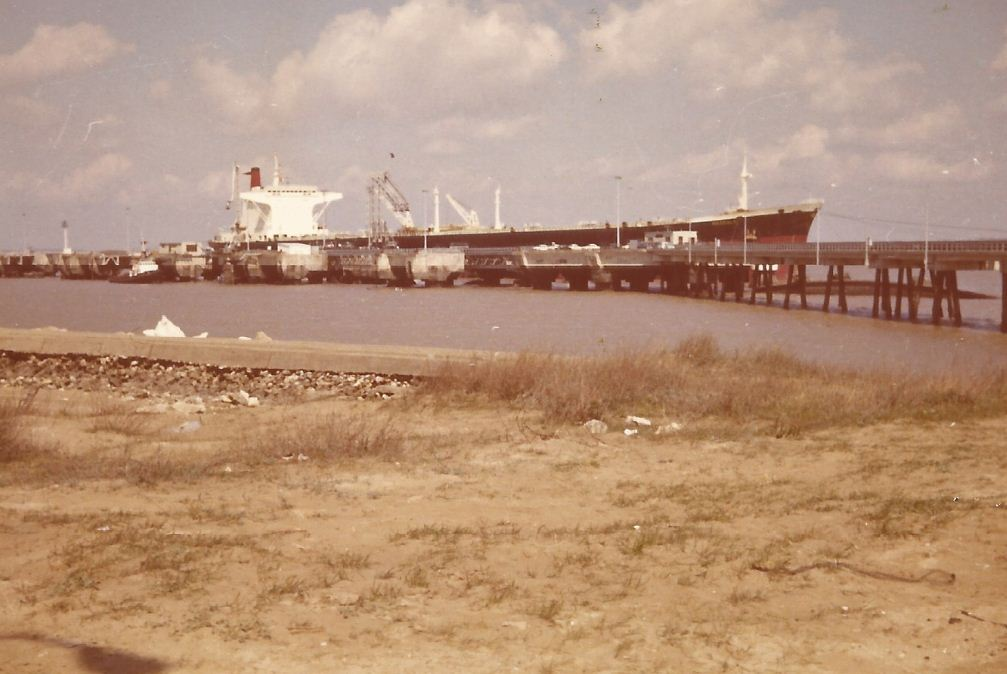
Le pétrolier « Le Magdala », 1970.

Dès 1965, l'Entreprise de recherches et d'activités pétrolières (Erap) qui va donner naissance dans la foulée à la société Elf-Erap puis plus tard à Elf Aquitaine, entreprise française encore publique à l'époque, installe non loin du môle les premières cuves de dépôts de pétrole brut. Elf installe quatre réservoirs peints en vert à l'époque, à toit flottant, pour une capacité de 170 000 m3.
En 1969, la compagnie anglo-néerlandaise Shell installe à son tour des dépôts au Verdon dans des cuves encore plus grandes (65 000 m3 chacune) à l'emplacement du petit aérodrome du Royannais qu’elle relie à sa nouvelle raffinerie de Pauillac par un pipeline. La marque américaine Esso construit également un dépôt la même année. En tout, les trois parcs de stockage (privés, sauf la société Elf privatisée qu'en 1994), appartenant aux trois compagnies de raffinage de la Gironde (Elf, Shell, Esso), avaient une capacité totale de 800 000 m3.
Les nouvelles installations du port pétrolier furent aménagées à l'emplacement même de l'ancien môle d'escale qui permettait de recevoir de très gros paquebots et qui fut détruit par les Allemands à la fin de la guerre 1939-1945. Les six tronçons encore debout furent reliés entre eux par des passerelles métalliques. Tout du long, sur 300 mètres environ, furent enfoncés dans le sol des ducs-d'Albe afin de permettre l'accostage et l'amarrage des gros tankers. Le déchargement des navires se faisaient à l'aide de bras hydrauliques de la marque allemande Mannesmann. Sur un pylône furent installés de très gros projecteurs pour recevoir les bateaux à toute heure.
Les gros travaux furent effectués par l'entreprise Hersent (ne pas confondre avec la société de presse Hersant), une entreprise familiale de travaux publics très importante pendant l'entre-deux-guerres, connue en particulier pour l'aménagement, la création et l'exploitation de nombreux ports et arsenaux : Anvers, Lisbonne, Sidi-Abdallah et Bizerte en Tunisie, Fédala, Dakar, Rosario... Cette famille est à l'origine aussi de nombreux travaux réalisés en France, à Dunkerque, Cherbourg, Toulon, mais aussi à Bordeaux : collaboration à la construction des quais verticaux en utilisant des caissons à air comprimé pour les fondations. C'est cette même entreprise Hersent qui avait participé déjà en 1926, au même endroit, avec l'entreprise allemande Julius Berger, à la construction du premier môle d'escale destiné à recevoir les paquebots du monde entier. C'est sur les vestiges de ce môle détruit par les allemands que furent adossés les nouveaux quais en utilisant les piles encore debout. L'appontement permettait l'accostage et l'amarrage de supertankers de plus de 300 mètres de long. Le Magdala fut le premier d'une telle longueur à accoster au Verdon. Construit à Saint-Nazaire et appartenant à la compagnie Shell, d'un peu moins de 220 000 tonnes, c'était le plus gros pétrolier du monde lors de son lancement en 1968. À partir de 1970, le gigantisme des navires pétroliers ne cessera de croître jusqu'à atteindre 550 000 tonnes (plus de quarante citernes).
L'aventure pétrolière du Verdon-sur-Mer se terminera donc dans les années 1980 avec la crise du second choc pétrolier. Déjà, après la première crise de 1973, il avait été envisagé de s'orienter en même temps que le port pétrolier vers un complexe industriel chimique : la multinationale américaine Dow Chemical avait projeté de s'installer au Verdon avec un site opérationnel en 1982. Devant les difficultés, les enquêtes publiques qui n'en finissent pas, la société américaine abandonnera son projet d'implantation au Verdon et choisira l'Espagne pour développer son industrie (Tarragone en 1966 après Bilbao en 1960, puis Tudela et Ribaforada).
L’avant-port du Verdon évoluera alors vers une autre activité, celle de terminal conteneurs.
Le dépôt de pétrole brut a cessé au Verdon en 1984 et toutes les cuves ont été démantelées en 1985 pour être emportées en Italie.

#### Le terminal à conteneurs depuis 1973
Après le premier choc pétrolier de 1973, le port autonome de Bordeaux envisagea de diversifier les activités de son avant-port du Verdon. Après l'échec d'installation d'un complexe chimique par la Dow Chemical les autorités portuaires s'orientent vers un terminal pour porte-conteneurs.
En 1974, moins de dix ans après la mise en service du terminal pétrolier, Le Verdon deviendra le troisième port français pouvant accueillir des porte-conteneurs. Il est doté d'un premier portique de manutention (chargement et déchargement) puis d'un deuxième en 1975. L'année suivante, en 1976, sera mis en service le poste pour navires roll-on, roll-off permettant d'accueillir des rouliers.
Les premiers travaux confiés à l'entreprise Dodin ont débuté en novembre 1973 par un enrochement à l'aide de gros blocs en amont de l'appontement pétrolier. À partir de juin 1974, furent posées des palplanches afin d'effectuer un gabionnage. Deux quais de deux cents mètres seront ensuite construits et de nombreux travaux d'aménagement se feront tout autour. Le dragage à proximité a permis d'utiliser le sable récupéré comme remblai. La « route pavée » très connue des verdonnais sous cette désignation qui allait directement du port ostréicole au château d'eau a été déplacée pierre à pierre (Allée des Baïnes aujourd'hui) afin d'agrandir la zone portuaire : elle se trouve maintenant plus au nord au plus près du village. Les cabanes sur pilotis équipés de carrelets ont été détruites ainsi qu'un réservoir à poissons en eau saumâtre. Une route d'accès au port détruisant d'autres réservoirs à poissons a été tracée à travers les marais : elle permet de rejoindre directement le port depuis le quartier des Huttes (Route de la zone industrielle aujourd'hui aboutissant près du château d'eau).
Une rampe oblique permettant le débarquement et l'embarquement des camions et des engins de manutention, une zone pouvant accueillir les conteneurs y compris frigorifiques, des parkings, un embranchement ferroviaire...ont été mis en place. Un hangar de 12 000 m2 a été construit.
À l’embouchure de la Gironde, en eau profonde (douze mètres cinquante) avec 200 hectares de terrains disponibles dont le quart sera classé en zone franche dans les années 1990, le terminal à conteneurs du Verdon a tout pour séduire. Il entrera officiellement en service le 23 juin 1976 avec un navire roulier arrivant d'Australie, le « Tombarra ».
Dès 1975, afin d'exploiter au mieux le terminal fut créé un groupement d'intérêt économique (GIE), la VAT (Verdon Aquitaine Terminal) regroupant trois sociétés (la Compagnie générale maritime dite CGM, la compagnie Delmas et le Groupe Balguerie créé à l'origine en 1930 par Alfred Balguerie, un descendant de Jean-Étienne Balguerie). Cette dernière société Balguerie était particulièrement active, elle assurait un important trafic avec l'Australie et la Nouvelle-Zélande.
En 1980-1981, le quai à conteneurs est allongé de cent cinquante mètres par les Chantiers d'Aquitaine permettant à un troisième bateau d'accoster. Il est équipé d'un troisième portique de la marque Ceretti-Tanfani. Ces aménagements ont été accompagnés du creusement de la darse et de l'allongement des terre-pleins. À cette époque, une quinzaine de bateaux accostaient tous les mois parfois trois à la fois.
À partir de 1985, la crise économique aidant, la France perd beaucoup de parts de marché en ce qui concerne le trafic des marchandises par conteneurs. Elle est concurrencée par d'autres ports européens de la mer du Nord, de l'Espagne sur la Méditerranée, de l'Italie... Même Le Havre et Marseille les mieux classés du pays se voient rétrograder dans le classement européen du point de vue du volume de marchandises transitant par leur port. Au Verdon, le trafic diminue concurrencé même par le site de Bassens.
Le journal sud-ouest commente cette désescalade dans ses colonnes du 30 juin 2016, l'entreprise ferroviaire Europorte se désengageant du nouveau projet de relance de l'activité :
« Quarante années après sa création, le port du Verdon est à la peine. Encore et toujours. L’ultime mésaventure de quatre décennies d’un véritable chemin de croix est constituée par la décision d’Europorte (groupe Eurotunnuel) de renoncer au redémarrage du site, à l’arrêt depuis février 2013, et pourtant doté de nouveaux portiques achetés d’occasion en Italie. »
Le grand port maritime de Bordeaux (GPMB) avait pourtant annoncé en 2015 son désir de vouloir remettre en route son terminal à conteneurs du Verdon tout en l'associant au développement du site de Bassens : l’espoir était enfin revenu.
Dans un plan s'étalant jusqu'en 2020, il était question de développer sept terminaux (Le Verdon, Pauillac, Blaye, Ambès, Grattequina, Bassens et Bordeaux) avec pour chacun des attributions spécifiques. Pour Le Verdon, à la suite d'un appel d'offres, une desserte ferroviaire reliant Bruges avait donc été attribué à Europorte pour un contrat de quinze ans. Cette dernière avait signé elle-même un contrat avec la Société de Manutention portuaire d'Aquitaine (SMPA).
Malheureusement un conflit avec les syndicats de dockers est venu compliquer la situation, les sociétés de manutention formulant des exigences financières et de formation.
C’est dans un contexte tendu qu’Europorte a décidé en mai de résilier dès 2015 la convention avec le GPMB ainsi que le contrat avec SMPA.
« Si le projet s’arrête, c’est qu’il n’est pas viable économiquement », résume Julien Bas, coprésident de l’Union maritime et portuaire de Bordeaux. Par le biais d’un communiqué, Europorte dit néanmoins être « attaché au projet » et vouloir trouver une solution.
Dans ce dossier, qui apparaît miné, il faudra maintenant compter sur l’intervention d’un médiateur.
Réuni le 16 juin 2016, le conseil de surveillance du GPMB a réaffirmé le développement de l'avant-port du Verdon comme priorité…
En septembre 2016, une procédure d’attribution de la régie d’exploitation du terminal conteneurs à la société SMPA (Société manutentionnaire portuaire d’Aquitaine) est engagée. Une annulation de cette procédure est prononcée le 4 novembre 2016 par le tribunal administratif de Bordeaux à la suite d'une requête, pour défaut de publication et donc de mise en concurrence, de la société Sea Invest, acteur du trafic conteneurs installé à Bassens. Le conseil d'État saisi confirme l'attribution de l'exploitation à SMPA et condamne Sea Invest à régler 4 000 euros au grand port maritime de Bordeaux et la même somme à SMPA en remboursement des frais liés à la procédure. Malgré cette décision, le feuilleton continue au 17/02/2017. En effet, dans les jours qui ont suivi l’annulation de la mise en régie par le tribunal administratif de Bordeaux le port a convoqué en urgence un conseil d’administration extraordinaire pour lancer un nouvel appel d’offres qui, désormais, juridiquement, prime sur la mise en régie réhabilitée par le Conseil d’État. D'après le GPMB, SMPA qui a licencié des salariés n'est pas en mesure de démarrer l'activité.

#### La Mission interministérielle pour l’aménagement de la côte aquitaine (MIACA)
De 1967 à 1988, la MIACA est chargée de définir l’aménagement touristique du littoral aquitain. Les actions menées lors de ces deux décennies ont largement profilé le littoral aquitain dans sa configuration actuelle.
En Gironde et dans les Landes, l’objectif est d’intégrer l’exploitation touristique dans le développement économique et social du territoire. La MIACA s’est appuyée pour cela sur une politique foncière active et un programme général d’équipement et de services. Cette Mission a bénéficié d’une ligne spécifique du budget national, considérée aujourd’hui comme généreuse au regard des budgets des pouvoirs publics qui subissent actuellement des coupes budgétaires, rendant plus difficile la mise en œuvre de leurs projets.
Le plan Biasini (1972-1974) avait retenu comme objectifs pour la pointe du Médoc :
- Faire cohabiter le tourisme et le développement industriel et portuaire
- Accroître le rôle d’avant-port bordelais du Verdon pour le trafic de conteneurs
- Développer les fronts de mer de Soulac et de l’Amélie[153].

Il a cependant été constaté qu’il n’existe pas d’étude exhaustive sur les actions, les résultats et l’héritage de la MIACA. Aucune synthèse partagée, ni d’inventaire ne peuvent servir de bilan 30 ans après la création de la MIACA.
Afin de déterminer les orientations nouvelles pour l'avenir, une mission de réflexion sur le littoral a été créée en 2002 permettant la publication d’un Livre Bleu, véritable état des lieux du littoral aquitain issu d’une large concertation. Le Livre Bleu a notamment bénéficié des avis du Conseil Supérieur du Littoral Aquitain, organisme regroupant les élus, administrations, associations, et experts, créé à l’initiative de l’État et de la Région pour permettre une discussion partenariale entre les différents acteurs et institutions du territoire.
Ainsi, afin de disposer d’un outil opérationnel permettant d’assurer le pilotage partenarial d’une politique intégrée du littoral, sur proposition du conseil régional, l’État et la région sont convenus de créer un groupement d'intérêt public (GIP) ouvert au département de la Gironde. Il associe également la Communauté de communes du littoral dont la Pointe du Médoc.
Le 6 mars 2006, le Comité interministériel d’aménagement et compétitivité des territoires actait ainsi la création du GIP Littoral Aquitain. L’ingénierie mise en œuvre par le GIP Littoral concerne trois domaines principaux : l’organisation de l’espace littoral, la gestion de la bande côtière et l’aménagement touristique durable. Celui-ci fut officiellement approuvé par un arrêté du préfet de région Aquitaine datant du 16 octobre 2006, validant ainsi la convention constitutive signée par l’ensemble de ses membres.

## XXIesiècle

### Toponymie, mystère des cartes
- Si vous ne connaissez pas le sujet, laissez ce bandeau (vous pouvez alors contacter les auteurs).
- Si vous supprimez le contenu mis en cause (vous pouvez préalablement contacter les auteurs),

argumentez précisément cette suppression dans la page de discussion
(un manque de référence n'est pas un argument ; une recherche réelle de référence doit avoir été effectuée, être formellement documentée).

On peut être étonné parfois de trouver des orthographes différentes pour un même lieu selon que l’on consulte tel document ou tel autre, telle carte ou telle autre. Cela rappelle d’autres débats girondins jamais tranchés définitivement, puisqu’on continue de constater des différences dans les écrits des uns et des autres sur les cartes, et même sur les différents panneaux indicateurs pour les usagers de la route : Pilat ou Pyla ? Leyre ou l’Eyre ?… La pointe de Grave n’échappe pas à ce problème des différentes graphies toponymiques. Les locaux utilisent des graphies pour leurs correspondances, pour leurs documents que l’on ne retrouve pas sur certains documents cartographiques. Cela peut-être le fruit, bien évidemment, de l’évolution des noms tout au long d’une histoire longue et mouvementée, riche en apports successifs : époques proto-basques (Médules, Aquitains, Vascons), époque gauloise (Bituriges vivisques), époque gallo-romaine, époques germaniques (Wisigoths, Francs), occupation anglaise, offensive arabe, occupation normande…, mais cela est un sujet à confusion qui mériterait d’être éclairé par les autorités locales et définitivement tranché.

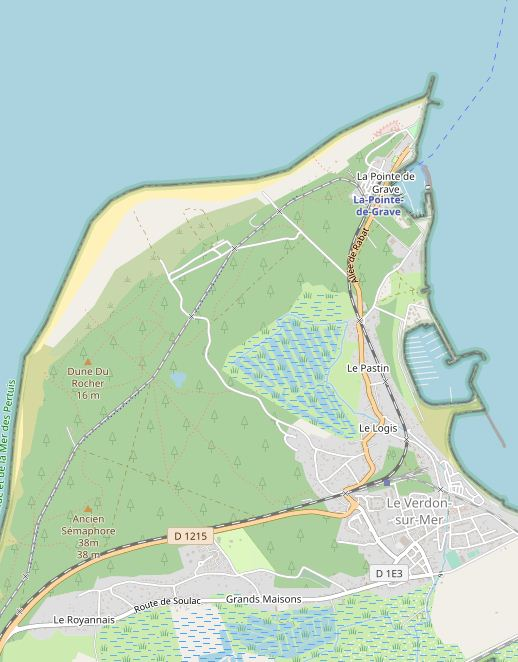
Localisation Hameaux historiques du Verdon-sur-Mer (OpenStreetmap) : Pointe de Grave, Le Logis, Les Grands Maisons, Le Royannais.

Souvent, l’usage actuel de graphies locales date depuis très longtemps. Ainsi l’abbé Baurein écrit-il en 1784, dans ses Variétés bordelaises, alors que Le Verdon n'est pas encore commune autonome, mais qu'un hameau de Soulac : « Les principaux villages de Soulac sont : Le Verdon, La Pointe de Grave (avec majuscule), Le Logis (avec un « s »), La Grand'Maison, Le Royannais, Tous-Vens, Les Huttes, Le vieux Soulac, Lilhan, Neyran, La Longue. », mais…sur le plan de la commune publié sur le site municipal, il est écrit « Marais du Logit » (avec un « t »), alors que tous les actes d'état civil des archives départementales font mention de « Le Logis ». Il est alors légitime de se poser la question de savoir pourquoi, de tout temps, les maires successifs de Soulac et du Verdon ont toujours écrit Logis avec un « s » sur les papiers officiels (notamment les registres d'État civil et tous les recensements de la population), que, en 1784, on écrivait déjà Logis, et que sur les cartes d'aujourd'hui, le mot est parfois orthographié « Logit ». Qui a décidé de faire autrement, et à quelle date ?
Quand on lit les fiches de l’Inventaire général du patrimoine culturel de la Gironde, établies par le conseil départemental de la Gironde, on peut lire au gré de ces fiches, le Logis, écrit un coup avec un « s », un coup avec un « t », ce qui ajoute à la confusion. Celle-ci est d'ailleurs entretenue aussi par la carte IGN elle-même qui bafouille ses toponymes : le Marais du Logis est écrit correctement mais il suffit de faire un zoom avant pour le voir apparaître écrit avec un « t », magie des cartes.

Par contre, il est bien écrit « Grand Maisons » sur cette même carte de la commune, conformément à l'adresse postale des habitants du hameau (mais avec des guillemets, comme si l'on n'était pas sûr). « Grand Maisons » est bien attesté, on l'a vu, depuis 1784 par l'abbé Baurein dans ses « Variétés Bordelaises » mais la carte IGN du Géoportail écrit le nom du hameau « Grandes Maisons », dénomination qui présente moins d'originalité et qui n'est pas conforme à l'usage local ? Est-ce une frilosité qui consiste à ne pas vouloir accorder à un adjectif une valeur d'adverbe ? L'usage devrait avoir force de loi : personne, au Verdon, ne parle de « Grandes Maisons », personne n'écrit le Logis avec un « t ». Quand les petits verdonnnais allaient à l'école communale, leurs instituteurs leur apprenaient déjà Le Logis et Grand Maisons : il serait rageant qu'il en fut autrement en 2020, même pas une cinquantaine d'années après. 

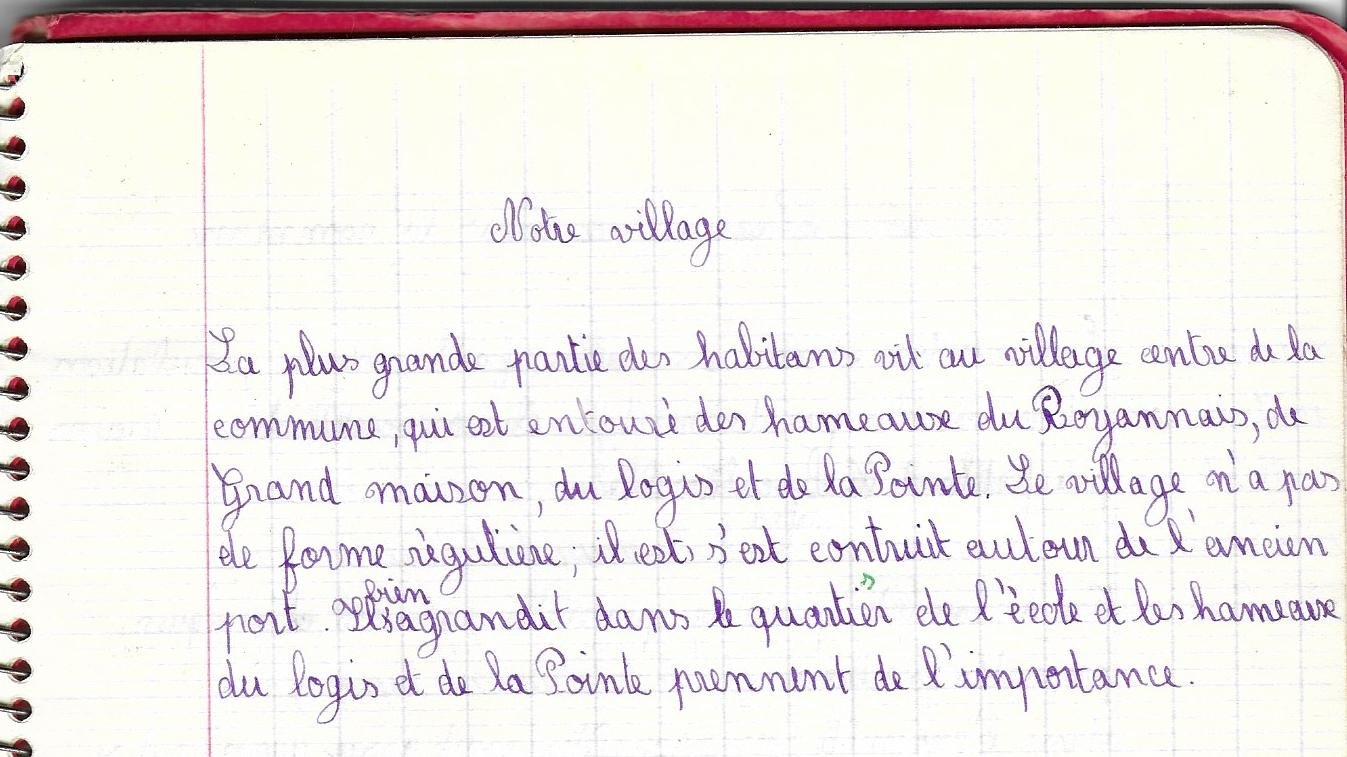
Notre village : Le Verdon-sur-Mer - Leçon de géographie locale apposée au plan ci-dessus

Indifféremment, on trouve aussi Port Bloc et Port Médoc, écrit sans ou avec tiret.
L'abbé Baurein apporte des éclaircissements sur certaines origines des noms :
« Le Royannais est vraisemblablement un quartier où s'établirent anciennement quelques habitants de Royan. Il y avait anciennement un passage de la Saintonge à la côte du Médoc, ou pour mieux dire, au lieu de Soulac, qui était très fréquenté....On ne saurait s'imaginer la quantité de pèlerins qui allaient anciennement à Saint-Jacques de Compostelle et à Rome. Il parait, par un titre du 8 Septembre 1343, qu'à l'occasion du passage des pèlerins qui s'embarquaient pour la Saintonge, soit à Soulac soit à Talays (avec un « y »), paroisses contiguës, il y eut entre les habitants de ces deux paroisses des querelles très sérieuses et des batteries sanglantes, dans lesquelles plusieurs d'entre eux restèrent sur la place. Cette affaire fut terminée par une sentence rendue suivant la façon de juger de ce temps-là.
Il n'y a personne qui ne sache la signification du mot « huttes », qui désigne des petits logements faits avec du bois et de la paille, c'est-à-dire des chaumières, anciennement en usage dans le Bas-Médoc, au temps du poète Ausonne.
Le quartier de Lilhan a pris cette dénomination du voisinage de la paroisse de même nom, engloutie par les eaux de la mer, si tant est que ce ne soit pas un restant de son territoire ».

On peut aussi s'étonner que la dénomination de certaines rues aient complètement disparu de la carte IGN censée faire référence. On trouve sur cette carte la forêt de Rabat mais plus l'allée de Rabat, la Cité des Douanes mais pas la Cité du Balisage… Par contre, on trouve Maison Carrée pour désigner un chemin de forêt. On trouve le nom de lieux-dits complètement inconnus des verdonnais (en gros caractères, et en gras qui plus est), connu sans doute des seuls et rares habitants du lieu, tels Le Pastin, les Brandes, Le Grenouilleau, Faille Marais… Les véritables hameaux historiques de Pointe de Grave et du Logis ont de quoi être jaloux : Le Logis n'est écrit qu'en tout petit (et avec un t!) : il est cantonné à quelques maisons au sud du Marais du Logis. Ce même Marais du Logis est orthographié avec un « s » sur cette même carte IGN puis se transforme en Logit avec un « t » du seul fait de zoomer la carte, ce qui est vraiment contradictoire! Le hameau de La Pointe de Grave n'est même pas mentionné malgré toute une agglomération de maisons, en deux cités. De la sorte, les lecteurs des dites cartes pensent que la pointe de Grave est un endroit complètement désert, non habité, tel la pointe du Raz, et ne la reconnaissent plus comme un choronyme. Sur la carte IGN toujours, seule l'extrémité de la pointe (le cap) est indiquée, mystère des cartes. Les cartes étudiant les itinéraires (ViaMichelin, Mappy…) mentionnent bien l'Allée de Rabat et mentionnent aussi le Logis. Curieusement, le nom du Marais du Logis est bien écrit avec un « s » sur la carte Michelin, mais pas le hameau!

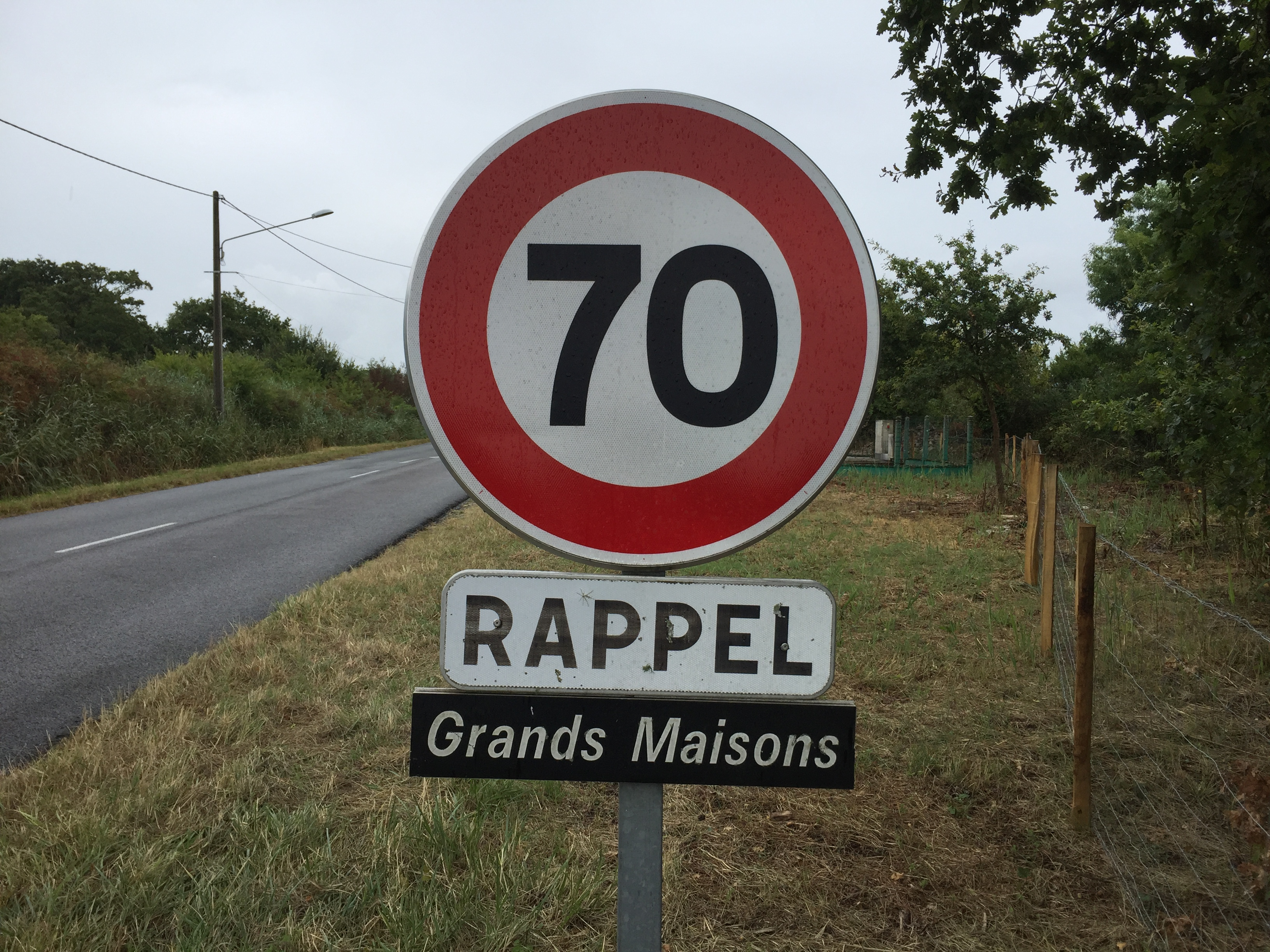
Grands Maisons depuis le XVIIIe siècle.

Il est vrai qu'à l'heure du numérique, plus beaucoup de personnes ne se penchent sur les cartes IGN et préfèrent se rabattre sur l'application GoogleMaps, plus facile à consulter, mais aussi quelquefois plus approximative : les automobilistes qui veulent se rendre à Saint-Nicolas en utilisant leur GPS et voulant passer par la Cité du Balisage en empruntant l'improbable rue Maison Carrée, ne sont pas au bout de leur surprise. Les développeurs américains copient les cartes IGN sans en comprendre toujours les subtilités. Mais, au moins, Google a le mérite d'indiquer le hameau de Pointe de Grave et, StreetView peut vous mener, via le chemin de la Claire (voie certes de forêt, mais dont le nom n'est indiqué sur aucune des deux cartes), à la plage Saint-Nicolas. Les personnes établissant les cartes ne devraient-elles pas consulter les personnes compétentes et prendre leurs informations à la source, c'est-à-dire auprès des communes? Il serait aussi intéressant pour tout le monde de rétablir les signalisations de rue (panneaux et plaques) qui ont souvent disparu, et qui feraient foi : il n'y a plus de panneaux indiquant le hameau du Logis, ni l'allée de Rabat (2020). Le panneau indiquant le hameau des Grands Maisons est, lui, heureusement, toujours en place, ce qui n'a toutefois pas empêché les cartographes de créer leurs propres règles orthographiques! Un cimetière devenu célèbre en 2009, à Jarnac en Charente, porte d'ailleurs le même nom « cimetière des Grands-Maisons » que le hameau verdonnais.
On pourrait conclure en disant qu’il faut toujours avoir un œil critique sur les cartes. Si elles sont très étudiées du point de vue du tracé, assez précises selon les connaissances et les moyens techniques et mathématiques de l’époque (aujourd’hui on a le satellite qui facilite les choses), les noms des lieux (toponymie) sont davantage sujets à caution : les cartes sont certes indicatives mais ne peuvent servir de référence au détriment des actes officiels. Il est évident que les cartographes n’ont pas le temps de faire une étude approfondie leur permettant d’écrire de manière correcte tous les noms des lieux-dits de France et de Navarre. Il revient, de manière volontariste, aux maires, aux élus et même à la population de rétablir la vérité, historique, la bonne orthographe locale, si tant est qu’il y ait une bonne orthographe pour les noms propres. La première des choses à faire serait de rétablir la signalisation et les panneaux indicateurs.
Pour Cordouan, on trouve tout de même sept graphies sur les cartes. Dans l’ordre, Cordo, Cordan, Ricordane, Cordam, Cordonan, Courdouan, puis Cordouan.
Pour Pilat ou Pyla, la mairie de la Teste a tranché : elle garde l’ancien nom Pilat pour la dune (signifiant « tas », « pile » en gascon) et adopte Pyla pour le hameau. Ceci n’empêche pas cependant d’alimenter toujours la polémique, ne faisant pas consensus, car ce nom, il est vrai plus élégant et exotique, ne date que de 1920, inventé par un promoteur : certains craignent que les puissances de l’argent n’imposent bientôt leurs choix toponymiques.
Pour éclairer le sujet, on peut citer Jean-Marc Besse dont les travaux développent une interrogation épistémologique, historique et anthropologique sur la géographie, ainsi que sur les diverses formes prises par les savoirs et les représentations de l’espace et du paysage à l’époque moderne et contemporaine (selon sa biographie). Il dit : « Toute carte propose une version ou une interprétation de la réalité territoriale à laquelle elle réfère, en fonction des intentions qui sont déployées vis-à-vis de cette réalité ».
Autrement dit, et il le précise, lorsqu’un cartographe écrit un nom sur une carte, il y met une bonne part de subjectivité : ceci saute aux yeux, est évident par exemple, lorsqu’on remplace « Grands Maisons » par « Grandes Maisons ». En ce qui concerne le Logis, tous les actes officiels de la Mairie de Soulac puis du Verdon plaident pour cette graphie avec un « s » : tous les actes courants de la commune, actes d’état civil, recensement de la population, papiers officiels… Elle est attestée par l’abbé Baurein, par de nombreux documents anciens, par de nombreuses cartes que l’on peut consulter sur Gallica. La carte des ponts et chaussées publiée avant 1875 (dunes, cartes des semis de 1790 à 1875) parle de Logis de Grave : ceci semble attester de l'origine même du nom, la construction des premières habitations de la pointe de Grave dans ce quartier. On trouve aussi un plus au sud, les Logis de Caben. L’écriture avec un « t » semble être une orthographe récente, dont l’auteur est inconnu pour l’instant. Peut-être est-ce dû à une faute de transcription : on a pu trouver en lisant tous les actes d’état civil de la commune, un conseiller municipal remplaçant un jour un maire, utiliser cette graphie. La publication sur les cartes de noms de lieux-dits complètement inconnus des locaux est aussi un choix personnel du cartographe : ainsi le Pastin qui ne représente que très peu de maisons, semble venir du nom d’un habitant du lieu. Sur la carte IGN, le Logis (écrit avec un « t ») se résume et est confiné à quelques maisons en bordure du chemin de la Batterie, alors qu’historiquement, le hameau s’étend tout le long de la nationale, longeant le marais du même nom, jusqu’à la pointe de Grave (se référer aux actes en mairie).

### Natura 2000
Dans les années 1990, trois sites Natura 2000 ont été définis sur le territoire du Verdon-sur-Mer. Cette démarche européenne consiste à protéger un réseau de sites remarquables pour leur faune, leur flore et leurs milieux.
Les trois sites retenus sont : l'estuaire de la Gironde (60 931 ha), les Marais du Bas-Médoc (23 942 ha), la forêt de Pointe de Grave (302,4 ha).

#### La flore, la faune et leurs milieux
La constitution du réseau Natura 2000 a pour objectif de maintenir la biodiversité des milieux, tout en tenant compte des exigences économiques, sociales, culturelles et régionales dans une logique de développement durable. Malheureusement, il est déjà trop tard pour certaines espèces végétales ou animales qui ont disparu du territoire.
D’après l’Inventaire national du patrimoine naturel (INPN), la Gironde compte une dizaine d'espèces végétales globalement éteintes en Gironde.

##### La flore
Sans rentrer dans les détails des taxons compliqués (aux noms souvent latins), il semble que deux fleurs emblématiques de la pointe de Grave que l'on ramassait dans les années cinquante et soixante aient complètement disparu : le muguet des bois, l'œillet des dunes. Ce dernier, très odorant, était de couleur rose dans les dunes du bout de la pointe. D'avril à juin, on ramassait aussi ce que les locaux appelaient des « pentecôtes », une orchidée sauvage, la céphalanthère à feuilles étroites. Une autre fleur ressemblait au muguet, le sceau-de-Salomon.
Concernant le muguet des bois (autres noms, muguet de mai, muguet commun, ou clochette des bois) et le sceau-de-Salomon, il ne fallait surtout pas les confondre, avant floraison, avec l'ail sauvage (ail des bois ou ail des ours), car très toxiques.
D’après l’INPN, la richesse floristique de la Gironde serait estimée à environ 1 000 taxons (espèces et sous-espèces), ce nombre n’étant sans doute pas exhaustif, l’INPN ne mentionnant pas les champignons.

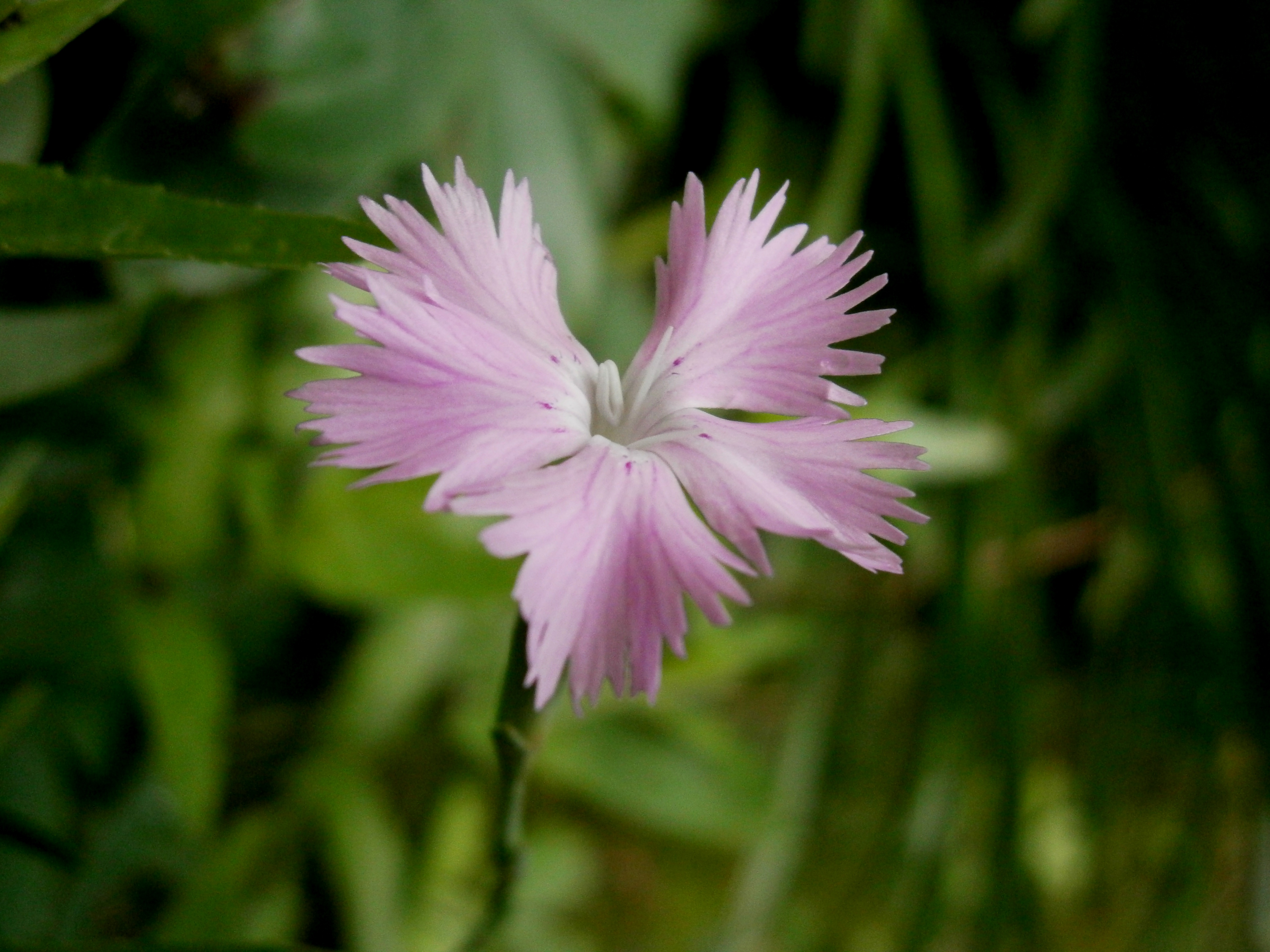
Œillet des dunes, de couleur rose à la pointe de Grave

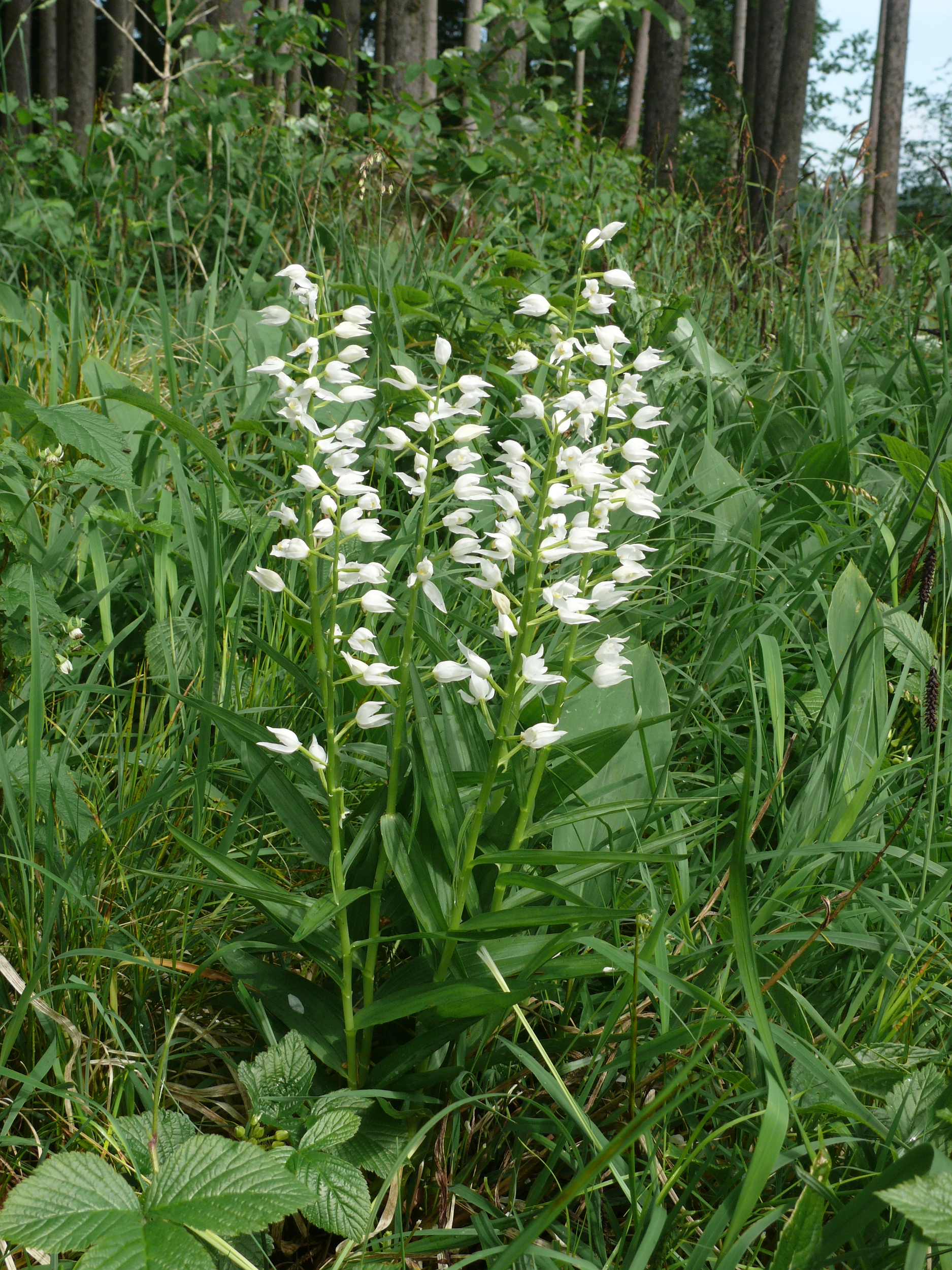
Céphalanthère présente dans les sous-bois du Médoc

La Gironde abrite plusieurs taxons prioritaires car faisant partie de la flore menacée :
- sont présumées éteintes : l’Aldrovandie à vessie, la Statice de Duby, le Liparis de Lœsel, l’Ache rampante, l’Euphorbe peplis, la Nigelle de France
- sont en danger, c'est-à-dire en passe de disparaître ou dont la survie est peu probable si la tendance actuelle se poursuit : l’Agrostide grêle, la Petite centaurée à feuilles serrées, l’Oseille des rochers, l’Elatine de Brochon, l’Elatine à longs pédicelles, la Linaire effilée
- sont vulnérables : l’Angélique à fruits variables, le Faux cresson de Thore, l’Isoète de Bory, l’Isoète épineux, l’Ophioglosse des Açores, la Bruyère méditerranéenne.

Il y a des plantes endémiques de l’Estuaire de la Gironde : l’Angélique à fruits variables et l’Œnanthe de Foucaud
- des milieux dunaires du littoral : la Linaire à feuilles de thym, l’Éperviaire à poils blancs[160]

### Port Médoc
Dernier né des trois ports de la commune du Verdon, à la pointe de Grave, Port Médoc est issu de la volonté des élus de la Communauté de communes de la Pointe du Médoc désireux de redynamiser le territoire, se tournant momentanément vers une orientation touristique plutôt qu'industrielle.
Le coût initial fut estimé à 26 millions d'euros par la Société Guintoli, Sun Gestion et Sammi. Les travaux débutés au mois de septembre 2002 sont achevés deux ans plus tard, et le port est inauguré en juillet 2004. Le coût final atteint en réalité 32 millions d'euros, financés à 85 % par Guintoli Marine et à 15 % par des aides du conseil régional d'Aquitaine, du conseil général de la Gironde, de la communauté de communes de la Pointe du Médoc et de l'Union européenne.
Port Médoc se compose d'un bassin d'une superficie de 15 hectares, de deux à trois mètres de tirant d'eau, accessible 24 heures sur 24. Il dispose de 800 anneaux et d'une marina inspirée par l'architecture scandinave où cohabitent commerces, bars, restaurants ainsi qu'un yacht club, autour d'une capitainerie. Boutiques et restaurants sont reliés entre eux par de grandes esplanades. Le port comporte également une aire de carénage, une zone de stockage, une darse de mise à l'eau (6,5 mètres de large) avec un élévateur à bateaux (35 tonnes maximum), une station service accessible 24h/24 (CB), une cale de mise à l'eau (pente 15 %… payante), une laverie.
Pour autant, la politique commerciale est vite remise en cause (notamment le système d’amodiation: une concession temporaire accordée afin de jouir de l’usage d’un anneau de port) et, tandis que les ports de la région affichent tous complet, une partie des anneaux peinent à trouver preneur.
En 2010, un audit pointe une situation financière « structurellement déficitaire » et recommande notamment la suppression des droits d'entrée et la baisse des tarifs de location. Le site souffre par ailleurs de l'absence de véritable agglomération : Le Verdon-sur-Mer, tout comme Soulac-sur-Mer, sont des communes de taille assez modestes et la seule grande ville des environs, Royan se trouve de l'autre côté de l'estuaire.
En 2013, la société Port Médoc SA est reprise par la société Port Adhoc. Une nouvelle politique commerciale est mise en place avec la baisse de plus de 30 % des tarifs de location, la mise en place de contrats de 3 ans garantissant la stabilité des prix et l'abandon des ventes d'anneau sous forme d'amodiation. Cette politique tarifaire de baisse des tarifs de location a permis d'enregistrer 180 nouveaux locataires en 2013 et 160 en 2014. Fin 2015, le port, arrivé à saturation, lance l'aménagement de 150 places supplémentaires, ce qui revient à passer de 800 à 950 places.

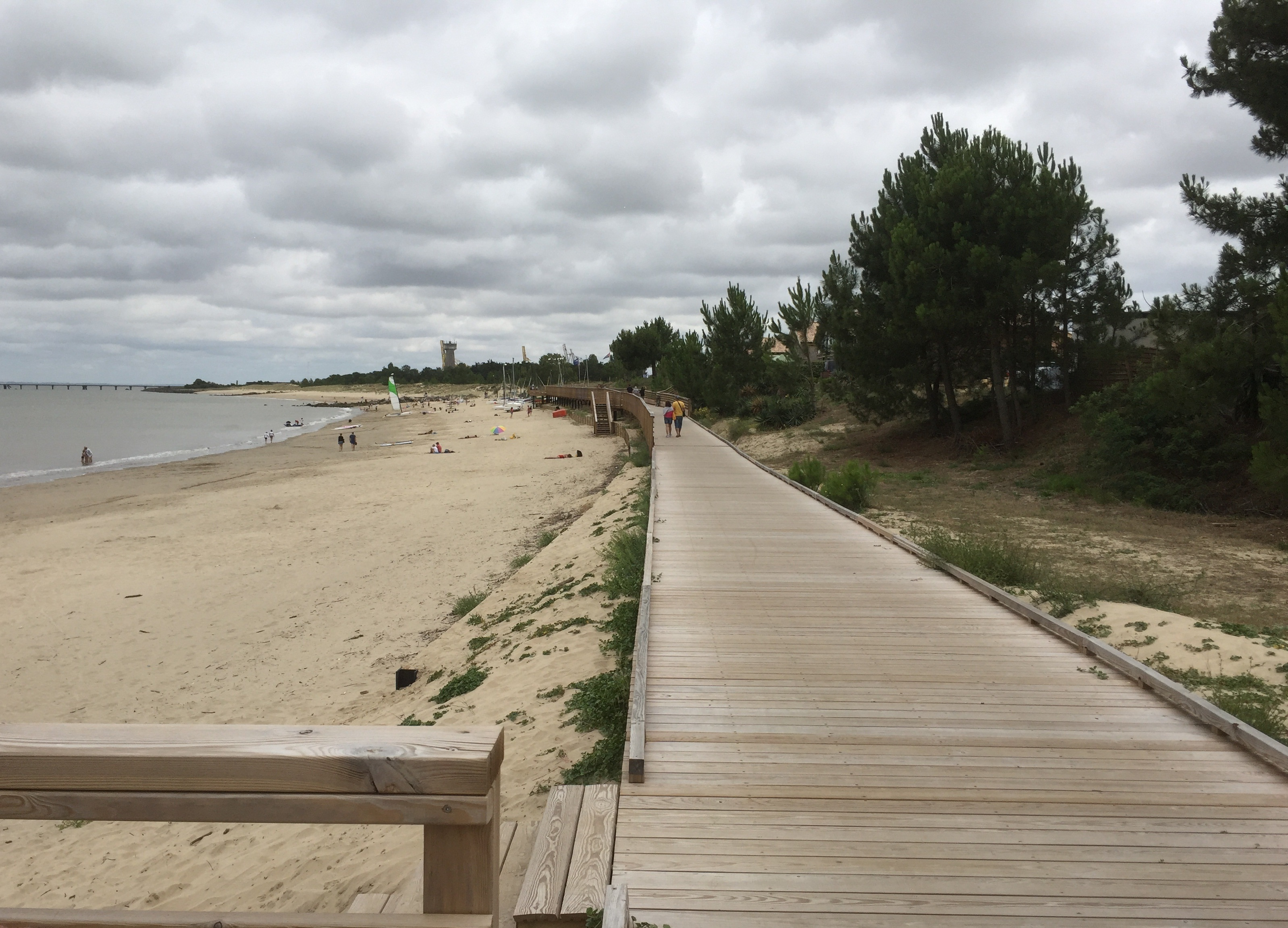
Promenade de la Chambrette en regardant vers Le Verdon-sur-Mer

Port Médoc reste cependant géré par la société Port Médoc SA, devenue une filiale du groupe Port Adhoc, qui s'est vu accorder une délégation de service public par la communauté de communes de la Pointe du Médoc. Son capital est détenu intégralement par la société Port Adhoc.
En 2015, Port Médoc s'est vu décerner — pour la onzième année consécutive — l'écolabel Pavillon bleu, qui récompense une qualité environnementale exemplaire.
À proximité de la capitainerie, une plaque honore la mémoire des membres de l'opération Frankton.
Depuis août 2020, une passerelle en bois de 900 mètres permet de relier Port-Médoc à la plage de la Chambrette permettant une très agréable promenade.

### Parc naturel marin de l'estuaire
Après la création du parc naturel marin du bassin d'Arcachon, plus au sud, il est décidé, en 2015, de créer un autre parc englobant la pointe de Grave : le parc naturel marin de l'estuaire de la Gironde et de la mer des Pertuis. Sous l'autorité des préfets de la Gironde et de la Charente Maritime, est nommé un conseil de gestion de 71 personnes. Au sein même de ce Comité de gestion, du fait que l'espace marin concerné est très vaste, trois comités géographiques sont désignés : celui du littoral vendéen, celui de la mer des Pertuis, celui de l'estuaire de la Gironde. Le comité de gestion du Parc regroupe des acteurs des activités maritimes professionnelles et de loisirs, des acteurs du monde associatif, des représentants des communes littorales, des régions et départements, des services de l’État auxquels s'ajoutent des scientifiques.

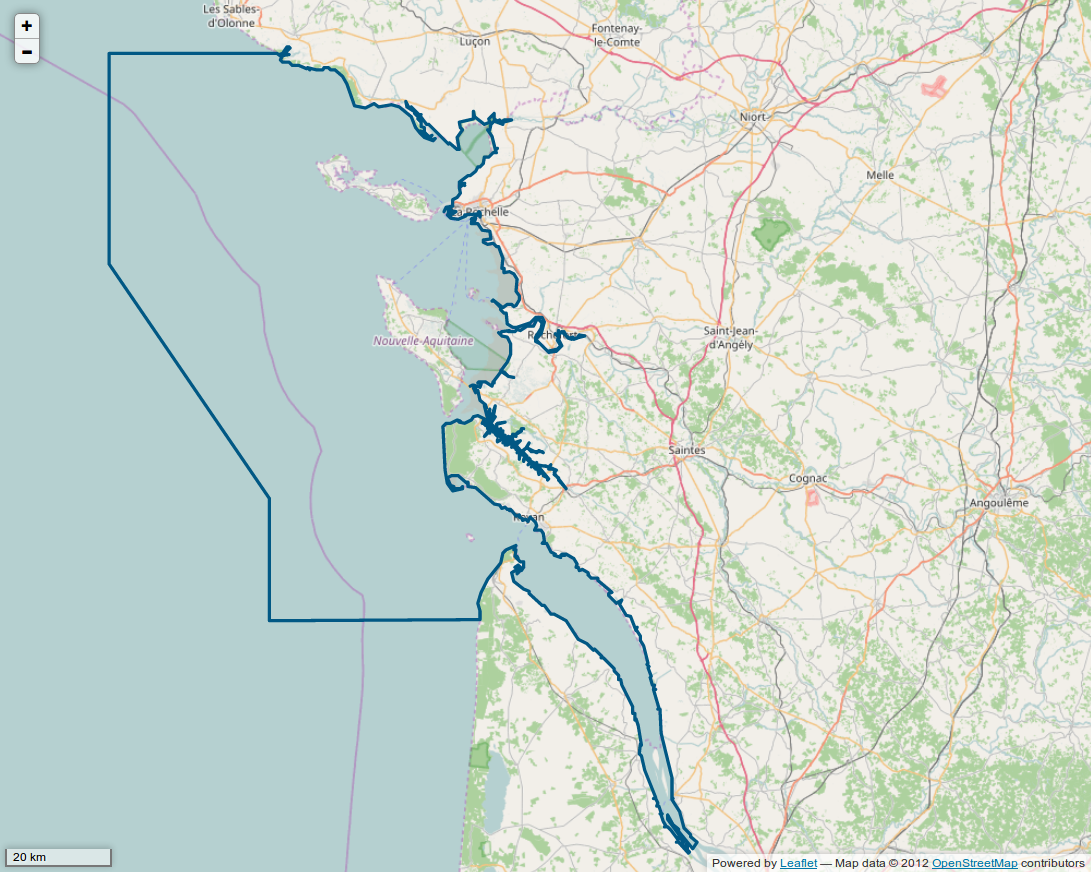
Périmètre du parc naturel marin de l'estuaire de la Gironde et de la mer des Pertuis

Les objectifs du parc peuvent se résumer en six orientations de gestion :
1. Améliorer et partager la connaissance scientifique et empirique des milieux marins, des espèces et des usages.
2. Préserver et restaurer les milieux et les fonctionnalités écologiques, dans un équilibre durable entre biodiversité et activités socio-économiques.
3. Renforcer le lien « Mer-Terre » par le partenariat des acteurs concernés afin de préserver la qualité et la quantité des eaux.
4. Promouvoir et développer les activités de pêche professionnelle (côtière et estuarienne), aquacoles et conchylicoles, dans le respect des écosystèmes marins.
5. Promouvoir et développer les activités maritimes portuaires et industrielles ainsi que les activités de loisirs dans le respect des écosystèmes marins.
6. Diffuser, auprès du plus grand nombre, la passion de la mer et impliquer chacun dans la préservation du milieu maritime et littoral.

### Communauté de communes

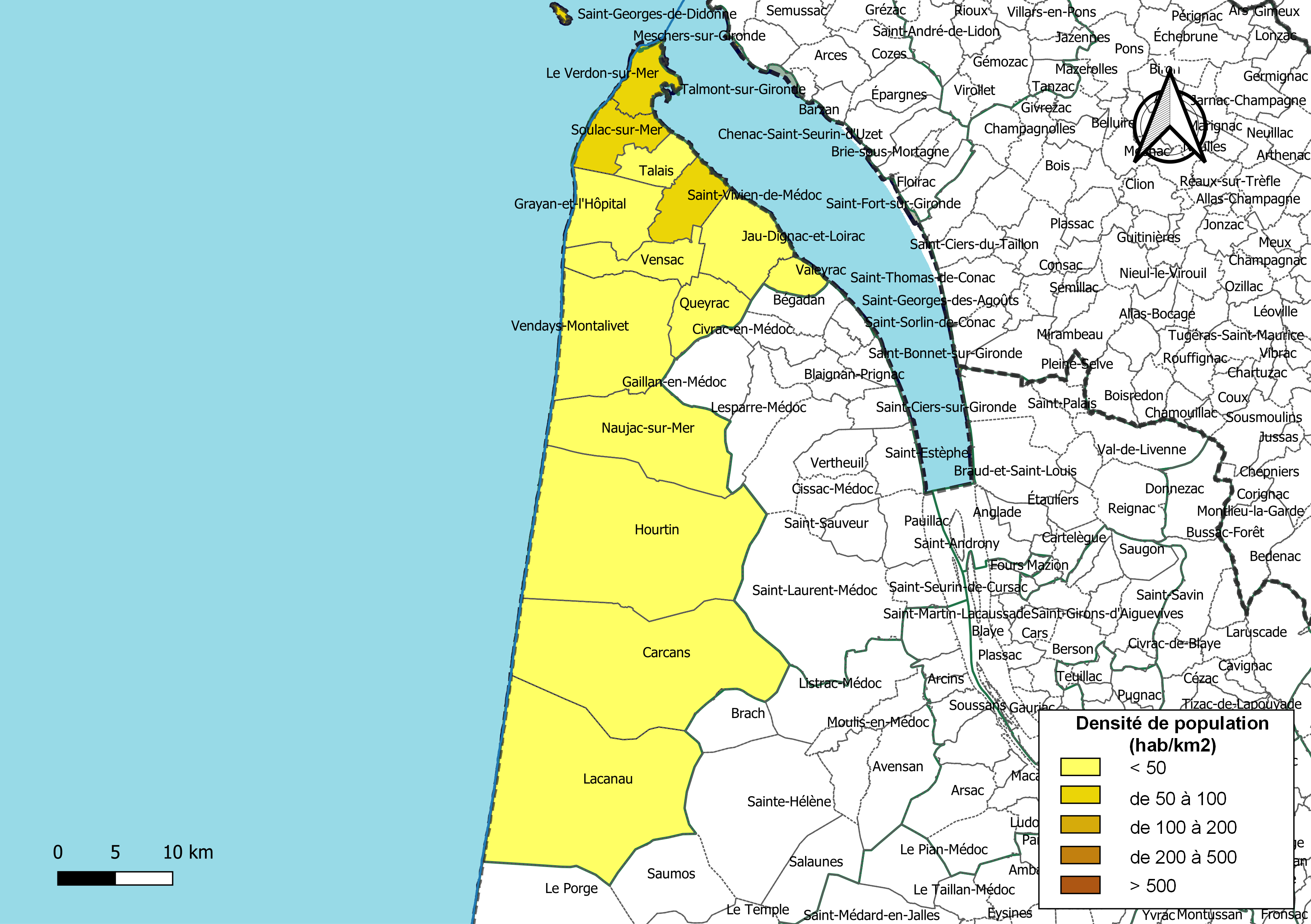
Les 14 communes de la Communauté des communes Médoc Atlantique

Le Verdon-sur-Mer appartient à la communauté de communes Médoc Atlantique (14 communes) depuis le 1er janvier 2017. Celle-ci résulte de la fusion de la communauté de communes de la Pointe du Médoc (créée en 2001) avec la communauté de communes des Lacs Médocains (créée en 2002).
La communauté de communes a son siège à Soulac-sur-Mer. Elle est présidée depuis 2017 par Xavier Pintat, maire de Soulac-sur-Mer.

### Parc naturel régional du Médoc
Le 24 mai 2019, une partie de la région naturelle du Médoc est classée par décret parc naturel régional (PNR). Le parc naturel régional Médoc forme un triangle dont les trois sommets seraient la pointe de Grave au Nord, les portes de Bordeaux et la commune de Le Porge (au-dessus du bassin d'Arcachon), au Sud. Le syndicat mixte du PNR réunit en 2019 quatre communautés de commune : Médoc Atlantique (dont fait partie Le Verdon), Médoc Cœur de Presqu’île, Médullienne et Médoc Estuaire et 51 communes (toutes les communes de ce triangle, sauf Vensac).
Encadrée par le Code de l’Environnement, la procédure de création d’un PNR relève de la compétence du conseil régional. L’État accompagne et valide les étapes en émettant un avis. Les collectivités partenaires sont étroitement associées tout au long du processus. La demande de création résulte d’une volonté locale (élus, associations, entrepreneurs, agriculteurs…) à laquelle la Région, principal financeur et porteur de la démarche, a répondu favorablement. Un PNR s’organise autour d’un projet de territoire élaboré en concertation avec les acteurs locaux et valable pour une durée de 15 ans, appelé Charte.
Un syndicat mixte administré par un Comité Syndical (organe délibérant composé de délégués des conseils municipaux des communes adhérentes) permet de faire vivre et avancer le projet : il se réunit une fois par trimestre.
Les élus, les représentants d’associations œuvrant dans les domaines culturels, sociaux, de protection de l’environnement, les socio-professionnels (agriculteurs, viticulteurs, forestiers, entrepreneurs…)…ainsi que l’État, la région, le département sont invités à construire et définir ensemble la stratégie de développement de leur territoire à travers cette charte.
C’est le document de référence où sont inscrites les orientations et les actions qui seront mises en œuvre.

## Climat
Le climat de la Gironde est de type océanique aquitain. Il se caractérise par des hivers doux et des étés relativement chauds. Les précipitations sont assez fréquentes, particulièrement durant la période hivernale. En moyenne, elles atteignent 100 mm au mois de janvier et sont inférieures de moitié au mois de juillet. Les températures moyennes relevées à Bordeaux sont de 6,4 °C en janvier et de 20,9 °C en août, avec une moyenne annuelle de 13,3 °C. Les records de chaleur enregistrés sont de 41,9 °C le 16/8/1892 et les records de froid de −16,4 °C le 16/1/1985.

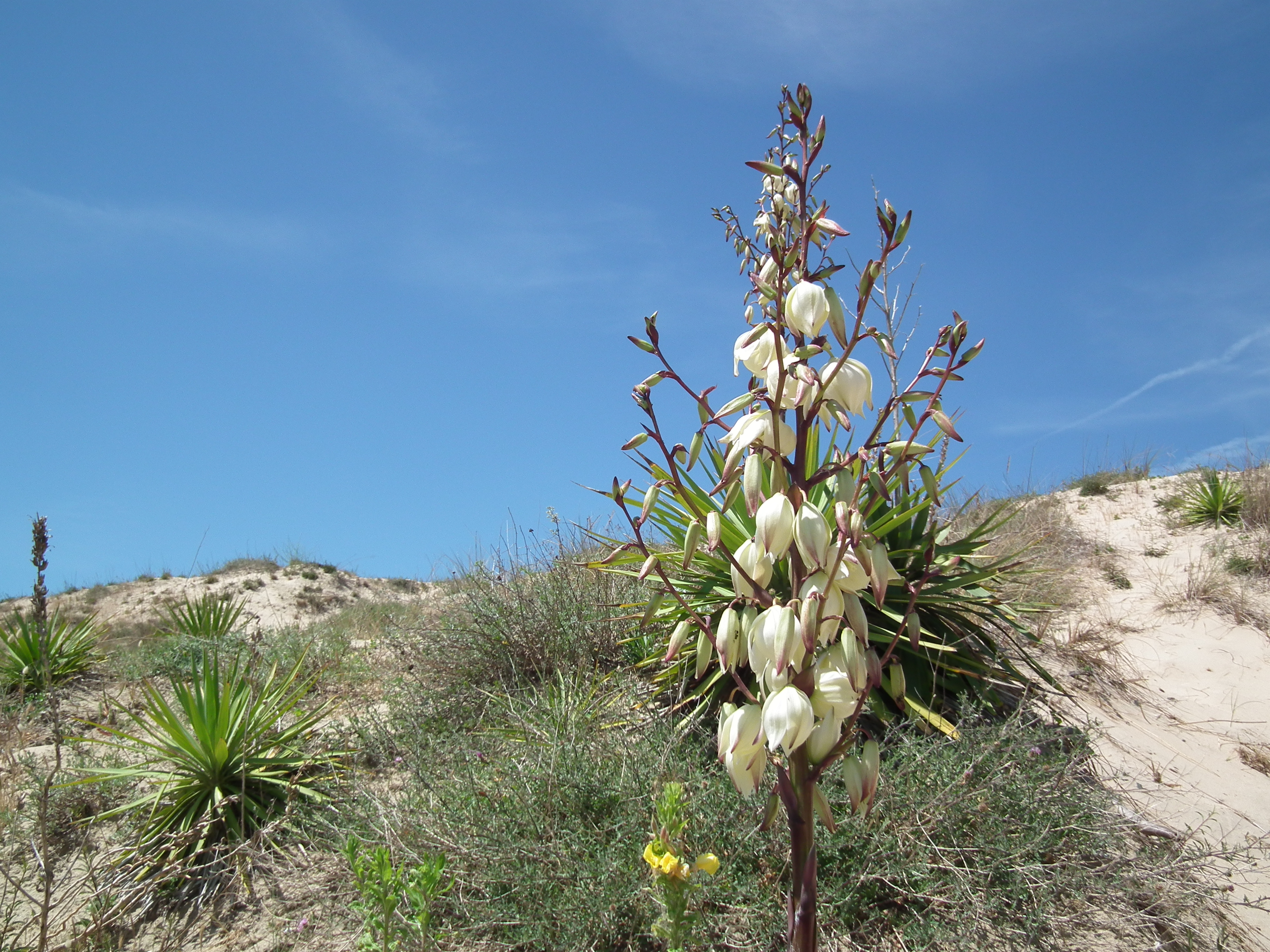
La pointe de Grave abrite une flore méditerranéenne : ici, une agave s'épanouit sur le versant d'une dune.

La Gironde connaît en moyenne 15 à 20 jours en été où les températures dépassent les 30 °C. Des températures extrêmes peuvent aussi être observées comme lors de l'été 2003 où la température a atteint 41 °C. Ce même été, il y a eu 12 jours consécutifs où les maximales ont atteint ou dépassé les 35 °C. Le département bénéficie d'un ensoleillement élevé dépassant souvent 2 000 heures de soleil par an et jusqu'à 2 200 heures sur le littoral. Ces conditions climatiques favorables, toujours soumises aux influences de l'océan Atlantique, favorisent l'existence d'une végétation déjà méridionale. Ainsi la flore se caractérise-t-elle par la présence étonnante de lauriers-roses, eucalyptus, agaves, etc. Aux essences déjà méridionales du chêne vert et du cyste, s'ajoute une forte présence de palmiers, figuiers, orangers et même oliviers. L'arbre-roi demeure cependant le pin maritime, omniprésent sur la côte.
La Gironde a connu des hivers très froids en 1956, 1985 et en 1987, puis une sécheresse de 1988 à 1992. Plus récemment, le département a connu une sécheresse importante de 2002 à 2005. La Gironde, du fait de sa situation, connaît régulièrement des tempêtes hivernales. Deux d'entre elles ont cependant marqué les esprits par leur exceptionnelle intensité : Martin en décembre 1999 et Klaus en 2009.

### Relevés météorologiques à Bordeaux
| Mois                              | jan.  | fév.  | mars | avril | mai  | juin | jui. | août | sep. | oct. | nov.  | déc.  | année |
| --------------------------------- | ----- | ----- | ---- | ----- | ---- | ---- | ---- | ---- | ---- | ---- | ----- | ----- | ----- |
| Température minimale moyenne (°C) | 2,8   | 3,4   | 4,6  | 6,6   | 10,3 | 13   | 15,1 | 15,2 | 12,5 | 9,5  | 5,5   | 3,8   | 8,5   |
| Température moyenne (°C)          | 6,4   | 7,6   | 9,6  | 11,6  | 15,4 | 18,3 | 20,8 | 20,9 | 18,1 | 14,2 | 9,4   | 7,3   | 13,3  |
| Température maximale moyenne (°C) | 10    | 11,7  | 14,5 | 16,5  | 20,5 | 23,5 | 26,4 | 26,6 | 23,7 | 18,8 | 13,4  | 10,7  | 18,1  |
| Record de froid (°C)              | −16,4 | −15,2 | −9,9 | −5,3  | −1,8 | 2,5  | 4,8  | 1,5  | −1,8 | −5,3 | −12,3 | −13,4 | −16,4 |
| Record de chaleur (°C)            | 20,2  | 26,2  | 29,8 | 31,1  | 35,4 | 38,5 | 39,2 | 41,9 | 37,6 | 32,2 | 25,1  | 22,5  | 41,9  |
| Précipitations (mm)               | 92    | 82,6  | 70   | 80    | 83,9 | 63,8 | 54,5 | 59,5 | 90,3 | 94,1 | 106,9 | 106,7 | 984,1 |

## Environnement
La pointe de Grave est composée d'écosystèmes variés, qui lui valent d'être intégrés à plusieurs zones protégées dans le cadre du réseau de protection des sites naturels ou semi-naturels de l'Union européenne ayant une grande valeur patrimoniale (réseau Natura 2000). Depuis 2015, elle est dans le périmètre du parc naturel marin de l'estuaire de la Gironde et de la mer des Pertuis et depuis 2019, dans celui du parc naturel régional du Médoc.

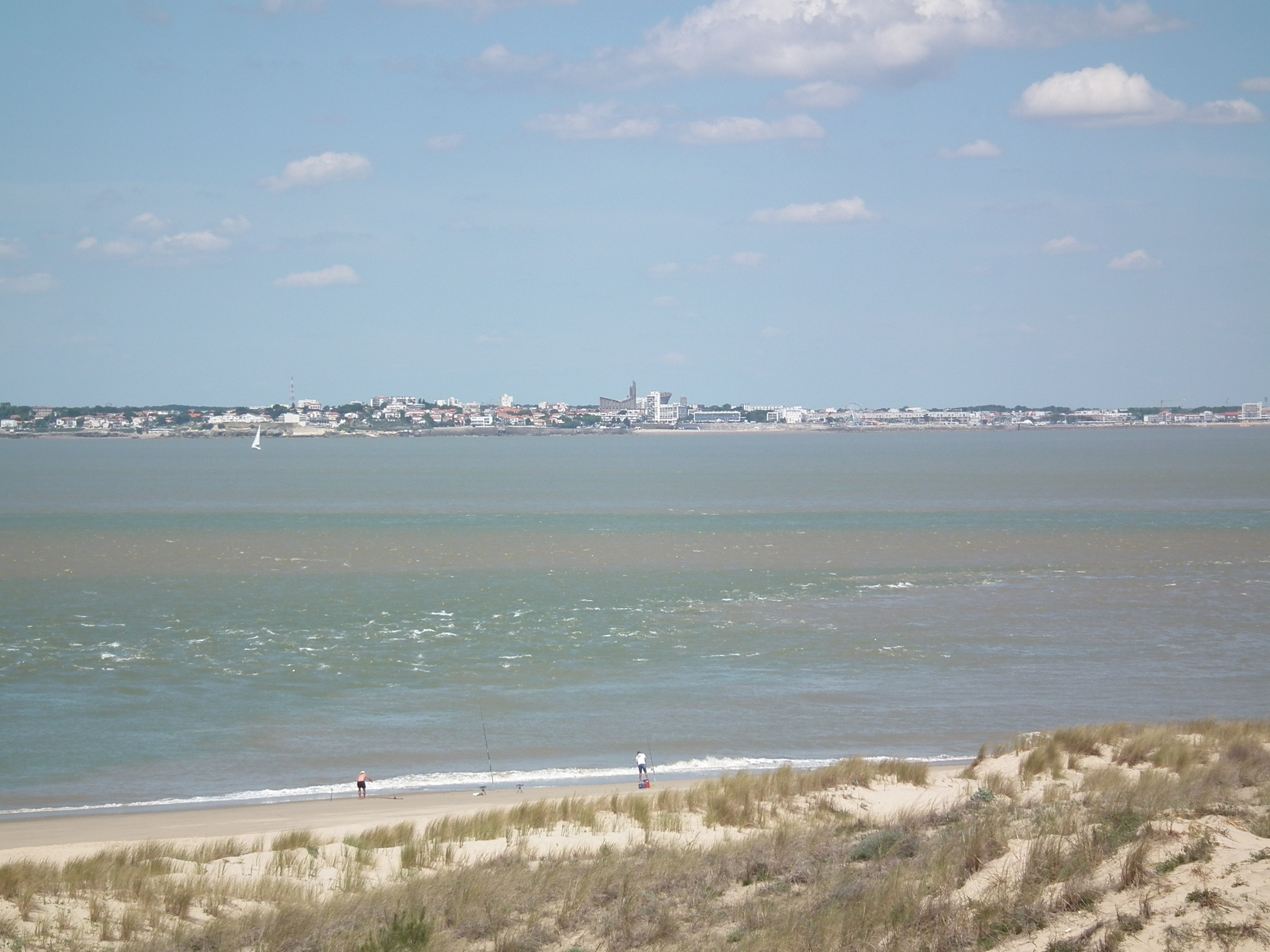
Vue sur Royan depuis la pointe de Grave.

Le marais du Logis (et plus largement, les marais du nord-Médoc) est classé en site d'importance communautaire (SIC)). Les dunes sont également classées en site d'importance communautaire, du fait de la présence d'espèces végétales rares et/ou protégées. Enfin, la forêt domaniale de la pointe de Grave, pinède caractéristique de la région, est sillonnée de sentiers de promenade.
D'un point de vue ornithologique, la pointe de Grave est l'un des premiers sites français de comptage systématique de la migration des oiseaux. De par sa conformation en « entonnoir » tourné vers le nord, qui concentre les flux migratoires montants, ce site est suivi au printemps. Il est suivi à ce titre depuis 1986 par la Ligue pour la protection des oiseaux (LPO) chaque année, de mars à mai. En période d'activité, les résultats des comptages sont disponibles le soir même sur le portail de la migration en France, où les internautes peuvent les consulter sous forme de listes ou de graphiques, et les comparer à ceux des autres sites de suivi de la migration en France, ou à ceux des autres années.

## Patrimoine
Le site de la pointe de Grave accueille plusieurs mémoriaux, dédiés aux Américains, aux libérateurs de la pointe de Grave et aux membres de l'opération Frankton.

### Monument aux Américains

Le monument aux Américains (1947)

Un premier monument aux Américains, haut de 75 mètres, avait été construit sur ce site de 1919 (pose de la première pierre en présence du président de la République, Raymond Poincaré) à 1938 (inauguration en présence, notamment, du futur président des États-Unis John Fitzgerald Kennedy). L'érection d'un monument commémoratif à cet endroit célébrait à la fois l'embarquement du marquis de La Fayette depuis ce rivage en 1777 et le débarquement des troupes américaines du général John J. Pershing en 1917.
Le 30 mai 1942, les troupes d'occupation allemande détruisent le monument, considéré comme un point de repère potentiel pour les aviateurs alliés. Il est remplacé par une construction plus sobre en 1947. Il porte cette inscription : « Ici s'élevait le monument à la gloire des Américains, Aux soldats du général Pershing, défenseurs du même idéal de droit et de liberté qui conduisit en Amérique La Fayette et ses volontaires, partis de ce rivage en 1777. Ce monument symbolisait la fraternité d'armes et l'amitié franco-américaine. Il fut détruit le 30 mai 1942 par les troupes d'occupation allemandes, il sera réédifié par le peuple français. They have destroyed it, we shall restore it »

### Monument aux membres de l'opération Frankton

Le monument aux membres de l'opération Frankton (2011)

Le monument aux membres de l'opération Frankton est inauguré au mois de mars 2011, en présence de nombreuses personnalités civiles et militaires françaises et britanniques, dont l'amiral Sir Mark Stanhope, First Sea Lord, le général John Rose, commandant des Royal Marines, lord Paddy Ashdown représentant du gouvernement britannique, le vice amiral d’escadre de Saint Salvy, commandant de la zone maritime Atlantique, le capitaine de frégate Clivaz ou encore Dominique Schmitt, préfet de la Gironde.
Le monument, haut de 2,40 mètres, est constitué de blocs de pierre de Portland, symbolisant « les quatre étapes du relèvement d'un être humain, de la position couchée à debout » et par extension, la résistance face au nazisme. Il vient rappeler le souvenir des hommes des Royal Marines qui, largués par le sous-marin britannique HMS Tuna le 7 décembre 1942, remontent la Gironde à bord de simples kayaks jusqu'à Bordeaux, où ils ont pour mission de détruire plusieurs navires ennemis. Des dix hommes engagés dans l'opération, deux meurent noyés et six sont pris, puis exécutés.
Le coût du monument (95 000 livres) a été presque intégralement couvert par une souscription.

### Phare de Grave

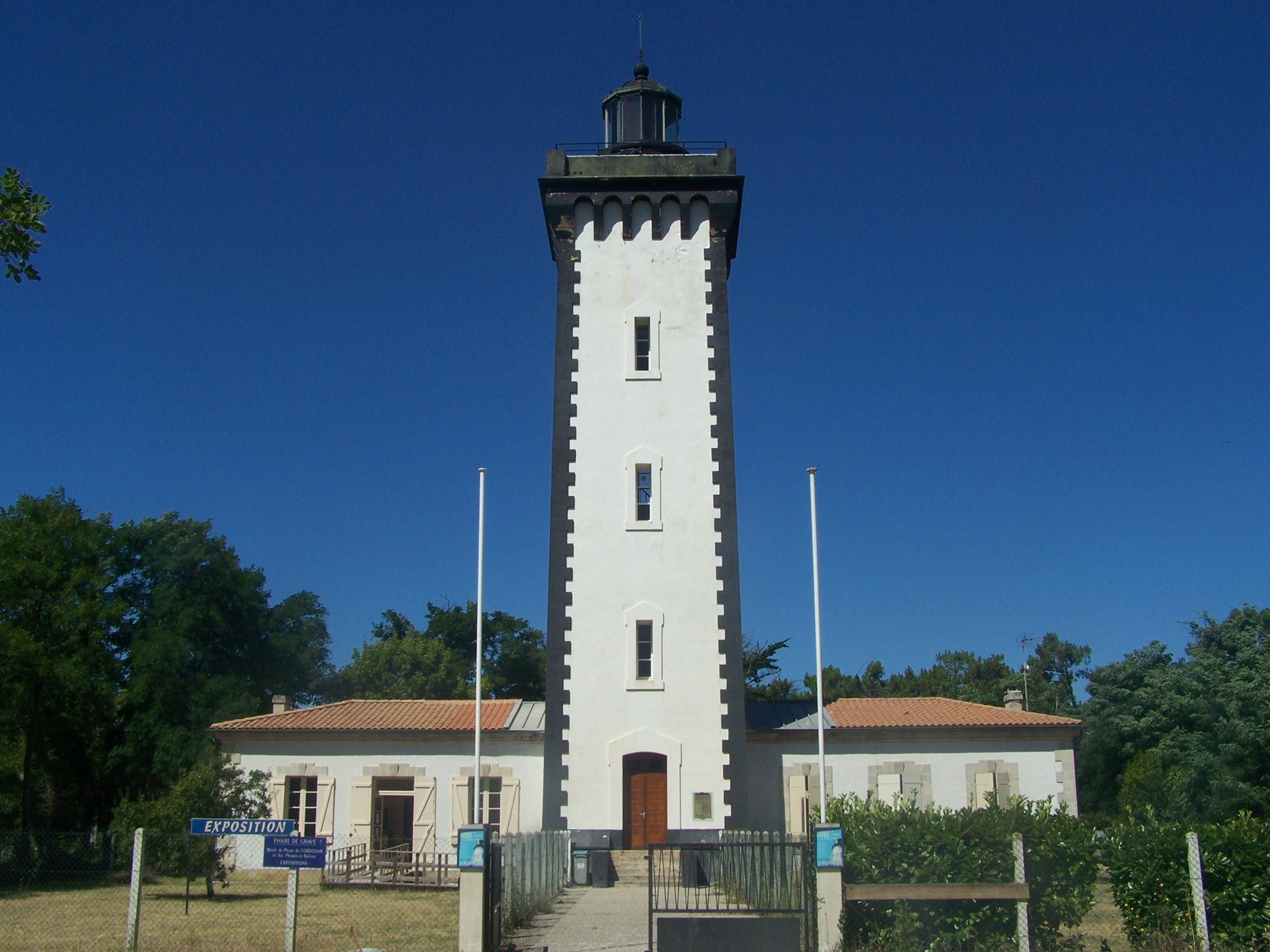
Le phare de Grave.

Situé à quelques centaines de mètres de Port-Bloc et de la dune du Sémaphore, émergeant de la forêt domaniale de la pointe de Grave, le phare de Grave est un des deux phares de la commune du Verdon-sur-Mer (avec le phare Saint-Nicolas, plus au sud). Du fait de l'instabilité du sol et du travail de sape de l'océan et de l'estuaire, plusieurs phares se succèdent à partir de 1823, la tour actuelle étant bâtie en 1860 et en seulement 9 mois ! Haute de 29,2 mètres, elle est en maçonnerie lisse, peinte en blanc, avec chaînes d'angle en pierres apparentes. La lanterne, accessible par un escalier de 107 marches, accueille un feu fixe blanc à occultations toutes les 5 s. Le phare a été électrifié en 1937 et est entièrement automatisé depuis 1955. À l'instar du phare de Cordouan (en mer) et du phare de la Coubre (sur la côte charentaise), il délimite l'entrée de l'estuaire de la Gironde.
Les anciens locaux techniques ont été aménagés en un musée consacré au phare de Cordouan tout proche et aux phares et balises de Gironde en général. Sont notamment présentés au public des maquettes et des éléments d'optique.

## Économie

La marina de Port Médoc, aux formes contemporaines, ouverte en 2004.

La pointe de Grave abrite plusieurs pôles commerciaux et touristiques, aménagés autour de Port-Bloc (embarcadère des bacs « La Gironde » et « Le Verdon ») et de la marina de Port Médoc, ouverte en 2004. Cette dernière comporte un bassin de 15 hectares pouvant abriter 800 bateaux de plaisance, sa capacité devant être portée à 1200 anneaux ultérieurement.
Les abords de la marina, traités de façon contemporaine, se déclinent en plusieurs esplanades, et accueillent commerces, bars et restaurants, ainsi que les services techniques du port.

## Liaisons
- Bac : Royan-Le Verdon
- Chemin de fer : la gare de La Pointe-de-Grave est le terminus de la ligne du Médoc venant de Bordeaux.